# Inhalt und Interpretation der Unendlichen Geschichte
Dies ist eine ausführliche Inhaltsangabe mit Interpretation des Romans Die unendliche Geschichte von Michael Ende. Das Werk ist ein zugleich märchenhafter, phantastischer und romantischer Bildungsroman und gehört inzwischen zu den neuen Klassikern der Kinder- und Jugendliteratur.

## Genre und Subgenre
Die Erzählung Die unendliche Geschichte gehört dem Genre des Romans an.
Komplexität und Vielschichtigkeit des Werkes erschweren jedoch seine Zuordnung zu einem bestimmten Subgenre. Rezensionen und literaturwissenschaftliche Arbeiten bezeichnen Endes Erzählung oft als „Märchenroman“. Dies wird vom Autor selbst gestützt, nach dessen Darstellung die inzwischen weit verbreitete Bezeichnung „Märchenroman“ für eine literarische Kategorie ursprünglich seine Idee war. Es gibt eine Reihe ganz ähnlicher Bezeichnungen, die Die unendliche Geschichte ebenfalls in die Nähe klassischer Märchen rücken: „Moralisches Märchen“, „Märchen für Erwachsene“, „phantastisches Märchen“, „psychologisches Märchen“ „Bildungsmärchen“ „modernes Märchen“ oder „Märchenbuch“. Man bescheinigt dem Buch eine Handlung auf Märchenebene, Märchen-Landschaften und eine märchenhafte Sprache. Ende selbst soll eine Affinität des Buches zum Märchen hergestellt haben, die eine Märchenrenaissance eingeleitet hat. Tatsächlich spielen Märchen für Michael Ende eine ebenso wichtige Rolle wie für die deutsche Romantik. Seiner Ansicht nach sind Märchen keineswegs Kinderliteratur. Das, was heute als Kinderliteratur bezeichnet werde, gehe auf die Anfänge des 19. Jahrhunderts zurück. Märchen habe es zu dieser Zeit schon lange gegeben, aber sie seien nicht nur für Kinder bestimmt gewesen, sondern auch für Erwachsene. Laut Ende hatten Märchen damals eine größere Bedeutung als heute. Aber der moderne Intellektualismus habe die traditionelle europäische Spiritualität zu verdrängen begonnen und damit die persönliche Weltsicht mit ihrer aufschäumenden Leidenschaft; stattdessen sei die ganze Welt buchstäblich inhuman geworden. Interpretationen, die Endes Erzählung durchgängig märchenhafte Züge zuweisen oder sie als ein am Volksmärchen orientiertes Kunstmärchen betrachten, entsprechen aber nicht den tatsächlichen Gegebenheiten. „Die unendliche Geschichte“ folgt weder in stilistischer noch in struktureller Hinsicht konsequent der Märchenform. Märchenelemente werden oft nur oberflächlich nachgeahmt oder nachgestellt. Die Rahmenhandlung erinnert vielmehr an einen Bildungsroman, der mit einer an Märchen im klassischen Sinne erinnernde Binnenhandlung zusammengeführt wird. Auf diese Weise werden Gegensätze wie Fiktion und Realität, das Ich und die Welt, innen und außen zusammengeführt und schließlich auf der Handlungsebene, nicht aber auf der Bewusstseinsebene, miteinander verschmolzen. Die unendliche Geschichte behandelt zudem phantastische (Konfrontation zweier Dimensionen) und romantische (Auflösung der Dimensionen) Themen. Die Märchenelemente dienen lediglich als Katalysator für einen phantastischen Bildungsroman und als Hülle für dessen Weiterführung im romantischen Sinne. Das Werk ist somit ein zugleich märchenhafter, phantastischer und romantischer Bildungsroman.

## Inhalt

### Dualismus Menschenwelt und Phantasien, Handlungsstränge, Verschmelzung
Michael Ende verschachtelt in seiner „Unendlichen Geschichte“ verschiedene Handlungsstränge miteinander, die in zwei unterschiedlichen Dimensionen angesiedelt sind. Auf der einen Seite steht die Erde, im Buch als „Äußere Welt“ oder „Welt der Menschenkinder“ bezeichnet, unsere physische Lebenswirklichkeit. Auf der anderen Seite findet sich das märchenhafte Reich Phantásien, in dem der Mensch mit Hilfe der Phantasie seinen Wünschen Gestalt verleiht; eine andere Form unserer Lebenswirklichkeit, die sich nur im Geiste abspielt, für Ende aber nicht weniger real ist. Der erste Handlungsstrang behandelt die Geschehnisse in der Menschenwelt, der zweite die Ereignisse in Phantásien. Der dritte entsteht durch die Verschmelzung der beiden ersten Handlungsstränge und betrifft beide Welten.
Ende verbindet diese beiden Realitäten vor allem durch den Protagonisten, einen zehn- oder elfjährigen Jungen namens Bastian Balthasar Bux. Dieser bewegt sich innerhalb beider Ebenen und überschreitet mehrfach deren Grenzen. Wechselt der Handlungsverlauf zunächst zwischen den Dimensionen hin und her (Kapitel I. bis XII.), verschmelzen die Handlungsstränge durch Bastians Eintritt in das Reich der Phantasie schließlich miteinander (Kapitel XIII. bis XXVI., erste Hälfte), um sich anlässlich seiner Rückkehr in die Menschenwelt wieder zu trennen (Kapitel XXVI., zweite Hälfte).
Die Kapitel I bis XII (oder „A“ bis „L“) berichten davon, wie der Menschenjunge Bastian Balthasar Bux in einem Buch gespannt die Suche des gleichaltrigen Phantásiers Atréju verfolgt, der ausgeschickt wurde, die Ursache für die Krankheit der Herrscherin Phantásiens, der Kindlichen Kaiserin, zu finden, mit deren Tod auch das Reich der Phantasie vergehen würde. Schließlich begreifen beide, dass nur Bastian selbst die Rettung bringen kann; er muss der Kindlichen Kaiserin einen neuen Namen geben. Atréjus Aufgabe besteht darin, Bastian mit dem Problem vertraut zu machen und ihn auf den Weg nach Phantásien zu führen. Indem er die Unendliche Geschichte liest, begleitet Bastian Atréju gleichsam auf seiner Großen Suche. Der Verlauf der Handlung entspricht hier dem narrativen Prinzip der Heldenreise.
In den Kapiteln XIII. bis XXVI. („M“ bis „Z“) wird Bastian ein Teil Phantásiens. Er stellt fest, dass seine Phantasie ihm unendliche schöpferische Kraft verleiht, eine Macht, die ihm zugleich ein großes Maß an Verantwortung auferlegt, und zwar für seine Werke ebenso wie für sich selbst. Bastian muss seinen wahren Willen erkennen, um letztendlich den Weg nach Hause zu finden.
Im letzten Kapitel (XXVI. bzw. „Z“), dessen zweite Hälfte wieder in der Welt der Menschen spielt, schildert Ende, wie sich Bastian durch seine Erfahrungen in Phantásien verändert hat und welche Lehren er aus seiner Reise zieht.

### Struktur des Buches
Damit der Leser leichter verfolgen kann, in welcher der Ebenen sich die Handlung zum aktuellen Zeitpunkt abspielt, hat der Autor seinem Roman eine besondere Struktur gegeben. Verschiedene Schriftfarben machen kenntlich, in welcher der beiden Dimensionen der jeweilige Handlungsstrang angesiedelt ist. Außerdem gliedert sich das Buch in 26 Kapitel, die jeweils mit einem bestimmten Buchstaben beginnen (in alphabetischer Reihenfolge von „A“ bis „Z“). Diese Hilfestellung verringert das Problem, dass ein geordneter Zugang zu der Erzählung aufgrund ihrer Vielschichtigkeit selbst in der Forschung als schwierig gilt.

#### Rote und grüne Schrift
Die unendliche Geschichte ist in aller Regel nicht in schwarzer Schrift gedruckt. Die meisten Ausgaben verwenden zwei Schriftfarben. Rote Schrift steht dabei für Handlungsstränge, die in der Menschenwelt angesiedelt sind, blaugrüne bzw. grüne Schrift für die Geschehnisse in Phantásien (die Farben variieren). Nach Klaus Berger wird die Farbe Rot bei vielen Völkern als Farbe des Lebens geschätzt. Grün hingegen habe eine mittlere und vermittelnde Bedeutung, etwa zwischen den Farben Rot und Blau, die einerseits Hölle und andererseits Himmel symbolisierten. In der esoterischen Farbenmystik sei die Bedeutung der Farbe Grün mit dem astralen Wachstum verbunden. Die Idee für die doppelte Farbgebung stammte von der Illustratorin Roswitha Quadflieg, die auch die Initialen an den Kapitelanfängen geschaffen hat.
Ende selbst hat die unterschiedliche Farbgebung in einem Interview wie folgt kommentiert:

„Diese Sache mit den zwei Farben und dieses Verschränken ist eine Art von Spielregel, die dem Leser angeboten wird. Er wird zu einem Spiel eingeladen. Man hat in den letzten Jahren vergessen, dass Kunst und Literatur unter anderem eben auch Spiel sind. Spiel im allerhöchsten Sinn. Wie der heute leider wenig beachtete Schiller es in seinen Ästhetischen Briefen so schön darlegt: Das Spiel ist der eigentliche Ort, in dem sich die Freiheit des Menschen offenbart. Es gehört mit zu meinen wesentlichsten Motiven, Spiel in Gang zu setzen. Nicht von ungefähr bin ich auch durch Kinderbücher in den literarischen Salon eingetreten. Eine Sache übrigens, die mir noch immer nicht ganz verziehen wird, denn was mit Kindern zu tun hat, gilt, zumindest in Deutschland, immer als zwei oder dritte Kategorie – man hat es nicht ganz geschluckt, dass da plötzlich ein Kinderbuchautor in der literarischen Szene auftaucht. Aber eben deswegen, weil es gerade im Kinderbuch möglich ist zu spielen, habe ich zunächst einmal mit dem Kinderbuch angefangen. Nun hat eine Grenzüberschreitung stattgefunden. Diesen Spielcharakter will ich unbedingt beibehalten.“

#### Sechsundzwanzig Kapitel
Das Buch hat 26 Kapitel, jedes davon beginnt in alphabetischer Reihenfolge von „A“ bis „Z“ mit einer großen, reichhaltig verzierten Initiale. Berger hält dies für eine Anspielung auf die Buchstabenmystik der Kabbala, was Ende auch bestätigt hat. Ende hielt Buchstaben für äußerst wichtig und legte auch in der Unendlichen Geschichte großen Wert darauf, so etwa beim Namen Xayíde, der unbedingt mit einem y geschrieben werden musste. Dabei lehnte er sich an den Gedanken der Kabbala an, dass Buchstaben Zahlenwerte haben und über den reinen Laut hinweg Bedeutungen entfalten. Der Erklärungswert eines Buchstaben umfasst letztlich mehr als nur einen Laut, sondern verweist auf die menschliche Innenwelt.
Die Gesamtgestaltung wurde zusammen mit der Illustratorin Roswitha Quadflieg entwickelt. In der Neuauflage des Buches von 2004 fehlen diese Initialen sowie die grüne Schrift. Dabei spielen die Buchstaben eine wichtige Rolle für die Dramaturgie des Romans. Bastian tritt genau in der Mitte des Romans, beim Buchstaben M, nach Phantásien über.
Ende hat in seine Erzählungen immer wieder Elemente und Symbole eingeflochten, die eine zyklische anstelle einer linearen Weltauffassung symbolisieren sollen; darunter die Schlange und verschiedenste fernöstliche Bezüge. Die Illustration des letzten Buchstaben, des „Z“, lässt erkennen, dass dort wieder zurück auf das „A“ verwiesen wird. Denn schließlich hat eine unendliche Geschichte kein letztes Kapitel. Dieser Rückverweis findet seine Entsprechung im Alten vom Wandernden Berge, der „Die unendliche Geschichte“ niederschreibt und schließlich auf Bitten der Kindlichen Kaiserin wieder von vorn anfängt, dort nämlich, wo Bastian ins Antiquariat von Karl Konrad Koreander stürmt. Und als seine Erzählung die Stelle erreicht, wo die Kindliche Kaiserin ihn bittet, wieder von vorn zu beginnen, geschieht dies erneut. Alle Beteiligten bleiben so lange in einem ewigen Kreislauf gefangen, bis Bastian sich endlich traut, seinen Platz in der Geschichte einzunehmen, in sie hineintaucht und sie fortschreibt.
In einem Brief an eine Leserin schreibt Ende, dass er eigentlich beabsichtigt hatte, einen Schriftgrafiker mit der Erstellung der Initialen zu beauftragen. Die Einfügung der Bilder durch Roswitha Quadflieg habe er so nicht intendiert. Er habe weniger ein mittelalterlich anmutendes als ein schön geschmücktes Buch im Hinterkopf gehabt, so wie Antonio Basoli es für die italienische Ausgabe gestaltet habe. Illustrationen halte er für ein reines Schmuckelement. Das Buch sollte „geheimnisvoll und besonders wirken – sozusagen als eine Art Zauberbuch“ Allerdings erklärte Michael Ende sich mit der Gestaltung ohne Widerspruch einverstanden. Ende sagte in diesem Zusammenhang über sich selbst: „Ich bin eben ein alter Perfektionist und nie ganz zufrieden. Das betrifft genauso meinen eigenen Text.“
Nach Auskunft des Verlegers Hansjörg Weitbrecht in einem Brief an die Künstlerin trug die liebevolle Gestaltung des Buches wesentlich zu dessen Erfolg bei.

#### Benennung der Kapitel
| Nummer | Kapitel                                                  | Buchstabe |
| ------ | -------------------------------------------------------- | --------- |
|        | Einleitung („tairauqitnA rednaeroK darnoK lraK rebahnI“) |           |
| I      | Phantásien in Not                                        | A         |
| II     | Atréjus Berufung                                         | B         |
| III    | Die uralte Morla                                         | C         |
| IV     | Ygramul, die Viele                                       | D         |
| V      | Die Zweisiedler                                          | E         |
| VI     | Die drei magischen Tore                                  | F         |
| VII    | Die Stimme der Stille                                    | G         |
| VIII   | Im Gelichterland                                         | H         |
| IX     | Spukstadt                                                | I         |
| X      | Der Flug zum Elfenbeinturm                               | J         |
| XI     | Die Kindliche Kaiserin                                   | K         |
| XII    | Der Alte vom Wandernden Berge                            | L         |
| XIII   | Perelín, der Nachtwald                                   | M         |

| Nummer | Kapitel                           | Buchstabe |
| ------ | --------------------------------- | --------- |
|        |                                   |           |
| XIV    | Goab, die Wüste der Farben        | N         |
| XV     | Graógramán, der Bunte Tod         | O         |
| XVI    | Die Silberstadt Amargánth         | P         |
| XVII   | Ein Drache für Held Hynreck       | Q         |
| XVIII  | Die Acharai                       | R         |
| XIX    | Die Weggenossen                   | S         |
| XX     | Die Sehende Hand                  | T         |
| XXI    | Das Sternenkloster                | U         |
| XXII   | Die Schlacht um den Elfenbeinturm | V         |
| XXIII  | Die Alte-Kaiser-Stadt             | W         |
| XXIV   | Dame Aiuóla                       | X         |
| XXV    | Das Bergwerk der Bilder           | Y         |
| XXVI   | Die Wasser des Lebens             | Z         |

### Figuren und magische Gegenstände
In der Erzählung spielen eine Reihe von Charakteren und magischen Gegenständen eine wichtige Rolle.

### Handlungsverlauf
Protagonist der Erzählung ist Bastian Balthasar Bux, ein zehn- oder elfjähriger Junge mit dunkelbraunem Haar und blassem Gesicht. Bastian ist oft allein. Von seinen Mitschülern wird er ständig gehänselt und herumgeschubst, weil er klein, dick und unsportlich ist. Auch seine schulischen Leistungen lassen zu wünschen übrig; gerade musste er eine Klasse wiederholen. Seine Mutter ist vor einiger Zeit verstorben. Der Vater redet seither nur noch selten mit ihm und versucht, die Trauer durch seine Arbeit als Zahntechniker zu betäuben. Bastian flüchtet sich deshalb in seine Phantasien. Er liest leidenschaftlich gern erfundene Geschichten und erfindet selbst welche, wofür er ebenfalls von seinen Klassenkameraden verspottet wird. Bastians Idealvorstellung ist eine unendliche Geschichte. Eine Erzählung, bei der er nie von lieb gewonnenen Figuren Abschied nehmen muss.

#### Einleitung; Kapitel I. bis XII. (A – L): Ereignisse vor der Verschmelzung

##### Die Einleitung: „tairauqitnA – rednaeroK darnoK lraK :rebahnI“
Bastians Geschichte fängt mit einer Flucht an. Als er wieder einmal von einigen Mitschülern verfolgt wird, flüchtet er in das Buchantiquariat des Karl Konrad Koreander. Michael Endes Buch „Die unendliche Geschichte“ beginnt mit den Buchstaben „tairauqitnA – rednaeroK darnoK lraK :rebahnI“. Wie sich bald herausstellt, handelt es sich um die Abbildung des Ladenschildes („Antiquariat – Inhaber: Karl Konrad Koreander“), das in Spiegelschrift gedruckt ist, so wie man es sieht, wenn man vom Inneren des Raumes her auf die Straße blickt.
Endes Beschreibung des Buchhändlers ähnelt stark der eines märchenhaften Zauberers (Merlin, Gandalf oder der später erfundene Dumbledore). Als Bastian in seinen Laden kommt, liest er gerade in einem Buch, das dem Jungen bald darauf das Tor in das Reich der Phantasie, Phantásien, öffnen soll.
Bastian betritt gehetzt das Antiquariat. Der scheinbar griesgrämige ältere Herr ärgert sich über den plötzlichen Lärm und will Bastian des Hauses verweisen, und zwar auch deshalb, weil er nach eigener Aussage Kinder nicht leiden kann und ihnen nicht traut. Bald wird deutlich, dass Koreanders ablehnende Haltung gegenüber jungen Menschen aus Vorurteilen resultiert. Er vermutet, Bastian habe eine Ladenkasse ausgeraubt oder eine alte Frau niedergeschlagen; die wirkliche Erklärung für die Eile des Jungen zieht er gar nicht in Betracht. Aus diesem Grund will er ihm auch keine Bücher verkaufen.
Trotz Koreanders abweisender Haltung kommt es zu einem Dialog zwischen dem Buchhändler und seinem jungen Gast. Dieser wagt es, Koreander zu widersprechen: „Alle [Kinder] sind aber nicht so“. Wie sich bald herausstellt, ist dieses Maß an Mut für Bastian bereits ungewöhnlich, aber Koreander zeigt sich durchaus beeindruckt und kommt ins Grübeln, und bald schon wird klar, dass beide einige Gemeinsamkeiten haben. Neben der Leidenschaft für Bücher ist dies vor allem eine Kuriosität ihrer beider Namen: Beide beginnen mit einer dreifachen Alliteration. Bei Bastian Balthasar Bux sind dies drei Bs, bei Karl Konrad Koreander drei Ks. Koreander äußert sich zunächst abfällig über Bastians Namen, bis dieser ihn darauf aufmerksam macht, dass Koreanders Name das gleiche Merkmal aufweist. Danach ist das Eis einstweilen gebrochen.
Koreander versucht zu ergründen, warum Bastian auf der Flucht war und mit wem er es zu tun hat. In diesem Rahmen stellt sich heraus, dass Bastians Geschichte von Versagen geprägt ist. Er schafft es nicht, sich gegen seine Mitschüler zu wehren, er ist unsportlich, hat wenig Kraft, ist ängstlich, unentschlossen und darüber hinaus ein schlechter Schüler, der eine Klasse wiederholen musste. Als der Buchhändler wissen möchte, was seine Eltern dazu sagen, erklärt Bastian, seine Mutter sei tot.
Koreander verlässt den Raum, als das Telefon klingelt; er begibt sich in ein kleines Kabinett hinter dem Laden und schließt die Tür hinter sich. Bastian nutzt diese Zeit, um sich das Buch näher anzusehen, in dem Koreander gelesen hatte, als er den Laden betrat. Es ist in kupferfarbene Seide gebunden und trägt den Titel Die unendliche Geschichte. Auf dem Einband sind zwei Schlangen zu sehen, die einander in den Schwanz beißen. Bücher ziehen Bastian unwiderstehlich an, dieses jedoch hat es ihm besonders angetan, denn eine unendliche Geschichte hatte er sich immer gewünscht. Eine Geschichte, in der er niemals Abschied nehmen muss von den Gestalten, mit denen er so viele Abenteuer erlebt hat, eine Geschichte, die niemals zu Ende geht. Für Bastian das Buch der Bücher, das er um jeden Preis besitzen muss. Bastian kann der Versuchung nicht widerstehen. Da Koreander kategorisch ausgeschlossen hatte, ihm ein Buch zu verkaufen, stiehlt Bastian es und verlässt fluchtartig den Laden, wodurch er unbeabsichtigt Koreanders Vorurteile bestätigt.
Wieder befindet sich Bastian auf der Flucht; vordergründig auf der Flucht aus Koreanders Laden, aber eigentlich flüchtet Bastian vor der ganzen Welt und vor allem vor seinem eigenen schlechten Gewissen. Er fürchtet die Strafe, weil er die Regeln der Gesellschaft gebrochen hat, er fürchtet die Enttäuschung, die sein Vater angesichts des Diebstahls empfinden wird, und er glaubt, sich als Dieb in den Augen der Welt unmöglich gemacht zu haben. Deshalb sucht er einen Zufluchtsort, den er schließlich auf dem Speicher seiner Schule findet. Obwohl er keine Ahnung hat, wie er dort längere Zeit überleben soll, hält er seine Entscheidung für endgültig. Er richtet sich auf dem Speicher ein, wo er für eine lange Zeit zu bleiben gedenkt. Seinem Vater, so meint er, könne er nie mehr unter die Augen treten.
Zwischen einer Reihe ausgestopfter Tiere beginnt Bastian, in der Unendlichen Geschichte zu lesen, die von den Geschehnissen im Reich der Phantasie berichten, Phantásien.

##### Kapitel I. (Buchstabe A): Phantásien in Not
Michael Endes Beschreibung der Welt Phantásien beginnt mit dem Haulewald, wo uralte, riesige Bäume wachsen. Dort sind vier Botschafter zugegen, die aus ganz unterschiedlichen Teilen Phantásiens stammen und doch in der gleichen Mission unterwegs sind. Sie sollen der Kindlichen Kaiserin, der Herrscherin des Reiches, die im Zentrum Phantásiens in ihrem Elfenbeinturm residiert, die gleiche schreckliche Nachricht übermitteln: Teile ihrer Heimat sind einfach verschwunden. Beispielsweise ist der See Brodelbrüh im Moder-Moor zur Gänze fort (und nicht etwa ausgetrocknet). Wo er einst gewesen ist, befindet sich nunmehr keine trockene Stelle und kein Loch, sondern ein vollständiges, mysteriöses Nichts, dessen Anblick kein Auge ertragen kann, da es den Anschein erweckt, als wäre man erblindet. Nachdem zunächst nur einzelne Stellen betroffen waren, hat dieses Nichts nun begonnen, sich auszuweiten. Es dehnt sich langsam, aber stetig aus, und es übt eine unwiderstehliche Anziehungskraft aus. Wer sich in seiner Nähe aufhält, verspürt das Verlangen, selbst hineinzuspringen. Wer mit einem Körperteil hineingerät, verliert dieses sofort. Es tut nicht weh, aber derjenige verschwindet dann innerhalb einer kurzen Zeitspanne vollständig. Alles, was ins Nichts gerät, bleibt verschwunden.
Da es bereits nach Mitternacht ist, haben sich drei der Parlamentäre um ein Lagerfeuer versammelt. Es handelt sich um den Felsenbeißer Pjörnrachzarck, eine riesenhafte Lebensform, die sich von Steinen ernährt, aber auch alles lebensnotwendige aus Steinen herstellt und konsequenterweise auf einem steinernen Fahrrad unterwegs ist, den Nachtalben Wúschwusul, der auf einer Fledermaus reitet, und den Winzling Ückück mit seiner Rennschnecke. Hinzu kommt das Irrlicht Blubb aus dem Moder-Moor, das sich verlaufen hat und die drei anderen nach dem Weg fragen möchte. Normalerweise hätte sich das Irrlicht von dieser Versammlung ferngehalten, weil diese scheinbar sehr unterschiedlichen Völker einander misstrauen und sich gelegentlich im kriegerischen Wege begegnen. Doch ist seine Mission sehr eilig, es muss den Weg rasch wiederfinden, außerdem verlässt es sich darauf, dass auch die anderen als Botschafter entsandt wurden und die Friedenspflicht dieses Status achten.
Im sich entwickelnden Dialog erfahren die Botschafter, dass sie alle aus dem gleichen Anlass das gleiche Ziel verfolgen. Statt gemeinsam zu reisen, trennen sich die vier. Jeder möchte der erste sein, der am Elfenbeinturm eintrifft, und jeder glaubt, seine Art zu reisen wäre die schnellste. Tatsächlich ist es der Winzling auf seiner Rennschnecke, der lange vor den anderen am Ziel eintrifft, derjenige also, dem die anderen die geringsten Chancen eingeräumt hatten. Die anderen treffen erst sehr viel später ein.
Die Botschafter kommen jedoch einstweilen nicht dazu, zur Kindlichen Kaiserin vorzudringen, denn der Turm ist voll von anderen Gesandten aus allen Teilen Phantásiens. Zudem erfahren die Parlamentäre, dass die Kindliche Kaiserin niemanden empfangen kann, da sie schwer erkrankt ist und sich die besten Ärzte des Reiches um ihren Gesundheitszustand kümmern. Doch keiner ist in der Lage, ein Heilmittel zu finden. Die Vermutung drängt sich auf, dass das Auftreten des Nichts irgendwie mit der Krankheit in Verbindung steht.
Die Botschafter müssen sich also anmelden und warten, bis sie zur Kindlichen Kaiserin vorgelassen werden. Diese Zeit nutzen sie, um sich miteinander anzufreunden. Doch dies, sagt Ende, sei eine andere Geschichte und soll ein andermal erzählt werden.
Im ersten Kapitel ist über Bastian zu erfahren, dass er keine Bücher mag, die irgendwelche langweiligen Alltagsgeschichten transportieren. Vor allem hasst er es, wenn Bücher ihn zu etwas „kriegen“ wollen. Seine Welt sind erdachte, phantasievolle Bücher.

##### Kapitel II (Buchstabe B): Atréjus Berufung
Die verschiedensten Rassen und Völker haben Ärzte entsandt, um der Kindlichen Kaiserin zu helfen. Darunter befinden sich auch normalerweise nicht besonders wohltätige und gesundheitsfördernde Wesen wie Hexer, Vampire und Gespenster. Der Leser erfährt auf diese Weise, dass die Kindliche Kaiserin der Mittelpunkt des Lebens in Phantásien ist. Sie herrscht nicht, sie wendet niemals Gewalt an oder gebraucht ihre Macht, sie befiehlt nicht und richtet niemanden, sie greift niemals ein und muss sich niemals gegen einen Angreifer zur Wehr setzen, denn niemand hätte sie jemals angegriffen oder sich gegen sie erhoben. Vor ihr gelten alle als gleich. Ohne sie kann nichts in Phantásien bestehen. Ihr Tod wäre das Ende aller Phantásier, egal welcher Art sie sind, und auf geheimnisvolle Weise wissen alle Phantásier davon, daher sorgen sich auch alle um ihr Leben.
Durch den Gedanken an die Ärzte und den Tod wird Bastian an seine Mutter erinnert, die während einer Operation verstorben ist. Seit dieser Zeit hat sich sein Vater stark verändert. Obwohl es Bastian rein physisch an nichts mangelt, kommt er an seinen Vater nicht mehr heran, der stets tief in Gedanken versunken ist und wirkt, als wäre er ganz weit weg.
Doch auch die fünfhundert besten Ärzte Phantasiens wissen keinen Rat, warum das Leben der kindlichen Kaiserin zu erlöschen droht, auch nicht der anerkanntermaßen beste Arzt Phantasiens, ein Schwarz-Zentaur namens Cairon, der als Experte für alle Heilkräuter gilt. Es scheint jedoch offensichtlich, dass die Krankheit der goldäugigen Gebieterin der Wünsche, wie die kindliche Kaiserin auch genannt wird, und das Auftreten des Nichts in irgendeiner Art miteinander zu tun haben.
Die Kindliche Kaiserin übergibt daraufhin Cairon ein magisches Amulett mit Namen AURYN, das ihre Macht repräsentiert und den Träger zu ihrem Stellvertreter macht. Es wird auch das Kleinod oder der Glanz genannt. Das Amulett ist golden und zeigt eine helle und eine dunkle Schlange, die einander in den Schwanz beißen und so ein Oval bilden. Bastian findet das gleiche Symbol auf dem Einband des Buches wieder, in dem er liest. Cairon soll das Amulett nicht tragen, sondern lediglich überbringen, und zwar an eine Grünhaut namens Atréju, der in einer Steppenlandschaft wohnt, dem sogenannten Gräsernen Meer. Der Zentaur soll ihm seine Aufgabe erklären und ihn auf die Reise schicken, um nach einer Rettung für die Kindliche Kaiserin zu suchen. Cairon kann nicht ahnen, dass es sich bei Atréju um einen zehnjährigen Jungen handelt, der noch nicht einmal in die Reihe der Jäger des Stammes aufgenommen worden ist. Der Initiationsritus, der aus ihm einen solchen Jäger machen soll, das Erlegen eines gewaltigen Purpurbüffels, seines Büffels, wird durch die Ankunft Cairons unterbrochen, der sofort nach Atréju schicken lässt und damit verhindert, dass dieser den Pfeil abfeuert, den er bereits schussbereit in Händen hält.
Atréju ist zunächst erbost über dieses Geschehen, und Cairon hegt große Zweifel, ob der Junge der Aufgabe gewachsen ist, die die Kindliche Kaiserin für ihn vorgesehen hat. Doch als Atréju AURYN erkennt und erfährt, um welche Aufgabe es geht, erklärt er sich, ohne zu zögern, bereit, der Bitte der Kindlichen Kaiserin Folge zu leisten. Die Entschlossenheit, mit der Atréju die Aufgabe annimmt, lässt Cairon begreifen, dass die Kindliche Kaiserin in einer solch wichtigen Angelegenheit nicht irren kann. Auch Bastian zeigt sich beeindruckt; er wäre gerne so gutaussehend, mutig und entschlossen wie Atréju. So übergibt Cairon AURYN, und Atréju bricht zusammen mit seinem Pferd Artax sofort auf.
Atréjus Queste wird die Große Suche genannt. Zwar ist er mit AURYN Träger der Macht der Kindlichen Kaiserin, doch wie sie darf er sie nicht benutzen, sondern ist darauf beschränkt, zu suchen und zu fragen, um das Geheimnis zu ergründen. Da Atréju kein konkreter Weg vorgegeben wurde, lässt er sich vom Schicksal leiten. Er überlässt seinem sprechenden Pferd Artax die Wahl der Richtung, in die die beiden reiten.
Gegen Ende des Kapitels erfährt der Leser, dass sich auf einer weit entfernten nächtlichen Heide ein Schattenwesen manifestiert, das den Geruch gefunden zu haben scheint, den es sucht, und daraufhin die Verfolgung dieses Geruches aufnimmt.
Bastian lässt sich von Atréju und seinem Pferd Artax begeistern und stößt einen Kampfschrei aus. Er fürchtet, sich dadurch verraten zu haben, doch niemand entdeckt ihn in seinem Versteck.

##### Kapitel III (Buchstabe C): Die Uralte Morla
Das dritte Kapitel beginnt mit der Schilderung, dass Caíron, erschöpft von der Reise, von den Grünhäuten gepflegt wird. Es heißt, sein weiteres Schicksal werde ihn auf einen höchst unvermuteten Weg führen, doch sei dies eine andere Geschichte und solle ein andermal erzählt werden.
Atréjus Große Suche führt ihn durch verschiedene Länder und Städte Phantásiens, die sich alle voneinander unterscheiden und damit aufzeigen, wie vielfältig die Möglichkeiten im Reich der Phantasie sind. Träume von Büffeln begleiten seine Reise. Speziell „sein“ Büffel, durch dessen Erlegen er zum Jäger geworden wäre, spielt in seiner Traumwelt immer wieder eine entscheidende Rolle.
Schließlich kommt Atréju im Haulewald an und trifft dort auf Borkentrolle, Wesen, die aussehen wie Bäume. Sie können allerdings sprechen und laufen auf wurzelartigen Beinen. Die Borkentrolle haben bereits von Atréjus Mission gehört und warnen ihn vor dem Nichts, das sich in diesem Gebiet auszudehnen begonnen hat. Die anderen Bewohner des Haulewaldes sind geflohen, doch die Trolle wollten ihre Heimat nicht verlassen. Bei der Berührung mit dem Nichts haben sie einige Extremitäten eingebüßt, einer hat sogar ein Loch in der Brust. Sie verspüren keinerlei Schmerzen, aber sie wissen, dass der Prozess unumkehrbar ist; bald werden sie sich gänzlich aufgelöst haben. Die Borkentrolle führen Atréju zu dem Ort, wo sich das Nichts ausbreitet. Der „Indianerjunge“ blickt hinein, doch sein Auge kann den Anblick des völligen Nichts nicht ertragen. Als Atréju sich mit Schaudern abwendet, sind die Borkentrolle verschwunden.
In der Nacht erscheint Atréjus Büffel erneut, diesmal kann er sprechen. Wenn du mich getötet hättest, so wärest du jetzt ein Jäger. Doch du hast darauf verzichtet, so kann ich dir nun helfen, offenbart ihm das Traumbild und gibt ihm den Auftrag, nach Norden in die Sümpfe der Traurigkeit zu reisen und dort den Hornberg aufzusuchen, wo die Uralte Morla wohnen soll. Atréju zögert nicht, seiner Vision Glauben zu schenken und tut, wie ihm geheißen wurde.
Nach einigen Tagen erreichen Atréju und Artax die Sümpfe der Traurigkeit. Nachdem sie ein Stück weit hineingeritten sind, wird Artax von der Traurigkeit und Hoffnungslosigkeit dieses Ortes erfasst. Er findet nicht die Kraft, sich dagegen zu wehren, und versinkt langsam im Sumpf. Atréju selbst ist davon nicht betroffen; das Zeichen der Kindlichen Kaiserin schützt ihn und führt ihn auch auf den richtigen Weg zum Hornberg, wo er nach einigen Stunden des Fußmarsches auch ankommt.
Es stellt sich heraus, dass der Hornberg der Panzer einer riesigen Schildkröte ist: die Uralte Morla selbst. Morla verweigert Atréju jede Hilfe, die dazu dient, Phantásien und damit ihr eigenes Leben zu retten. Sie ist uralt und meint, lange genug gelebt zu haben, ob sie lebt oder stirbt sei ihr gleichgültig, ebenso wie das Schicksal Phantásiens. Also wendet Atréju eine List an. Wenn es ihr wirklich völlig egal sei, was mit Phantásien geschieht, könne sie ihm auch genauso gut sagen, was sie weiß. Morla amüsiert sich über die Klugheit des Jungen und beschließt deshalb, ihm zu helfen.
Atréju erfährt auf diese Weise, dass die Kindliche Kaiserin einen neuen Namen braucht, um gesund zu werden. Sie ist uralt und ewig jung zugleich. Ihr Dasein, ihre Lebensspanne bemisst sich nicht nach Zeit oder Dauer, sondern nach Namen. Man muss ihr immer neue Namen geben. Gerät ihr Name in Vergessenheit, benötigt sie einen neuen. Doch kein Wesen in Phantásien ist dazu imstande, ihr einen Namen zu geben. Als Atréju wissen will, wer es könne, rät ihm Morla, die Uyulála im Südlichen Orakel aufzusuchen und ihr diese Frage zu stellen. Doch räumt sie Atréju keine Chance ein, rechtzeitig dorthin zu kommen. Nicht nur, dass der Ort zu weit entfernt liegt, um ihn in seiner Lebensspanne zu erreichen, bis dahin wird Phantásien im Nichts versunken und die Kindliche Kaiserin tot sein.
Gegen Ende dieses Abschnittes gelingt es dem Schattenwesen, Atréjus Spur aufzunehmen.
Im dritten Kapitel wird erstmals angedeutet, dass Bastians und Atréjus Schicksal miteinander verwoben sind. Als Atréju Hunger hat und isst, tut es Bastian ihm gleich. Zudem beginnt Bastian, sich mit Atréju zu vergleichen und überlegt sich, was er alles tun würde, wenn er wäre wie er. Er denkt, dass es für ihn einfach sein müsste, der Kindlichen Kaiserin einen neuen Namen zu geben. Im Erfinden von Geschichten ist er nämlich groß. So sehr er sich nach Phantásien sehnt, ist er aber doch froh, nicht dort zu sein, weil er die Gefahren dieses Ortes scheut.

##### Kapitel IV (Buchstabe D): Ygramul, die Viele
Ohne sein Pferd Artax und ohne Hoffnung, das Südliche Orakel jemals zu erreichen, um die Uyulála zu fragen, wer der Kindlichen Kaiserin einen Namen geben kann, kämpft Atréju sich zu Fuß aus den Sümpfen der Traurigkeit heraus und irrt schließlich durch eine Felsenwüste, die hinter den Sümpfen der Traurigkeit liegt. Bald erinnert sich Atréju, schon einmal von diesem Land gehört zu haben. Er befindet sich in den Toten Bergen, in denen ein Geschöpf namens Ygramul haust, das den Beinamen die Viele trägt. Um welche Art von Kreatur es sich dabei handelt, ist Atréju nicht bekannt.
Atréju muss sich vor Ungeheuern nicht fürchten, denn er trägt AURYN, das ihm zum Stellvertreter der Kindlichen Kaiserin macht. Diese ist keine Herrscherin im eigentlichen Sinne. Sie setzt ihre Macht niemals ein, sie wertet nicht, sie urteilt nicht, vor ihr ist alles und sind alle gleich. Gut und böse, schön und hässlich, diese Gegensätze sind für sie nicht existent. Umgekehrt werden die Kindliche Kaiserin und ihre Autorität, ausgedrückt in dem magischen Amulett, von allen Phantásiern respektiert, denn die Kindliche Kaiserin ist das Herz Phantásiens, ohne das nichts in diesem Land Bestand haben könnte.
Als Atréju einen tiefen und unüberwindlichen Abgrund erreicht, bleibt ihm nichts anderes übrig, als am Rande der Schlucht weiter zu wandern. Der Leser erfährt, dass der Schatten, der Atréju verfolgt, sich inzwischen zu einer pechschwarzen, ochsengroßen, wolfsähnlichen Gestalt verdichtet hat, die näher kommt.
Nachdem Atréju eine Höhle durchquert hat, bemerkt er plötzlich ein riesiges Spinnennetz, das von einem Rand des Abgrunds zum anderen gespannt ist. In diesem windet sich ein Glücksdrache, der sich im Kampf mit der Kreatur namens Ygramul befindet. Ygramul hat zunächst die Form einer Spinne, doch Atréju bemerkt rasch, dass das Wesen diese Gestalt verändern kann und sich beispielsweise in eine Hand oder einen Riesenskorpion verwandelt. Schließlich erkennt die junge Grünhaut, dass Ygramul aus einer Vielzahl von insektenartigen Kreaturen besteht, die ihre Position innerhalb des Schwarmes immer wieder verändern und so dessen Wandlung hervorrufen. Daraus erklärt sich auch der Beiname die Viele, auch wenn die Insekten von einem einzigen Willen gelenkt werden (siehe Superorganismus).
Da AURYN ihn schützt, schreitet Atréju furchtlos auf die Kämpfenden zu. Als Ygramul Atréju erblickt, greift Bastian zum ersten Mal in den Handlungsverlauf ein. Er stößt einen Schreckensschrei aus, der in Phantásien gehört wird: Er hallt plötzlich durch die Schlucht. Bastian wundert sich verständlicherweise über diese Textstelle, doch einstweilen kann er nicht ergründen, ob es tatsächlich sein eigener Schrei war, von dem er gerade gelesen hat.
Ygramul will Atréju gefangen nehmen, doch dieser gibt sich als Gesandter der Kindlichen Kaiserin zu erkennen. Ygramul erkennt AURYN und zeigt sich verhandlungsbereit. Atréju fordert den Glücksdrachen, um auf ihm zum Südlichen Orakel zu reiten, doch Ygramul weist diese Forderung zurück. Der Drache habe nur noch eine Stunde zu leben, da er mit Ygramuls Gift infiziert sei, und selbst unverletzt wäre er nicht schnell genug. Außerdem habe Atréju kein Recht, dies zu fordern, da die Kindliche Kaiserin jedes Geschöpf als das gelten lässt, was es ist. Ihre Macht setze sie niemals ein.
Doch bietet Ygramul eine Alternative an und verrät Atréju ihr größtes Geheimnis, das, würde es bekannt werden, ihren Tod bedeuten würde. Das Gift des Schwarms tötet innerhalb von einer Stunde, doch verleiht es demjenigen, der gebissen wurde, die Macht, sich an jeden beliebigen Ort Phantásiens zu wünschen, nur mit der Kraft der eigenen Gedanken. Atréju stimmt schließlich zu, lässt sich beißen und wünscht sich zum Südlichen Orakel. Als der Teleport einsetzt, verliert der Junge das Bewusstsein.
Wenig später erreicht der Wolf das Spinnennetz – doch Atréju ist verschwunden. Trotz aller Anstrengungen kann der Verfolger seine Spur nicht wiederfinden.
Bastian, der zum ersten Mal eine Mahlzeit auslassen muss, überlegt sich, nach Hause zu gehen, wo sich sein Vater bereit erklären würde, die Sache mit Koreander zu regeln. Doch er bleibt auf dem Speicher, weil er denkt, dass Atréju auch nicht so rasch aufgeben würde.

##### Kapitel V (Buchstabe E): Die Zweisiedler
Innerhalb von Sekundenbruchteilen ist Atréju zum Südlichen Orakel gelangt. Als er erwacht, befindet er sich wiederum in einer Felsenwüste, doch diesmal handelt es sich um den Eingangsbereich des Südlichen Orakels. Überrascht stellt der grünhäutige Junge fest, dass auch der Glücksdrache anwesend ist, der sich nun als Fuchur vorstellt. Er hat das Gespräch zwischen Atréju und Ygramul mit angehört und ebenfalls die Chance zur Flucht genutzt. Aus Loyalität zu seinem Retter ist er Atréju zu seinem Zielort gefolgt, um ihn bei der weiteren Durchführung seiner Mission zu unterstützen.
Dank des sprichwörtlichen Glücks des Glücksdrachens werden Atréju und Fuchur nur kurze Zeit später von einem Gnomenpärchen gefunden, das zudem auch noch über die nötigen Kenntnisse verfügt, Ygramuls Gift zu neutralisieren. Die beiden kleinen, älteren und etwas schrumpeligen Herrschaften führen hier in einer Höhle in der Nähe des Südlichen Orakels gemeinsam ein Einsiedlerleben, weshalb sie sich auch die Zweisiedler nennen. Engywuck ist der Name des stolzen und schnell gekränkten männlichen Gnoms. Er ist Wissenschaftler und erforscht das Südliche Orakel. Seine Frau Urgl hingegen versteht sich auf Kräuterkunde und Heilung. Die beiden liegen in einem ständigen Zwist miteinander, wie es unter langjährigen Eheleuten schon mal vorkommt, da jeder seine eigenen Prioritäten setzt. Urgl liegt vor allem die Heilung ihrer beiden Patienten am Herzen, während Engywuck sich brennend für Atréjus Wunsch interessiert, zum Südlichen Orakel zu gelangen. Beide wirken ein wenig ruppig und barsch, sind aber sehr bemüht darum, ihren Gästen zu helfen.
Engywuck führt Atréju in sein Observatorium, von dem aus man die beiden Sphingen sehen kann, die den Eingang zum Südlichen Orakel bewachen.
Auch in diesem Kapitel lässt Ende erkennen, dass Bastians und Atréjus Schicksale miteinander verwoben sind. Während der junge Phantásier ohnmächtig ist, legt Bastian eine Lesepause ein und sucht eine Toilette auf. Dabei wird er beinahe vom Hausmeister der Schule aufgespürt, sodass er fluchtartig auf den Speicher zurückkehrt. In diesem Rahmen erfährt der Leser, dass Bastians Neugier und Wissbegier von seiner Umwelt unterdrückt werden. So hat er versucht, die berechtigten Fragen zu ergründen, warum Romanhelden so gut wie nie die Toilette aufsuchen müssen oder ob Jesus wie ein normaler Mensch solchen Bedürfnissen nachgehen musste. Dafür ist er von seinen Mitschülern ausgelacht und vom Lehrer getadelt worden.

##### Kapitel VI (Buchstabe F): Die drei magischen Tore
Als Atréju auf dem Weg der Genesung ist, unterrichtet ihn Engywuck über sein Wissen, das er über das Südliche Orakel jahrelang angesammelt hat. Auf dem Weg zur Uyulála sind drei Tore zu durchschreiten, wobei das zweite Tor erst da ist, wenn man durch das erste gegangen ist, und das dritte erst, wenn man das zweite durchquert hat. Es ist also nicht möglich, die Tore einfach von außen zu umrunden.
Auf diese Weise erfährt Atréju, dass Engywuck über das Innere des Orakels, die Uyulála, nichts weiß. Sein Wissen ist aus zweiter Hand. Er selbst ist nie dort gewesen, weil er seine Arbeit für zu wichtig hält, um sich dem Risiko auszusetzen, auf dem Weg zum Orakel zu scheitern. Und diejenigen, die aus dem Inneren zurückgekommen sind, waren nicht bereit oder fähig, mit ihm über das zu reden, was sie dort vorgefunden haben. Engywuck drängt Atréju, ihm nach seiner Rückkehr alles zu sagen, doch dieser lehnt ab, schließlich könne es gute Gründe haben, warum die anderen geschwiegen haben. Engywuck reagiert mit großem Unmut auf diese Antwort.
Doch konnte Engywuck der jungen Grünhaut einiges über die Tore beibringen, die er durchschreiten muss. Die beiden Sphinxen bewachen das erste Tor, das auch das Große-Rätsel-Tor genannt wird. Man kann es nur passieren, wenn die Sphinxen ihre Augen schließen, denn ihr Blick, den nur eine andere Sphinx ertragen kann, sendet alle Rätsel der Welt aus. Wer von ihm erfasst wird, erstarrt und kann sich erst wieder bewegen, wenn er sie alle gelöst hat. Um das Tor zu passieren, müssen die Sphinxen die Augen schließen, was sie manchmal tun, manchmal auch nicht. Es gibt dabei kein erkennbares Muster.
Im Zauber-Spiegel-Tor sieht der Suchende sich selbst, doch nicht das äußere Erscheinungsbild, sondern sein wahres, inneres Wesen. Zur Wahrheit gelangt man oft erst, indem man den Mut aufbringt, ehrlich gegenüber sich selbst zu sein. An diesem Tor scheitern demnach viele, die die Wahrheit, die Begegnung mit sich selbst, nicht ertragen können.
Das Ohne-Schlüssel-Tor besteht aus unzerstörbarem phantásischen Selén. Man kann es nicht gewaltsam öffnen. Es öffnet sich vielmehr erst dann, wenn man sich ihm ohne jede Absicht nähert, es zu durchqueren. Was die Uyulála ist, weiß Engywuck nicht zu sagen. Niemand, der bei ihr war, wollte mit ihm darüber sprechen.
Schließlich verabschiedet sich Atréju von den beiden Gnomen und begibt sich in Richtung des Südlichen Orakels. Er hat Glück, die Sphinxen lassen ihn das Große-Rätsel-Tor passieren.
Bastian wird, stärker noch als zuvor, selbst ein Teil der Unendlichen Geschichte. Als Atréju etwas isst, verspürt auch Bastian Hunger. Zudem entdeckt er auf dem Dachboden einen Spiegel, der sich bald ebenfalls in ein Tor verwandelt. Das zweite Tor nämlich ist das Zauber-Spiegel-Tor. Wer in den Spiegel blickt, erkennt sein wahres Inneres. Als Atréju in den Spiegel blickt, sieht er durch den Spiegel auf dem Speicher und erblickt Bastian, wie er in Militärdecken gehüllt auf dem Speicher hockt und in der Unendlichen Geschichte liest. Bastian und Atréju sind also in Wahrheit zwei Aspekte der gleichen Persönlichkeit. Während Bastian verwirrt reagiert, wundert sich Atréju, wie leicht es ihm fällt, das Tor zu durchschreiten, an dem so viele andere gescheitert sind.
Das dritte Tor, das Ohne-Schlüssel-Tor, kann schließlich nur derjenige durchschreiten, der keinen Willen hat, es zu durchqueren. Atréju kann es zunächst nicht durchschreiten, bis er schließlich die Erinnerung verliert, auch an das, was er ist und an seine Mission. Da er nunmehr keinen Grund mehr kennt, die Uyulála aufzusuchen, wendet er sich um und will gehen. Doch wiederum greift Bastian in die Handlung ein. „Nein, nein, nicht fortgehen!“ sagte Bastian laut. „Kehr um, Atréju. Du musst durch das Ohne-Schlüssel-Tor.“ Er fordert Atréju auf, nicht zu gehen, er müsse in das Innere des Orakels – und Atréju wendet sich um und durchschreitet das Tor, wo ihn eine große Säulenhalle erwartet.
Bastian findet einen siebenarmigen, verrosteten Kerzenleuchter und zündet die Kerzen an, da es ansonsten auf dem Speicher für die weitere Lektüre zu dunkel werden würde.

##### Kapitel VII (Buchstabe G): Die Stimme der Stille
Schließlich gelangt Atréju in eine Halle, die einem griechischen Säulentempel ähnelt. Hier existiert die Uyulála als körperlose Stimme, die nur in Reimen redet und auch nur Reime versteht. Noch immer sind Atréjus Erinnerungen erloschen, daher muss er zunächst einmal herausfinden, warum er überhaupt hergekommen ist. Doch gelingt es ihm, die richtigen Fragen zu stellen. Auf diese Weise erfährt er von der Uyulála, dass nur ein Menschenkind der Kindlichen Kaiserin einen Namen geben kann: Phantásier seien nur Figuren in einem Buch, die vollzögen, wozu sie erfunden worden seien, doch Neues erschaffen können sie nicht; dies sei den Menschen vorbehalten, die die Uyulála „Adamssöhne“ und „Evastöchter“ nennt. Für einen Phantásier sei der Weg zu den Menschen zu weit, denn ihre Welt liege jenseits Phantásiens, wohin ein Phantásier nicht gehen könne. Die Menschen hingegen müssen nur einen kurzen Weg zurücklegen, um nach Phantásien zu gelangen, doch hätten sie den Weg dorthin vergessen und glaubten nicht mehr an seine Existenz. Doch ein einziges Menschenkind würde genügen, um Phantásien zu retten. Bastian begreift, dass er selbst angesprochen ist, und erklärt sich zu helfen bereit. Doch glaubt er nicht daran, dass es ihm möglich ist, nach Phantásien zu gelangen.
Nach dem Gespräch mit der Uyulála schläft Atréju ein. Er erwacht mit seinen vollständigen Erinnerungen in einer leeren Ebene, die er als jene Ebene erkennt, in der sich zuvor die drei Tore befanden. Das Nichts hat die Ebene erreicht und die beiden inneren Tore verschlungen, und es befindet sich jetzt ganz in Atréjus Nähe. Gerade noch rechtzeitig kann der Junge die Flucht antreten, bevor er vom Nichts verschlungen wird. Am Rand der Ebene trifft er auf die Reste des Große Rätsel Tors, dessen Bogen eingestürzt ist. Die Sphinxen sind verschwunden.
Als Atréju zu den Zweisiedlern zurückkehrt, stellt er erstaunt fest, dass er sieben Tage und Nächte fort gewesen ist, obwohl er es selbst nur als eine Nacht empfunden hat. In dieser Zeit ist Fuchur, der große Glücksdrache, gesundet. Engywuck glaubt, dass Raum und Zeit im Orakel eine andere Bedeutung haben müssen als außerhalb. Doch kann auch er sich keinen Reim auf das plötzliche Verschwinden der Sphinxen machen. Der Felsbogen war plötzlich eingestürzt und sieht aus, als habe er schon seit hundert Jahren so dagelegen. Es scheint, als hätte es das Große Rätsel Tor nie gegeben.
Im Gegensatz zu allen anderen Besuchern des Orakels berichtet Atréju Engywuck jedes Detail seines Besuchs bei der Uyulála, doch ist dieses Wissen für den Gnomenforscher wertlos, da das Orakel inzwischen vom Nichts verschlungen worden ist. Tief betrübt stellt er fest, dass sein Lebenswerk und seine jahrelangen Beobachtungen umsonst waren. Gerade jetzt, wo er seine wissenschaftlichen Forschungen abschließen könnte, ist der Gegenstand der Forschung verschwunden, sodass seine Erkenntnisse niemandem mehr nützen und niemanden mehr interessieren. Die Zweisiedler beschließen, diesen Ort zu verlassen. Es wird erwähnt, dass Engywuck später der berühmteste Gnom seiner Familie werden wird, jedoch nicht aufgrund seiner wissenschaftlichen Forschungen. Doch sei dies eine andere Geschichte, die ein andermal erzählt werden solle.
Atréju und Fuchur hingegen machen sich auf, ein Menschenkind zu finden.
Bastian glaubt, dass es auch für ihn die Rettung wäre, wenn Atréju und Fuchur kämen, um ihn abzuholen.

##### Kapitel VIII (Buchstabe H): Im Gelichterland
Auf dem Rücken des Glücksdrachen Fuchur bricht Atréju auf, um nach den Grenzen Phantásiens zu suchen, hinter denen er die Menschenkinder vermutet. Der Glücksdrache wird als entfernter Verwandter der Feuer speienden Drachen beschrieben. Er ist ein Geschöpf der Luft und der Wärme, ein Geschöpf unbändiger Freude, das alle Sprachen der Freude spricht. Trotz ihrer gewaltigen Körpergröße sind Glücksdrachen so leicht wie eine Sommerbrise und brauchen daher zum Fliegen keine Flügel. Sie schwimmen in den Lüften des Himmels wie Fische im Wasser.
Doch auch nach Tagen der Reise sind keine Grenzen Phantásiens zu erkennen, nur ein unendlich scheinendes Meer unter ihnen, und Atréju ist inzwischen vor Erschöpfung fast am Ende seiner Kräfte. Fuchur gibt zu bedenken, dass die Kindliche Kaiserin ihm lediglich aufgetragen hat, die Ursache der Krankheit herauszufinden, nicht jedoch, das Heilmittel zu beschaffen, und schlägt daher vor, die Richtung zu wechseln und statt zu den Grenzen Phantásiens zum Elfenbeinturm zu reisen. Atréju bittet ihn, noch eine Stunde weiter zu fliegen und nur dann zum Elfenbeinturm zurückzukehren, wenn die Grenzen Phantásiens bis dahin nicht in Sicht sein sollten.
Genau diese Stunde Flug ist es, die Atréju und Fuchur auf die vier Windriesen Lirr, Baureo, Schirk und Mayestril stoßen lässt, die wieder einmal im Streit miteinander liegen und ein Unwetter heraufbeschwören. Entgegen Fuchurs Bedenken tritt Atréju vor die Windriesen und gibt sich mit AURYN als Gesandter der Kindlichen Kaiserin zu erkennen. Wenn jemand die Grenzen Phantásiens kennen könne, so meint er, dann die Winde der vier Himmelsrichtungen. Doch einer der Stürme nach dem anderen offenbart ihm, dass es in seiner Himmelsrichtung keine Grenze Phantásiens gebe. Phantásien, das Reich der Phantasie, ist grenzenlos.
Nach dem Gespräch setzen die Windriesen ihren Kampf fort und achten nicht mehr auf Atréju und den Glücksdrachen. Obwohl auch die Winde dem Gesandten der Kindlichen Kaiserin nicht schaden wollen, geraten beide auf diese Weise zwischen die Fronten des stürmischen Gefechts. Schließlich verliert Atréju den Halt, stürzt vom Rücken Fuchurs in das weite Meer unter ihm und verliert dabei AURYN. Von Wassermännern und Meerjungfrauen gerettet, erwacht er schließlich an einem weiten Strand. Der Wind hat sich gelegt. Neben AURYN ist auch Fuchur verschwunden.
Bastians Geschichte verläuft auch hier wieder parallel zu der von Atréju. Unheimliche Geräusche auf dem Speicher werfen bei ihm die Frage auf, ob es auf dem Speicher spukt, ob es wohl tatsächlich Gespenster gibt, und Gespenster sind es, denen Atréju als Nächstes begegnet. Führungs- und orientierungslos ohne AURYN weiß Atréju nicht, was er tun soll. Also geht er einfach in Richtung des Landesinneren und folgt dem Verlauf einer Straße, auf der er eine Prozession aus Spukgestalten (Nachtalben, Kobolde, Gespenster u. ä.) entdeckt, die Musik mit Pfeifen und Trommeln machen und dabei merkwürdig tanzen. Atréju folgt dem Zug, der geradewegs ins Nichts wandert und sich hineinstürzt, was Atréju, der in Gedanken über die Kindliche Kaiserin und die Menschenkinder versunken ist, fast zu spät bemerkt. So wird auch er beinahe ins Nichts gesogen, kann sich jedoch befreien.
Rasch tritt er die Flucht an und folgt der Straße, auf der er hergekommen war, bis er schließlich eine Stadt erreicht.
Bastian fühlt sich immer mehr von dem Ruf nach einem Menschenkind, das nach Phantásien kommen soll, angesprochen und bringt dies auch zum Ausdruck, indem er in das Buch flüstert und mit sich selbst spricht. Aber er wisse nicht, wie dies geschehen solle.

##### Kapitel IX (Buchstabe I): Spukstadt
Zu Beginn des Kapitels wird davon berichtet, wie es Fuchur ergangen ist, nachdem er Atréju verloren hatte. Verzweifelt, doch im Vertrauen darauf, dass alles gut ausgehen werde, begibt sich der Glücksdrache auf die Suche nach dem grünhäutigen Jungen. Der sonstige Handlungsablauf beschränkt sich fast ausschließlich auf Atréjus Erlebnisse in Spukstadt.
Der Anblick der Stadt ist drückend und unheimlich; alle Gebäude machen einen drohenden und fluchbeladenen Eindruck. Die krummen Straßen sind von Spinnenweben bedeckt, aus den Kellerlöchern und Brunnen strömen üble Gerüche. Als Atréju tiefer in die Stadt vordringt, erkennt er Spuren von Verwüstung. Offensichtlich stammten die Spukgestalten, die sich ins Nichts gestürzt hatten, von hier und haben die Stadt fluchtartig verlassen. Atréju stillt seinen Hunger an herumstehenden Essensresten.
Dies nimmt Bastian zum Anlass, darüber nachzudenken, wie lange er auf dem Speicher ohne Nahrung überleben kann. Er denkt an den Apfelstrudel von Fräulein Anna, der Haushälterin seines Vaters. Diese hat eine Tochter namens Christa, die früher Bastians Geschichten oft zugehört hatte. Doch hatte Fräulein Anna ihre Tochter in ein Landschulheim gegeben, sodass Bastian sie nicht mehr zu Gesicht bekam.
Später hört Atréju ein raues, heiseres Heulen, in dem die Verlassenheit und Verdammnis der Geschöpfe der Finsternis zu liegen scheint. Atréju folgt den Lauten und findet schließlich in einem versteckten Hinterhof einen angeketteten und halb verhungerten Werwolf. Zunächst will er Atréju fortschicken, um in Ruhe zu sterben, dann lässt er sich aber doch auf ein Gespräch mit ihm ein. Es stellt sich heraus, dass sich Atréju in Spukstadt im Gelichterland befindet und dass der Werwolf auf den Namen Gmork hört.
Gmork verfolgt Atréju schon eine ganze Weile; seine Aufgabe besteht darin, den Jungen zu töten und ihn daran zu hindern, seine Mission erfolgreich abzuschließen. Doch hat Gmork Atréjus Spur im Land der Toten Berge verloren, als die junge Grünhaut sich mit Ygramuls Hilfe zum Südlichen Orakel gewünscht hat. Da sich Atréju ihm aus Scham über sein vermeintliches Versagen als „Niemand“ vorstellt, dessen Name nicht genannt werden soll, erkennt Gmork ihn nicht sofort und verhält sich deshalb weniger feindselig.
Gmork ist ein Halbwesen, weder Phantásier noch Mensch, obwohl er beide Welten bereisen und dort in unterschiedlichen Gestalten auftreten kann. Weil er selbst keine Heimat hat, will er auch den Phantásiern die ihre nehmen, deshalb unterstützt er manipulative Kräfte in den Reihen der Menschen, die Phantásien zerstören wollen. Die Manipulatoren reden den Menschen ein, dass es Phantásien nicht gebe. Auf diese Weise verlieren diese den scharfen Blick, den die Phantasie ihnen verleiht, und sind leichter beeinflussbar. Man kann ihnen beispielsweise einfacher Dinge verkaufen, die sie nicht benötigen, oder auf sonstige Weise ihren Willen lenken, Macht über sie ausüben. Auf diese Weise werden Geschäfte getätigt, Kriege entfesselt und Weltreiche gegründet. Dies ist auch der Grund, warum so lange kein Menschenkind mehr nach Phantásien gekommen ist, um der Kindlichen Kaiserin einen Namen zu geben.
Atréju erfährt von Gmork, dass er in die Menschenwelt gelangen könnte, allerdings anders, als er es sich vorgestellt hatte. Phantásier, die sich ins Nichts stürzen, werden in der Menschenwelt zu Lügen. So, wie das Nichts auf das Auge wirkt, als wäre es erblindet, macht die Lüge den Geist der Menschen blind für die Wahrheit. Umgekehrt bedeutet dies, dass jedes Mal dann, wenn ein Mensch lügt, ein Phantásier vernichtet wird. Gmork liegt nunmehr an der Kette, weil er der Finsteren Fürstin Gaya, der Herrscherin der Spukstadt, all dies erzählt hatte. Sie war zwar böse, aber auch sie gehörte zu den Geschöpfen Phantásiens, daher hat sie alles daran gesetzt, Gmorks Plan zu verhindern. Nur sie selbst könnte die Kette lösen, an die sie ihn gelegt hat, doch sie ist unmittelbar nach dieser Tat ins Nichts gegangen. Als Atréju Gmork offenbart, dass er der Junge sei, den er sucht, stimmt der Werwolf ein triumphierendes Gelächter an, denn das Nichts hat inzwischen die Stadt umschlossen und es scheint, als gäbe es keine Rettung mehr. Darüber stirbt Gmork. Als Atréju sich ihm nähert, schnappt sein gewaltiges Gebiss zu und hält ihn eisern fest. Unbeabsichtigt rettet der tote Werwolf dadurch Atréju, der auf diese Weise davon abgehalten wird, sich ins Nichts zu stürzen, solange AURYN ihn nicht schützen kann.
Bastian begreift dadurch, dass nicht nur Phantásien krank ist, sondern auch die Menschenwelt. Er hatte sich nie damit zufriedengeben können, dass das Leben so grau und gleichgültig sein sollte, ohne Geheimnisse und Wunder. Dass kein Mensch mehr dorthin gelangen konnte, lag an den Lügen und falschen Vorstellungen, die durch die Zerstörung Phantásiens in die Welt kamen und einen blind machen. Jemand musste sich nach Phantásien begeben, um beide Welten gesund zu machen.
Bastian denkt darüber nach, dass auch er gelogen und damit dem Untergang Phantásiens Vorschub geleistet hatte, und schämt sich deswegen. Seine erfundenen Geschichten zählt er allerdings nicht zu den Lügen. Er versucht sich vorzustellen, welche Form seine Lügen wohl als Phantásier gehabt haben mögen, doch vermag er es nicht, vermutlich gerade deshalb, weil er gelogen hatte.

##### Kapitel X (Buchstabe J): Der Flug zum Elfenbeinturm
Unterdessen birgt Fuchur das AURYN aus den Tiefen des Meeres. Es schützt den Drachen, der für das nasse Element nicht geschaffen ist; zugleich jedoch übernimmt ein Wille, der ungleich mächtiger ist als sein eigener und der von AURYN ausgeht, Kontrolle über seinen Körper und seine Handlungen. So fliegt Fuchur sogar weiter, als er aufgrund der Belastungen, die das Eintauchen in das gewaltige Meer mit sich brachte, ohnmächtig wird. Auf diese Weise findet Fuchur Atréju, der sich bereits aufgegeben hat, an einem Ort, an dem er sonst nie nach ihm gesucht hätte, und kann ihn im letzten Augenblick vor dem Nichts retten. Gmorks Kiefer löst sich, als AURYN ihn berührt.
Eiligst brechen Fuchur und Atréju zum Elfenbeinturm auf, denn sie kennen jetzt die Antwort, die die Kindliche Kaiserin von Atréju verlangt hat. Die Reise zum Turm hin ist weniger weit als die vom Turm weg. Der Elfenbeinturm steht im Mittelpunkt Phantásiens, da Phantásien jedoch grenzenlos ist, kann sich sein Mittelpunkt überall befinden. Eine Nacht später erreichen beide den Elfenbeinturm. Der Leser erfährt hier auch, dass die phantásische Geographie nicht festgefügt ist. Länder, Grenzen, Himmelsrichtungen, Jahreszeiten, das alles ist beliebig wandelbar, und auch die Worte „nah“ und „weit“ bekommen eine andere Bedeutung, eine messbare Entfernung gibt es nicht. All diese Dinge hängen vielmehr vom Seelenzustand und vom Willen dessen ab, der einen bestimmten Weg zurücklegt.
Die Kindliche Kaiserin, so erfährt der Leser im Gespräch zwischen Fuchur und Atréju, ist kein Geschöpf Phantásiens, aber auch kein Menschenkind. Sie ist von anderer Art, und alle Phantásier sind da durch ihr Dasein. Doch weiß kein Phantásier, wer sie ist, denn niemand kann es wissen. Wer es ganz verstehen kann, der würde damit sein eigenes Dasein auslöschen.
Fuchur kann nicht zur Kindlichen Kaiserin vordringen, denn er hat sie bereits einmal gesehen, und es ist bestimmt, dass jeder sie nur einmal zu Gesicht bekommt. Also quält sich der verletzte Atréju alleine die Stufen zum Magnolienpavillon hinauf, in dem sie residiert. Während die Umgebung deutliche Verfallserscheinungen zeigt, wirkt der Elfenbeinturm noch makellos. Er ist verlassen, nur noch die Kindliche Kaiserin ist dort. Diese erscheint als ein zehnjähriges Mädchen mit schneeweißem Haar und golden glänzenden Augen von überwältigender Schönheit. Sie ist uralt und zugleich ohne Alter. Als ihre Gestalt im Buch geschildert wird, kann Bastian sie für einen Augenblick lang wirklich sehen, und sie blickt ihm in die Augen. Von diesem Moment an kennt Bastian ihren Namen, den er ihr geben muss. Sie heißt Mondenkind. Bastian hat hier zum ersten Mal das Gefühl, nicht mehr nur seine eigene Vorstellung von der Unendlichen Geschichte zu haben, sich nicht nur in seiner Phantasie auszumalen, wie die Handlung im Buch aussehen mag, sondern er hat die Kindliche Kaiserin für einen winzigen Moment selbst gesehen. Er kann sich dies nicht erklären.
Atréju streift AURYN ab, um es der Herrscherin zurückzugeben, die ihn von einem Polster in der Mitte der Blütenkuppel aus anlächelt.

##### Kapitel XI (Buchstabe K): Die Kindliche Kaiserin
Atréju will sein Scheitern eingestehen. Es sei ihm nicht möglich gewesen, ein Menschenkind nach Phantásien zu bringen. Doch die Kindliche Kaiserin reagiert ganz anders, als er gedacht hätte: Sie lacht. Dann offenbart ihm die Goldäugige Gebieterin der Wünsche, dass er den Retter mitgebracht habe. Atréju ist verwirrt und verärgert zugleich, denn er begreift, dass die Kindliche Kaiserin die Antwort auf die Frage der Großen Suche bereits kannte, bevor sie ihn losgeschickt hatte. Und er kann den Retter nicht sehen, denn es ist Bastian selbst, der in dem Buch seine Geschichte verfolgt. Und genau das, erklärt die Kindliche Kaiserin, sei auch Atréjus Aufgabe gewesen. Er sollte den Retter rufen. Als er sich auf die Große Reise begab, hat Bastian ihn die ganze Zeit begleitet, als Leser der Geschichte. Er kennt nun das Problem und er weiß, dass er es ist, der der Kindlichen Kaiserin ihren Namen geben muss.
„Es gibt zwei Wege, die Grenze zwischen Phantásien und der Menschenwelt zu überschreiten, einen richtigen und einen falschen“, erklärt die Kindliche Kaiserin. „Wenn die Wesen Phantásiens auf diese grausige Art hinübergezerrt werden, so ist es der falsche. Wenn aber Menschenkinder in unsere Welt kommen, so ist es der richtige. Alle, die bei uns waren, haben etwas erfahren, was sie nur hier erfahren konnten und was sie verändert zurückkehren ließ in ihre Welt. Sie waren sehend geworden, weil sie euch in eurer wahren Gestalt gesehen hatten. Darum konnten sie nun auch ihre eigene Welt und ihre Mitmenschen mit anderen Augen sehen. Wo sie vorher nur Alltäglichkeit gefunden hatten, entdeckten sie plötzlich Wunder und Geheimnisse. Deshalb kamen sie gern zu uns nach Phantásien. Und je reicher und blühender unsere Welt dadurch wurde, desto weniger Lügen gab es in der ihren und desto vollkommener war also auch sie. So wie unsere beiden Welten sich gegenseitig zerstören, so können sie sich auch gegenseitig gesund machen.“, und: „Das Elend, das über beide Welten gekommen ist, ist auch zweifachen Ursprungs. Nun ist alles in sein Gegenteil verkehrt: Was sehend machen kann, verblendet, was Neues erschaffen kann, wird zur Vernichtung. Die Rettung liegt bei den Menschenkindern. Eines, ein einziges muss kommen und mir einen neuen Namen geben. Und es wird kommen.“
Immer wieder liest Bastian, dass die Kindliche Kaiserin nur darauf wartet, dass der Retter ihren Namen ruft, doch Bastian, der sich seiner Sache noch nicht sicher ist, weiß nicht recht, wie er sich entscheiden soll. Er zögert, es zu tun; er hat Angst, nach Phantásien zu gehen, weil dort all die vielen Monster hausen, denen Atréju auf seiner Reise begegnet ist. Er ist unsicher, was passieren wird, wenn er tut, was von ihm erwartet wird. Vor allem aber schämt er sich, weil er der Meinung ist, Atréju und die Kindliche Kaiserin hätten einen schönen, starken, mutigen Prinzen verdient anstelle des schwächlichen Jungen, der er zu sein scheint.
Die Kindliche Kaiserin ruft daraufhin ihre sieben unsichtbaren Mächte. Drei tragen Fuchur und Atréju an einen sicheren Ort, wo sie die Vernichtung durch das Nichts überstehen können. Viel später erfahren sie, dass es das Innere AURYNS ist, in das sie gebracht wurden, zur Quelle der Wasser des Lebens. Die übrigen vier Mächte bringen die Kindliche Kaiserin in einer gläsernen Sänfte fort. Sie will den Alten vom Wandernden Berge aufsuchen, der Bastian zwingen könne zu kommen. Für die Grasleute ist der Alte eine Art Schreckgespenst, mit dem man Kindern droht, wenn sie unartig sind. Es heißt, er schreibe alles in sein Buch, was man denkt und fühlt, und dort stehe es als schöne oder hässliche Geschichte für immer aufgezeichnet.
Die Kindliche Kaiserin deutet an, dass in solchen „Ammenmärchen“, wie Atréju sagt, oft ein wahrer Kern steckt. Sie selbst habe den Alten vom Wandernden Berge noch nicht gesehen. Wenn sie ihn finde, werde es das erste Mal sein, dass beide einander begegnen. Man könne den Alten vom Wandernden Berg nicht suchen. Man könnte ihn nur finden, durch Zufall oder eine Fügung des Schicksals. Und man müsse allein sein, um ihn zu finden.
Niemand kann wissen, wo der Berg des Alten sich gerade befindet. Er erscheint stets unerwartet, mal an einem, mal an einem anderen Ort. „Wenn es ihn gibt, werde ich ihn finden. Und wenn ich ihn finde, wird es ihn geben“, sagt sie über den Alten vom Wandernden Berge, und: „Er ist wie ich, denn er ist in allem mein Gegenteil.“

##### Kapitel XII (Buchstabe L): Der Alte vom Wandernden Berge
Die Kindliche Kaiserin hatte ihren Mächten nicht befohlen, den Alten vom Wandernden Berge zu finden, sondern „irgendwohin“ zu gehen. Die vier Mächte lassen sich vom Zufall oder Schicksal leiten und gelangen auf diese Weise zum Schicksalsgebirge, wo sie den Alten vom Wandernden Berge findet. Sie tragen die Kindliche Kaiserin in ihrer gläsernen Sänfte bis hinauf auf den Schicksalsberg, wo der Alte vom Wandernden Berge auf der höchsten Stelle des Schicksalsgebirges (eine Hochebene) in einem Ei von der Größe eines Hauses wohnt. Der Leser erfährt, dass jeder, der das Schicksalsgebirge bezwingen will, immer der erste ist, denn der Aufstieg kann erst wieder gelingen, wenn jegliche Erinnerung an denjenigen, der es zuvor geschafft hatte, erloschen ist.
Inschriften, die die Sprossen der Leiter bilden, die nach oben führt, fordern die Kindliche Kaiserin zur Umkehr auf, doch diese lässt sich nicht beirren und setzt ihren Weg ins Innere des Eies fort.
Schließlich kommt die Herrscherin Phantásiens nach einem beschwerlichen Aufstieg oben an. Dort befindet sich ein alter Mann, der ein in kupferfarbene Seide gebundenes Buch mit dem Titel „Die unendliche Geschichte“ in den Händen hält; genau das Buch, in dem Bastian liest (und scheinbar genau das Buch, das der Leser von Michael Endes Werk besitzt). Er schreibt dort die Geschichte Phantásiens auf, so wie sie geschieht, und sie geschieht so, wie er sie aufschreibt. Er halte damit nicht nur die Geschichte Phantásiens in den Händen, dieses Buch sei Phantásien, erklärt er seinem Gast. „Und wo ist dieses Buch?“ will die Kindliche Kaiserin wissen. „Im Buch“ antwortet der Alte. „Dann ist es nur Schein und Widerschein?“ fragt sie. „Was zeigt ein Spiegel, der sich in einem Spiegel spiegelt? Weißt das du, Goldäugige Gebieterin der Wünsche?“ ist seine Antwort. Der Leser erfährt, dass der Alte vom Wandernden Berge die Erinnerung Phantásiens ist und alles weiß, was bis zu diesem Augenblick geschehen ist. Doch kann er nicht vorblättern, um zu sehen, was geschehen wird. Dort befinden sich nur leere Seiten. „Ich kann nur zurückschauen auf das, was geschehen ist. Ich konnte es lesen, während ich es schrieb. Und ich schrieb es, weil es geschah. So schreibt sich die Unendliche Geschichte selbst durch meine Hand“ erklärt der Chronist.
Die Kindliche Kaiserin verlangt von dem Alten vom Wandernden Berge, die Geschichte von vorn zu erzählen. Da er weiß, dass es keinen anderen Weg gibt, gehorcht er widerstrebend. Er erzählt die unendliche Geschichte von Beginn an neu, nicht von dort, wo sich die vier Boten im Haulewald begegnen, sondern ab dem Augenblick, den der Leser von Endes Buch kennt. Die Erzählung beginnt wieder mit den spiegelverkehrten Buchstaben, die Koreanders Antiquariat zieren und der Schilderung, wie Bastian den Laden betritt. Und sie endet stets mit der Aufforderung der Kindlichen Kaiserin, die Geschichte von neuem zu erzählen. Bastian legt das Buch zur Seite, doch dies nützt ihm nichts. Die Geschichte wiederholt sich immer und immer wieder in seinem Kopf. Er ist jetzt Teil einer unendlichen Geschichte, wie er es immer sein wollte, doch auf eine gänzlich andere Weise, als er dies je beabsichtigt hatte.
Bastian zieht hier eine erste Lehre über das Wünschen: „Man kann davon überzeugt sein, sich etwas zu wünschen – vielleicht jahrelang – solang man weiß, dass der Wunsch unerfüllbar ist. Steht man aber plötzlich vor der Möglichkeit, dass der Wunschtraum Wirklichkeit wird, dann wünscht man sich nur noch eins: Man hätte es sich nie gewünscht.“
Um nicht in diesem ewigen Kreislauf gefangen zu bleiben, ruft Bastian letztlich den schon lange ausgewählten Namen: Mondenkind. In diesem Augenblick zerplatzt das Ei, das die Kindliche Kaiserin nie mehr hätte verlassen können. Phantásien wird so quasi aus diesem Ei heraus neu geboren. „Jedes Ei ist der Anfang neuen Lebens“ hatte die Kindliche Kaiserin erklärt. „Wahr, aber nur, wenn seine Schale aufspringt“ hatte der Alte erwidert. Doch nur ein Menschenkind sei in der Lage, einen neuen Anfang zu schaffen.
Zeitgleich wird in der Menschenwelt ein neuer Tag geboren; die Turmuhr schlägt zwölf, es ist Mitternacht. Bastian wird von einem Wind, der in Phantásien beginnt und auf dem Schulspeicher endet, erfasst und nach Phantásien gerissen. Es erfüllt sich, was der Alte vom Wandernden Berge über ihn gesagt hatte: „Auch er gehört schon unwiderruflich zur Unendlichen Geschichte, denn es ist seine eigene Geschichte.“

#### Kapitel XIII bis Mitte XXVI (M–Z): Ereignisse während der Verschmelzung

##### Kapitel XIII (Buchstabe M): Perelin, der Nachtwald
Als Bastian der Kindlichen Kaiserin den Namen „Mondenkind“ gibt, wird er selbst in das Buch hineingezogen. Er findet sich in einem samtenen, warmen Dunkel wieder, in dem er sich geborgen und glücklich fühlt. Die Kindliche Kaiserin spricht zu ihm, doch er kann sie nicht sehen. Bastian erfährt von ihr, dass Phantásien aus seinen Wünschen neu entstehen wird. Er möchte wissen, wie viele Wünsche er denn frei habe. „So viel du willst – je mehr, desto besser, mein Bastian. Umso reicher und vielgestaltiger wird Phantásien sein.“ erwidert die Kindliche Kaiserin, und indem sie das sagt, belügt sie ihn. Denn für jeden Wunsch, den Bastian in Phantásien tätigt, verliert er eine Erinnerung an sein richtiges Leben in der Menschenwelt, und er kann nur solange wünschen, wie ihm noch Erinnerungen verbleiben.
Zunächst weiß Bastian nicht, was er sich wünschen soll, dann jedoch wünscht er sich, die Kindliche Kaiserin noch ein zweites Mal zu sehen, so wie in dem Augenblick, als Atréju den Elfenbeinturm betrat und sie einander angeschaut haben. Mondenkind ist froh, dass Bastian zu wünschen begonnen hat, und zeigt sich ihm erneut. Dies leitet später eine verhängnisvolle Entwicklung ein. Atréju und Fuchur wissen, dass man die Kindliche Kaiserin nur einmal sehen kann, doch Bastian sieht sie nun bereits zum zweiten Mal. Bastian glaubt deshalb, sie habe für ihn eine Ausnahme gemacht und er könne sie auch noch ein drittes Mal aufsuchen. Ein Irrtum, wie er später von Koreander erfährt. Zwar ist es möglich, der Kindlichen Kaiserin erneut zu begegnen, doch muss man ihr dazu wiederum einen neuen Namen geben. Bastian kann der Kindlichen Kaiserin an dieser Stelle also nur deshalb ein zweites Mal begegnen, weil sie bei ihrem ersten Zusammentreffen noch nicht Mondenkind war.
Die Goldäugige Gebieterin der Wünsche, die jetzt wieder völlig gesundet ist, schenkt Bastian ein vermeintliches Sandkorn, das sich als Samenkorn erweist, das zu treiben anfängt. Dies ist alles, was von Phantásien übrig geblieben ist, das in diesem Augenblick neu zu entstehen beginnt. Bald schon ist Bastian von prachtvollen, wuchernden Pflanzen umgeben, die er Perelín nennt, den Nachtwald. Bastian möchte, dass es ewig so bleibt wie jetzt. „Ewig ist der Augenblick“ erwidert die Herrscherin Phantásiens. Als die Kindliche Kaiserin zu ergründen sucht, warum er gezögert hat, nach Phantásien zu kommen, gibt Bastian zu, dass er sich wegen seiner Gestalt geschämt hat, die ihm so gar nicht zu der überwältigend schönen Kindlichen Kaiserin zu passen schien. Dies wird ihm sogleich als zweiter Wunsch ausgelegt, und er erhält seine phantásische Gestalt, die eines attraktiven jungen Prinzen in prächtigen Gewändern. Doch die Schönheit, die ihm geschenkt wird, hat ihren Preis, denn er verliert nach und nach die Erinnerung daran, dass er einmal dick und x-beinig gewesen war. Seine jetzige Gestalt beginnt ihm selbstverständlich zu erscheinen, so als wäre sie nie anders gewesen.
Als Bastian sich wieder der Kindlichen Kaiserin zuwendet, ist diese verschwunden. Überrascht stellt Bastian fest, dass er AURYN um den Hals trägt, auf dem sich eine Inschrift befindet, die Atréju nie erwähnt hatte: „Tu, was du willst“. Von Atréju erfährt er später, dass dieser die Inschrift zwar gesehen hatte, sie jedoch nicht lesen konnte. Bastian genießt seine neu gewonnene Schönheit. Es stört ihn nicht, dass niemand da ist, sie zu bewundern. Ihm liegt nichts an der Bewunderung derer, die ihn einst verspottet haben, jedenfalls nicht mehr, und er empfindet nur Mitleid für sie. So durchschreitet er, scheinbar zufrieden in seinem Alleinsein, den Nachtwald.
Doch bald schon genügt es ihm bereits nicht mehr, schön zu sein. Er wünscht sich, stark zu sein, der Stärkste, den es überhaupt gibt. Kurze Zeit später findet er seltsam geformte Früchte, die ihm tatsächlich große Körperkraft verleihen. Als ihm die Bäume den Weg versperren, kann Bastian sie mühelos auseinanderbiegen. Auch kann er mühelos nach oben klettern, wo er doch früher nur „wie ein Mehlsack“ am unteren Ende des Kletterseils gehangen hatte. Bald beginnen seine Erinnerungen an seine Schwäche und Ungeschicklichkeit zu schwinden. So erklettert er den höchsten Punkt des Nachtwaldes und kann ihn in seiner ganzen Farbenpracht überblicken und bewundern. Er fühlt sich als Herr von Perelín, weil er ihn geschaffen hat.

##### Kapitel XIV (Buchstabe N): Goab, die Wüste der Farben
Der nächste Wunsch lässt nicht lange auf sich warten. Bastian will zäh sein, abgehärtet und spartanisch, so wie Atréju. Um dies unter Beweis zu stellen, möchte er die größte Wüste Phantásiens durchqueren. Der Tag bricht an, Perelín stirbt. An seiner Stelle entsteht eine ausgedehnte Wüstenlandschaft, die Bastian Goab nennt, die Wüste der Farben. Tatsächlich gibt es Sand in jeder nur erdenklichen Farbe. Auf sonderbare Weise findet sich stets gleichfarbiger Sand zu Hügeln zusammen, die einander abwechseln. Endlos lang durchschreitet er die Wüste, erträgt Schmerzen, Müdigkeit und Entbehrung, und nichts kann seinen Willen brechen. Zugleich verliert er die Erinnerung, dass er einmal empfindlich, sogar wehleidig gewesen war.
Bastian kommt in den Sinn, dass seine Geschichte möglicherweise in der Unendlichen Geschichte fortgeschrieben wird und jemand anderes sie eines Tages nachlesen könnte oder sogar in diesem Augenblick liest. Deshalb hinterlässt er seine Initialen im Wüstensand, für den Fall, dass er in der Wüste verloren geht und jemand wissen möchte, was aus ihm geworden ist. Für den Leser wird dies durch einen Wechsel der Schriftfarbe verdeutlicht. Eigentlich ist alles, was Bastian in Phantásien erlebt, in grün-blauer Schriftfarbe gedruckt. Seine Initialen erscheinen als einzige in rot. Den Tod in dieser unendlich scheinenden Wüste will Bastian mit Würde tragen, so wie die Jäger aus Atréjus Volk.
Doch noch immer ist Bastian mit sich nicht zufrieden. Er wünscht sich, mutig zu sein. Also trifft er auf das gefährlichste Geschöpf Phantásiens, den Löwen Graógramán, der ihn aufspürt, weil er die Initialen im Wüstensand entdeckt. Er ist eine Feuerkreatur, die immer die Farbe der Sandfläche annimmt, die sich gerade unter ihm befindet. Graógramán begegnet in diesem Augenblick zum ersten Mal einem anderen Lebewesen, denn nichts kann in der Wüste Goab überleben. Bastian allerdings wird vom AURYN geschützt, worüber er sich an dieser Stelle noch dankbar zeigt; seinen Dank flüstert er der Kindlichen Kaiserin zu. Nach einer Weile des unsichtbaren Kräftemessens unterwirft sich Graógramán Bastians Willen. Der Löwe kann die Wüste niemals verlassen, da er sie mit sich trägt; er kann Bastian also auch nicht aus ihr hinausführen. Stattdessen lädt er Bastian in seinen Palast ein, wo er plötzlich zu Stein erstarrt, als die Nacht hereinbricht. Wo sich die Wüste befand, beginnt nun wieder der Nachtwald zu wachsen. Um den vermeintlichen Tod des Löwen trauernd, schläft Bastian auf dessen steinernen Pranken ein.

##### Kapitel XV (Buchstabe O): Graógramán, der bunte Tod
Als Graógramán am nächsten Morgen erwacht (oder besser, wiedergeboren wird), weiß Bastian ihm endlich das Geheimnis seiner Existenz zu offenbaren, das ihn so lange beschäftigt hat. Er muss des Nachts sterben, damit die Wüste dem Nachtwald Platz machen kann, und er erwacht des Morgens, um den Tod zu bringen, und beides ist gut. Aus Dank dafür, dass Bastian ihm den Sinn seines Daseins erläutert hat, schenkt er ihm ein magisches Schwert, das Bastian Sikánda nennt, woraufhin es ihm gehört und sich von einem alten, verrosteten Stück Eisen in eine prachtvolle Waffe mit einem Blatt aus gleißendem Licht verwandelt. Es handelt sich um eine unvergleichlich mächtige Waffe, die auch den härtesten Fels und Stein zu schneiden versteht, doch Bastian darf sie niemals aus eigenem Willen ziehen, wenn er kein Unheil über Phantásien bringen möchte. Er darf das Schwert nur einsetzen, wenn es von selbst in seine Hand springt.
Bastian fragt sich nach einem Ritt durch die Wüste auf dem Rücken des Löwen, ob Graógramán wirklich schon für immer hier war, wo er ihn doch gerade erst durch seinen Wunsch erschaffen hat. Langsam begreift er, dass er, wie jeder andere Geschichtenerzähler auch, seinen Schöpfungen eine Geschichte geben kann. Wenn er bestimmt, dass etwas schon lange existiert, dann existiert es schon lange, und es ist niemals anders gewesen. Mit Graógramáns Geschichte verhält es sich also nicht anders als mit der Geschichte jeder anderen Romanfigur, die zu einem späteren Zeitpunkt in der Handlung auftaucht. Die Vergangenheit entsteht zusammen mit der Geschichte.
Dies wirft weitere Fragen auf, etwa über die Natur seiner Wünsche. Bastian sucht Bestätigung, dass die Inschrift auf AURYN bedeutet, dass er alles wünschen darf, wozu er Lust hat. Doch Graógráman weist diese Vermutung energisch zurück. Bastian befinde sich im Irrtum, die Worte bedeuteten vielmehr, dass er seinen Wahren Willen erforschen müsse. Bastian bezweifelt, dass diese Aufgabe allzu schwierig ist, und verärgert den Löwen damit noch mehr. Der Weg sei der schwierigste überhaupt, man könne sich leicht verirren, wenn man ihn nicht mit großer Wahrhaftigkeit und Aufmerksamkeit gehe. Bastian muss diesen Weg der Wünsche gehen, von einem zum nächsten bis zum letzten. An dieser Stelle wird er also erstmals gewarnt, dass ihm keine unendliche Zahl an Wünschen zur Verfügung steht; so hat der mutig gewordene Bastian inzwischen jede Erinnerung an seine frühere Ängstlichkeit verloren. „Meinst du, weil es vielleicht nicht immer gute Wünsche sind, die man hat?“ will Bastian wissen. „Was weißt du, was Wünsche sind! Was weißt du, was gut ist!“ erwidert der Löwe.
Da Graógramán Bastian nicht aus der Wüste fortbringen kann und Bastian auf sich allein gestellt nicht lang genug überleben wird, um sie zu verlassen, bildet der Wunsch, sie zu verlassen, den einzigen Weg hinaus. Doch einstweilen wünscht sich Bastian, für immer hier bleiben zu können, um dem zur Einsamkeit verdammten Löwen Gesellschaft zu leisten, mit dem er sich angefreundet hat. Doch weist dieser sein Ansinnen zurück. Hier gebe es nur Leben und Tod, nur Perelín und Goab, aber keine Geschichte. Bastian jedoch müsse seine Geschichte erleben. Er dürfe hier nicht bleiben.
So berichtet der flammende Löwe Bastian von dem Tausend-Türen-Tempel, einem Ort, der überall hinführt und von überall erreicht werden kann, wenn man sich wünscht, dorthin zu gelangen. Keiner hat ihn je von außen gesehen, weil er kein Äußeres hat. Sein Inneres hingegen besteht aus einem Türenlabyrinth. Jede Tür, egal ob Stall-, Küchen- oder auch Schranktür, kann in einem bestimmten Augenblick zur Eingangspforte in den Tausend-Türen-Tempel werden. Danach verwandelt sie sich wieder in eine ganz normale Tür zurück. Niemand kann zweimal durch dieselbe Tür gehen, und keine der tausend Türen führt zum Ausgangsort zurück. Man irrt in dem Tempel herum, bis ein wirklicher Wunsch einen wieder hinausführt. Einen wirklichen Wunsch zu finden dauert allerdings manchmal sehr lang.
Als eine innere Stimme Bastian schließlich fortruft, durchschreitet er eine Tür, die in diesem Augenblick zum Ausgang aus dem Tausend-Türen-Tempel geworden ist. Er verspricht dem versteinerten Löwen, eines Tages zurückzukehren. Das Kapitel schließt mit dem Hinweis, dass Bastian das Versprechen nicht halten werde, dass aber viel später jemand in seinem Namen kommen werde, um es an seiner Stelle einzulösen. Doch dies sei eine andere Geschichte, die ein andermal erzählt werden solle.

##### Kapitel XVI (Buchstabe P): Die Silberstadt Amargánth
Bastian findet zunächst keinen Weg aus dem Tausend-Türen-Tempel hinaus, hinter jeder Tür, die er durchschreitet, befinden sich weitere Türen. Erst, als in ihm der Wunsch entsteht, Atréju wiederzusehen, kann er sich gezielt auf den Weg machen; er wählt jeweils die Türen, die auf die eine oder andere Weise mit dem jungen Krieger in Verbindung steht. Die eine Tür ist aus Gras (Atréju lebt im Gräsernen Meer), die nächste aus Perlmutt (die Farbe von Fuchurs Schuppen), die dritte aus Leder (wie Atréjus Kleidung). Auf diese Weise erreicht Bastian die Silberstadt Amargánth, wo Atréju gerade damit beschäftigt ist, einen Wettkampf auszurichten. Ziel soll es sein, eine Gefolgschaft der größten Kämpfer Phantásiens zusammenzustellen, die Bastian, der inzwischen als Retter Phantásiens verehrt wird, finden und beschützen soll.
Bastian bleibt zunächst unerkannt. Die einzige, die ihn erkennt, ist die Mauleselin Jicha. Bastian erwählt sie zu seinem Reittier, fordert sie aber auf, das Wissen über seine Identität für sich zu behalten. Während des Wettstreites erweist sich ein Krieger namens Hýkrion als der stärkste, einer namens Hýsbald als der flinkste, und ein dritter namens Hýdorn als der zäheste. Doch Held Hynreck, den die Liebe zu der Prinzessin Oglamár antreibt, die geschworen hat, nur den größten Helden des Reiches zu erhören, fordert alle drei gleichzeitig zum Kampf heraus und schafft es, sie zu besiegen. Da tritt Bastian hervor, der inzwischen Atréju und Fuchur unter den Zuschauern ausgemacht hat und der zugleich Hynreck einen Denkzettel verpassen möchte. Hynreck hatte sich zuvor in seinem Beisein abfällig über den Retter Phantásiens geäußert, um sich selbst in den Augen Oglamárs zu erhöhen: „Wenn der Bursche nur halb so viel Mark in den Knochen hätte wie ich, dann brauchte er keine Leibwache, die ihn behüten und betreuen muss wie ein Baby. Scheint mir ein ziemlich jämmerliches Kerlchen zu sein, dieser Retter.“
Bastian fordert und besiegt Held Hynreck in jedem Wettstreit und demütigt ihn damit vor den Augen der Dame Oglamár, die sich enttäuscht von ihm abwendet. Den endgültigen Sieg trägt Bastian aber erst davon, als er Hynreck zu dem unfairen Wettstreit auffordert, den Tränensee Murhu zu durchschwimmen, der die Stadt aus Silber umschließt. Denn Hynreck müsste in dem Wasser sterben, Bastian jedoch würde durch AURYN geschützt. Aus Verzweiflung darüber, dass er betrogen werden soll, zieht Hynreck die Waffe gegen Bastian, der ihn mit Sikánda mühelos niederkämpft.
Atréju erkennt nun, wen er vor sich hat, obwohl Bastians Gestalt völlig verändert erscheint. Nur seine Augen sind die gleichen geblieben. Bastian reagiert erstaunt auf diese Eröffnung und kann nicht begreifen, wieso Atréju so etwas behauptet, denn er kann sich daran nicht mehr erinnern und glaubt, schon immer diese Gestalt gehabt zu haben. Dennoch schließen die beiden Jungen unter den Jubelrufen der Phantásier Freundschaft. Obwohl Bastian dank seiner Veränderung keinen Schutz mehr benötigt, stellt er ein Gefolge zusammen, zu dem neben Atréju und Fuchur und der Mauleselin Jicha auch die drei Herren Hýkrion, Hýdorn und Hýsbald gehören. Seine Ankunft wird mit einem großen Fest begangen.

##### Kapitel XVII (Buchstabe Q): Ein Drache für Held Hynreck
Als Bastian begreift, was er Hynreck angetan hat, erschafft er einen gewaltigen Drachen, der Tod und Verwüstung über Phantásien bringt, damit sich Hynreck im Kampf gegen ihn erneut beweisen kann. Dieser Drache entführt Oglamár, und nur Hynreck kann sie retten. Bastian gerät in Zweifel, ob dieser Wunsch der richtige war. Denn der Drache bringt Leid über die Phantásier, und auch Oglamár wird der Unbill einer Entführung ausgesetzt. Zudem ist nicht sicher, ob Hynreck den Drachen tatsächlich besiegen wird. Bastians Zweifel erweisen sich als berechtigt. Zwar erschlägt Hynreck den Drachen und befreit Oglamár, die ihn nun gerne als ihren Gefährten akzeptieren würde, doch nun hat Hynreck das Interesse verloren. Das glückliche Ende, das Bastian beabsichtigt hatte, trifft nicht ein. Doch sei auch dies eine der anderen Geschichten, die ein andermal erzählt werden sollen.
Bastian hat das Gefühl, dass sein Sieg in dem Wettstreit auf Atréju keinen großen Eindruck mehr macht, der zwischenzeitlich erfahren hat, dass Bastian nun AURYN trägt. Also möchte er seine Hochachtung auf andere Weise gewinnen. Er wählt eine Disziplin, die in Phantásien nur er allein beherrscht: Geschichten erfinden. Während er noch zu Gast bei dem Silbergreis Quérquobad, dem Oberhaupt von Amargánth, weilt, treten die Einwohner der Stadt mit einer Bitte an ihn heran. Sie sind Geschichtenerzähler, doch ist die Zahl ihrer Geschichten begrenzt. Daher bitten sie Bastian darum, ihnen seine Geschichten zu schenken. Bastian, der nun weiß, dass er auch Dinge erschaffen kann, die in der Vergangenheit beginnen, erfindet kurzerhand die gesamte Historie der Stadt. Danach war Amargánth ursprünglich eine ganz normale Stadt aus Stein und Holz. Es gab weder den Tränensee Murhu noch das besondere Silber, aus dem die Häuser erbaut sind. Damals herrschte eine Silbergreisin namens Quana über die Stadt, deren Sohn Quin ein Einhorn tötete und den leuchtenden Stein, der sich auf der Spitze des Horns befand, mit nach Amargánth brachte. Damit hatte er großes Unheil über die Stadt gebracht. Es wurden immer weniger Kinder geboren. Quana schickte daraufhin einen Boten, der das Südliche Orakel um Rat fragen sollte. Als dieser nach vielen Jahren zurückkehrte, war Quin an Quanas Stelle getreten und alle Amargánther waren alt geworden. Es gab nur noch ein einziges Kinderpaar, Aquil und Muqua. Das Südliche Orakel hatte offenbart, dass Amargánth nur dann überleben könne, wenn es zur schönsten Stadt Phantásiens ausgebaut würde, um so für den Frevel Buße zu tun. Doch benötigten die Amargánther dazu die Hilfe der Acharai, der hässlichsten Wesen Phantásiens. Vor Kummer über ihre Hässlichkeit leben sie in tiefer Dunkelheit unter der Erde und vergießen pausenlos Tränen, weshalb sie die Immer-Weinenden genannt werden. Diese Tränenströme jedoch waschen das besondere Silber aus den Tiefen der Erde, mit dem Amargánth schließlich geschmückt wurde. Aquil und Muqua gelang es erst Jahre später, als alle anderen Stadtbewohner tot waren, die Acharai zu finden und sie zu überreden, die Stadt zur schönsten Stadt Phantásiens zu machen. So bauten die Acharai den Filigranpalast und leiteten ihren Tränenstrom so um, dass er den Tränensee Murhu bildete, auf dem der Silberpalast schwamm, in dem Aquil und Muqua nun wohnten. Im Gegenzug baten sie die Amargánther, Geschichtenerzähler und Liedersänger zu werden, denn auf diese Weise finden sie Trost in der Tatsache, dass ihre Hässlichkeit zu etwas Schönem führt. Aus diesem Grund bauten Aquil und Muqua eine Bibliothek, die berühmte Bibliothek von Amargánth. Dort sammelten sie Bastians Geschichten, zunächst jene, die Bastian gerade erzählt hat, danach alle weiteren.
Auf diese Weise platziert Bastian die besagte Bibliothek im Zentrum der Stadt. Sie befindet sich nunmehr schon seit Urzeiten hier, doch konnten die Amargánther sie bislang nicht öffnen. An ihrem Eingang findet Bastian den leuchtenden Stein, der von dem Horn des Einhorns stammt. Eine Inschrift weist auf die Funktion des Steins hin. Er soll Bastian für hundert Jahre leuchten und ihn in den dunklen Tiefen eines Ortes namens „Yors Minroud“ führen, es sei denn, Bastian würde seinen Namen rückwärts sprechen, dann verbrennt seine Energie in einem einzigen Augenblick:

„Vom Horn des Einhorns genommen, bin ich erloschen.

Ich halte die Tür verschlossen, bis der mein Licht erweckt,

der mich bei meinem Namen nennt.

Ihm leuchte ich hundert Jahre lang

und will ihn führen in den dunklen Tiefen

von Yors Minroud.

Doch spricht er meinen Namen noch ein zweites Mal

vom Ende zum Anfang

verstrahl ich hundert Jahre Leuchten

in einem Augenblick.“

Die Amargánther konnten dem Stein keinen Namen geben, weil kein Phantásier dies vermag. Bastian nennt den Stein Al'Tsahir, woraufhin er ihm gehört. Zugleich öffnet sich die Tür der Bibliothek, und die Amargánther nehmen Bastians reichhaltigen Schatz an Geschichten in Besitz.
Atréju macht Bastian schließlich darauf aufmerksam, dass es an der Zeit wäre, seine Rückkehr in die Menschenwelt vorzubereiten, schließlich habe er viel für Phantásien getan und viel dafür empfangen. Jetzt müsse er nach Hause zurückkehren, um die Menschenwelt gesund zu machen. Bastian erbittet von den drei Herren Hýkrion, Hýsbald und Hýdorn, die sich ihm angeschlossen haben, die Mauleselin Jicha als Reittier. Er setzt sich mit seinem Anliegen durch, obwohl die drei Herren meinen, ein solches Reittier sei unter seiner Würde.

##### Kapitel XVIII (Buchstabe R): Die Acharai
Bastian und sein Gefolge reiten aus Amargánth fort. Alle, Atréju, Fuchur und Bastian inbegriffen, sind der Überzeugung, sie befänden sich auf der Suche nach dem Weg, der Bastian nach Hause zurückführen würde. Doch hat Bastian Atréjus Vorschlag lediglich aus Freundschaft und gutem Willen zugestimmt. In Wahrheit wünscht er sich die Rückkehr überhaupt nicht. Und da die phantásische Geographie durch Wünsche bestimmt wird und Bastian über die Richtung zu entscheiden hat, zieht die Gruppe immer tiefer nach Phantásien hinein, dorthin, wo der Elfenbeinturm steht.
Fuchur erwähnt, dass er mit der Geschichte um den Drachen Smärg, den Held Hynreck erschlagen soll, nicht zufrieden ist. Schließlich sei der Drache, wenn auch ein Scheusal, doch ein entfernter Verwandter von ihm. Bastian denkt daraufhin über die Rolle nach, die er in Phantásien spielen möchte, und kommt zu dem Schluss, dass er nicht als Erschaffer von Monstern, sondern als großer Wohltäter in die phantásische Geschichte eingehen will, als guter Mensch, der ein leuchtendes Vorbild für andere bietet.
Dies lässt ihn Christa vergessen, die Tochter der Haushälterin seines Vaters, der er früher seine Geschichten erzählt hatte. Als Atréju ihn wenig später auf das Mädchen anspricht, kann sich Bastian zwar noch erinnern, dass er in Amargánth ihren Namen genannt hat, aber nicht mehr, warum er es getan hat. Besorgt lässt sich Atréju weitere Details aus Bastians Leben erzählen, wobei er den Fokus gerade auf die alltäglichen Dinge legt, die Bastian als unbedeutend erscheinen. Bastian kommen sie jetzt gar nicht mehr so alltäglich vor, so als enthielten sie ein Geheimnis, das ihm bislang verborgen geblieben ist. Atréju bemerkt, dass Bastians Erinnerungen in manchen Bereichen große Lücken aufweisen und er zieht auch die richtige Schlussfolgerung. Es hängt mit AURYN zusammen, dass Bastian sein Gedächtnis verliert. Der Glanz wirkt bei Menschen anders als bei Phantásiern; er erfüllt ihnen all’ ihre Wünsche, aber er nimmt ihnen zugleich die Erinnerung an ihre Welt. Bastian, der nichts empfindet, was ihm fehlt, erwidert, was Graógráman zu ihm gesagt hatte. Er müsse den Weg der Wünsche gehen. Dazu müsse er von einem Wunsch zum nächsten gehen. Er könne keinen überspringen. Anders könne er in Phantásien gar nicht weiterkommen, wenn er seinen Wahren Willen finden wolle. „Ja“, sagt Atréju, „es gibt dir den Weg und nimmt dir gleichzeitig das Ziel.“ Doch Bastian wischt die Bedenken weg. Mondenkind werde schon gewusst haben, was sie tut, als sie ihm das Zeichen gab. AURYN sei gewiss keine Falle.
Der Wunsch, ein Wohltäter sein zu wollen, führt Bastian zu den Acharai. Als er ihr Weinen vernimmt, dringen er und Atréju in einen Stollen vor, der ins Innere der Erde führt. Als er mit Al'Tsahir ihre Stollen erleuchtet, flehen sie ihn an, das Licht zu löschen, damit ihre Hässlichkeit nicht offenbart wird. Bastian möchte als ihr Wohltäter auftreten. Da es ihm aber vornehmlich darum geht, sich gegenüber seinen Begleitern ins rechte Licht zu rücken – schließlich hat er die Acharai geschaffen und ist damit für ihr Schicksal verantwortlich – wählt er seinen Wunsch genauso unüberlegt wie jenen, mit der er den Drachen für Held Hynreck erschaffen hat, und verwandelt die Acharai in Clownsmotten, sogenannte Schlamuffen. Diese lachen zwar immer, doch es ist kein fröhliches Lachen. Im Gegensatz zu den Acharai, deren Leben einen tieferen Sinn hatte, sind die Schlamuffen der Lächerlichkeit preisgegeben und zu keiner sinnvollen Handlung in der Lage. Damit besiegelt Bastian zugleich den Untergang von Amargánth. Die Schlamuffen zerstören die Arbeit der Acharai, und nun, wo diese fort sind, versiegt der Tränensee und es wird kein neues Silber mehr aus den Tiefen der Erde gewaschen. Statt ihn als Wohltäter zu verehren, verspotten ihn die Clownsmotten. Und auch Atréju verehrt ihn nicht als Wohltäter, sondern zeigt sich eher besorgt darüber, was dieser Wunsch Bastian gekostet haben möge. Bastian erkennt, dass Atréju damit auf das Vergessen anspielt, nicht auf Bastians Selbstverleugnung.
Das Kapitel schließt mit dem Hinweis, dass Bastian sich nicht mehr so sicher ist, etwas Gutes getan zu haben.
Der Leser erfährt in diesem Kapitel, dass William Shakespeare ein Phantásienreisender war; er ist hier unter dem Namen Schexpir bekannt.

##### Kapitel XIX (Buchstabe S): Die Weggenossen
Um Bastian, der sich in grüblerischer Stimmung befindet, aufzuheitern, gestattet Fuchur ihm einen Ritt auf seinem Rücken. Später, bei einem Gespräch während des Essens, stellt sich heraus, dass Bastian die Erinnerung an die Kinder verloren hat, die ihn in der Schule verspottet haben. Fuchur rät Bastian deshalb, keinen Gebrauch mehr von AURYN zu machen, denn ohne Erinnerungen könne er nicht nach Hause zurückkehren. Bastian erwidert, dass er sich eigentlich gar nicht wünsche, nach Hause zu gehen. Er fühle sich in Phantásien viel zu wohl, um eine Rückkehr in die Menschenwelt auch nur in Erwägung zu ziehen. Atréju hingegen hat auf seiner Großen Suche gelernt, dass die Reise nach Phantásien den Menschen dazu dient, beide Welten gesund zu machen, doch um das zu bewerkstelligen, muss der Phantásienreisende das Gelernte in seine eigene Welt transportieren und dort zum Wohle der Menschen anwenden. Deshalb bemerkt er erschrocken, dass Bastian zurückkehren müsse, um seine Welt in Ordnung zu bringen, damit wieder Menschen nach Phantásien kommen. Sonst gehe Phantásien eines Tages von neuem zugrunde, und alles wäre umsonst gewesen. Atréju will wissen, ob denn sein Vater nicht auf Bastian warte und sich Sorgen um ihn mache. Bastian glaubt dies nicht, er denkt, dass sein Vater wahrscheinlich sogar froh sei, ihn los zu sein. Aus Atréjus und Fuchurs Besorgnis interpretiert er in diesem Sinne, dass es so klinge, als wollten sie ihn wegschicken, um ihn nicht länger ertragen zu müssen.
Doch vertragen sich die Freunde einstweilen wieder, und Bastian befolgt ihren Rat eine Weile, was dazu führt, dass die Gruppe nicht mehr vorwärtskommt, auf der Stelle tritt oder im Kreis herumläuft. Die Mauleselin Jicha erkennt, dass Bastian zu wünschen aufgehört hat, und erklärt ihm zu seiner eigenen Überraschung, dass er bislang geradewegs auf den Elfenbeinturm zugesteuert sei. Dadurch wird Bastian bewusst, dass er von dem Wunsch geleitet war, Mondenkind wiederzusehen. Bis zum nächsten Morgen haben auch Atréju und Fuchur begriffen, dass Bastian wieder wünschen muss, um voranzukommen. Bastian beschließt, weiter auf den Elfenbeinturm zuzuhalten. Er rechtfertigt dies einstweilen damit, dass die Kindliche Kaiserin über das Wissen verfüge, wie er nach Hause zurückkehren kann, und dass er sie danach fragen wolle. Fuchur weist ihn darauf hin, dass er die Kindliche Kaiserin nicht noch einmal sehen könne, weil er ihr schon einmal begegnet sei. Doch Bastian hört nicht auf ihn und Atréju. Er habe die Kindliche Kaiserin schon zweimal getroffen, da könne er ihr auch noch ein drittes Mal begegnen, sie habe ihm viel zu verdanken und werde deshalb in seinem Fall bestimmt eine Ausnahme machen, und außerdem sei auch Atréjus letzter Rat, AURYN betreffend, schädlich gewesen. Darüber hinaus sei er ein Mensch und kein Phantásier, da sei gar nicht sicher, dass diese Regel auch für ihn Gültigkeit entfalte.
Atréju und Fuchur begreifen, dass die Kindliche Kaiserin Bastian nicht die Wahrheit über AURYN und die Auswirkungen seiner Wünsche gesagt hat. Sie vermuten sogar, dass es Mondenkind egal sein könnte, was aus Bastian wird, dass es ihr die ganze Zeit über nur um Phantásien ging. „Glaubst du, Fuchur“, fragt Atréju, „dass es der Kindlichen Kaiserin gleichgültig ist, was aus Bastian wird?“ „Wer weiß“, antwortet Fuchur. „sie macht keine Unterschiede.“ „Aber dann“, fährt Atréju fort, „ist sie wahrlich eine…“ „Sprich es nicht aus!“, unterbricht ihn Fuchur. „Ich weiß, was du meinst, aber sprich es nicht aus.“ Sie beschließen, Bastian zu helfen, nötigenfalls auch gegen den Willen der Kindlichen Kaiserin oder auch seinen eigenen.
Bastians Gefolge vergrößert sich stetig. Aus allen Richtungen eilen große Fürsten aus verschiedenen Ländern Phantásiens herbei, um Bastian zu huldigen. Ein Vier-Viertel-Troll, ein Kephalopode, ein Gnom, ein Schattenschelm, ein Wildweibchen, ein Sassafranier und ein blauer Dschinn namens Illuán sind die ersten, die sich der Gruppe anschließen. Und es kommen weitere Gesandte, sodass der Zug bald aus dreihundert Personen besteht. Sie möchten, dass Bastian, der schon so viele Geschichten geschaffen hat, sie an der Gnade einer eigenen Geschichte teilhaftig werden lässt; sie alle haben noch keine. Bastian vertröstet die Gesandten einstweilen. Er könne dies jetzt noch nicht tun, doch später werde er allen helfen. Aber zunächst müsse er die Kindliche Kaiserin treffen. Er fordert sein Gefolge auf, ihm bei der Suche nach dem Elfenbeinturm behilflich zu sein. Die Sendboten wirken nicht enttäuscht, sie sind vielmehr erfreut darüber, dass Bastian sie in seiner Begleitung duldet.

##### Kapitel XX (Buchstabe T): Die sehende Hand
Bastian ärgert sich, dass er von Atréju und Fuchur wie ein unselbstständiges und schutzbedürftiges Kind behandelt wird, für das sie sich verantwortlich fühlen. Daraus erwächst sein Wunsch, gefährlich und gefürchtet zu sein, einer, vor dem jeder sich in Acht nehmen muss, auch Fuchur und Atréju. Daraufhin kommt der blaue Dschinn Illuán zu ihm und berichtet, man befinde sich im Garten Oglais, einem Wald aus fleischfressenden Orchideen, der zum Zauberschloss Hórok gehört, in dem die mächtige und böse Zauberin Xayíde lebt. Bastian befiehlt, weiter auf die „Sehende Hand“ zuzulaufen, wie das Schloss aufgrund seiner Form und seiner unzähligen, hell erleuchteten Fenster, die wie Augen aussehen, auch genannt wird.
Atréju bittet Bastian, mit ihm zusammen auf Fuchur zu reiten, um allein mit ihm reden zu können. Er bittet seinen menschlichen Freund, ihm das AURYN zu übergeben. Ihn habe es geführt und ihm nichts genommen, vermutlich deshalb, weil er als Phantásier über keinerlei Erinnerungen an die Menschenwelt verfügt, die es ihm hätte nehmen können. Bastian hingegen raube es seine Erinnerungen und damit seine Identität. Doch Bastian lehnt Atréjus Ansinnen kategorisch ab. Es kommt zum Streit, in dessen Verlauf sich Bastian jegliche Einmischung in seine Angelegenheiten verbittet. Er habe sich entschlossen, überhaupt nicht zurückzukehren und werde für immer in Phantásien bleiben. Es gefalle ihm hier sehr gut; auf seine Erinnerungen könne er gut verzichten. Der Kindlichen Kaiserin könne er tausend neue Namen geben: „Wir brauchen die Menschenwelt nicht mehr!“ Die Veränderungen, die AURYN an ihm bewirkt hat, bewertet er als positiv. Er sei nun nicht mehr der harmlose Tropf, den die anderen in ihm sähen.
Währenddessen lässt Xayíde die Herren Hýkrion, Hýsbald und Hýdorn entführen und droht Bastian damit, sie zu Tode foltern zu lassen, wenn er sich nicht ihrem Willen unterwirft und ihr Sklave wird. Sie sendet dazu ihre Wächter aus, schwarze, insektenartige Kreaturen aus Metall, die innen hohl sind und die sie mit Hilfe ihres Willens lenkt. Sein Gefolge konnte diese Wesen nicht einmal verletzen, also bricht Bastian allein mit Fuchur und Atréju in Richtung des Schlosses auf. Während Fuchur und Atréju für ein Ablenkungsmanöver sorgen, schleicht Bastian sich ins Schloss, besiegt die Wächterkreaturen mit Sikándas Hilfe und befreit die Gefangenen. Als Bastian und Atréju den Thronsaal betreten, unterwirft sich Xayíde scheinbar seinem Willen und schließt sich der Gruppe an. Fuchur will die Zauberin nicht tragen; Bastian befiehlt ihm, es dennoch zu tun. Fuchur gehorcht, doch nicht ihm, sondern Atréju, der ihm per Nicken bestätigt, dass er Bastian Folge leisten soll.
Nach der Rückkehr zu den übrigen Gefährten, die Xayíde in die Irre geführt hat, stellt sich heraus, dass die Sänfte, in der sie zu reisen gedenkt, schon vor ihrer scheinbaren Niederlage in Richtung der Reisegesellschaft geschickt wurde, die jetzt aus über 1000 Phantásiern besteht. Xayídes Gefangennahme ist also offensichtlich von ihr geplant worden. Atréju macht Bastian darauf aufmerksam, doch der weist auch diesen Rat zurück, diesmal sichtlich verärgert. Bastians Wunsch kostet ihn diesmal die Erinnerung, in seiner Welt ein Kind gewesen zu sein. Xayíde hingegen lächelt. „Es war kein gutes Lächeln“.
Xayídes Gesicht und Hände werden als marmorblass geschildert. Ihr Haar ist feuerrot und zu einer merkwürdigen Frisur aus Flechten und Zöpfen aufgetürmt. Die Zauberin ist viel größer als Bastian und sehr schön. Der Leser erfährt, dass Xayídes Augen unterschiedliche Farben haben. Eines ist grün, eines ist rot, ebenso wie die beiden Schriftfarben der Unendlichen Geschichte.

##### Kapitel XXI (Buchstabe U): Das Sternenkloster
Bastians Gefolge ist inzwischen zu einem vieltausendköpfigen Heer angewachsen. Man nächtigt in Zelten höchst unterschiedlicher Größe, und auch für Bastian ist ein solches Zelt geschaffen worden, das prächtigste von allen. Auf seinem Dach weht eine Fahne, die Bastians Wappen zeigt: einen siebenarmigen Leuchter, so wie der, den Bastian einst auf dem Speicher entzündet hatte, um die Unendliche Geschichte im Dunkeln weiterlesen zu können.
So, wie Xayíde ihre hohlen Panzerriesen durch ihren Willen lenkt, beginnt sie auch Bastian zu lenken, der durch den Verlust seiner Erinnerungen quasi ebenfalls von innen hohl zu werden anfängt. Sie redet Bastian ein, dass die Mauleselin Jicha seiner unwürdig sei. Bastian denke zu viel an andere, er solle sich nicht von Jicha tragen lassen, nur weil es ihr gefiele. Stattdessen solle er mehr an seine eigene Vollkommenheit denken. Schließlich erreicht die Zauberin ihr Ziel; Bastian schickt Jicha fort. Da er ihren sehnlichsten Wunsch kennt, trotz der Unfruchtbarkeit, die Mauleseln zu eigen ist, ein Kind zu bekommen, ersinnt er einen Pegasus, der sie zur Gefährtin nimmt und mit ihr zusammen den ersehnten Nachwuchs zeugen kann. Obwohl er Jicha damit ihren Lebenstraum erfüllt, geschieht dies nicht aus Freundschaft oder Mitgefühl zu seiner treuesten und klügsten Gefährtin, sondern ausschließlich, um sie loszuwerden. Die Mauleselin indes gibt zu erkennen, dass sie vor allem deshalb Kinder haben möchte, um ihnen von ihrer Begegnung mit Bastian erzählen zu können, wenn sie alt geworden ist. Tatsächlich bekommt Jicha später einen Sohn, einen weißen, schwingentragenden Maulesel namens Pataplán, der in Phantásien noch viel von sich reden machen würde. Doch sei dies eine andere Geschichte und solle ein andermal erzählt werden.
Bastian hegt tiefen Groll gegen Atréju und Fuchur, die ihm, anders als die Zauberin, nach wie vor keinen unterwürfigen Respekt bezeugen, obwohl er bereits mehrere seiner Wünsche darauf verwendet hat, dieses Ziel zu erreichen. Noch ist es eine versöhnliche Wut; Bastian malt sich aus, wie er dem Freund vergibt, wenn dieser letztlich zu ihm kommt. Xayíde jedoch sät weiteres Misstrauen gegen die beiden; Atréju sinne darauf, Bastian AURYN wegzunehmen. Schließlich schenkt sie Bastian einen Unsichtbarkeitsgürtel, der ihm gehört, als er ihm den Namen Gémmal gibt. Sie tut dies in dem Bewusstsein, dass Bastian mit seiner Hilfe Atréju und Fuchur bespitzeln wird. Anders als zuvor bilden Atréju und Fuchur nicht mehr die Vorhut, die das Gelände erkundet, sondern bilden die Nachhut. Mit Bastian reden sie kein Wort.
In diesem erwächst indes ein Wunsch, den er für seinen letzten hält, seinen wahren Willen. Er möchte weise sein. Als Weiser wäre er erhaben über Freude und Leid, Angst und Mitleid, Ehrgeiz und Kränkung. Er würde über den Dingen stehen, nichts und niemanden hassen oder lieben, aber auch die Ablehnung oder Zuneigung anderer vollkommen gleichmütig hinnehmen. Kurze Zeit später erscheinen sechs Eulen als Boten, die Bastian, den sie als den „Großen Wissenden“ bezeichnen, in das Sternenkloster Gigam einladen, wo die drei „Tief Sinnenden“ über die wahre Natur Phantásiens nachdenken. Uschtu, die eulenköpfige Mutter der Ahnung, Schirkrie, der adlerköpfige Vater der Schau, und Jisipu, der fuchsköpfige Sohn der Klugheit, sind die phantásischen Manifestationen der ausgestopften Tiere, die auf dem Schulspeicher stehen, wo sich noch immer das Buch Die unendliche Geschichte befindet. Bastian begibt sich in Begleitung Atréjus und Xayídes zu den drei Tief Sinnenden. Deren Fragen beantwortet Bastian wie folgt: Phantásien ist Die unendliche Geschichte. Diese steht in einem Buch geschrieben, das in kupferfarbene Seide gebunden ist. Das Buch befindet sich auf dem Speicher eines Schulhauses. Bastian fordert die drei Tief Sinnenden auf, mit ihm zusammen das Dach des Sternenklosters zu betreten, von wo aus er zum ersten Mal den Elfenbeinturm erkennen kann. Dort spricht er den Namen des Steines Al'Tsahir rückwärts und verbrennt somit dessen Licht in einer einzigen Lichtexplosion. Dadurch wird der Schulspeicher sichtbar, der sich oberhalb des Klosters befindet. Die drei Tief Sinnenden können die ausgestopften Tiere erkennen, doch jeder sieht nur das, das von seiner Art ist. Auf diese Weise entsteht zwischen den drei Tief Sinnenden eine erste Meinungsverschiedenheit, die später zur Auflösung des Klosters führt. Doch sei dies eine andere Geschichte, die ein anderes Mal erzählt werden soll. Bastian verliert in dieser Nacht die Erinnerung, dass er je in eine Schule gegangen ist. Auch an den Speicher, das gestohlene Buch und daran, wie er nach Phantásien gelangt ist, kann er sich nicht mehr erinnern.

##### Kapitel XXII (Buchstabe V): Die Schlacht um den Elfenbeinturm
Da Bastian sich nicht sicher ist, wie sich die Kindliche Kaiserin bei seiner Ankunft am Elfenbeinturm ihm gegenüber verhalten wird, gibt er widersprüchliche Anweisungen an seinen Heerzug. Einerseits sehnt er sich danach, Mondenkind wiederzusehen und ihr diesmal als Ebenbürtiger gegenüberzutreten, andererseits fürchtet er, sie könnte AURYN von ihm zurückverlangen und ihn nach Hause zurückschicken. Schließlich erreicht die Gruppe aber doch den Rand des Labyrinths, das den Elfenbeinturm umgibt.
Ein Hurtling, der zum Elfenbeinturm gereist ist, erscheint als Bote vor Bastian und meldet ihm, dass die Kindliche Kaiserin seit Urzeiten nicht mehr dort ist. Bastian muss daran denken, dass Fuchur ihn gewarnt hatte, dass man die Kindliche Kaiserin nur einmal zu Gesicht bekommen könne. So kommen ihm seine Freunde wieder in den Sinn. Da Bastian, Fuchur und Atréju nicht mehr miteinander reden, erwächst in Bastian der Wunsch nach der Gesellschaft der beiden. Um zu vermeiden, den Dialog suchen und die Sache bereinigen zu müssen, legt Bastian den Gürtel Gémmal an und schleicht sich unsichtbar in ihre Nähe. Dort erfährt er, dass beide tatsächlich planen, ihm AURYN zu stehlen, wie Xaýide es gesagt hatte. Bastian lässt die beiden gefangen nehmen, wozu er erstmals selbst Xayídes Panzerriesen mit seinem Willen lenkt, und verbannt sie aus den Reihen seines Gefolges.
Xayíde, die genau dies erreichen wollte, kommt zu Bastian und redet ihm ein, er habe nun wahre Größe erlangt, weil es ihm gelungen sei, die Fesseln der Freundschaft abzustreifen. Offensichtlich habe die Kindliche Kaiserin Phantásien verlassen, um ihren Platz ihrem Nachfolger zu überlassen. Es sei nun an der Zeit, den Elfenbeinturm in Besitz zu nehmen und sich selbst zum Kindlichen Kaiser zu krönen. Er habe Phantásien gerettet und neu erschaffen, nun sei es an der Zeit, auch die Allmacht zu ergreifen, die ihm allein gebührt. Damit sei er wahrhaftig frei von allem, was ihn beengt, und frei, das zu tun, was er will. Dies sei sein Wahrer Wille.
Bastian lässt sich erneut manipulieren und zieht in den Elfenbeinturm ein, wo er vom Gefolge der Kindlichen Kaiserin herzlich willkommen geheißen wird. Doch scheitert er an dem Versuch, den Magnolienpavillon in Besitz zu nehmen. Was er auch anstellt, dieser lässt sich nicht öffnen. Dennoch bestimmt Bastian, dass in siebenundsiebzig Tagen seine Krönungszeremonie stattfinden soll. Bastian verbringt die nächsten Wochen reglos in seinem Gemach. Gerne würde er etwas wünschen oder eine unterhaltsame Geschichte erfinden, doch fühlt er sich leer und hohl und es fällt ihm nichts mehr ein. Schließlich kommt er auf die Idee, sich die Kindliche Kaiserin herbeizuwünschen. Aber so oft er sie auch ruft, sie erscheint nicht. Und je öfter er seinen Wunsch wiederholt, umso mehr vergisst er, wie ihr Blick wie ein leuchtender Schatz in seinem Herzen gelegen hatte.
Atréju nutzt die Zeit bis zu Bastians Krönung, um drei Heere zusammenzustellen, die Bastian zwingen wollen, AURYN abzulegen. Als die Feierlichkeiten bereits begonnen haben, naht sein Gefolge heran. Es kommt zur Schlacht um den Elfenbeinturm, in deren Verlauf viele Phantásier auf beiden Seiten sterben, darunter Illuán, der versucht, den Gürtel Gémmal für Bastian zu retten. Ein völlig sinnloser Tod, denn Bastian verliert den Gürtel kurz darauf und denkt später nicht einmal mehr an ihn. Bastian spürt das Bedürfnis, selbst einzugreifen, sein Gefolge anzuführen, doch rät Xayíde ihm davon ab. Es wäre unschicklich für einen Kaiser Phantásiens, hinauszugehen und zu kämpfen.
Als die ersten Angreifer den Fuß des Elfenbeinturms erreichen, greifen Xayídes schwarze Panzerriesen ein und wüten unter Atréjus Getreuen. Trotzdem gelingt es Atréju, in den Turm zu gelangen, weil er nicht für sich kämpft, sondern für seinen Freund, den er besiegen will, um ihn zu retten. Bastian erwartet ihn bereits, und so treten er und Atréju im Zweikampf gegeneinander an. Doch diesmal versagt das Schwert Sikánda Bastian seine Hilfe. Im Zorn reißt Bastian es aus der Scheide, wodurch seine magischen Kräfte erlöschen. Bastian verletzt Atréju schwer. Dieser stürzt vom Elfenbeinturm, wird jedoch von Fuchur gerettet.
In diesem Augenblick wendet sich das Kampfglück, und die Rebellen beginnen zu fliehen. Als der Elfenbeinturm niederbrennt, macht Bastian Atréju dafür verantwortlich. Auf Rache sinnend schwingt er sich auf eins von Xayídes schwarzen Pferden und setzt Fuchur und Atréju nach.

##### Kapitel XXIII (Buchstabe W): Die Alte-Kaiser-Stadt
Bastians Gefolge bleibt zurück, da es mit dem schwarzen Pferd nicht Schritt halten kann, das aus dem gleichen Material besteht wie Xayídes Panzerriesen und das Bastian deshalb mit seinem unbeugsamen Willen lenkt. Die meisten seiner Gefolgsleute sind verwundet, und selbst Xayídes Wille scheint an den Grenzen seiner Kraft angelangt zu sein.
Langsam verraucht Bastians Zorn; stattdessen steigen Fragen in ihm auf. Etwa, warum Atréju gezögert hat, ihn zu verwunden, um ihm AURYN zu nehmen. Ganz in der Nähe der Alte-Kaiser-Stadt platzt das Pferd plötzlich auseinander, sodass Bastian gezwungen ist, sich in Richtung der Stadt zu wenden. Dabei verliert Bastian den Gürtel Gémmal, der Tage später von einer Elster gefunden wird. Doch sei dies eine andere Geschichte, die ein andermal erzählt werden solle.
Der Anblick der Alte-Kaiser-Stadt erschreckt Bastian zutiefst. Nicht nur, dass die Gebäude plan- und sinnlos durcheinandergewürfelt und zudem in sich willkürlich zusammengestellt erscheinen: Die Stadt wird von lauter Wahnsinnigen bevölkert, über die der Affe Argax wacht. Von ihm erfährt Bastian, dass sie alle einmal Phantásienreisende waren, die keinen Weg mehr in die Menschenwelt zurückgefunden haben. Erst wollten sie nicht dorthin zurück, danach konnten sie es nicht mehr. Sie müssten sich wünschen, nach Hause zurückzukehren, doch haben sie ihren letzten Wunsch für etwas anderes eingesetzt. Manche haben sich zu Kindlichen Kaisern erklärt; ihre Erinnerungen und damit Wünsche waren dann sofort verbraucht. Andere sind eher in einem schleichenden Prozess hierhergeführt worden; das Ergebnis ist das Gleiche. Bastian erfährt, dass er niemals Kindlicher Kaiser hätte werden können. Seine Macht kommt aus AURYN, und man kann die Macht der Kindlichen Kaiserin nicht einsetzen, um sie ihr wegzunehmen. Die Alte-Kaiser-Stadt, so ist Argax überzeugt, ist Bastians künftiger Wohnort. Auch wenn es ihm nicht gelungen ist, sich zum Herrscher Phantásiens aufzuschwingen, hat er doch kaum noch Erinnerungen und damit kaum noch Wünsche übrig. Nicht genug, um den einen zu finden, der ihn zurück nach Hause führt.
Argax erklärte Bastian, dass seine Annahme, er könne ewig weiterwünschen, unzutreffend sei. Wünschen könne er nur, solange ihm noch Erinnerungen an seine Welt verbleiben. Wer keine Vergangenheit habe, habe auch keine Zukunft. Es hätte auch nichts genützt, hätte Atréju ihm AURYN weggenommen. Bastian brauche es, um den Rückweg zu finden. So oder so wäre Bastian in der Alte-Kaiser-Stadt gelandet. Für deren Bewohner hat Argax das Beliebigkeitsspiel erfunden. Da sie keine Geschichten mehr schreiben können, lässt er sie mit Würfeln werfen, auf denen sich Buchstaben befinden. Wenn man dieses Spiel nur lang genug spielt, entstehen durch Zufall Wörter, Gedichte, Geschichten. Spielt man es in alle Ewigkeit, müssen sich daraus alle Gedichte und Geschichten ergeben, die überhaupt möglich sind, auch die, in der Bastian und Argax sich gerade unterhalten.
Dieses Mal gelingt es Bastian noch, die Alte-Kaiser-Stadt zu verlassen. Argax rät ihm, nach Yors Minroud zu gehen, vielleicht seine letzte Rettung. Er müsse einen Wunsch finden, der ihn in seine Welt zurückbringe. Doch habe er höchstens noch drei oder vier davon. Bastian ist fest entschlossen: Hierhin will er nie wieder zurückkehren. Doch so sehr er auch versucht, der Stadt zu entkommen, muss er immer wieder feststellen, dass er die Richtung verfehlt hat und wieder auf ihr Zentrum zueilt. Erst am Nachmittag findet er die Heide wieder und läuft davon, bis ihn die Nacht zum Anhalten zwingt. Im Schlaf verliert er die Erinnerung daran, dass er einst Geschichten erfinden konnte. Im Traum sieht er Atréju vor sich, mit einer blutenden Wunde auf der Brust, wie er dasteht und ihn reg- und wortlos ansieht. Bastian vergräbt Sikánda, damit das Schwert niemals wieder gegen einen Freund gezogen werden kann. In ferner Zukunft wird jemand kommen, der es ohne Gefahr berühren darf, doch dies sei eine andere Geschichte, die ein andermal erzählt werden solle.
Nach einem heftigen Gewitter bricht Bastian in Richtung des Nebelmeeres auf, das er überqueren muss, um sein Ziel zu erreichen. Er versucht, keinen Gebrauch von AURYN zu machen, um die wenigen Erinnerungen, die ihm verbleiben, nur für Wünsche zu verwenden, die ihn seiner Welt näher bringen. Doch lassen sich Wünsche weder nach Belieben hervorrufen noch unterdrücken. Sie entstehen unbemerkt und bilden dann Absichten, die gut oder schlecht sein können. So erwächst in Bastian der Wunsch, zu einer Gemeinschaft zu gehören, nicht als Herr, Sieger oder Anführer, sondern als einfaches Gruppenmitglied, und sei es das geringste. Hauptsache, er hat an der Gemeinschaft teil und gehört wie selbstverständlich dazu.
Auf diese Weise wird er von den Nebelschiffern aufgenommen, den Yskálnari, die in der Korbstadt Yskál leben und das Nebelmeer bereisen. Sie halten immer zusammen, weil jeder das Gleiche denkt und fühlt wie der andere, doch der Verlust eines Einzelnen bedeutet ihnen nichts. Weil keiner sich von dem anderen unterscheidet, ist keiner unersetzlich; als ein Yskálnari getötet wird, reden die anderen nicht einmal darüber und vermissen ihn auch nicht. Auch hat keiner der Stadtbewohner einen eigenen Namen. Ihre Gemeinsamkeit entsteht durch den Tanz und das wortlose Lied. Bastian begreift, dass die Gemeinsamkeit der Nebelschiffer nicht darauf beruht, dass sie verschieden geartete Vorstellungsweisen zusammenklingen lassen. Es kostet sie keine Anstrengung, sich als Gemeinschaft zu fühlen. Sie können nicht einmal miteinander streiten, da sich keiner von ihnen als Individuum empfindet. Diese Mühelosigkeit erscheint Bastian unbefriedigend. Ihre Sanftheit erscheint ihm fade und die immer gleiche Melodie ihrer Lieder monoton. Es gibt in der Gemeinschaft Harmonie, aber keine Liebe. Bastian jedoch möchte ein Individuum sein, jemand, der gerade dafür geliebt wird, dass er so ist, wie er ist, trotz seiner Fehler oder gerade ihretwegen. Allerdings weiß er selbst gar nicht mehr, wie er ist. Unter all den Gaben und Kräften, die er in Phantásien bekommen hat, kann er sich selbst nicht mehr wiederfinden.
Bastian, der als Schiffsjunge angeheuert wurde, überquert auf einem der Schiffe der Yskálnari das Nebelmeer. Diese werden mit Hilfe der Vorstellungskraft der Nebelschiffer angetrieben, so wie ein Mensch seine Beine bewegt, indem er es sich vorstellt. Zu diesem Zweck müssen mindestens zwei Yskálnari ihre Vorstellungskraft zu einer werden lassen. Durch diese Vereinigung entsteht die Fortbewegungskraft. Während der Reise verliert er die Erinnerung daran, dass es in seiner Welt unterschiedliche Menschen mit unterschiedlichen Meinungen und Vorstellungen gab. Er hat jetzt nur noch drei Erinnerungen, an sein Zuhause, seine Eltern und seinen eigenen Namen.

##### Kapitel XXIV (Buchstabe X): Dame Aiuóla
Bastians frühere Wünsche, bewundert und gefürchtet zu sein, haben inzwischen keine Bedeutung mehr. Also wird Xayíde nicht mehr gebraucht. Als die Zauberin die Alte-Kaiser-Stadt erreicht und feststellt, dass Bastian bereits dort war, ist ihr klar, dass das Spiel für sie zu Ende ist. Völlig wahnwitzigerweise stellt sie sich ihren Panzerkreaturen in den Weg, die ihrem Willen plötzlich nicht mehr gehorchen, wird von ihnen überrannt und stirbt. Hýsbald, Hýdorn und Hýkrion erreichen die Stelle wenig später und begreifen nicht, was geschehen ist. Da sie zu dem Schluss kommen, dass der Feldzug sein Ende gefunden habe, entlassen sie das restliche Heer und empfehlen jedem, nach Hause zu gehen. Sie selbst jedoch hatten Bastian einen Treueeid geschworen, also beschließen sie, ihn in ganz Phantásien zu suchen. Da sie sich jedoch nicht über die Richtung einigen können, trennen sie sich und jeder von ihnen erlebt eigene Abenteuer. Doch seien dies andere Geschichten und sollten ein andermal erzählt werden.
Bastians Wunsch, geliebt zu werden, führt ihn zum Änderhaus, das nicht nur so heißt, weil es ständig seine Form verändert, sondern auch, weil derjenige sich verändert, der sich in ihm aufhält. Im Änderhaus wartet seit langer Zeit die Dame Aiuóla auf sein Eintreffen, eine empfindungsfähige Pflanze, die die Gestalt einer mütterlichen Frau annimmt, welche Bastians eigener Mutter ähnelt. Sie kennt Bastians gesamte Geschichte und erzählt sie ihm. Dabei erfährt der Leser, dass Bastian, der von vielen Phantásiern der „Retter“, der „Ritter vom Siebenarmigen Leuchter“, der „Große Wissende“ oder „Herr und Gebieter“ genannt wird, seinen Namen noch nicht vergessen hat.
Bastian erzählt ihr ihm Gegenzug seine Geschichte und kommt zu dem Schluss, alles missverstanden und falsch gemacht zu haben. Dadurch habe er großes Unheil über sich und Phantásien gebracht. Doch die Dame Aiuóla weist dies zurück. Er sei den Weg der Wünsche gegangen, und dieser sei nie gerade. Er habe einen großen Umweg gemacht, aber es sei sein Weg gewesen.
Von der Dame Aiuóla wird Bastian so lange umsorgt, bis sein letzter Wunsch und wahrer Wille in ihm reift: Er möchte nicht nur geliebt werden, sondern selbst lieben können. Doch das, erklärt ihm die Dame Aiuóla, könne er erst, wenn er vom Wasser des Lebens getrunken habe. Dies sei auch der Grund, warum er einen so großen Umweg gegangen sei. Er gehöre zu denen, die erst zurückkehren können, wenn sie die Quelle finden, wo das Wasser des Lebens entspringt. Und dies sei der geheimste Ort Phantásiens, zu dem es keinen einfachen Weg gebe. Um in seine Welt zurückzukehren, müsse Bastian das Wasser des Lebens auch zu anderen Menschen bringen. Auf diese Weise erfährt Bastian, dass Phantásier selbst nicht lieben können, nur einige wenige, die von dem Wasser trinken durften. Erst in ferner Zukunft soll eine Zeit kommen, wo die Menschen die Liebe auch nach Phantásien bringen werden, dann werden die beiden Welten nur noch eine sein. Wo die Wasser des Lebens zu finden seien, möchte Bastian wissen. „An der Grenzen Phantásiens“ antwortet die Dame Aiuóla. Bastian erwidert verdutzt, dass Phantásien doch gar keine Grenzen habe. „Doch“, wird ihm geantwortet, „aber sie liegen nicht außen, sondern innen. Dort, von woher die Kindliche Kaiserin all ihre Macht empfängt, und wohin sie selbst doch nicht kommen kann.“ Dorthin könne Bastian nur durch einen Wunsch gelangen. Es ist der letzte, der ihm noch bleibt, denn inzwischen hat er auch Vater und Mutter vergessen.
Da er nun seinen Wahren Willen kennt, verlässt Bastian das Änderhaus und beginnt, nach den Wassern des Lebens zu suchen.

##### Kapitel XXV (Buchstabe Y): Das Bergwerk der Bilder
Auf diese Weise erreicht er endlich den blinden Bergmann Yor, der in der Grube Minroud arbeitet, dem Bergwerk der Bilder. Bastian stellt sich ihm vor; seinen eigenen Namen weiß er also noch.
In dieses Bergwerk gelangen alle verlorenen Traumbilder, jeder Traum, den ein Mensch jemals vergessen hat, auch Bastians eigene. Ganz Phantásien steht auf einem Fundament aus vergessenen Träumen. Bastian kann sich nicht einfach wünschen, zu lieben; die Wasser des Lebens werden ihn fragen, wen er lieben möchte. Doch das kann er nicht mehr sagen, da er alles vergessen hat außer seinem eigenen Namen. Und auch diesen muss er vergessen, um sein Ziel zu erreichen, und damit letztendlich sich selbst. Bastian muss also ein Traumbild finden, das ihn führen kann. Doch auch das ist nahezu unmöglich, ohne seine Erinnerungen, und es bedeutet harte, geduldige Arbeit. Eine Arbeit, der sich Bastian, ohne zu klagen, stellt, da er geduldig und still geworden ist und jedes Selbstmitleid verloren hat.
Bastian nimmt sich zunächst die Bilder vor, die oben in der Ebene stehen, und findet nichts. Deshalb rät Yor ihm, in die Grube Minroud einzufahren. Bastian zögert, denn dort unten ist es so dunkel, dass er nichts sehen kann. Yor fragt ihn, ob ihm denn kein Licht gegeben worden sei, etwa ein leuchtender Stein. Bastian erwidert: Doch, aber er habe Al'Tsahir zu einem anderen Zweck gebraucht. „Schlimm“ erwidert Yor mit steinernem Gesicht. Bastian fährt dennoch in die Grube ein und muss seine Suche in völliger Dunkelheit fortsetzen; er tastet die hauchdünnen, zerbrechlichen Bildtafeln vorsichtig ab und testet ihre Wirkung auf sich selbst. Schließlich fällt ihm ein Bild in die Hand, das in ihm eine heftige Reaktion erzeugt, eine tiefe Sehnsucht nach diesem Mann, den er nicht kennt. Es zeigt einen traurigen, bekümmerten Mann in einem weißen Kittel, der ein Gipsgebiss in den Händen hält und in einen Eisblock eingefroren ist. Es ist Bastians Vater, und es scheint Bastian, als riefe er ihn um Hilfe. „Allein komme ich aus diesem Eis nicht heraus. Nur du kannst mich daraus befreien – nur du!“. In diesem Augenblick vergisst Bastian auch seinen Namen und verliert damit die letzte Erinnerung an seine irdische Identität.
Yor rät Bastian, der im Buch von nun an „der Junge, der keinen Namen mehr hatte“ genannt wird, gut auf das Bild aufzupassen, denn ohne seine Hilfe könne er die Wasser des Lebens nicht erreichen. Bastian verspricht es und verlässt die Grube Minroud. Doch die eigensüchtigen Wünsche seiner Vergangenheit holen ihn ein. Die Schlamuffen erscheinen, ihres sinnlosen Daseins überdrüssig geworden, und machen Bastian bittere Vorwürfe. Dieser erwidert, er habe es doch nur gut gemeint, doch die Schlamuffen glauben ihm nicht. „Jawohl, mit dir selbst. Du bist dir ganz großartig vorgekommen. Aber wir haben die Zeche bezahlt für deine Güte, großer Wohltäter!“ werfen sie ihm vor. Sie sind gekommen, um Bastian zu ihrem Anführer zu erklären, zur Ober-, Haupt- oder General-Schlamuffe. Bastian soll sie herumkommandieren, sie zu etwas zwingen, ihnen etwas verbieten, ihnen Regeln geben und Grenzen setzen, damit ihr Dasein zu irgendetwas nütze ist. Entsetzt weist Bastian das Ansinnen der Schlamuffen zurück. Das könne er nicht, er müsse nach Hause zurückkehren. Doch die Schlamuffen wollen ihn nicht gehen lassen, das könne ihm so passen, sich einfach so aus Phantásien zu verdrücken. „Aber ich bin am Ende!“ sagt Bastian zu den Schlamuffen. „Und wir? Was sind wir?“ erwidern diese.
Wenn er nicht bleiben könne, so müsse er sie in die Acharai zurückverwandeln. Es sei ihnen lieber, in ewiger Traurigkeit zu verharren, den Tränensee neu entstehen zu lassen und wieder das Silberfiligran Amargánths zu spinnen, als ein solch sinnloses Dasein zu fristen. Doch Bastian verbleiben keine Wünsche mehr, mit denen er ihrem Ansinnen entsprechen könnte. Seine Macht in Phantásien ist vergangen. Also greifen ihn die Schlamuffen an, um ihn mitzunehmen, wobei das Bild zerstört wird, das Bastians Vater zeigt. Da erscheinen plötzlich Atréju und Fuchur und vertreiben die Clownsmotten.

##### Kapitel XXVI erste Hälfte (Buchstabe Z): Die Wasser des Lebens
Als Bastian seine Freunde sieht, sinkt er auf die Knie und legt AURYN freiwillig ab. Im gleichen Augenblick werden die drei in eine Kuppelhalle im Inneren des Kleinodes versetzt. Dort wachen die beiden Schlangen über die Quelle, aus der die Wasser des Lebens entspringen. Wie auf AURYN zu sehen ist, halten sie sich gegenseitig gefangen, und Bastian weiß auf einmal, dass die Welt untergehen würde, sollten sie einander jemals loslassen. Indem sie sich gegenseitig fesseln, hüten sie zugleich das Wasser des Lebens. In der Mitte, um die sie liegen, rauscht ein mächtiger Springquell, aus dem die Wasser fließen, die eine eigene Identität besitzen und zu den drei Freunden sprechen. Doch nur Fuchur kann sie verstehen, da er als Glücksdrache alle Sprachen der Freude spricht.
Für Bastian beginnt eine Zeit der Prüfungen, doch er scheitert bereits an der ersten, seinen Namen zu nennen, denn auch diesen hat er inzwischen vergessen. Deshalb wollen die Wächter Bastian nicht passieren lassen. Wie Atréju im Verlauf seiner Großen Suche erfahren hatte, ist es der Name, der einem Wesen seine wahre Wirklichkeit verleiht. Doch genau diesen Namen hat Bastian nun verloren und damit auch seine Identität. So antwortet Atréju an seiner Stelle. Die Wasser fragen, mit welcher Berechtigung er dies tue. Atréju antwortet, er sei Bastians Freund. Da Freundschaft menschliche Defizite vergessen macht, akzeptieren die Schlangen diese Begründung und lassen Bastian zur Quelle vor, in der er badet und so seine Erinnerungen zurückerhält. Im Gegenzug muss Bastian dafür alles hergeben, was ihm die Kindliche Kaiserin geschenkt hat. Sie selbst ist nicht hier, denn sie kann als einzige nicht hierher gelangen, weil sie sich selbst nicht ablegen kann. Atréju erkennt, dass dies der Ort ist, an den die drei Mächte Fuchur und ihn gebracht hatten, als das Nichts Phantásien zerstörte. Als der kleine, dicke Junge, der er einst war, und doch im Inneren zutiefst verändert, steigt Bastian aus dem Wasser. Der Genuss des Wassers hat ihn mit Freude erfüllt, und er will nun genau der sein, der er wirklich ist. Ihm wird klar, dass es sich bei den vielen verschiedenen Arten von Freude im Grunde genommen immer nur um eine handelt: die Freude, lieben zu können. Deshalb möchte Bastian seinem Vater das Wasser des Lebens bringen, doch weiß er nicht wie. Fuchur jedoch ist überzeugt, dass er es kann, obwohl man nichts aus Phantásien über die Schwelle tragen kann.
Schließlich wollen die Schlangen noch wissen, ob Bastian Verantwortung für seine Taten übernommen und alle Geschichten zu Ende geführt habe, die durch ihn begonnen wurden. Bestürzt muss Bastian eingestehen, dass es keine einzige war, und im Grunde ist es auch unmöglich, eine solche Aufgabe zu erfüllen, da keine Geschichte jemals wirklich endet und aus jeder immer neue erwachsen können. Daraufhin wollen die Schlangen ihn nicht passieren lassen. Doch Atréju tritt vor und übernimmt diese Aufgabe an Bastians Stelle, und Fuchur ist überzeugt, dass ihnen mit Glück auch das Unmögliche gelingen wird.
Mit den Worten „Vater! Vater! – Ich – bin – Bastian – Balthasar – Bux!“ auf den Lippen kehrt Bastian in seine Welt zurück.

#### Kapitel XXVI, zweite Hälfte (Z): Ereignisse nach der Verschmelzung
Bald schon stellt Bastian fest, dass er zwar seine alte Gestalt zurückerhalten, doch bei weitem nicht alle Gaben verloren hat, die ihm in Phantásien zuteilwurden. Er ist wieder auf dem Schulspeicher, doch es ist Sonntag und die Schule ist leer. Mutig öffnet Bastian ein Fenster, betritt ein wackliges Baugerüst und klettert nach unten. So schnell er nur kann, rennt er zu seinem Vater. Dieser ist außer sich vor Sorge, weil Bastian verschwunden war. Allerdings viel weniger lang, als Bastian geglaubt hat, denn seit er nicht aus der Schule zurückgekehrt ist, ist erst ein Tag vergangen. Bastian erzählt seinem Vater, was geschehen ist, und als seine Erzählung nach vielen Stunden endet, hat der Vater Tränen in den Augen. Bastian begreift, dass es ihm am Ende doch noch gelungen ist, dem Vater das Wasser des Lebens zu bringen und den Eispanzer zu durchbrechen, der sich um sein Herz gelegt hatte, und dies, obwohl er das Wasser bei seiner Rückkehr verschüttet hatte. Die beiden versprechen einander, dass von nun an alles anders wird.
Eine Sache muss Bastian noch regeln. Er muss zu Koreander gehen und sich für den Diebstahl des Buches entschuldigen, das seit seiner Rückkehr verschwunden ist. Sein Vater bietet ihm an, dies an seiner Stelle zu tun, so wie er schon früher so vieles für den Sohn geregelt hatte, aber Bastian lehnt ab. Dies müsse er selbst erledigen. Doch Koreander kann sich an das Buch überhaupt nicht erinnern. So erzählt Bastian auch ihm seine Geschichte. Koreander glaubt ihm, denn auch er hat einst Phantásien bereist, allerdings hat er der Kindlichen Kaiserin einen anderen Namen gegeben. Koreander verrät Bastian, dass er nach Phantásien zurückkehren und der Kindlichen Kaiserin erneut begegnen kann. Doch dazu muss er sie wiederum anders nennen. „Es gibt Menschen, die können nie nach Phantásien kommen, und es gibt Menschen, die können es, aber sie bleiben für immer dort. Und dann gibt es noch einige, die gehen nach Phantásien und kehren wieder zurück. So wie du. Und die machen beide Welten gesund.“ erklärt ihm der Buchhändler. Als Bastian sich wundert, warum Koreander sich nicht mehr an das Buch erinnern kann, entgegnet der Antiquar, dass es viele Wege nach Phantásien gibt, nicht nur dieses Buch, das vermutlich selbst schon aus Phantásien stammt und womöglich inzwischen einen anderen Leser gefunden hat – denjenigen nämlich, der gerade Michael Endes Buch in den Händen hält und dort verfolgt, was Bastian und Koreander miteinander bereden. Als Bastian den Laden verlässt, hat er Koreanders Respekt erworben. Dieser ist überzeugt, dass Bastian in Zukunft noch manch einem den Weg nach Phantásien zeigen wird, damit er uns das Wasser des Lebens bringt.
Das Buch schließt mit den Worten: „Und Herr Koreander irrte sich nicht. Aber das ist eine andere Geschichte und soll ein andermal erzählt werden.“ Wie auch Koreander noch einmal ausdrücklich betont, hat Bastian gelernt, dass jede Geschichte auf ihre Weise eine unendliche Geschichte ist. Denn keine Geschichte endet wirklich, und aus jeder können neue erwachsen, wenn man nur seine Phantasie benutzt.

## Kernaussagen des Buches

### Einleitung; Kapitel I bis XII (A – L): Ereignisse vor der Verschmelzung
Der erste Teil des Buches geht auf die Wechselwirkung zwischen der Realität des menschlichen Daseins und der geistigen Wirklichkeit der Menschen ein, ihren Wünschen, Ideen, Zielen und Träumen. Ende weist darauf hin, dass Menschen ihre Phantasie benutzen können, um ihre Welt zu einem besseren, lebenswerteren Ort zu machen, dass sie sie aber auch missbrauchen können, um ihrer egoistischen Motive wegen Macht über andere auszuüben. Nicht die Phantasie selbst ist das Problem, sondern die Motivation, aus der heraus die Menschen handeln. Der Missbrauch der Phantasie im Wege der Lüge führt zum Verkümmern der Phantasie und zum Erkranken der Menschenwelt, insbesondere der zwischenmenschlichen Beziehungen. Aber Ideen können auch Flügel bekommen und eingesetzt werden, um das Leben angenehmer und erträglicher zu machen. Gleichzeitig arbeitet Ende heraus, dass niemand ersetzbar ist, dass jeder etwas tun kann, um dieses Ziel zu erreichen. Gerade Bastian Balthasar Bux, ein Junge ohne jede Macht, gehänselt von den Klassenkameraden, unbeliebt bei den Lehrern, im Stich gelassen vom Vater, der sich in der Trauer um seine verstorbene Frau ergeht, ein Versager auf der ganzen Linie, wird zum Retter der Kindlichen Kaiserin und begibt sich damit auf die Reise, Verantwortung für sich selbst und andere zu übernehmen und damit genau diesen Weg des Wachstums und der Läuterung zu beschreiten, der die Welt gesunden lässt. Niemand anderer wäre besser dazu geeignet, die Probleme zu sehen, die es zu lösen gilt. Phantásien wird durch das Eingreifen der Kindlichen Kaiserin und des Alten vom Wandernden Berge in einen ewigen Kreislauf getrieben; Bastian ist in einem Teufelskreis aus Alltagstrott, Mutlosigkeit, Frust und schlechten Gewohnheiten gefangen. Doch kann ein solcher Kreislauf unterbrochen werden, wenn man nur lernt, an sich selbst zu glauben und die Dinge zum Guten zu verändern.
|                                   | Kernaussagen des Buches |
| --------------------------------- | --- |
| Kapitel I bis XII - Atréjus Reise | Atréjus Queste, die Ursache der Krankheit der Kindlichen Kaiserin zu erforschen, die sie dahinsiechen und das Reich der Phantasie langsam aber sicher im Nichts versinken lässt, ist scheinbar ohne Sinn, da die Goldäugige Gebieterin der Wünsche die Antwort bereits kennt. Die Kindliche Kaiserin ist eine Allegorie der menschlichen Phantasie. Sie ist damit selbst keine Phantásierin, aber Phantásien, das Land der Phantasie, kann ohne sie nicht existieren. Von der Uralten Morla erfährt Atréju, dass die Kindliche Kaiserin einen neuen Namen benötigt. Doch kein Phantásier kann ihr diesen Namen geben. Das Südliche Orakel teilt Atréju mit, dass es ein Menschenkind ist, das der Kindlichen Kaiserin den neuen Namen geben muss, um sie und Phantásien vor dem drohenden Verschwinden im Nichts zu erlösen. Bereits auf dem Weg zum Orakel begegnen sich Atréju und Bastian – eines der Tore zum südlichen Orakel lässt beide erkennen, dass der eine in Wahrheit das andere Ich des anderen ist. Die Menschenwelt, so hat Atréju vom Orakel erfahren, liegt jenseits Phantásiens, doch kann Atréju sie nicht erreichen, da Phantásien grenzenlos ist. Der Werwolf Gmork zeigt Atréju dennoch einen Weg auf: Wenn er sich ins Nichts begibt, wird er die Menschenwelt erreichen, doch nicht in seiner jetzigen Gestalt. Wie alle Phantásier, die auf diese Weise in die Heimat der Menschen gelangen, wird er zu einer Lüge werden. So wie das Nichts, das Phantásien verschlingt, auf den Phantásier wirkt, als wäre er erblindet, verwirren die Lügen, veränderte Phantásier, pervertierte Ideen also, im Wege geschickter Manipulationen die Sinne des Menschen und dienen dazu, mit Hilfe unlauterer Methoden Macht über andere auszuüben. Auf diese Weise beeinflussen die Menschenwelt und Phantásien einander. Ideen, Wünsche und Träume, so zur Lüge verkommen, machen die Menschenwelt krank. Aus diesem Grund wenden sich die Menschen von Phantásien ab, leugnen am Ende gar seine Existenz. Doch gerade das führt dazu, dass Phantásien im Nichts versinkt und weitere Lügen entstehen. Es ist auch der Grund, warum so lange kein Menschenkind mehr gekommen ist; der Glaube an die Welt der Phantasie ist den Menschen verloren gegangen. Doch kann auch das Gegenteil geschehen. Die Welten können einander heilen. Dazu muss der umgekehrte Weg beschritten werden. Es ist nicht so, dass ein Phantásier die Menschenwelt betreten muss, vielmehr muss ein Menschenkind nach Phantásien kommen, indem es der Kindlichen Kaiserin ihren Namen gibt. Atréjus Reise dient dazu, Bastian Balthasar Bux, den Menschenjungen, der allein Phantásien retten kann, mit dem Problem vertraut zu machen und ihn auf diesem Wege in das Reich der Phantasie zu führen. Im zwölften Kapitel ist dann der Autor selbst zu Gast in der Welt, die er entworfen hat. Da Bastian Baltasar Bux noch immer nicht den Mut findet, den Weg nach Phantásien anzutreten, wie er es zwischenzeitlich mehrfach versprochen hat, sieht die Kindliche Kaiserin nur noch einen Weg, um ihr Reich zu retten. Sie sucht den Alten vom Wandernden Berge auf. Als Allegorie der Phantasie ist die Kindliche Kaiserin ewig jung und der Anfang all dessen, was Phantásien ausmacht. Der Alte vom Wandernden Berge hingegen ist der Chronist, der alles niederschreibt, was in der Welt der Phantasie geschieht. Er ist somit eine Personifikation von Michael Ende selbst und macht daraus auch gar keinen Hehl („Der Anfang sucht das Ende auf“). Die Phantasie ist wandelbar, veränderlich, lebendig. Doch in dem Moment, wo sie auf Papier gebannt wird, wird die Geschichte starr und unwandelbar, für Veränderungen bleibt kein Raum mehr. Der Alte vom Wandernden Berg schreibt die Geschichte Phantásiens, während sie geschieht, und sie geschieht, indem er sie schreibt. Die Kindliche Kaiserin fordert den Alten auf, die Geschichte, die bereits geschehen ist, erneut zu erzählen. Da der Alte vom Wandernden Berg sie auch erneut aufschreiben muss, während er sie erzählt, entsteht ein ewiger, scheinbar nicht zu durchbrechender Kreislauf, der immer wieder von neuem beginnt, indem die Kindliche Kaiserin den Alten vom Wandernden Berg auffordert, die Geschichte noch einmal zu erzählen. Nur Bastian kann diesen Kreislauf noch beenden, indem er der Kindlichen Kaiserin ihren Namen gibt. Dies verschafft Phantásien die nötige Zeit, dem endgültigen Untergang zu entgehen, bevor Bastian, der nun begreift, dass es seine eigene Geschichte ist, die hier zur Unendlichen Geschichte wird, seine Entscheidung fällt und den Weg nach Phantásien antritt. |

### Kapitel XIII bis Mitte XXVI (M–Z): Ereignisse während der Verschmelzung
Bastian erhält von der Kindlichen Kaiserin ihr Zeichen, AURYN. Es hat die Macht, jeden seiner Wünsche in Phantásien Wirklichkeit werden zu lassen. Seine Aufgabe besteht darin, unter dem Leitspruch Tu, was du willst wünschend Phantásien schöner denn je neu zu erschaffen. Obwohl mit dieser Aufforderung scheinbar keine Einschränkungen verbunden sind, muss Bastian schließlich feststellen, dass es solche Beschränkungen durchaus gibt. Sie bestehen darin, die Bindung an seine eigene Welt nicht zu verlieren, und sie erwachsen aus der Verantwortung, die Bastian für seine Handlungen trägt, welche in der Ausübung von Macht bestehen.
In Wahrheit handelt der zweite Teil von Die unendliche Geschichte um Bastians Persönlichkeitsentwicklung, weshalb Wilfried Kuckartz von einem Bildungsmärchen spricht. Es geht um die Überwindung der Scham aufgrund der angenommenen körperlichen Unzulänglichkeiten, um das Erlangen eines starken Selbstwertgefühls. Darüber hinaus widmet sich die Geschichte dem Finden und Entwickeln der eigenen Liebesfähigkeit. Es ist die zentrale Botschaft des zweiten Romanteiles, nachdem es im ersten Teil um die Bedeutung der menschlichen Phantasiebegabung ging, in der das Potenzial für beide Welten angelegt ist, „sich gegenseitig gesund zu machen“. In dem Augenblick, wo Bastian aufhört, seine Phantasie zur Flucht aus der Realität zu benutzen, öffnet er sich selbst die Möglichkeit, Verantwortung für sein Leben zu übernehmen, erwachsen zu werden und zu verändern, was ihn belastet.
Mit jedem Wunsch, den Bastian aussprechen wird, wird er einen Teil seiner Erinnerung verlieren. Fast zu spät wird er schließlich feststellen, dass er dadurch auch seinen Charakter und seine Beziehung zur Realität verliert. Er wird überheblich und selbstherrlich. Dieses Motiv hatte bereits Charles Dickens in seiner Weihnachtsgeschichte The Haunted Man and the Ghost’s Bargain vorweggenommen.
|                                              | Kernaussagen des Buches |
| -------------------------------------------- | --- |
| Kapitel XII bis XXVI - Bastian in Phantásien | Die Kernaussage des zweiten, längeren Teils des Buches (auf dem letztendlich also auch der Schwerpunkt liegt) ist eine andere. Im ersten Teil hat Ende herausgearbeitet, wie groß die schöpferische Kraft der Phantasie ist. Nunmehr wird Bastian die Möglichkeit gegeben, diese Macht selbst auszuüben. Er erhält AURYN, das Zeichen der Kindlichen Kaiserin, das bereits Atréju auf seiner Reise beschützt hat. Atréju durfte als Phantasier seine Macht nicht einsetzen, da die Kindliche Kaiserin nicht bewertet und nicht herrscht. Als Allegorie der Phantasie gesteht sie jeder menschlichen Idee die gleiche Existenzberechtigung zu. In Bastians Händen hingegen wird AURYN zum umfassenden Schöpfungsinstrument, da er als Mensch natürlich in der Lage ist, Kreativität zu entwickeln und selbst neue Geschichten zu erfinden. Durch AURYN werden seine Wünsche Wirklichkeit. Sein Auftrag bereitet ihn nicht auf das vor, was ihn erwartet. Die Kindliche Kaiserin, die Bastian Mondenkind getauft hat, fordert ihn auf, seine Wünsche zu äußern, sie Wirklichkeit werden zu lassen. Diese Aufforderung ist scheinbar mit keiner Einschränkung versehen, im Gegenteil. Je mehr Wünsche er äußere, umso reichhaltiger werde Phantásien sein, erklärt ihm Mondenkind. Auch AURYN erlegt ihm keine sichtbaren Beschränkungen auf: „Tu, was Du willst“ lautet die Inschrift, die er nun auf dem Kleinod entdeckt. Natürlich hat Bastian diese Kraft: Der Phantasie sind keine Grenzen gesetzt, jedenfalls keine äußeren. Dass seine Aufgabe in Wirklichkeit darin besteht, seinen wahren Willen zu erforschen, erfährt Bastian erst nach und nach. Anfangs ist Bastian noch unsicher, was er sich wünschen soll. Dann jedoch nutzt er seine Macht mehr und mehr dazu, die Defizite zu kompensieren, die ihn in seinem richtigen Leben in der Menschenwelt hemmen und behindern. Er wünscht sich, stark zu sein, mutig zu sein, er wünscht sich Gesellschaft und erschafft damit Atréju und den Glücksdrachen Fuchur von neuem, auch verändert er sein verhasstes Äußeres. Die Welt der Phantasie wird für Bastian somit mehr und mehr zur Flucht aus der Realität und vor dem, was er in Wirklichkeit ist. Die Konsequenzen dieser Flucht sind ihm zunächst überhaupt nicht bewusst. Mit jedem Wunsch, der in Erfüllung geht, beginnt er ein Detail aus seiner eigenen Lebensrealität zu vergessen. Ihm scheint, als wäre er schon immer gewesen, was er nun in Phantásien ist. Da sein phantásisches Ich, das nunmehr alles hat, was er selbst in der materiellen Welt nie erreichen konnte, ihm weitaus erstrebenswerter erscheint als sein wirkliches Leben, beschließt Bastian, manipuliert und bestärkt durch das Machtstreben der Zauberin Xayíde, sich gegen die Kindliche Kaisern zu erheben und sich selbst zum Kaiser Phantásiens zu machen. Zu seinem Glück scheitert dieser Plan am Widerstand Atréjus. Nahezu aller Erinnerungen an sein früheres Leben beraubt, begreift Bastian, dass sein Zufluchtsort Phantásien zu einem Gefängnis geworden ist, aus dem er keinen Weg mehr herausfindet. Hätte er den Elfenbeinturm erobert, wo die Kindliche Kaiserin residiert (also die Phantasie selbst), würde er nun buchstäblich in einem solchen sitzen; er hätte auch den letzten Rest seines Realitätssinns eingebüßt. Doch auch so ist die Gefahr groß, dass er sich in seinen Phantasien verliert. In der Alten-Kaiser-Stadt kommt Bastian zu Bewusstsein, was mit ihm geschehen wird, wenn er dieser Entwicklung nicht Einhalt gebietet: Ohne Verbindung zu seiner Lebenswirklichkeit bleibt ihm nur noch der Wahnsinn. Auch muss Bastian erkennen, dass seine Wünsche aus ihm keinen besseren Menschen gemacht haben. In der wirklichen Welt hat er stets nur seine vermeintlichen Schwächen gesehen, das Fehlen von Mut, Kraft und Entschlossenheit, seine übergewichtige Figur. Nun, wo er all diese Eigenschaften abgelegt hat, wird Bastian zu der Einsicht gezwungen, dass all das Oberflächlichkeiten sind, auf die es letztendlich nicht entscheidend ankommt. Stärke, Kraft und Mut haben ihn zum Tyrannen werden lassen, weil ihm die Kraft zu lieben fehlt. Mit den wenigen Erinnerungen und damit Wünschen, die ihm noch bleiben, beginnt Bastian, im Grunde viel zu spät, einen Weg zurück in seine eigene Welt zu suchen. Wie Ende bereits im ersten Teil des Buches herausgearbeitet hat, funktioniert die Interaktion zwischen Phantásiern und Menschen nur dann, wenn sie von dem Wunsch getragen wird, mit den Erfahrungen in der Phantasiewelt die materielle Welt zu verbessern. Doch stattdessen hat Bastian seine Macht genutzt, der Realität zu entfliehen. Der Weg zurück bleibt ihm versperrt, wenn er nicht etwas findet, das ihn an seine eigene Welt bindet, das eine Rückkehr in die Menschenwelt erstrebenswert erscheinen lässt. Eine Aufgabe, die angesichts der Tatsache, dass er fast alles, was sein früheres Leben ausmacht, vergessen hat, nahezu unmöglich erscheint. In Gesellschaft der Dame Aiuóla begreift Bastian, was sein wahrer Wille ist: Er möchte lieben können. Doch noch weiß er nicht, wen er lieben soll, da seine Erinnerungen fast vollständig verblasst sind. Im Bergwerk der Bilder, wohin alle vergessenen Träume entschwinden, findet Bastian ein Bild, das seine letzte Erinnerung in ihm weckt. Es zeigt seinen Vater, den einzigen Menschen, der Bastian wirklich etwas bedeutet. Bastians Wahrer Wille ist es, zu lieben, und da er seinen Vater liebt, gibt ihm dieses Bild die Kraft, AURYN abzulegen und so das Tor zu öffnen, das für ihn der Weg nach Hause ist. Doch die Wächter des Tores wollen Bastian nicht passieren lassen, da er am Ende sogar seinen Namen vergessen hat und es, wie im ersten Teil des Buches deutlich herausgearbeitet, der richtige Name ist, der den Dingen ihre korrekte Wirklichkeit verleiht. Doch findet Bastian einen Fürsprecher in seinem Freund Atréju; ihre Freundschaft erweist sich als stärker als der Zwist, den die beiden ausgefochten haben, als Bastian Xayídes Machtstreben verfiel. So gelangt Bastian zum Wasser des Lebens, das er seinem Vater mitbringen möchte, obwohl dies unmöglich scheint, da er nichts Stoffliches aus Phantásien in die materielle Welt zurückbringen kann. Und doch gelingt es ihm, als die Erzählung dessen, was ihm widerfahren ist, seinen Vater, der durch den Tod seiner Frau gefühlskalt geworden ist, später zu Tränen rührt und beide einander schwören, dass nunmehr alles anders wird. Eine letzte Hürde hat Bastian zu bestehen: Die Frage, ob er alle Geschichten, die er in Phantásien begonnen hat, auch zu Ende geführt hat. Bestürzt muss Bastian zugeben, dass es nicht eine einzige war. Eine Aufgabe, die auch unmöglich scheinen will, hat Ende doch immer wieder darauf hingewiesen, dass aus jeder Geschichte neue Geschichten erwachsen können (Doch das ist eine andere Geschichte und soll ein andermal erzählt werden, Titel: Die unendliche Geschichte). Die Wächter wollen Bastian daraufhin nicht nach Hause zurücklassen; man erwartet von ihm, dass er Verantwortung für das trägt, was er durch die Ausübung seiner Macht angerichtet hat. Die scheinbar grenzenlose Freiheit, die die Kindliche Kaiserin und die Inschrift auf dem Kleinod ihm gewährt hatten, stößt hier an ihre Grenzen, denn Bastian wird zu der Einsicht gebracht, dass große Macht auch ein hohes Maß an Verantwortung bedeutet. Resigniert richtet sich der Menschenjunge, der durch das Bad im Wasser des Lebens seine alte Gestalt zurückerhalten hat, darauf ein, in Phantásien zu bleiben und dem Wahnsinn zu verfallen; da erklärt sich Atréju bereit, an seiner Stelle die Aufgabe zu übernehmen, alle Geschichten, die Bastian begonnen hat, zu Ende zu führen. Auf diese Weise kann er Phantásien verlassen. Dort erweist sich, dass er auch gelernt hat, Verantwortung für sich selbst zu übernehmen, denn er geht selbst zu Koreander und entschuldigt sich für den Diebstahl des Buches, etwas, das er früher dem Vater überlassen hätte. Im zweiten Teil des Buches knüpft Ende an die Botschaft des ersten Teils des Buches an, dass Phantasie nur dann etwas Positives ist, wenn sie eingesetzt wird, die wirkliche Welt zu verbessern. Er beleuchtet hier den Aspekt der Realitätsflucht und warnt davor, sich in der Phantasiewelt zu verlieren, anstatt aus den Erlebnissen im Reich der Phantasie Lehren für das wirkliche Leben zu ziehen. Ende widmet sich auch dem Aspekt der Ausübung von Macht und arbeitet deutlich heraus, dass derjenige, dem Macht in die Hände gegeben wird, Verantwortung für seine Handlungen trägt und für die Konsequenzen der Machtausübung einzustehen hat. Ende betont dabei, wie wichtig zwischenmenschliche Beziehungen sind. Die Bindung an den Vater und die Freundschaft zu Atréju sind es, die Bastian am Ende erlösen. Da Atréju und Bastian, wie im sechsten Kapitel belegt, zwei Aspekte der gleichen Persönlichkeit sind, ist es auch der Glaube an sich selbst, der Bastian den Mut gibt, in seine eigene Welt zurückzukehren. Er hat in Phantásien gelernt, dass er Verantwortung für sein Leben trägt und dass seine eigene Kraft genügt, um zu verändern, was ihn zerstört. Das Buch klingt mit der Anmerkung aus, dass er in Zukunft anderen helfen wird, für sich ebenfalls diese Erkenntnis zu erlangen. Diese Feststellung trifft Ende mit dem gleichen Augenzwinkern, mit dem er die Illusion eines Buches im Buch erzeugt. Es wäre denkbar, weitere Geschichten zu erzählen, die davon berichten, wie Bastian anderen den Weg nach Phantásien zeigt, doch im Grunde ist das gar nicht notwendig, weil Bastian schon allein dadurch Menschen nach Phantásien führt, dass der Leser in Endes Buch seine Reise miterleben kann. Auch dadurch wird Endes Erzählung zur Unendlichen Geschichte. |

## Interpretation
Wie viele andere Werke Endes richtet sich Die unendliche Geschichte vorrangig an ein jüngeres Publikum, wird jedoch auch von Erwachsenen gerne gelesen. Dies beruht u. a. auf der Popularität von Fantasy-Romanen, die auch auf die Unendliche Geschichte übergreift, obwohl diese eigentlich gar nicht dem Genre des Fantasy-Romans angehört.
Das „neuromantische“ Bewusstsein und das Verlangen nach dem Märchenhaften in der Literatur wurde in den siebziger Jahren unter dem Begriff des New Age zusammengefasst. Zum Beginn des 21. Jahrhunderts wandelte sich die Terminologie in Verlagskreisen dann zu „Cross-over-Büchern“ bzw. „All-Age-Titeln“. Darunter werden auch die Bücher der Zauberlehrlingsserie Harry Potter subsumiert.
In Kindlers Literatur Lexikon lautet es, Die unendliche Geschichte ließe sich auf mehreren Ebenen lesen, als Abenteuerroman, als Kulturkritik oder als Reflexion über Literatur und Kunst. Für den erwachsenen Leser wird das Buch auch durch seine vielen Zitate aus Malerei, Literatur, Mythologie, aus psychologischen, politischen, religiösen und mystischen Denkmodellen interessant.

„Phantásien ist ja nicht nur das Reich der Phantasie und der Träume, sondern auch das Reich der Kunst, das heißt, das Reich der Fiktion.“

Die erfolgreiche deutsche „Cross-over“-Autorin Cornelia Funke arbeitete heraus, es gehe um die „Kraft des bewährten mystisch-märchenhaften Fabulierens“ und „ein bildreiches Erzählen“, denn „in einer komplizierten Welt braucht man solche Bilder“. Das Frankfurter Institut für Jugendbuchforschung spricht in diesem Zusammenhang von einer „gewisse(n) Unzufriedenheit mit dem literarischen Angebot der Hochkultur“.
Nach Agathe Lattka sind Märchen, Mythen und Phantasie notwendige Bestandteile eines gesunden und modernen Zeitalters.
Die Popularität der Unendlichen Geschichte beruht aber auch auf der umstrittenen Verfilmung, der es nicht gelingt, die Kernaussagen des Buches zu transportieren und von der sich Ende scharf distanziert hat.

### Phantastische Literatur als Ausdruck einer neuen Ethik
1985 erschien das Buch „Michael Ende – Heilung durch magische Phantasie“ des Theologen Klaus Berger. Berger habe Querbezüge zu verschiedenen okkulten Systemen, Mythologien, Philosophien und Religionen festgestellt. Er glaubt, Ende habe ein alternatives Denkmodell anzubieten, in dem die Menschen ihre Seelenbilder wiedererkennen können. Märchen, Mythologien, Religionen, Weltliteratur und Poesie hält er für einen Ausdruck dieser Seelenbilder, die er folglich zitiert, um direkt die Bedürfnisse und Gefühle, das Innerste des Menschen anzusprechen.
Die unendliche Geschichte löse sich damit weitestgehend von westlichen Wertvorstellungen und versucht auf der Basis romantischen und fernöstlichen Gedankenguts Alternativen anzubieten.
Indem der Protagonist der Erzählung, Bastian Balthasar Bux, sich bei der Lektüre der Unendlichen Geschichte so sehr in das Buch vertieft, dass er selbst eine Figur des gelesenen Romans wird, präsentiert Ende das Lesen seines Textes selbst als Geschichte über das Lesen. Das Durchbrechen und die Revision von Bastians gewohnter Alltagsrealität durch die Fiktion seiner phantastischen Abenteuer eröffnet die Möglichkeit, das ethische Potenzial menschlicher Phantasiekapazität zu durchleuchten.
Schon durch das zweifarbige Druckbild, das zwischen Fiktion (blaugrün) und „Realität“ (rot) unterscheidet (wobei die scheinbare Realität allerdings natürlich selbst nichts weiter ist als eine geschickt getarnte Fiktion), dabei jedoch immer wieder die Übergänge zwischen beiden fließend gestaltet, teilweise sogar innerhalb desselben Satzes, schafft Ende eine Durchdringung zwischen Alltag und Erzählung. Das Phantastische ist künftig auch im Alltag zu finden.
Die unendliche Geschichte reflektiert so über ihre Entstehungsgeschichte und über mögliche Fortsetzungen. Bastian hält sich zunächst für den Leser der Geschichte, wird dann aber selbst zur gelesenen Figur, besonders für den Leser der Unendlichen Geschichte. Ende erschafft dadurch die Illusion, dass auch sein eigener Leser zu einem Charakter in der Unendlichen Geschichte werden kann, der die begonnene Erzählung fortschreibt. Indem Bastian die Sphäre der Phantasie für künftige Leser rettet, wird er zur Allegorie des Lesens. Er überwindet die Distanz zum Text und nimmt aktiv an seiner Phantasieproduktion teil. Seinen eigenen Lesern will Ende die gleiche Möglichkeit eröffnen.
Bastian soll Phantásien vor der Zerstörung retten. Phantásien hat keine Autonomie, ohne den Kontakt zu Bastian würde es zugrunde gehen. Seine poetische Produktivität, die Fähigkeit, Dingen Namen zu geben und Geschichten zu erzählen, verleihen ihm erst seine Gestalt. Bastian soll aber auch die „Menschenwelt“ und die in ihr verstrickten Menschen vor moralischer Dekadenz und Lügenspiel bewahren. Auch hierbei soll ihm seine Fähigkeit helfen, Dinge richtig zu benennen, denn nach Endes Auffassung verleiht der richtige Name einem Ding oder einer Person erst seine wahre Wirklichkeit. Etwas mit falschem Namen zu versehen bedeutet zu lügen, zu täuschen, zu manipulieren, Absichten zu entfalten in einer Welt, die absichtslos sein sollte. Es genügt nicht, dass Bastian Phantásien nur betritt. Er muss zurückkehren in die Beschränkungen seiner Alltagsrealität, um seinen Mitmenschen die Zusammenhänge begreiflich zu machen. Er darf sich nicht durch den Rausch Phantásiens verführen lassen, der den Wunsch in ihm weckt, in seinen Phantasien zu verweilen und darüber seine physische Lebensrealität zu vergessen.
Ende charakterisiert Bastians Flucht aus der Realität dadurch, dass er sie Bastian Stück für Stück vergessen lässt. Mit jedem Wunsch, der in Erfüllung geht, mit jeder Veränderung seiner phantásischen und phantastischen Wirklichkeit gegenüber seiner physischen verliert Bastian ein Stück weit die Erinnerung an seine biographische Existenz. Das geht so weit, dass er am Schluss sogar seinen eigenen Namen vergisst, also das, was ihm laut Ende mehr als alles andere sein wahres Wesen verleiht. Phantasierausch, Namens- und Realitätsverlust bedrohen nicht nur Bastians persönliche Identität, sondern letztlich auch die Existenz der Phantasie selbst. Ohne identitätsstiftenden Namen kann Bastian nicht mehr in seine Alltagswelt zurück, doch er muss wieder dorthin gehen, um andere Menschen zu lehren, was er in Phantásien gelernt hat. Denn auch sie sollen nach Phantásien kommen, sollen lernen, ihre Phantasie zu nutzen und mit ihrer Hilfe beide Welten gesund zu machen.
Seine eigenen Imaginationen drohen den Imaginierenden zu negieren. Durch die übermäßige Identifikation mit dem Phantastischen riskiert er sein physisches Überleben, die „Epik des Alltäglichen“. Denn ohne sein physisches Leben zu leben, ohne dessen Bedürfnisse zu befriedigen, ist auch ein Überleben auf einer vergeistigten Ebene schlechterdings unmöglich.
Phantasie und physische Wirklichkeit ergänzen einander, und beide Sphären können ihren Überlebenskampf nur gewinnen, indem sie miteinander kommunizieren. Dieser Kommunikation schreibt Ende eine gewisse ethische Dimension zu, indem er Bastian die Verantwortung für beide auferlegt. Die ethische Herausforderung für Bastian bestehe darin, sich von der unwiderstehlich scheinenden Dingmagie des AURYN zu lösen. Die Macht des AURYN, ihm jeden seiner Wünsche zu erfüllen, seinem Willen zur Macht zu entsprechen, bleibt schließlich nichts als eine Illusion, die ihn nur scheinbar zu dem macht, der er immer sein wollte. Doch Bastian verliert seine größte Fähigkeit, die Fähigkeit, Geschichten zu ersinnen und Namen, durch den allzu exzessiven Einsatz des AURYN, das ihm nach und nach diese Gaben raubt und letztendlich sogar seinen eigenen Namen, seine eigene Identität. Die Lösung liegt in der Rückkehr zur Namensmagie, zur natürlichen Ordnung aller Dinge. Bastian beharrt auf dem Besitz des Amuletts AURYN. Erst als es fast zu spät ist, als er bereits seinen eigenen Namen, den poetischen Code für die Rückkehr in die menschliche Welt, vergessen hat, gibt er es zurück. Und nur weil sein phantásischer Freund Atréju, der mit Bastian gemeinsam eine Gesamtpersönlichkeit erinnert, Bastians Namen benennen kann, findet Bastian zu seiner eigenen Identität zurück. Dieser erneute Zugang zur Poesie seines Namens ermöglicht ihm auch die Rückkehr in seinen gewohnten Alltag.

### Phantasie und Schöpfungskraft – Bedeutung der Phantasie für Michael Ende
Für Ende war Phantasie die schöpferische Kraft des Menschen, seine Fähigkeit, sich ein Bild von der Welt zu machen. Er war überzeugt, dass jeder Mensch in jeder Situation schöpferisch sein könne.
Michael Ende beschreibt die Phantasie als Gegenmacht zu einer zunehmend phantasielosen, technologiegläubigen Welt.

„Meine Rettung lag in der Erkenntnis, dass die Phantasie die wahre Mutter einer Art von Literatur ist, dass ich für mein Seelenheil ganz nonkonformistisch zu den alten Erzählstrukturen zurückfinden musste.“

Er unternimmt damit den Versuch, das „rein materielle Weltbild“ zu überwinden.
Die unendliche Geschichte spiegelt eine Philosophie wider, in der die Phantasie als ein wirksames Mittel zur Veränderung der Realität erscheint. Ende arbeitet auch den Wert und die Bedeutung des Individuums heraus. Wer seinen Wahren Willen findet, wer die Kraft in sich selbst entdeckt, dem kann es gelingen, sein Leben und das Leben anderer in einem positiven Sinne zu verändern, so die Aussage des Buches. Über die Identifikationsfigur Bastian Balthasar Bux und durch die strukturellen Besonderheiten des Romans, das Buch im Buch und der Spiegel im Spiegel, wird der Leser in die Handlung mit einbezogen. Die unendliche Geschichte erweist sich somit als seine eigene Geschichte.
Ende war überzeugt, mit der Unendlichen Geschichte gegen den Zeitgeist anzuschreiben. Doch traf das Buch auf erstaunliche Weise genau den Nerv der Zeit, in der es erschien. Seit Mitte der siebziger Jahre hatte der Glaube an die Macht der Vernunft bei vielen Menschen nachgelassen. Man wandte sich von der Öffentlichkeit ab und in Richtung der Innerlichkeit, begleitet von Begrifflichkeiten wie „Neue Innerlichkeit“ oder „Neuer Irrationalismus“.
Ende entwirft ein Bild, wenn nicht gar ein Glaubenssystem, das der Forderung der Aufklärer nach Nützlichkeit jeglichen Denkens und Handelns entgegentritt und damit in der Tradition der Romantik steht. Die Phantasie erscheint als neuer oder neu entdeckter Wert in einer Welt, die alle Werte eingerissen hat. Doch anders, als es der Eskapismusvorwurf behauptete, zielte Ende nicht auf eine Flucht aus der Realität, sondern darauf, mit Hilfe neuer Ideen und der eigenen inneren Kraft einen Beitrag zur Verbesserung der Welt zu leisten.

„Das ist nämlich die Geschichte eines Jungen, der seine Innenwelt, also seine mythische Welt, verliert in dieser einen Nacht der Krise, einer Lebenskrise, sie löst sich in Nichts auf, und er muss hineinspringen in dieses Nichts, das müssen wir Europäer nämlich auch tun. Wir haben den Punkt, den Nullpunkt erreicht. Es ist uns gelungen, alle Werte aufzulösen. Und nun müssen wir hineinspringen, und nur indem wir den Mut haben, dort hineinzuspringen in dieses Nichts, können wir die eigensten, innersten schöpferischen Kräfte wieder erwecken und ein neues Phantásien, das heißt eine neue Wertewelt aufbauen.“

„Phantasie ist die schöpferische Kraft des Menschen, seine Fähigkeit, sich ein Bild von der Welt zu machen. Jeder Mensch kann in jeder Situation schöpferisch sein – als Arzt, Beamter, Gärtner, Arbeiter, Hausfrau, im Gespräch, im Traum, kurz: immer und überall. Unter den zahllosen Möglichkeiten, schöpferisch zu sein, verwirklicht der Künstler eine ganz besonders: Er ist Schöpfer neuer Schönheiten.“

„Die schöpferische Kraft im Menschen vermehrt, stärkt, steigert das Sein, mit dem sie in Berührung kommt, ganz gleich in welchem Beruf. Sie ist die Fähigkeit des Menschen, die Wirklichkeit des Seienden vollkommen zu machen. Deshalb ist die schöpferische Kraft die höchste aller menschlichen Kräfte. Sie lässt sich allerdings weder begründen, noch erlernen, aber ich bin davon überzeugt, dass sie in jedem Menschen angelegt ist, dass darin seine wahre Gottähnlichkeit liegt – oder auch seine Identität mit Gott. Die höchste Form dieser schöpferischen Kraft ist die Liebe. Nicht jene Liebe, die in irgendeiner Weise die Vereinigung von Gegensätzen herbeiführen will (eros), sondern die substantielle (nicht akzidentelle) Liebe, deren einziger und leidenschaftlicher Wille darin besteht, dass ihr Gegenstand sei, ganz und ohne Einschränkung sei (sic!). Es gibt keine Kraft, keinen Willen, keinen Zustand, der über ihr ist. Sie ist der Kether, die Krone des kabbalistischen Lebensbaumes.“

Für Ende war Phantasie eine überlebensnotwendige Fähigkeit:

„In unserer langen Entwicklungsgeschichte haben wir Menschen zwar die Fähigkeit erworben, auf Gefahren zu reagieren, die wir sehen, hören und fühlen können, d. h. kurz, denen wir unmittelbar gegenüberstehen. Was wir offenbar noch nicht gelernt haben, ist, auf Bedrohungen zu reagieren, die wir selbst hervorrufen, die aber erst ein, zwei oder drei Generationen nach uns ihren katastrophalen Charakter offenbaren. Wir zerstören auf törichte und fahrlässige Weise die Welt unserer Enkel und Urenkel. Sie werden die Zeche zahlen müssen für unser absurdes und egoistisches Verhalten der Natur und ihren schon längst nicht mehr unerschöpflichen Schätzen gegenüber. Und es wird eine teure Zeche werden, wenn wir nicht sofort zur Vernunft kommen. Dazu müssen wir alle eine Fähigkeit entwickeln, die Goethe ‚exakte Phantasie‘ nannte. Wir müssen lernen, völlig neue Begriffe und Vorstellungen zu bilden oder die bestehenden in ganz neue, ungewohnte Zusammenhänge zu bringen. Wir müssen lernen, unser Denken aus jeder Starrheit zu lösen und beweglich zu machen. Ich bin davon überzeugt, dass fast alle Kinder diese Gabe von Natur aus besitzen und dass sie sie behalten können, wenn sie ihnen nicht mit Gewalt aberzogen wird. Das freie Spiel und die künstlerische Bestätigung sind die besten Mittel, um ‚exakte Phantasie‘ zu entfalten und zu pflegen. Lassen wir diese Anlagen verkümmern, dann werden wir und die kommenden Generationen die Probleme unserer Zivilisation nicht lösen können. Darum bitte ich besonders alle Leser und Erzieher um ihre Mithilfe, den Weg frei zu machen für ein neues, lebendiges und dem Leben zugewandtes Denken.“

„Es gibt aber ein Phänomen, das viel weniger beachtet wird, das ist die Innenweltverwüstung, die genauso bedrohlich und genauso gefährlich ist. Und gegen diese Innenweltverwüstung können Sie mit einem inneren Bäumepflanzen anzugehen versuchen, und das ist zum Beispiel der Versuch, gute Gedicht zu schreiben, das ist ein innerer Baum, der da gepflanzt wird. Man pflanzt nicht nur einen Baum, um Äpfel davon zu haben, sondern ein Baum ist einfach schön, und es ist wichtig, dass er das ist, nicht nur, weil er zu etwas nütze ist. Und so ist das, was viele Schriftsteller, nicht viele, aber doch einige Schriftsteller und Künstler versuchen, nämlich einfach etwas zu schaffen, was dann da ist und was gemeinsamer Besitz der Menschheit werden kann – einfach, weil es gut ist, dass es da ist.“

Nach Ende sind Vorstellungen alles, womit wir leben. Wir kennen nicht die Wirklichkeit, sondern nur unsere Vorstellung von ihr. Damit knüpft Ende an das bekannte Höhlengleichnis von Platon an.

„Der sogenannte Realismus in der Literatur setzt zweierlei voraus: Erstens den Glauben, dass wir tatsächlich wüssten, was Realität ist, dass also unsere Vorstellung von ihr endgültig und richtig sei. Zweitens den Glauben, dass eine Abbildung dieser Realität möglich oder sogar nützlich wäre. Der Zweite resultiert natürlich aus dem Ersten.
Um den ersten Glauben zu erschüttern, genügt es im Grunde, für einen einzigen Augenblick hinter die eigene Vorstellung zurückzutreten. Dann wird man gewahr, dass die Realität, von der ein Mandarin des Jahres 1000 spricht, sich sehr unterscheidet von der eines Enzyklopädisten aus dem Frankreich des 18. Jahrhunderts, und diese wieder völlig von der eines Mönchs der Gotik. Jeder von den dreien hielt seine Realität für endgültig und richtig. Wir Heutigen aber sehen, dass sie jeweils eine sprach- und kulturgebundene, eine historisch gewordene und daher sich ändernde Realität war. Wo Gespenster zur Realität gehören, gelten Gespenstergeschichten nicht phantastische Literatur, sondern als realistische Berichte, und natürlich umgekehrt. Selbstverständlich trifft das auch auf unsere Realitätsvorstellung zu. Der Glaube an ihre endgültige Richtigkeit ist also nur das Nichtgewahrwerden einer Konvention.
Der zweite Glaube hebt sich, wie mir scheint, in sich selbst auf. Eine wirklich getreue Abbildung der Realität machen zu wollen, ist etwa ebenso sinnvoll wie das Anfertigen einer Landkarte im Maßstab 1 zu 1. Einmal davon abgesehen, daß es wohl kaum möglich ist, fragt man sich, wozu überhaupt? Wozu denn diesen Spiegel, der die Welt nur verdoppelt?
Will der Realismus aber aus dem universalen Zusammenhang aller Erscheinungen nur ganz bestimmte – z. B. gesellschaftliche Verhältnisse – herausgreifen, so bedient er sich ja, nolens volens, der Fiktion, die ihrerseits wieder kulturgebunden ist. Mithin ist der Realismus nichts anderes als ein relativ junger Teil der phantastischen Literatur – der allerdings, im Gegensatz zu dieser, seine eigenen Voraussetzungen nicht durchschaut. Die phantastische Literatur geht davon aus, daß die einzige Wirklichkeit, die wir ehrlicherweise darstellen können, die ist, die wir selbst erfinden. Nichts anderes tut der Realismus, nur weiß er es nicht oder gibt vor, es nicht zu wissen.“

„Die geistigen Zwischenhändler
Der Fortschritt ist seinen Preis schon wert!
Auch Plattköpfe wollen doch leben,
drum hat man sie lesen und schreiben gelehrt –
na, nun lesen und schreiben sie eben.“

### Eine Erzählung über das Erzählen
Die unendliche Geschichte ist eine Erzählung über das Erzählen und Lesen, sozusagen die „Geschichte des Erzählens“. Die Dramaturgie des Romans wird zum Thema des Romans. Dies zeigt sich schon in der Figur des Bastian: Er wird als ein Junge präsentiert, der nur eines wirklich gut beherrscht: sich Geschichten auszudenken und sie zu erzählen. Ende beschreibt ihn als eine Leseratte, die jedes phantasievolle Buch verschlingt, das ihr in die Hände gerät. Durch das Lesen wird Bastian in die Geschichte hineingezogen. Aber Bastian liest nicht nur, er erzählt auch immer wieder selbst Geschichten. Zunächst dem Mädchen Christa aus seiner Nachbarschaft, dann seinen Mitschülern (die ihn dafür allerdings verspotten), später, in Phantásien, den Bewohnern der Silberstadt Amargánth.
Erzählen ist für den Autor Michael Ende ein schöpferischer Akt der ganz besonderen Art. Ende ging es darum, eine in sich stimmige Bilderwelt zu entwerfen, die der äußeren Wirklichkeit entspricht, selbst wenn sie diese zum Thema hat. Er versuchte dabei, dem Rechtfertigungszwang der Kausallogik zu entkommen, die immer einen Grund und eine Ursache für alles Geschehen braucht. Ende versuchte aus der gewohnten Erzähllogik auszubrechen und seinen Leser an die Hand zu nehmen. In seinem Buch „Der Spiegel im Spiegel“ vollendete Michael Ende viele solcher Geschichten.
Endes Erzählungen zeichnen sich dadurch aus, dass die Dimensionen von Raum und Zeit bis hin zum Surrealen verschwimmen. Seine Welten sind an einem grenzenlosen Ort in Raum und Zeit angesiedelt. In Momo steht die Zeit im Vordergrund, in der Unendlichen Geschichte ist Phantásien sowohl räumlich als auch zeitlich unbegrenzt. Damit spiegelt Ende die Leseerfahrung eines Lesers wider, der ein gutes Buch liest: Die Zeit scheint stehenzubleiben und die eigene Phantasie ergänzt das Gelesene um immer wieder neue innere Bilder.
Zeit ist in der Unendlichen Geschichte stets relativ. Als Atréju das Südliche Orakel verlässt, ist das Felsentor zerfallen und so bemoost, dass es aussieht, als läge es schon hunderte Jahre lang so zerstört da. Obwohl Atréju das Gefühl hat, nur wenige Stunden im Orakel gewesen zu sein, sind in der Welt um ihn herum sieben Tage vergangen. Das Zauberschwert Sikánda hat seit jeher auf Bastian gewartet, obwohl das neue Phantásien erst einen Tag und eine Nacht lang existiert und Bastian die Idee für die Geschichte, die ihm zugrunde liegt, eben erst gekommen ist. Als Bastian nach seiner Odyssee in die Menschenwelt zurückkehrt, glaubt er, wochen- oder sogar jahrelang abwesend gewesen zu sein, dabei ist in der Menschenwelt nur eine einzige Nacht vergangen. So wie bei der Lektüre eines Buches der Zeitablauf nicht synchron zur zeitlichen Realität des Lesers verläuft, ist Zeit in Phantásien nicht dasselbe wie in der Menschenwelt. Dies zeigt Ende auch im Bild der Turmuhr, die immer wieder zur vollen Stunde schlägt. Doch als Bastian der Kindlichen Kaiserin ihren Namen gibt, schlägt die Turmuhr zwölf, danach zählt keine Uhrzeit mehr, bis Bastian in die Menschenwelt zurückkehrt.
Die lineare Erzählstruktur wird in der Unendlichen Geschichte immer wieder durchbrochen. So kommt alles zum Stillstand, als Bastian sich weigert, nach Phantásien zu kommen und der Kindlichen Kaiserin ihren Namen zu geben. Der Alte vom Wandernden Berge schreibt Bastians Geschichte von vorn, ab dem Moment, wo er Koreanders Antiquariat betritt. Bastian nimmt wieder das Buch an sich, begibt sich wieder auf den Schulspeicher, fängt wieder an, die Unendliche Geschichte zu lesen. Wieder geht Atréju auf die Große Suche, wieder reist die Kindliche Kaiserin zum Alten vom Wandernden Berge, der Bastians Geschichte von vorn zu lesen beginnt. Dies wiederholt sich so lange, bis Bastian endlich nachgibt und die Kindliche Kaiserin bei ihrem Namen nennt, den er längst erkannt hat.
Auch im Laden von Karl Konrad Koreander schließt sich ein Kreis. Dort, wo die Bastians Geschichte für den Leser begonnen hat, endet sie auch wieder. Bei den Initialen verweist das „Z“ entsprechend zurück auf das „A“. Eine unendliche Geschichte hat schließlich kein letztes Kapitel.
Mit dem immer wiederkehrenden Satz „Doch das ist eine andere Geschichte und soll ein andermal erzählt werden“ eröffnet Ende immer neue Erzählstränge, wobei er seine Leser auffordert, selbst diese Geschichten zu erzählen. Die gesamte Struktur der Unendlichen Geschichte ist somit offen und damit selbst unendlich. Ende arbeitet die Unendlichkeit der Geschichte bereits hier mit den poetischen Mitteln heraus, die er später in seinem Buch Der Spiegel im Spiegel näher beschrieben hat. Das Buch im Buch-Motiv lässt sich bis ins Unendliche weiterführen. Bastian glaubt, Die unendliche Geschichte zu lesen, findet sich dann aber als Person in dem Buch wieder. Geschieht nicht auch dasselbe mit denen, die gerade Bastians Geschichte lesen? Bastian wird für den Leser somit das, was Atréju für Bastian ist.
Diese Unendlichkeit findet ihren symbolischen Ausdruck in den beiden Schlangen, die sich gegenseitig in den Schwanz beißen. Sie prangen auf dem kupferfarbenen Seideneinband der Unendlichen Geschichte, auf dem AURYN, letztendlich auch auf den Buchausgaben von Endes eigenem Werk.
Die Bewohner Phantásiens erinnern dabei immer wieder an aus der Literatur vertraute Figuren. Ein Pegasus, ein weiser Löwe, ein junger, an einen Indianer erinnernder Held (Atréju) usw. Die unendliche Geschichte ist voll von literarischen Bezügen, Bezüge, die verschiedene Völker, Kulturen und Zeitalter umfassen. Auch dies hat Ende mit Bedacht getan. Phantásien ist das Reich der Phantasie, und diese ist allen Menschen gemeinsam. Bastian begegnet neben den Ausgeburten seiner eigenen Phantasie also auch immer wieder den Schöpfungen anderer Menschen, von denen er schon einmal irgendwo gelesen hat.
Individualität ist für Michael Endes Literatur charakteristisch. Die subjektive Imagination ist nicht übertragbar. Es gibt kein Patentrezept, nur persönliche Lernprozesse, Erfolge und Misserfolge. Gegenüber politischen Ideologien hegte Ende ein tiefes Misstrauen. Seine Vorstellung von Kunst ist ebenso persönlich wie ein Traum, mit dem Ende die Poesie immer wieder verglichen hat. Wie ein Traum verwandle die Poesie Außenbilder in Innenbilder. Mit ihrer Hilfe mache sich der Mensch ein Bild von der Welt und mache sie so bewohnbar.

### Aufklärung und Romantik

#### Aufklärung / Kausallogik
Bis in das 17. Jahrhundert hinein sind die Anschauungen von Ethik und Moral fast ausschließlich von der Religion bestimmt worden. Da Religion jedoch Absolutheit und Ausschließlichkeit für sich beansprucht, geht sie oft mit Intoleranz einher. Menschen werden verfolgt, durch Folter gequält und als angebliche Hexen verbrannt, nur weil sie anders denken. Dem trat die Aufklärung entgegen, angeführt von Philosophen wie Immanuel Kant und Voltaire. Nicht mehr die Religion, sondern die Vernunft müsse in Zukunft entscheiden. „Aufklärung ist der Ausgang des Menschen aus seiner selbstverschuldeten Unmündigkeit.“ Die Aufklärer schufen auf diese Weise eine neue Ethik jenseits der religiösen Intoleranz, die gemeinsam mit dem Humanismus die Basis moderner Menschenrechtsvorstellungen bildet.
Michael Ende, der von christlichen bzw. christlich-fundamentalistischen Autoren wie dem Theologen Klaus Berger gerade für seine Bücher Momo und Die unendliche Geschichte heftig attackiert worden ist, wäre vor der Epoche der Aufklärung mit einiger Wahrscheinlichkeit selbst als Ketzer verfolgt worden und nahm daher ihre positiven Aspekte durchaus zur Kenntnis. Doch wandte sich Ende gegen eine Überbewertung der Vernunft, wie er sie in seiner eigenen Zeit am Werk sah. Vernunft dürfte nicht so weit gehen, dem Menschen das Träumen zu verbieten.
Seit dem Zeitalter der Aufklärung seien Menschen darum bemüht, die Welt als kausale Aufeinanderfolge von Ereignissen zu beschreiben und deren Ursachen auf den Grund zu kommen. So gut und wichtig dies auch sei: Wenn alles nur noch erklärt werden müsse, so gehe dies auf Kosten der Phantasie. Die Gegenwart erkrankt laut Ende an einem Übermaß an kausallogischem Denken. Nur was nützlich sei, werde auch als gut angesehen. Aber was bedeute Nützlichkeit vor dem gewaltigen Hintergrund der Geschichte? Die Odyssee, der Faust, der David von Michelangelo oder die Pyramiden seien eigentlich nicht nützlich. Aber was wäre die Menschheit ohne sie?
Die Kausallogik ist für Ende der schlimmste Feind der Phantasie. Seine Helden sind deshalb oft Kinder. Nach seiner Ansicht nehmen sie die Realität reiner und unverfälschter wahr, ohne sich kausallogisch verbiegen zu lassen.
Bekannt geworden ist Endes polemischer Begriff des Aufklärungsterroristen, mit dem er Menschen meint, die nur von der Kausallogik bestimmt sind, die alles wegrationalisieren und erklären wollen und darüber die Phantasie vergessen, wenn nicht gar zerstören. 1973 beklagte er in einem Brief an seinen Verleger den Funktionalisierungswahn einer seelenlosen Phalanx der Aufklärungsterroristen.

„Kausallogik ist die Grundlage jeder Wissenschaft (…), aber diese Logik bezieht sich nur auf das, was wir vorfinden, auf das Gewordene, also letztlich auf Vergangenheit. Rückblickend erscheint bekanntlich alles zwangsläufig. Das Schöpferische, das sich immer nur im gegenwärtigen Augenblick vollzieht und seinem Wesen nach akausal ist (…) ist also nicht wahrnehmbar und wird deshalb geleugnet (…) Die Blindheit dafür ist also eine Verstümmelung, die zum Verlust des Jetzt und Hier in unserem Denken und Fühlen führt. Dadurch leben wir gefangen in einer Vergangenheitswelt. Aber jede Art von Gefangenschaft (…) erzeugt Aggressivität (…).“

#### Romantik
Ende sah sich in der Nachfolge der Romantik, was viele Bezüge in seinen Büchern belegen.

„Ich bin der Meinung, dass die Romantik die bisher einzig original deutsche Kulturleistung war. Alles andere haben wir in Deutschland mehr oder weniger aus dem Ausland übernommen. In der Romantik ist zum ersten Mal etwas gelungen, das auch das Ausland interessiert hat. Deswegen habe ich versucht, dort anzuknüpfen, weil ich mich durchaus als deutscher Autor verstehe und weil ich der Überzeugung bin, dass diese Stimme, die eben typisch deutsch ist, nicht im Konzert der Nationen untergehen sollte.“

Wie schon in Momo, das er dem Thema Zeitverlust widmete, aktualisiert Michael Ende in der Unendlichen Geschichte einen Programmpunkt romantischer Kritik an der Aufklärung. Der Verlust von Traum und Phantasie wird als Krankheitssymptom verstanden und die Folgen dieser Krankheit werden veranschaulicht. Aufgabe des Helden, Bastian Balthasar Bux, ist dabei, die Phantasiewelt als integralen Bestandteil der Wirklichkeit zu retten.
Wie die Romantiker sah Ende die Anfänge dieser Krise, die bis in die Gegenwart fortwirkt, im 16. Jahrhundert begründet.
Nach Wernsdorff leistet in der heutigen Medien- und Konsumgesellschaft das Überangebot an „Fertigem“ seinen Beitrag zur Abtötung der Phantasie, denn es macht die aktive Betätigung des menschlichen Imaginationsgabe scheinbar überflüssig. Wenn die Bereitschaft gewachsen sei, die eigene Phantasie z. B. durch die Lektüre von Märchen anzuregen, so sei dies ein Ausdruck des Unbehagens über den Phantasieverlust in einer Fertigprodukt-Zivilisation und ein Indiz dafür, dass die Wichtigkeit der Phantasietätigkeit verstärkt ins Bewusstsein der Menschen gerückt sei.
Ende engagiert sich für die Wirklichkeit der Phantasie. Er begreift die Romantik als Epoche, die der Aufklärung und der Vernunft das Träumen entgegensetzte und den Menschen so aus der Gefangenschaft befreit habe. Die Romantik betont die Innenwelt, das Phantastische. Darin sieht Ende seine eigene Zeitkritik bestätigt.
Bereits die Frühromantiker setzten sich mit der Aufklärung auseinander, indem sie die Phantasie zur „produktiven Einbildungskraft“ aufwerteten, die zwischen Realem und Idealem vermitteln sollte. Sie setzten sich damit gegen die Abwertung von Traum und Phantasie durch die Aufklärer zur Wehr.
Die Frühromantiker wandten sich dem Mittelalter und damit dem Handwerk als Produktion zu und ebenso der vorindustriellen Agrarwelt. Damit zeigten sie eine Sehnsucht, die auf „Poetisierung“ zielt, den Versuch, Poesie und Wissenschaft auf der höheren Ebene der Kunst zu versöhnen.
E. T. A. Hoffmann postuliert, „das Wunderbare“ müsse „keck ins gewöhnliche Leben treten“, und meint damit, dass sich Phantasie und Wirklichkeit gegenseitig durchdringen (sollen/müssen). Sein Märchen „Der goldene Topf“ spielt an realistischen Schauplätzen, die in Dresden liegen sollen, darunter ein Wohnzimmer mit einer Ausstattung, wie sie sich im bürgerlichen Alltag findet: Pfeife, Kaffeekanne, Punschterrine. Auf diese Weise macht er die „Wirklichkeit“ des Märchengeschehens glaubhaft.
August Wilhelm Schlegel wandte sich gegen einen Vernunfttypus, der, „im Endlichen befangen“, das zweckrationale Denken verabsolutiert und Phantasie, Traum und Poesie als „Schwärmerei“ und „Wahnsinn“ disqualifiziert. Er warnte vor der Gefahr einer Verarmung des Lebens unter diesem repressiven Rationalitätsdenken und die Verabsolutierung des „ökonomischen Prinzips:“

„Wie ich (…) deutlich gemacht zu haben glaube, daß es das ökonomische Prinzip ist, welches die Aufklärer leitet, so ist es auch (…) der in lauter Endlichkeiten befangene Verstand, den sie dabei ins Werk gesetzt, und sich damit an die höchsten Aufgaben der Vernunft gewagt haben. Ein beschränkter endlicher Zweck läßt sich ganz durchschauen, und so soll ihnen auch das menschliche Dasein und die Welt rein wie ein Rechenexempel aufgehen.“

In seinen „Vorlesungen zur schönen Literatur und Kunst“ (1801–1804) wettert Schlegel gegen das Schattendasein, das die Phantasie unter dem Vernunftbegriff der Aufklärung zu führen hatte. Seiner Meinung nach verkannten die Aufgeklärten „durchaus die Rechte an Phantasie und hätten, wo möglich, die Menschen ganz gern von ihr geheilt.“ Sie würden dazu neigen, „alle Erscheinungen, die über die Grenze der Empfänglichkeit ihres Sinnes hinauslagen, als Krankheitssymptom zu betrachten und freigebig mit den Namen Schwärmerei und Wahnsinn bei der Hand zu sein.“
Ende stellt mit der Unendlichen Geschichte exakt die umgekehrte Diagnose und tritt damit den Aufklärern entgegen. Die Kindliche Kaiserin, die Herrscherin seiner Phantasiewelt Phantásien, und die Menschenwelt sind gleichermaßen krank, weil die Menschen die Existenz Phantásiens leugnen. Der Kommunikationsfluss zwischen der Menschenwelt und der Phantasie- und Kunstwelt Phantásien ist erheblich beeinträchtigt. Die Aufgabe des Helden Bastian besteht darin, beide Welten gesund zu machen. Dazu muss er nach Phantásien gehen und darf erst wieder in die Menschenwelt zurückkehren, wenn er erfahren hat, dass die Grenzen zwischen beiden Welten fließend sind.
Novalis spricht vom „geheimnisvollen Weg nach innen“. Die Phantasie nimmt als „produktive Einbildungskraft“ innerhalb des kulturrevolutionären Programms der „Poetisierung des Lebens“, das u. a. den Übergang der Kunst ins Leben fordert, eine beherrschende Funktion ein. Die Romantik richtet sich gegen den „Geist des Zeitalters“, den Schlegel als „eine ungebührliche Herrschaft des Verstandes im Verhältnis zur Vernunft und Phantasie (…)“ beschreibt. Bastians geheimnisvoller Weg führt nach innen, in die eigene Phantasie, und er führt auch wieder heraus.
In der Romantik bildet die Phantasie eine Instanz, die die Wirklichkeit erweitert, eine Kraft, die dem „Ungenügen an der Normalität“ entgegenwirkt. In den „Tändeleien der Phantasie“, dem programmatischen Schlusskapitel der Lucinde von 1799, nennt Friedrich Schlegel es den „Gipfel des Verstandes, aus eigener Wahl zu schweigen“ und „die Seele der Phantasie wiederzugeben.“ Novalis will im Heinrich von Ofterdingen von 1802 durch das freie Walten der Phantasie das überwinden, was „vordem alltäglich war“. Kraft der Phantasie soll es „jetzo fremd und wunderbar“ erscheinen.

„Die Welt wird Traum, der Traum wird Welt,

Und was man geglaubt, es sei geschehn,

Kann man von weitem erst kommen sehn.

Frei soll die Phantasie erste schalten (…)“

E. T. A. Hoffmann nennt als den „wahren Zweck des Theaters“ die Erhebung des Zuschauers über die „Gemeinheit des Alltagslebens“ mittels Poesie und Phantasie. Im satirischen Dialog Nachricht von den neuesten Schicksalen des Hundes Berganza beruft sich Berganza auf die Blaue Blume als Symbol für die Sehnsucht und Liebe und für das metaphysische Streben nach dem Unendlichen, die Novalis’ Heinrich von Ofterdingen entstammt. (Die blaue Blume findet eine Reminiszenz in der Unendlichen Geschichte: Vor dem Elfenbeinturm wächst eine blaue Glockenblume, in der ein Phönix nistet.) Bergenza führt dazu aus:

„Diese Erhebung zu dem poetischen Standpunkte, auf dem man (…) auch das gemeine Leben mit seinen mannigfaltigen bunten Erscheinungen durch den Glanz der Poesie in all seinen Tendenzen verklärt und verherrlicht erblickt – das nur allein ist nach meiner Überzeugung der wahre Zweck des Theaters.“

Hoffmanns Ausführungen richten sich gegen Schillers „Schaubühne als moralische Anstalt“. Berganza wehrt sich gegen die Annahme, dass „Alles (…) außer dem, was es ist, was anderes bedeuten (soll)“, also gegen den „außerhalb liegenden Zweck“.

„(…) ja selbst jede Lust soll zu etwas anderem werden, als zur Lust, und so noch irgend einem anderen leiblichen oder moralischen Nutzen dienen, damit nach der alten Küchenregel immer das Angenehme mit dem Nützlichen verbunden bleibe.“

Stattdessen soll die Kunst vom „niederbeugenden Druck des Alltagslebens“ befreien und den Menschen „(…) erheben, (…) dass er (…) das Göttliche schaut, ja mit ihm in Berührung kommt.“ Bei Hoffmann findet sich ebenfalls die zentrale Aussage der Unendlichen Geschichte: Sowohl ein einseitiges Bestehen auf der bloßen Außenwelt als auch die Flucht in die Phantasie sind der falsche Weg.
Ende transportiert das Weltbild der Romantik über seine Schilderung des Phantasiereiches Phantásien, das ebenfalls romantische Vorbilder hat. Sowohl in Heinrich von Ofterdingen als auch in E. T. A. Hoffmanns Goldenem Topf gibt es ein Phantasiereich namens Atlantis. Bei Novalis ist Atlantis ein Land, in dem Musik und Dichtung herrschen, ein romantisches Phantásien. Anders als bei Hoffmann und Ende lebt Novalis’ Held Heinrich in einer Welt, in der das Reich der Phantasie geachtet und anerkannt ist. Deshalb stößt er nie auf Unverständnis.
Die körperlose Stimme der Uyulála verweist auf die ebenfalls von den Romantikern geprägte Vorstellung von der Naturpoesie. Wie Johann Wolfgang von Goethe und Johann Gottfried Herder weist Ende darauf hin, dass Dichtung allen Völkern gleichermaßen gegeben und eine Gabe der Menschheit sei.
Am deutlichsten repräsentieren wohl die Zweisiedler, das Gnomenpärchen Engywuck und Urgl, den Widerstreit zwischen aufklärerischer Rationalität und romantischer Träumerei. Die Zweisiedler, deren Name bereits an den Einsiedler von Novalis erinnert, und die Parallelen zu Philemon und Baucis aufweisen, dem alten, gastfreundlichen Paar aus der griechischen Sage, verkörpern zwei Arten von Wissen, die früher dem männlichen bzw. dem weiblichen Geschlecht zugeordnet wurden. Der Professor steht dabei für das rationale, wissenschaftliche Denken, seine Frau, die an die Hexen und ihr Wissen über Kräuter und Pflanzen erinnert, symbolisiert altes, überliefertes Wissen. Beide sieht Ende im ständigen Widerstreit miteinander, was seinen Ausdruck im ehelichen Gezänk des Gnomenpaares findet. Und doch ergänzen sich die Gnome mit ihren höchst unterschiedlichen Ansatzpunkten perfekt und wirken als Ehepaar wie zwei Seiten derselben Medaille. Trotz ihres Dauerstreits sind sie letztendlich nur gemeinsam erfolgreich; beide Formen von Wissen gehören zusammen und ergänzen einander. Dies entspricht Endes Vorstellung, dass Außen- und Innenwelt, die physische Realität und die Gedankenwelt aus Traum und Phantasie, eine untrennbare Einheit bilden. Doch berichtet Ende auch von den Grenzen der Wissenschaft und ihrem Scheitern, wenn sie versucht, das Geheimnisvolle in der Welt vollständig erklären zu wollen. Als es Engywuck endlich gelingt, das Geheimnis der Uyulála, nach dem er so lange geforscht hatte, zu ergründen, ist sie entzaubert und wird noch vor Vollendung seines Werks durch das Nichts verschlungen. Ende bestätigt dies in Kapitel X, als Atréju und Fuchur über die Frage philosophieren, wer die Kindliche Kaiserin ist: „Niemand in Phantásien weiß es, niemand kann es wissen. Es ist das tiefste Geheimnis unserer Welt. Ich habe einmal einen Weisen sagen hören, wer es ganz verstehen könne, der würde damit sein eigenes Dasein auslöschen.“

### Buch im Buch
Wie der Alte vom Wandernden Berg im zwölften Kapitel ausdrücklich sagt, beinhaltet Endes Roman ein „Buch im Buch“. Dieses Motiv des literarischen Hermetismus hat eine gewisse Tradition. Der Held der Erzählung, Bastian Balthasar Bux, ist eine Figur in Michael Endes Roman Die unendliche Geschichte. Innerhalb des Romans findet er ein Buch mit dem gleichen Namen, das er mit Hochspannung zu lesen beginnt. Er wird somit von der Romanfigur zum Leser der Erzählung. Zugleich kann er auch den Fortgang der Geschichte (die sogenannte „Große Suche“ des Phantásiers Atréju) beeinflussen. Bastian nimmt erstmals in Kapitel IV. Einfluss auf Atréjus Reise: „Bastian stieß einen leisen Schreckenslaut aus.“ (Absatz) „Ein Schreckensschrei hallte durch die Schlucht und wurde als Echo hin- und hergeworfen. […] (Absatz) ‚Sollte es am Ende mein Schrei gewesen sein, den sie gehört hat?‘, dachte Bastian zutiefst beunruhigt. ‚Aber das ist doch überhaupt nicht möglich.‘“ Seine Fortsetzung findet dies in Kapitel VI.: „Atréju hatte Lust, wegzugehen. Er wandte sich zurück, ging auf das runde Zauber Spiegel Tor zu und betrachtete dessen Rückseite einige Zeit, ohne zu begreifen, was es bedeuten solle. Er beschloss, fortzugehen, (Absatz) ‚Nein, nein, nicht fortgehen!‘ sagte Bastian laut. ‚Kehr um Atréju. Du musst durch das Ohne Schlüssel Tor‘ (Absatz) wandte sich dann aber doch wieder dem Ohne Schlüssel Tor zu.“ Schließlich wird Bastian selbst ein Teil der Geschichte. Der Übergang Bastians nach Phantásien wird durch den Alten vom Wandernden Berge herbeigeführt, der eine Personifikation Michael Endes innerhalb seiner eigenen Erzählung darstellt.
Die Geschichte des Hauptcharakters, Bastian, und die von Phantásien überschneiden sich so lange, bis es am Schluss zusehends schwieriger wird, sie auseinanderzuhalten, auch für Bastian selbst. Durch diese Struktur gelingt es Ende, die Grenze zwischen Leser und Romanfigur verschwimmen zu lassen, da Bastian sich im Verlauf der Geschichte zwischen dem einen und dem anderen hin und her bewegt. Bastian ist somit mal Leser der Unendlichen Geschichte, mal ein Teil von ihr, und erscheint dabei als ganz normaler Mensch, mit dem sich der Leser identifizieren kann.
Damit ist Bastian nicht nur Hauptperson von Endes Buch, sondern auch des Buches, über das Ende schreibt, und das doch auf geheimnisvolle Weise mit Endes Buch identisch ist. Ende arbeitet konsequent mit der Illusion, dass das Buch, das der Leser in der Hand hält, das gleiche ist, in dem Bastian zunächst liest, bevor er ein Teil davon wird. So heißt es in Kapitel XXVI.: „Eins steht fest: Du hast mir dieses Buch nicht gestohlen, denn es gehört weder mir noch dir, noch sonst irgendeinem anderen. Wer weiß, vielleicht hat es in genau diesem Augenblick gerade jemand anders in der Hand und liest darin.“ Dem Leser von Endes Roman soll dadurch der Eindruck vermittelt werden, dass auch er nach Phantásien gelangen und Teil der Unendlichen Geschichte werden kann; er wird aufgefordert, die Kraft seiner Phantasie zu nutzen, so wie Bastian dies im Laufe seiner Reise lernt. Bastian lässt sich von dem Phantásier Atréju führen, dessen Reise ihm den Weg ins Reich der Phantasie offenbart. Ende wiederum lädt seine Leser ein, sich von Bastian dorthin führen zu lassen, wie er im Schlusswort des Romans betont: „Bastian Balthasar Bux […], wenn ich mich nicht irre, dann wirst du noch manch einem den Weg nach Phantásien zeigen, damit er uns das Wasser des Lebens bringt“.
Das Buch scheint eine „Erzählpotenz“ mehr zu haben. Normalerweise gibt es einen Leser und ein Buch. Hier tritt ein „Mit-Leser“ hinzu, der das gleiche Buch liest wie der Leser aus der „Außenwelt“. Es fällt schwer, die Distanz zum Text zu halten, wenn Bastian, der denselben Text in der Hand hält, das dunkle Gefühl hat, dass nun „etwas Unwiderrufliches“ begonnen habe und seinen Lauf nehmen werde. Der Leser teilt mit dem Protagonisten eine Lektüre, die etwas mit ihm selbst zu tun haben scheint. Hat sie somit auch etwas mit dem Leser zu tun?
Das Motiv vom „Buch im Buch“ ist eines der bedeutendsten in der Unendlichen Geschichte und charakteristisch für Michael Endes gesamtes Schaffen, denn es verkörpert, wie wichtig ihm das Erzählen war. Das Motiv, dass die Protagonisten eines Buches selbst lesen, ist ein beliebter Topos. So ist etwa in Goethes Werk Die Leiden des jungen Werther die Hauptfigur von William Shakespeares Hamlet begeistert. Wie Bastian liest auch Cervantes’ Don Quijote seine eigene Geschichte: Sancho Pansa informiert seinen Herrn, dass seine Geschichte bereits in dem Buch Der scharfsinnige Edle Don Quijote von La Mancha abgedruckt sei. Das Motiv setzt sich in der Romantik bis noch ins 20. Jahrhundert hinein fort. Am deutlichsten ist bei der Unendlichen Geschichte der Bezug zu Novalis’ Heinrich von Ofterdingen: Wie Bastian wünscht sich auch Novalis’ Einsiedler nichts mehr, als das Buch vollständig zu besitzen. Von Bastian heißt es: „Er konnte einfach seine Augen nicht davon abwenden. Es war ihm, als ginge eine Art Magnetkraft davon aus, die ihn unwiderstehlich anzog.“

„Der weise Narr
Don Quixote wird von den Klugen verlacht, weil er immerfort alles für etwas anderes hält, als es ist.
Wie recht er doch hat!“

Ebenfalls in Analogie zum Einsiedler von Novalis erkennt Bastian nach und nach, dass die Geschichte von ihm selbst erzählt. Als er seinen eigenen Schrei in der Schlucht widerhallen hört, in der Atréju auf Ygramul trifft, oder als Atréju durch das Große-Spiegel-Tor tritt. „Was da erzählt wurde, war seine eigene Geschichte! Und die war in der Unendlichen Geschichte. Er, Bastian, kam als Person in dem Buch vor, für dessen Leser er sich bis dahin gehalten hatte!“ Endgültig wird Bastian dies klar, als der Alte vom Wandernden Berge ihn beschreibt.
Jacques Darida nannte diese Technik mise en abîme – in den Abgrund bzw. in die Unendlichkeit gestellt. Michael Ende betont das Buch-im-Buch-Motiv in der Unendlichen Geschichte immer wieder. So verrät die Stimme der Uyulála Atréju: „Wir sind nur Figuren in einem Buch“. Und der Alte vom Wandernden Berge erklärt: „So schreibt sich die Unendliche Geschichte selbst durch meine Hand“. Er weiß allerdings nicht, was geschehen wird, er schreibt nur auf, was im Moment geschieht. Durch die Spiegelung der Perspektive wird nicht nur Bastian, sondern auch der Leser von Michael Endes Unendlicher Geschichte selbst zum Handelnden in der Welt der Kindlichen Kaiserin.
In der Nachfolge Michael Endes nahmen eine ganze Reihe moderner Literaten das Motiv wieder auf. Ein bekanntes Beispiel ist der philosophische Roman Sofies Welt von Jostein Gaarder.

„Frage von Kreuzer an Ende:

Dieser Spielcharakter muss wohl sehr wichtig sein, aber es ist ein spezifisches Spiel, nämlich ein Spiel mit dem Schlüssel, der wirklich, ich betone wirklich – das ist der Kern des Erlebnisses, das der Leser hat –, nach Phantásien hineinführt. Phantasie nicht wie auf einem Bildschirm, wie auf einer Kinoleinwand dargeboten – der Leser wird persönlich einbezogen. Ich zitiere hier die paar Sätze, im Kern Ihres Buches, wo es von Grün auf Rot umschlägt, beziehungsweise wo sich Grün und Rot verschränken. Bastian sitzt da und liest:

‚… und was da erzählt wurde, war seine eigene Geschichte, und die war in der Unendlichen Geschichte. Er, Bastian, kam als Person in dem Buch vor, für dessen Leser er sich bisher gehalten hatte, und wer weiß…‘

Jetzt kommt das Entscheidende, denn jetzt wird der nächste Schritt getan: Der Leser, der über den Leser liest, der zum Gelesenen wird, wird in das Spiel einbezogen:

‚… und wer weiß, welcher andere Leser ihn jetzt gerade las, der auch wieder nur glaubte, ein Leser zu sein, und so immer weiter bis ins Unendliche.‘

Das heißt, der Leser, der liest, wie ein Lesender zum Gelesenen wird, wird voll in das Spiel einbezogen: Er wird vom Leser zum Gelesenen, zum Mitwirkenden.

Antwort von Ende:

Ja, natürlich. Das sind diese manieristischen Spiegeleffekte. Das ist ein Labyrinth, in das man den Leser hineinlocken muss, damit er selber Teil der Geschichte wird. Sonst wäre der Titel ‚Die Unendliche Geschichte‘ einfach nur Hochstapelei. Nur wenn es gelingt, den Leser selbst zum Teil der Geschichte zu machen, ist es wirklich eine unendliche Geschichte.

Kreuzer:

Ich vermute nun, dass hier der eigentliche Zünder des Erfolgs liegt. Zum Unterschied von Phantastischem, das als Bild dargeboten wird, als ‚äußere Phantasie‘, wird hier gezeigt, wie man selbst in die Phantasie hineinkommt. War das so beabsichtigt?

Ende:

Das war so beabsichtigt.

Kreuzer:

Damit reden wir von mindestens drei beteiligten Personen, die mitspielen: dem Helden der Handlung, dem Leser, der in zunehmendem Maße durch dieses Spiel selbst zum Helden der Handlung wird, und schließlich dem wesentlichen dritten, dem Autor. Wie verhält es sich nun mit ihnen? Wo befinden Sie sich in dem Spiel? Ist das alles ausgedachte, raffinierte Schreibe und bibliographische Tricktechnik, oder ist dieses Verhältnis zur Phantasie etwas, was Sie in Ihrem eigenen Leben vorgefunden haben, etwas, was in Ihrem eigenen Leben eine Rolle spielt?

Ende:

Natürlich spielt es in meinem eigenen Leben eine Rolle, aber ich muss Ihnen sagen, dass das alles erst beim Schreiben entstanden ist. Das war nicht vorher geplant, um es dann nur irgendwie in dem Buch zu applizieren. Bei mir ist das Schreiben einer Geschichte eigentlich immer ein Abenteuer, manchmal sogar ein lebensgefährliches. Die zwei Jahre, die ich an der Unendlichen Geschichte geschrieben habe, bin ich selber in dieses Labyrinth hineingeraten, das heißt, es entstand, während ich es schrieb. Und ich weiß noch gut: Das Buch sollte eigentlich ein Jahr früher herauskommen. Der Verleger rief an und fragte: ‚Wie sieht’s aus, wann bekomme ich denn das Manuskript?‘, und ich habe gesagt: ‚Ich kann’s dir nicht schicken, der Bastian kommt mir nicht mehr zurück. Der will nicht mehr zurück aus Phantásien.‘ Und ich konnte es nicht ändern. Ich musste mit dem Bastian diese ganze Odyssee durch Phantásien mitmachen, und ich schwöre Ihnen, ich wusste selber nicht, wo der Ausgang ist. Diesen habe ich erst gefunden, indem ich die Geschichte bis zum entscheidenden Punkt geschrieben habe. Man kriegt ja dann zwischendurch auch echte Depressionen, wenn man sich einfach nicht mehr heraussieht. Ich war teilweise der Meinung, es gibt keinen Weg mehr zurück, ich weiß ihn nicht, ich finde ihn nicht …

Kreuzer:

Dann ist die Vermutung richtig, dass dieses Spiel mit dem Schlüssel in die unmittelbare Phantasie zumindest ein dreistufiges ist: Der Held der Geschichte, der Leser der Geschichte, der Autor der Geschichte befinden sich in einem ähnlichen Wechselspiel des Hineingehens in die volle Phantasie und des Wieder-heraus-Suchens – und da ist die Gefahr, nicht mehr herauszukommen.

Ende:

Ja, bis zu der Gefahr, nicht mehr herauszukommen. Mir ist buchstäblich der Stoff unter den Händen explodiert. Ich hatte keine Ahnung gehabt, auf was ich mich da einlasse, als ich das Buch zu schreiben anfing. Wenn es nicht übertrieben klänge, würde ich sagen: Ich habe mit diesem Buch zum Teil um mein Leben gekämpft.“

### Spiegel im Spiegel
Ende spricht von manieristischen Spiegeleffekten, jenen Effekten, denen er später in seinem Werk Der Spiegel im Spiegel ein ganzes Buch gewidmet hat. Indem die Unendliche Geschichte den Eindruck erweckt, das Buch, in dem Bastian liest und in das er schließlich gesogen wird, das Buch, in dem der Alte vom Wandernden Berge schreibt, und das Buch, das der Leser in der Hand hält (schon die Äußerlichkeiten stimmen überein) seien ein und dasselbe, erzeugt er nicht nur das Bild vom Buch im Buch, sondern auch das vom „Spiegel im Spiegel“.
Die Ausgangsfrage lautet: „Was zeigt ein Spiegel, der sich in einem Spiegel spiegelt?“ Antwort: „Ein unendliches Spiel von Abbildern, die sich gegenseitig abbilden: eine Unendliche Geschichte.“ Nur ist ein Buch im eigentlichen Sinne kein Spiegel. Es hat eine letzte Seite, danach endet es. Zumindest äußerlich. Michael Ende versucht, dieses Paradoxon zu überwinden. Die unendliche Geschichte fordert ihren Leser auf, einen alternativen Weg zu beschreiten, einen Ausweg zu suchen, auf dem das Erzählen unendlich erscheint. Sie verweist auf sich selbst zurück und enthüllt so den größeren Zusammenhang.
Endes Motiv hat literarische Vorbilder, etwa die Bücher von Jorge Luis Borges, der u. a. herausgearbeitet hat, dass dieses Mittel bereits in 1001 Nacht verwendet worden ist. Ein König, enttäuscht von der Untreue der Frauen, heiratet an jedem Tag eine neue Braut, die er am nächsten Morgen hinrichten lässt. Eine der Frauen, Scheherazade, bedient sich jedoch einer List, um diesem Schicksal zu entgehen. Sie erzählt dem König Geschichten, die sie jeden Morgen an der spannendsten Stelle unterbricht. Um seine Neugier zu befriedigen, lässt der König sie am Leben, sodass sie abends mit der Erzählung fortfahren kann. In einer der Geschichten erzählt Scheherazade ihre eigene Geschichte: Ein König heiratet jeden Tag eine neue Frau, die er am nächsten Tag köpfen lässt. Eine dieser Frauen kann seine Aufmerksamkeit mit Geschichten fesseln. Die erste lautet wie folgt…
In der Mathematik und der Informationstechnologie nennt man ein solches Phänomen „Rekursivität“. Es findet aber auch Beispiele in zahlreichen anderen Lebensbereichen: russische Matrioschkas (Puppe in der Puppe), Film im Film, Buch im Buch, Bild im Bild usw.
Die lineare Erzählstruktur wird dadurch aufgelöst und das Buch in einen größeren Zusammenhang gestellt. Die Ebenen des Buches verschränken sich ineinander, das Magische wird heraufbeschworen. Zuerst Bastians Schrei, der von Atréju und Ygramul wahrgenommen wird, Atréju, der Bastians Bild im Großen Spiegel Tor sieht, Bastians Befehl, den Atréju am Ohne Schlüssel Tor befolgt, schließlich wird Bastian selbst in die Geschichte hineingesogen. Die Grenze, die zwischen Wirklichkeit und Phantasie bestand, wird aufgehoben.
Michael Ende hat immer wieder sein Bedauern darüber zum Ausdruck gebracht, dass seine Bücher wegen ihrer phantastischen Elemente als Kinderbücher abgetan wurden. Man wolle heutzutage den auch für Erwachsene so bedeutsamen Aspekt von Märchen nicht mehr anerkennen. Auch die Odyssee, würde sie heute geschrieben, würde als Kinderbuch verkauft werden. Dabei findet sich das Motiv vom Spiegel im Spiegel auch in den Klassikern der romantischen Literatur, in Lewis Carrolls Alice im Wunderland, in Pamela Travers Mary Poppins, in E. T. A. Hoffmanns Nussknacker und Mäusekönig und in C. S. Lewis Narnia-Erzählungen. Ebenso nimmt Ende Bezug auf rekursive Lieder und Gedichte, so wie Ein Loch ist im Eimer oder Ein Hund kam in die Küche.
Anders als im Märchen erfolgt der Eintritt Bastians nicht schlagartig und ohne seinen Willen, sondern ist dramatisch sorgfältig inszeniert und von Beginn an vorbereitet. Der Zwang, das Buch, das Bastian in den Händen hält, an sich zu nehmen, es zu lesen, ist von Anfang an da. Bastian fühlt sich von dem Buch magisch angezogen. Es scheint ihn zu rufen. Er hat das Gefühl, dass nun, wo er es aufschlägt, etwa Unwiderrufliches beginnt. Das Buch hat mit ihm zu tun. Mit ihm, etwa auch mit dem Leser?
Die Stimme der Uyulála formuliert im sechsten Kapitel am deutlichsten das Geheimnis der Unendlichen Geschichte: „Wer sind nur Figuren in einem Buch und vollziehen, wozu wir erfunden.“ Gmork und der Alte vom Wandernden Berge bestätigen dies an späterer Stelle. Ihre Aussagen verweisen auf die Spiegel-Eigenschaft der Phantasie. Phantásien ist keine eigenständige Welt, in die man vor der Realität fliehen kann. Sie kann nur in enger Koexistenz mit der Welt der Menschen bestehen. Die Bewohner Phantásiens sind Spiegelbilder der menschlichen Psyche, Archetypen also.

„Was zeigt ein Spiegel, der sich in einem Spiegel spiegelt?

Wenn zwei Leser das gleiche Buch lesen, so lesen sie dennoch nicht dasselbe. Jeder von beiden bringt in die Lektüre sich selbst ein, seine Gedanken und Assoziationen, seine Erfahrungen, sein Vorstellungsvermögen, sein Niveau. Man kann also durchaus sagen, das Buch sei ein Spiegel, in welchem sich der Leser spiegelt.

Freilich gilt auch das Gegenteil: Wenn ein Leser zwei verschiedene Bücher liest, so werden sie letzten Endes trotz allem so verschieden nicht sein – aus genau denselben Gründen. Also kann man ebenso gut sagen, der Leser sei ein Spiegel, in welchem sich das jeweilige Buch spiegelt.

Es handelt sich um einen höchst bedenkenswerten Vorgang, wie mir scheint; denn was für einen Leser und sein Buch gilt, lässt sich ja ganz generell vom Menschen in der Welt sagen.

Die Antwort auf die Frage könnte lauten: Wenn die beiden Spiegel unendlich groß sind, zeigen sie – nichts; sind sie aber begrenzt, so ergibt sich ein ‚regressus ad infinitum‘, ein unendlicher, wenn auch imaginärer Korridor nach beiden Seiten. Aber diese Antwort scheint mir voreilig; sie bezeichnet das Ergebnis und lenkt unserer Aufmerksamkeit von dem eigentlichen Prozess, dem erstaunlichen Vorgang ab, der ja seinerseits auch wieder unendlich ist.

Wo findet denn statt, was zwischen dem Leser und seinem Buch (dem Menschen und der Welt) vorgeht? Im Buch allein ja nicht, denn es besteht nur aus schwarzen Zeichen auf weißem Papier. Es bedarf des Lesers. Im Leser allein aber auch nicht, denn ohne das Buch würde der ganze Vorgang nicht zustande kommen. Was geschieht denn da eigentlich, wenn das Lesen dieser schwarzen Zeichen in uns Freude oder Trauer, Sympathie oder Antipathie, Interesse oder Überdruss, Gelächter oder Rührung auslöst?

Um die Aufmerksamkeit des Lesers auf diesen geheimnisvollen Vorgang zu lenken, habe ich versucht, Geschichten zu schreiben, die ihn auf sich selbst zurückverweisen, Geschichten, an denen man sich nicht festhalten kann (indem man meint, sie ‚verstanden‘ zu haben, was ja nur bedeutet, dass man das gewohnte Bekannte wiedererkennt), die nach allen Seiten hin offen sind, die den Leser in den schwerelosen Zustand des freien Falls versetzen, gleichsam in einen Orbit um eine nicht anders zu beschreibende Mitte, die weder da noch nicht da ist (wie Gott oder das menschliche Ich oder der Sinn des Daseins). Jeder erzählte Vorgang enthält, deutlich oder versteckt, den Anstoß zu einem neuen Vorgang und so immer fort, bis die Umkreisung von Neuem beginnt…

Der ideale Leser, der Mut oder Übermut genug besitzt, sich auf eine solche Welt(innen)raumfahrt einzulassen, sollte, wie ein Musikhörer, ganz einfach nur Kenntnis nehmen, was an harmonischen oder dissonanten Empfindungen, an Gedanken und Bildern in ihm angeregt wird und wieder verschwindet, Ahnungen und Erinnerungen, Farben, Formen und Bewegungen, und er sollte bemerken, was er selbst bei alledem hinzutut. Dann würde er, vielleicht, die Antwort auf die Frage des ‚Alten‘ erfahren.“

Die ersten Worte des Buches lauten „tairauqitnA – rednaeroK darnoK lraK :rebahnI“ – „Antiquariat – Inhaber: Karl Konrad Koreander“, nicht rückwärts geschrieben, sondern in Spiegelschrift, denn sie werden von der Rückseite einer Glasscheibe her betrachtet. Hier findet sich bereits ein deutlicher Hinweis auf die Struktur des Buches als „Spiegel im Spiegel“.

### Lektüre als poetische Erfahrung
Zu Beginn der Unendlichen Geschichte lässt Ende Bastian aussprechen, was seiner eigenen, privaten „Literaturtheorie“ entspricht, die er auch „Poetologie“ nannte:

„Er (Bastian) mochte keine Bücher, in denen ihm auf eine schlechtgelaunte und miesepetrige Art die ganz alltäglichen Begebenheiten aus dem ganz alltäglichen Leben irgendwelcher ganz alltäglicher Leute erzählt wurden. Davon hatte ja schon in Wirklichkeit genug, wozu sollte er auch noch davon lesen? Außerdem haßte er es, wenn er merkte, daß man ihn zu was kriegen wollte. Und in dieser Art von Büchern sollte man immer, mehr oder weniger deutlich, zu was gekriegt werden.“

Bastian wünschte sich somit ein produktives Leseerlebnis, bei dem er auf seine Vorstellungskraft zurückgreifen kann. Insofern ist für ihn Die unendliche Geschichte, die er erst liest und in der er dann vorkommt, „genau das richtige Buch für ihn“. Literatur ist für Bastian ein Medium, das seine Phantasie belebt. Lektüreerfahrung wird so zum Komplement zur Wahrnehmung des Alltäglichen, so wie E. T. A. Hoffmann es für das Theater gefordert hat.
Endes eigene theoretische Stellungnahmen verdeutlichen, dass er mit der „Unendlichen Geschichte“ bei seinen Lesern einen produktiven Lesevorgang in Gang setzen will, den sein Held Bastian dem Leser als Identifikationsangebot vorführt.

„der Leser muß sein Schöpferisches einbringen in dieses Buch, damit es überhaupt eine wirkliche Geschichte wird.“

Ende stellt damit die romantische Forderung nach einer „produktiven Einbildungskraft“ in unserer eindimensional werdenden, nur bloße Faktizität erkennenden und anerkennenden Gesellschaft neu.

„Es ist ein Buch gegen die lähmende Allmacht des Fernsehens, der Versuch zu zeigen, wie viele verschiedene Dimensionen die Wirklichkeit umfaßt.
Ich möchte, daß der Leser etwas erlebt beim Lesen.“

So wie Dieter Wellershoff die „poetische Erfahrung“ als einen „Zustand gesteigerter Phantasietätigkeit“ definiert, so ist die Lektüre der Unendlichen Geschichte eine poetische Erfahrung.

### Phantásien, das Reich der Phantasie
„Es gibt nur eine Wirklichkeit, aber sie ist wie ein Haus mit vielen Stockwerken, und je nachdem, in welchem man sich gerade befindet, hat man einen anderen Ausblick auf die Welt. (…) Ich beschreibe die Welt von verschiedenen Stockwerken aus. Manche Leute, die nie aus Ihrem Stockwerk herausgekommen sind, sagen dann: ‚Das alles gibt es gar nicht, sonst müßte ich es doch auch kennen.‘“

#### Innenwelt und Außenwelt
Ende charakterisiert Bastian und sein Verhältnis zu Phantásien wie folgt: „Bastian ist nicht […] einfach nur ein Junge, dem es ein bisschen an Selbstbewusstsein fehlt und der deswegen leicht einzuschüchtern ist. Bastian ist ein Kind, das sich in einer banalen, kalten, nur rationalen Welt nicht zurechtfinden kann, weil es sich nach Poesie, nach dem Geheimnisvollen, nach dem Wunderbaren sehnt. Der Tod seiner Mutter und das im Schmerz-erstarrt-sein des Vaters bringen diese Hilflosigkeit dem Leben gegenüber zu einer entscheidenden Krise, eben dem Lesen der Unendlichen Geschichte – der Frage nach dem Sinn seines Lebens, seiner Welt. In dieser Welt scheint alles bedeutungslos. In Phantásien hat alles Bedeutung. Ohne seinem Leben und dem Tod seiner Mutter Bedeutung zu geben, kann Bastian nicht existieren. Darin liegt der Grund, warum er in ein untergehendes Phantásien kommt. Das schleichende Nichts, das Phantásien auffrisst, ist die Banalität, die Bedeutungslosigkeit der Welt.“ Es handele sich bei Phantásien um Bastians Innenwelt.
Michael Ende nimmt neben der physischen Lebenswelt der Menschen, die er die „Außenwelt“ nennt, eine zweite, nicht minder reale, vergeistigte Form der Wirklichkeit an, die sogenannte „Innenwelt“. Ende gibt ihr den Namen „Phantásien“, das Reich der Phantasie. Phantásien und die Welt der Menschen seien zwei Seiten derselben Medaille, Innen und Außen, die ohneeinander nicht existieren könnten. Das Reich der Kindlichen Kaiserin sei kein transzendentes, sondern Teil des Diesseits. Diese Form der Wirklichkeit beinhalte und spiegle menschliche Phantasie und menschliche Träume. Phantasie ist für Ende nicht nur ein Gefühl, sondern ein Ganzes, das auch den Intellekt und die Sinne umfasst.

„Michael Endes ganzes Dasein bestätigt die Suche nach anderen, intensiveren Wirklichkeitsbetrachtungen. Die phantastische, über der ‚normalen‘ Realität stehende Welt war nicht nur ein Thema in seinen Werken, sondern seine Heimat.“

Ende akzeptierte verschiedene Wirklichkeitsbetrachtungen als gleichwertig und ließ „sich von der einen für die andere befruchten“:

„Er wußte (…): Phantásien ist kein Fantasy-Land, nicht Phantasterei, nicht Weltflucht, sondern eine andere Form der Wirklichkeit.“

Durch seine ausdrucksvollen literarischen Bilder versucht Michael Ende, seine Leser auf sinnliche Weise diese Wirklichkeiten erleben zu lassen und sie infolgedessen „sehend (zu) machen (…) für das Wesentliche, das hinter den Dingen liegt“. Dieses literarische Erlebnis bezeichnet Thomas Kraft als „eine Reise ohne festes Ziel, eine Aventiure nach mittelalterlichem Vorbild, mit der Blauen Blume im Knopfloch“.
Zu seinem Wirklichkeitsverständnis führt Ende aus:

„Zweifellos (gibt es) sehr viele Dinge, die man nicht sehen oder anfassen kann und die dennoch Wirklichkeit sind, zum Beispiel Gefühle, Wünsche, Gedanken.“

Nach Ende müssten solch inneren Wirklichkeiten durch andere Bilder „als die der äußeren Welt“ beschrieben werden.
Seine literarische Welt vermittelt den Eindruck einer Traumlandschaft, den er durch seine bildhafte Sprache und seine sonderbaren Gestalten erzielt. Demzufolge erklärt der Autor:

„Mit einem Wort, ich versuche so zu schreiben, wie unsere Träume sind.“

Dabei ähnele seine Arbeitsweise der eines Malers:

„Ich arbeite eigentlich eher wie ein Maler. Maler gehen oft so vor, dass sie erst einmal mit irgendeiner Ecke des Bildes anfangen, wo dann etwas entsteht, sei es eine besondere Farbigkeit, oder sei es irgend etwas, das danach verlangt weitergeführt zu werden … So malt man dann langsam das ganze Bild. Man hat zwar am Anfang ein bestimmtes Konzept, aber das Konzept ändert sich unterwegs, die Zielrichtung ändert sich dann auch.“

Ende ist der Meinung, dass wir in den letzten zweihundert Jahren eine Fehlentwicklung erlebt haben. „Wir haben uns eingeredet, es gäbe einen kategorischen Unterschied zwischen subjektiver und objektiver Realität. Wir haben die Welt sozusagen in zwei Stücke gerissen. Wir stellen uns vor, es gäbe da draußen so etwas wie eine objektive Realität, die auch ohne uns und unser Bewusstsein existiert, und es gäbe da drinnen eine subjektive Realität, die auch ohne Welt existiert. Für mich sind die Welt und das menschliche Bewusstsein nur die zwei Seiten ein und derselben Medaille. Das eine hängt vollkommen vom anderen ab. Welt und Bewusstsein sind letzten Endes ein und dasselbe. Das geht dann bis zu den alten indischen Weisen, die gesagt haben: ‚Alles, was Du wahrnimmst, bist du selbst.‘“
Franz Kreuzer weist im Gespräch mit Michael Ende darauf hin, dass es diese Spaltung von materieller Welt und Phantasie bei den Naturvölkern nicht gibt. Aber auch unsere Kultur habe sie in früheren Zeiten nicht gekannt. Kreuzer hält sie für eine Begleiterscheinung der zivilisierten Gesellschaften, die dem Menschen nicht von Anfang an innewohne. Er verweist in diesem Zusammenhang auf die Tagträume von Kindern vor der Pubertät und die Kinderspiele, sprich, den kindlichen Umgang mit der Phantasie. Typisch für Tagträume sei, dass sich das Leben in der Phantasie mit dem in der physischen Wirklichkeit vollkommen überschneide. Zudem seien Tagträume zeitlos, das Element der Zeit verschwinde vollständig.
Phantasie und physische Welt nehmen für Ende den gleichen Stellenwert ein. Es handle sich jedoch um zwei Sphären, die man nicht miteinander verwechseln dürfte. „Die beiden Welten gehören zusammen, sind aber getrennt. Man kann die eine Ebene nicht auf die andere verschieben. Das hieße – was übrigens in der Unendlichen Geschichte geschieht – dass man aus Phantásien etwas mit in die Alltagswelt hinübernimmt. Das geht nicht. Nur die Veränderungen, die du selbst in Phantásien erlebst, kannst du mit hinübernehmen, aber nicht die Teile Phantásiens selbst. Das gehört mit zu der ganzen Problematik, dass der Mensch eben auf mehreren Ebenen lebt, nicht nur auf einer.“
Eine Problematik, die nur für die Erwachsenen bestehe. Das Kind sei sich der Durchdringung seiner Welt mit der Phantasie und der Verschiedenheit dieser zwei Welten in diesem Sinn voll bewusst, obwohl es darüber nicht reflektiere. „Das Kind backt Kuchen aus Sand. Sagt man ihm aber: ‚Koste doch diesen Kuchen, ob er gut schmeckt.‘, dann lacht das Kind und sagt: ‚Ja weißt du denn nicht, dass ich spiele?‘ erzählt Ende zur Veranschaulichung“.
Die unendliche Geschichte soll den Leser in einen ähnlichen Zustand versetzen. Ihr Ziel ist die „Aussetzung des Misstrauens“, „suspension of disbelief“, wie der amerikanische Professor Weizenbaum formulierte. Insofern bestehe eine Parallele zum Theater. Wolle man wirklich hinein in die Theaterwirklichkeit, müsse man das Misstrauen gegen die Illusion hinter sich lassen, etwas, das Kindern leicht falle.
Der Schlüssel zu Phantásien seien die Erinnerungen. „Hier zeigt sich, dass das, was wir Erinnerungen nennen, ein höchst geheimnisvolles Etwas ist. Ich glaube einfach nicht, dass das nur irgendwelche Speicherungen in irgendwelchen Neuronen sind. Das sind vielleicht die äußeren Organe dafür, aber die Erinnerung ist sehr viel mehr. Die Erinnerung ist die Garantie für unsere ganze Identität. Wenn ich mich nicht daran erinnern könnte, dass ich gestern dasselbe war wie heute und vor zehn Jahren, hätte ich überhaupt keine Identität. Da liegen also überall Geheimnisse, die wir erleben, die wir kennen, die wir aber eigentlich nicht durchschauen.“ Ende widerspricht damit der Annahme der Gehirnforschung, die menschliche Persönlichkeit bestehe nur aus elektrochemischen Prozessen im Gehirn und im Nervensystem. Wie die menschliche Persönlichkeit sei auch Phantásien nicht allein aus dem Gehirn zu erklären.
Auf Kreuzers Frage, ob Phantásien in der rechten Hirnhälfte liege, wo nach den Feststellungen der Hirnforschung alles Kreative, Zeitlose seinen Sitz habe, und ob die linke Hirnhälfte die Heimat der „Grauen Herren“ sei, wo gerechnet werde, die Uhren ticken, die berechnete Zeit zustande komme, antwortete Ende abweisend: „Ich würde sagen: Worauf es mir ankommt, sitzt nicht in der rechten und nicht in der linken Hirnhälfte – dort sind nur die entsprechenden Wahrnehmungsorgane für das, was immateriell darüber hinausgeht.“
Kindler sieht hier die zentrale Frage der Unendlichen Geschichte. Welchen Status hat die Realität, die Ende durch Sprache erzeugt sieht? Wie wirklich sind fiktive Welten? Diese Frage werde durch die Verschachtelung von Rahmen- und Binnenerzählung gestellt. Bastian werde aus verschiedenen Erzählepisoden heraus allmählich an seine phantásische Wirklichkeit herangeführt. Zuerst greife der Rahmen (Bastian als Leser) auf die Geschichte über. Dann breche der Rahmen in die Binnengeschichte hinein zusammen. Bastian müsse als Leser eines Buches, als „Retter“ handelt in die Geschichte und die dort dargestellte Welt hineingehen, damit diese fortgesetzt werden könne. Dieses Ereignis manifestiere sich wieder in einem Buch, der Unendlichen Geschichte, deren Leser seinerseits „phantasiehandelnd“ die Geschichte weiterspinnen könnte, woraus wiederum ein Buch entstehen könnte usw. bis zur Unendlichkeit. Bastian und der Leser könnten aber nur so in eine fiktive Welt eintreten, indem sie diese mit ihren eigenen inneren Vorgängen, Vorstellungen und Wünschen erweitern. Die Frage nach dem Realitätsstatus fiktiver Welten werde dadurch auf den Kopf gestellt, dass Bastian am Schluss der Erzählung das gestohlene Buch nicht wiederfinden kann und der Antiquariatsbesitzer Koreander ein solches Buch nicht vermisst. Für dieses Ereignis biete der Text keine Erklärung an. Wie wirklich ist folglich die wirkliche Welt? Hat Bastian sich auch das Stehlen des Buches nur vorgestellt?
Folgerichtig sei die Rolle der Phantasie für die fiktive und reale Welt zentrales Thema der Unendlichen Geschichte. Die fiktive Welt wird durch die Phantasie erst erzeugt, doch ohne sie fehlt auch ein Teilbereich der realen Welt, was Ende mit dem Krankheitsbegriff umschreibt. Phantasie bereichere die reale Welt, wenn den Phantasiewelten als solchen Existenzberechtigung zugestanden werde. Sie könne aber auch zur Gefahr werden, wenn Vorstellungswelten auf dieselbe Ebene gehoben würden wie die reale Welt, wenn es also zur Verwechslung von Phantasie und Wirklichkeit kommt. Dies werde an Bastian exemplarisch vorgeführt. Bastian verliere sich in der Wunschwelt und wolle nicht mehr in die Realität zurück. Die Bevölkerung der Alten-Kaiser-Stadt zeige, wohin das führe: Zu Sinnlosigkeit, Isolation und Kommunikationslosigkeit, bei der jeder in seiner eigenen Welt lebt.
Bastians Rettung vor dieser Gefahr geschehe durch einen Selbstfindungsprozess, der deutlich von psychoanalytischen Verfahren inspiriert sei. So unterschieden die Yskálnari, die Bastian in ihre Gemeinschaft aufnehmen, nicht zwischen Ich und Nicht-Ich. Bastian regrediere in die Kindheit und fände mütterliche Liebe bei der Dame Aiuóla. Er schürfte in Yors Bergwerk nach seinen vergessenen Träumen und finde dort die Sehnsucht nach seinem Vater, die ihn in die Realität zurückbringe. Letztendlich könne er das Eis brechen, das seinen um die Mutter trauenden Vater umgebe. Durch die Auseinandersetzung mit Phantásien habe Bastian eine neue Auseinandersetzungs- und Kommunikationsfähigkeit mit seiner Welt erlangt.
So entwickelt sich die Grundthese Endes, ohne dass sie als solche auftauchen würde: Die Grenzen zwischen Wirklichkeit und Phantasie sind fließend. Phantasie ist wirklich, weil sie wirkt. Damit wird die romantische Auffassung, dass Dichtung und Wirklichkeit untrennbar miteinander verbunden sind, zum Hauptthema der „Unendlichen Geschichte“ und zum Gestaltungsprinzip für ihren formalen Aufbau. Indem sich Fantasien, Mythen und Geschichten, die Welt des Buches also, und Alltagswelt durchdringen, wird die Unendlichkeit erzeugt, auf die Ende mit dem Titel des Buches hinweist. Äußere Welt und Geschichten bilden einen Erfahrungszusammenhang. In der Erfahrung durchdringen sie sich gegenseitig in einem unendlichen Prozess. Geschichten und „die“ Geschichte lassen sich nicht klar voneinander abgrenzen. Damit kehrt ein zentraler Programmpunkt der „Poetisierung des Lebens“ wieder, die Befreiung der Phantasie aus der gettoisierten Kunstwelt.

#### Herrscherin Phantásiens: Die Kindliche Kaiserin
Die Kindliche Kaiserin wird in aller Deutlichkeit als Allegorie der menschlichen Phantasie beschrieben. Wann immer Ende gefragt wurde, wer die Kindliche Kaiserin sei, gab er darauf die Antwort: Sie selbst ist die Phantasie. Die Herrscherin Phantásiens erscheint in der Gestalt eines Kindes, weil Kinder für Ende am besten das Spontane, Entwicklungsfähige, die Freude am Staunen im Menschen verkörpern, das für ihn die Phantasie ausmacht.
Ohne die Phantasie kann es weder ein Land Phantásien geben noch ein Wesen, das ein solches Land bewohnt; jede Geschichte wird aus der menschlichen Vorstellungskraft geboren. Aus diesem Grund ist die Kindliche Kaiserin die Verkörperung Phantásiens, aus diesem Grund muss sie nicht befehlen und auch nicht kämpfen. Sie ist in jedem Wesen präsent, in den guten und in den bösen. Sie erscheint wie eine Gottheit und sie ist in gewissem Sinne auch die Stimme der Uyulála. Buchstaben sind die Feinde der Kindlichen Kaiserin, „wenn man einmal versucht, einen Traum niederzuschreiben, weiß man, warum“.
Die Aussage, niemand habe sich je gegen die Kindliche Kaiserin erhoben, erweist sich später als unpräzise. Kein Wesen phantásischen Ursprungs hat sich jemals gegen sie erhoben, Menschen, die aus der realen Welt nach Phantásien kommen, aber durchaus. Auch Bastian versucht im weiteren Handlungsverlauf, die Kindliche Kaiserin zu stürzen und sich selbst zum Kaiser Phantásiens zu krönen; ein Symbol für den Versuch, für immer in das Reich der Phantasie zu flüchten und somit vollständige Kontrolle über alles zu haben, was im eigenen Umfeld geschieht. Als Bastian dem Größenwahn verfällt, greift die Kindliche Kaiserin nicht ein und sie kämpft auch nicht um ihr Reich, was kaum verwunderlich ist: schließlich versucht Bastian sich durch seine Phantasie ins Reich der Phantasie zu flüchten – und sie verkörpert diese Phantasie.
Michael Ende formuliert:

„Mondenkind kämpft nicht. In ihrem Reich gilt das Gute und das Böse, das Schöne und das Hässliche, das Weise und das Törichte gleichermaßen. Ihr Reich des Traums, der Phantasie, der Kunst ist kein moralisches Reich. Kunst und Poesie sind nicht moralisch. Sie, die Kindliche Kaiserin, schickt Bastian auf seine Reise durch dieses Reich (auf den Weg der Wünsche) und überlässt ihn seinem Schicksal, auf die Gefahr hin, dass er darin zugrunde geht und nie wieder herausfindet. Sie gibt ihm eine große Chance, aber diese Chance ist zugleich eine tödliche Gefahr. Bastian könnte auch im Wahnsinn enden. Sie würde keinen Finger rühren, um ihn zu retten. Sie meint es ernst, tödlich ernst. So sind Götter und die Musen nun einmal. Der Umgang mit ihnen ist kein Kinderspiel und keine Veranstaltung auf Widerruf (d. h. wenn es allzu gefährlich wird, werden die Spielregeln aufgehoben). Bastian kann in der äußeren Welt nicht leben, weil dort nichts Bedeutung hat, nicht einmal der Tod seiner Mutter. Darum sucht er jene andere, innere Wirklichkeit – Phantásien –, wo alles Bedeutung hat. Das ist das Reich der Poesie, des Mythos, des Traums, der Kunst. Aber der Umgang mit der Poesie ist kein Sonntagsnachmittagsvergnügen für höhere Töchter, kein Quell des Trostes und der Beglückung, sondern ein Abenteuer auf Leben und Tod. Viele kommen nicht wieder zurück und bleiben für immer dort. Viele kommen erst gar nicht hinein – sie haben Angst davor und zu Recht, denn wer nicht die Stärke und den Mut hat den Weg der Wünsche in Phantásien bis zu Ende zu gehen, Schöpfer und Zerstörer zugleich zu sein, der tut gut daran, sich erst gar nicht auf diesen Pakt mit Mondenkind einzulassen. Aber der wird natürlich auch das Wasser des Lebens nicht finden.“

Die Phantasie als solche ist wertneutral. Sie kann gute und böse, hässliche und schöne, kluge und törichte Wesenheiten ersinnen. Jede dieser Ideen entspringt der menschlichen Gedankenwelt und hat deshalb zunächst den gleichen Wert wie jede andere Idee desselben Ursprungs. Den menschlichen Moralvorstellungen werden solche Gedanken erst unterworfen, wenn sie mit der Außenwelt in Kontakt treten, wenn sie also in ein Handeln des Menschen münden, vorher sind sie Teil der unsichtbaren, inneren Welt des Individuums. Doch erst Moralvorstellungen führen zu einer Kategorisierung der Wünsche, Träume und Hoffnungen des Menschen. Die Allegorie der Phantasie, die Kindliche Kaiserin, ist ein Teil des menschlichen Denkens, doch sie ist etwas anderes als ein Mensch, eben ein Teilaspekt seiner Fähigkeiten, Kräfte und Möglichkeiten. Aus diesem Grund darf auch Atréju die Macht der Kindlichen Kaiserin, verkörpert in AURYN, nicht einsetzen; AURYN ist lediglich dazu da, ihn zu beschützen. Als Wesen, das der Phantasie entspringt, ist er den gleichen Gesetzmäßigkeiten unterworfen. Später, in Bastians Händen, wird AURYN hingegen zu einem umfassenden Schöpfungsinstrument, da Bastian als Mensch natürlich in der Lage ist, neue Geschichten zu erfinden oder alte zu verändern, also seine Phantasie zu gebrauchen.
Wie sich später herausstellt, kann man der Kindlichen Kaiserin durchaus ein zweites Mal begegnen, dazu muss man ihr jedoch erneut einen anderen Namen geben. Jede Reise in die Welt der Phantasie ist anders, jede erwächst aus einer ganz individuellen Situation. Möchte Bastian noch einmal die Reise nach Phantásien antreten, wird er dies als völlig anderer Mensch tun und mit anderen Zielsetzungen, Wünschen und Träumen zurückkehren.
Im elften und zwölften Kapitel handelt die Kindliche Kaiserin zum ersten und einzigen Mal entgegen ihrem „gleichgültigen“ Wesen, indem sie zum Alten vom wandernden Berge reist und Bastian zwingt, seine Reise nach Phantásien anzutreten, bevor dieses endgültig zerstört wird. Eigentlich müsste sie einfach akzeptieren, dass Bastian eben nicht kommt. Im übertragenen Sinne ist es hier Bastians eigene Phantasie, die nicht zulässt, dass Bastian ihre Zerstörung in Kauf nimmt, obwohl er sich selbst schon fast aufgegeben hat.
Klaus Berger hält die Kindliche Kaiserin für eine Manifestation des Satans Luzifer, die Schlangen für ein Symbol für die Finsternismächte. Er verkennt dabei jedoch, dass die Kindliche Kaiserin in der Tradition dualistisch geprägter asiatischer Glaubenssysteme steht und sich eine Auslegung im Sinne des durch den Monismus determinierten Christentums somit verbietet. Vgl. zu diesem Themenkomplex Figuren und magische Gegenstände in der Unendlichen Geschichte#Reibungspunkte mit dem Christentum.

#### Eskapismus und Elfenbeinturm
„Der Unterschied der ‚Unendlichen Geschichte‘ zum semireligiösen Mystizismus Tolkiens ist ihr deutlich pädagogischer Realitätsbezug. Ende predigt nicht Eskapismus, schafft nicht gefährlich einfache Schwarz-Weiß-Welten, sondern er lehrt den jungen Leser behutsam, sich auf Phantasie und Poesie einzulassen, aber seine Wünsche und Träume an der alltäglichen Wirklichkeit zu messen, statt ganz in die verführerische Ersatzwelt abzudriften.“

Bastians Geschichte beginnt mit einer Flucht und mündet in eine zweite, weitreichendere. Zunächst flieht Bastian „nur“ vor seinen Mitschülern, nach dem Diebstahl des Buches jedoch flüchtet er vor seinem Vater, dem Hausmeister der Schule (im fünften Kapitel nach einem Toilettenbesuch), eigentlich vor der gesamten Welt und vor allem vor sich selbst. „Bastian flüchtet in Wahrheit vor seinem schlechten Gewissen.“ Ende hat dieses Motiv mit Bedacht gewählt, denn es ist ein wesentlicher Charakterzug des Jungen. Seine Flucht vor der Welt kulminiert im weiteren Handlungsverlauf in einer Flucht aus der Realität, durch die Bastian sich im Reich der Phantasie zu verlieren droht. Ende bereitet diese Thematik, die ihm ein zentrales Anliegen ist und die er auf breitem Raum behandelt, bereits in den ersten Sätzen der Erzählung vor und betont dabei, dass Bastians Flucht notwendig ist: „Er muss ja überhaupt erst lernen, sich mit seinen Problemen zu konfrontieren. Er flieht, aber seine Flucht ist notwendig, denn sie verwandelt ihn, sie gibt ihm ein neues Selbstbewusstsein, das ihn fähig macht, die Welt in Angriff zu nehmen.“
Bastians Ablehnung von Büchern, die Alltägliches beschreiben, geht mit seinem Hang zur Realitätsflucht Hand in Hand. So heißt es in Kapitel I: „Er mochte keine Bücher, in denen ihm auf eine schlechtgelaunte und miesepetrige Art die ganz alltäglichen Begebenheiten aus dem Leben irgendwelcher ganz alltäglichen Leute erzählt wurden. Davon hatte er schon in der Wirklichkeit genug, wozu sollte er auch noch davon lesen? Außerdem hasste er es, wenn er merkte, dass man ihn zu was kriegen wollte. Und in dieser Art von Büchern sollte man immer, mehr oder weniger deutlich, zu was gekriegt werden. Bastians Vorliebe galt Büchern, die spannend waren oder lustig oder bei denen man träumen konnte. Bücher, in denen erfundene Gestalten fabelhafte Abenteuer erlebten und wo man sich alles Mögliche ausmalen konnte“. Soll Bastian also aus der Lektüre eines Buches eine Lehre ziehen, so muss es diese phantastischen Elemente enthalten, da Bastian die sonst darin enthaltene Botschaft von vornherein ablehnen würde. Auch der Elfenbeinturm, der Wohnort der Kindlichen Kaiserin, deutet in diese Richtung. Das Bild des Elfenbeinturms steht in der Literatur für einen Ort der geistigen Abgeschiedenheit, des Rückzugs aus der realen Welt. Insbesondere weltfremden Dichtern und Gelehrten sagt man nach, dass sie „im Elfenbeinturm leben“.
Von Kritikern wurde Ende deshalb im Sinne John Ronald Reuel Tolkiens fehlinterpretiert, der seine Erzählungen als Fluchtmöglichkeit aus dem Gefängnis der modernen Welt betrachtete, der bösen und hässlichen Wirklichkeit. Sie warfen Ende Eskapismus vor, die Aufforderung zur Flucht aus der Welt in sein Phantasiereich Phantásien. Doch haben sie dabei anscheinend die gesamte zweite Hälfte des Buches übersehen, in der Ende eindringlich vor den Gefahren warnt, die eine Flucht aus der Realität, fern der eigenen Lebenswirklichkeit, mit sich bringt. Phantásien ist keine Rückzugswelt, in der sich kleine dicke Jungen groß, schön und stark fühlen können. Wer nach Phantásien reist, nimmt ein gefährliches Abenteuer auf sich. „Es gibt Menschen, die können nie nach Phantásien kommen“ […] „und es gibt Menschen, die können es, aber sie bleiben für immer dort. Und dann gibt es noch einige, die gehen nach Phantásien und kehren wieder zurück.“ […] „Und die machen beide Welten gesund.“ Die Flucht aus der Welt der Menschen in ein besseres Phantásien, die ihm im Rahmen der Eskapismus-Debatte immer wieder vorgeworfen wurde, war nicht Endes Anliegen oder Motiv. Denn die banale, bedeutungslose Welt, in der die Phantasie geleugnet oder als Produkt von Spinnern und Mondkälbern verlacht wird, dieses Nichts hat sein Spiegelbild in der ebenso sinnlosen und banalen Welt der Alte Kaiser Stadt, in der jene enden, die nicht mehr aus Phantásien herausfinden. Das Nichts und die Alte Kaiser Stadt, Banalität und Kreativität sind ihr jeweiliges Spiegelbild. Denn aus dem Nichts wächst zugleich der Wille zum kreativen Schaffen.
Ende betonte, Die unendliche Geschichte sei keine Fantasygeschichte. Er unterschied zwischen Fantasy und phantastischer Literatur. Fantasy wird von Gerhard Haas als eine „trivial-modische Ausprägung der Phantastik“ beschrieben. Einen Bezug zur realen Außenwelt gebe es kaum oder gar nicht. Die phantastische Literatur hingegen soll laut Ende einen neuen Blick auf die Realität ermöglichen. Ende hatte eine Denkform im Sinn, die nicht dem kausallogischen Denken allein folgten sollte. Die Innenwelt sollte keine Alternative zur Realität darstellen, sondern deren Ergänzung. Im Gegensatz zum tolkien’schen Ansatz verstand Ende sein Phantásien als Ergänzung zur Realität, auf die man sich einlassen, die man aber auch wieder verlassen muss.
In der Kunsttheorie des angehenden 20. Jahrhunderts war der Elfenbeinturm, anders als heute, kein polemischer Begriff, sondern wurde von vielen Künstlern als Ideal gepriesen. Michael Ende nimmt das Motiv auf: Im Rückzug von der Welt, in der Besinnung auf die Phantasie alleine und ohne äußere Einflüsse liegt das Herz Phantásiens. Insofern muss jeder Phantásienreisende hin und wieder „im Elfenbeinturm leben“. Der Elfenbeinturm ist kein Turm im engeren Sinne, sondern groß wie eine Stadt. Von fern sieht er aus wie ein spitzer Bergkegel, der wie ein Schneckenhaus gedreht ist. Sein Gipfel liegt in den Wolken. Alles ist aus feinstem Elfenbein geschnitzt, so fein, dass es wie Spitze aussieht. Hier wohnt der Hofstaat der Kindlichen Kaiserin. Oben auf dem Turm befindet sich der Magnolienpavillon, wo die Kindliche Kaiserin selbst wohnt, wie im Herzen eines Mandala. Der Pavillon hat die Form einer weißen Magnolienknospe. In schönen Vollmondnächten entfalten sich die Elfenbeinblätter, sodass man die Kindliche Kaiserin in der Mitte sitzen sehen kann. Magnolienbäume stammen aus Ostasien. Konsequenterweise ist auch das Kind in der Blume ein fernöstliches Symbol. Buddha soll aus einer Lotosblüte geboren worden sein. Auch E. T. A. Hoffmann verwendet das Motiv in seiner Erzählung Prinzessin Brambilla, und sogar in George Lucas’ Star Wars ist es zu finden: Luke Skywalkers Mutter verwendet den Decknamen „Padme“, was „Lotosblüte“ bedeutet. Fernöstlich inspiriert ist auch die Darstellung des ganzen Elfenbeinturms, der an ein Mandala erinnert. Endes Darstellung orientiert sich an Bildern des Turms zu Babel, wie etwa des berühmten Bildes von Pieter Bruegel. Auch dort erscheint der Turm eigentlich als eine Stadt, die eine spiralförmig nach oben aufsteigende Hauptstraße besitzt und sich nach oben verjüngt.
Der Kontakt mit einer fernen, unbekannten Welt ist der Gedanke, der dem Labyrinth beim Elfenbeinturm zugrunde liegt. Der Weg zur Kindlichen Kaiserin ins Herz Phantásiens gleicht einer Initiation, doch nicht ins Reich der Geister, sondern in das der eigenen Phantasie. Ende hatte dabei vor allem fernöstliche Motive im Kopf: Die Mandalas sind im Prinzip eine Art Labyrinth. Mandalas werden in asiatischen Religionen verwendet, um einen heiligen Ort vom Bereich des Profanen abzugrenzen. Ihnen kommt somit rituelle Funktion zu. Ein Mandala dient der Meditation, symbolisiert aber auch die Einheit von Mikro- und Makrokosmos (so wie in der Unendlichen Geschichte Außenwelt und Phantásien zwei Seiten derselben Medaille sind). Man kann es kunstvoll nachbilden oder einfach auf den Boden zeichnen. Die Grundform des Mandala ist ein System konzentrischer Kreise und Quadrate, die nach außen hin abgeschlossen sind. Dies symbolisiert den Grundriss eines Palastbezirks, mit dem Schloss in der Mitte und dem Labyrinth außen herum. Der Grundriss des Palastes im Mandala gleicht dem (tibetisch buddhistischen) Universum: Den Mittelpunkt bildet das Lotoszentrum in Analogie der Weltenachse, dem Berg Meru. In der Mitte, im Inneren des Lotoszentrums, ist gewöhnlich ein Buddha oder eine Gottheit zu sehen. Der Palastbezirk um den Elfenbeinturm hat viel mit einem Mandala gemeinsam. Der Turm liegt inmitten eines Labyrinthgartens, er ist das Herz Phantásiens und ein besonderer Ort. Das Lotoszentrum auf dem Berg Meru, der Weltenachse, findet in der Unendlichen Geschichte seine Entsprechung im Magnolienpalast auf dem Elfenbeinturm, die Gottheit im Lotoszentrum wäre dann die Kindliche Kaiserin als Verkörperung der Phantasie.

#### Welt ohne Grenzen
Phantásien ist das Reich der Mythen und Märchen, aus dem alle Geschichten kommen, und zugleich der Drang, sie zu erzählen und sie anzuhören. Der Phantasie sind keine Grenzen gesetzt, denn der menschliche Geist kann immer wieder neue Geschichten ersinnen. Aus diesem Grund ist auch Phantásien grenzenlos, und die Reise durch dieses Reich heißt Die unendliche Geschichte.

„In dieser Welt gibt es keine messbare äußere Entfernung, und so haben die Worte >nah< und >weit< eine andere Bedeutung. All diese Dinge hängen ab vom Seelenzustand und vom Willen dessen, der einen bestimmten Weg zurücklegt. Da Phantásien grenzenlos ist, kann sein Mittelpunkt überall sein – oder besser gesagt, er ist von überallher gleich nah oder fern. Es hängt ganz von demjenigen ab, der zum Mittelpunkt kommen will. Und dieses innerste Zentrum Phantásiens ist eben der Elfenbeinturm.“

Bisweilen benennt Ende auch für Phantásien Himmelsrichtungen („Südliches Orakel“, die Windriesen). Diese haben jedoch keine absolute Gültigkeit. Sie ändern sich mit dem eigenen Standpunkt. Immer wieder verändern sich Längen und Entfernungen, und ein Land grenzt plötzlich an ein anderes, als dies zuvor der Fall war. Dies macht es unmöglich, eine allgemeingültige Karte Phantásiens zu zeichnen. Phantásien ist eine sehr persönliche Angelegenheit, die für jeden Menschen anders ist, und indem sich der Mensch entwickelt, ändern auch seine Phantasien ihre Gestalt (ähnlich übrigens auch wie Nimmerland in Peter Pan).
Phantásien ruht auf den vergessenen Träumen der Menschen, die im Bergwerk der Bilder abgelagert sind. Doch ist auch dies nicht räumlich zu verstehen. In einem Reich ohne Grenzen gibt es auch kein >oben< oder >unten<.
Die Unendlichkeit Phantásiens gilt nicht nur für die räumliche Dimension, sondern auch für die Zeit. Alles, was geschieht, wird vom Alten vom Wandernden Berge aufgeschrieben. Aber es bleibt offen, ob es geschieht, weil er es aufschreibt, oder ob er es aufschreibt, weil es geschieht. Die Kindliche Kaiserin muss immer wieder von einem Menschenwesen einen neuen Namen erhalten, sonst stirbt sie. Phantásien hat somit auch keine Geschichte, die sich chronologisch, fein säuberlich nach Datum und Ort geordnet, erzählen ließe. Symbolisch muss die „Phantasie“ also am Leben gehalten werden.
Für Ende sind Innen- und Außenwelt gleichermaßen real, es ist also nur konsequent, dass er auch Übergänge aus der einen in die andere Welt für möglich hält. Doch gelten für Innen- und Außenwelt unterschiedliche Regeln, die sich auch danach unterscheiden, ob man als Mensch der materiellen Welt angehört oder als Phantásier der menschlichen Phantasie entstammt.
Um als Mensch diese Welt, die keine Grenzen hat, zu betreten oder zu verlassen, benötigt man magische Durchgänge. Bastian findet den Eingang beim Lesen auf dem Speicher seines Schulhauses. Der Eingang liegt aber nicht im Speicher selbst, auch nicht unmittelbar in dem Buch, das er in den Händen hält, denn beides ist Teil der Außenwelt. Vielmehr gelangt Bastian durch den Prozess des Lesens nach Phantásien:

„Michael Ende, der aufmerksame Empfänger schärfster Reflexionen, begibt sich auf das größte aller Abenteuer, das eines Buchspiegels, in dem die Realitäten sorgfältig aufeinander angepasst werden: Die Welt des Lesers und die des Buches vereinen sich, ohne sich gegenseitig auszulöschen, und so bilden sie eine dritte Größe ohne Namen. Es ist diese dritte Größe, die im Roman die wichtigste Rolle spielt, es ist die Geschichte dieser dritten Größe, die das Buche erzählt.“

Die gesamte Unendliche Geschichte kann als Spiegelung der Leseerfahrung Bastians begriffen werden. Bastian liebt Abenteuergeschichten wie die der drei Musketiere oder der Helden Karl Mays. So erinnert Atréju, der einer Kultur entstammt, die der der nordamerikanischen Indianer ähnelt, nicht nur zufällig an den mutigen Apachenhäuptling Winnetou. Atréju ist Bastians Identifikationsfigur in Phantásien, die viele Gemeinsamkeiten verbindet, etwa den Verlust mindestens eines Elternteils. Entsprechend erblickt Atréju im sechsten Kapitel Bastian, als das Zauber-Spiegel-Tor sein wirkliches Wesen offenbart.
Der Prozess des Lesens ist eine persönliche, intime Angelegenheit, bei der der Einzelne zählt, nicht das Kollektiv. Entsprechend sieht Phantásien für jeden Reisenden anders aus. „Jede wirkliche Geschichte ist eine unendliche Geschichte“ lässt Ende Koreander sagen, und ebenso: „Es gibt eine Menge Türen nach Phantásien. Nicht nur Bücher.“ Dabei ist die subjektive Imagination der Weg nach Phantásien; Patentrezepte gibt es nicht. So wie Ende gegenüber allen Ideologien tiefes Misstrauen hegte, war ihm auch die Vorstellung, die Gesellschaft erzeuge das Bewusstsein, zutiefst suspekt. Im Gegensatz zu Bertolt Brecht und seiner literature engagée postulierte Ende, dass nur ein neues Bewusstsein gesellschaftliche Veränderungen herbeiführen könne. Entsprechend kann Bastian nichts anfangen mit Büchern, in denen man „zu irgendwas gekriegt werden sollte“, denn diese Bücher können keinen Zugang nach Phantásien öffnen, jedenfalls keinen unbegrenzten.
Dies berührt einen zentralen Punkt in Michael Endes Gedankenwelt. Alles Wesentliche trage seinen Sinn in sich selbst, auch die Kunst. Sie erkläre die Welt nicht, sie stelle sie dar. Deshalb müsse sie sich auch nicht mit einer Botschaft rechtfertigen. „Erkenntnis-Ideen“ wie die Botschaft seien nicht das Ziel des Künstlers, sondern Teil seines Materials. Gedankenpaläste könne man bewundern, doch seien Künstler fahrendes Volk. Hätten sie eine Weltanschauung ausgeschöpft, zögen sie weiter.
Phantásien ist aber auch keine Gegenwelt, keine Projektionsfläche der Sehnsucht nach Frieden und heiler Welt. Bastian ist der Held der Erzählung, doch sein Heldentum ist keines, das nur von schönen, guten und edlen Entscheidungen bestimmt wird. Darin gleicht der den antiken Heroen, welche bisweilen ja auch sehr grausam sein konnten. Er lässt sich von Xayíde manipulieren, er erhebt das Schwert gegen seinen Freund Atréju und entgeht nur knapp dem Irrsinn der Alte-Kaiser-Stadt. Anders als in der Fantasy-Literatur, wo finstere Wesen vor allem dazu dienen, vom Helden besiegt zu werden, töten weder Atréju noch Bastian die finsteren Wesen, die Phantásien bevölkern, denn diese sind Bestandteil des Reiches der Phantasie und stellen somit keine Gefahr für Phantásien dar. Dennoch ist der Tod für manche Geschöpfe hier vorgeschrieben.
Phantásien und die Welt der Menschen sind zwei Seiten derselben Medaille, Innenwelt und Außenwelt, die ohneeinander nicht existieren können. Das Reich der kindlichen Kaiserin ist nicht transzendent, es ist Teil des Diesseits. Phantasie ist nicht nur Gefühl, sondern ein Ganzes, das auch den Intellekt und die Sinne umfasst. Entsprechend lässt Ende Koreander sagen: „Es gibt Menschen, die können nie nach Phantásien kommen […] und es gibt Menschen, die können es, aber sie bleiben für immer dort. Und dann gibt es noch einige, die gehen nach Phantásien und kehren wieder zurück. So wie du. Und die machen beide Welten gesund.“
Die Aufgabe besteht also nicht nur darin, nach Phantásien hineinzukommen, sondern auch, es ist wieder zu verlassen, gelenkt vom eigenen, wahren Willen. Und auch dieser Übergang geschieht durch ein magisches Portal, diesmal im Inneren des Kleinods gelegen. Diesen Weg findet Bastian erst, als er das AURYN, das ihm die Kraft verleiht, Phantásien nach seinem Willen zu gestalten, freiwillig ablegt, und er somit die Bereitschaft signalisiert, nicht in seinen Phantasien gefangen zu bleiben, sondern die ihnen innewohnende schöpferische Kraft zu nutzen, um auch die Menschenwelt gesunden zu lassen.
Für den Phantásier, der die Menschenwelt betritt, gelten natürlich andere Regeln. Es versteht sich von selbst, dass eine Phantasiefigur nicht plötzlich in physischer Form in der Menschenwelt materialisieren kann. Doch kann er das Denken, Fühlen und Träumen der Menschen beeinflussen, als Idee, als Gedankenblitz, als Inspiration. Oder aber als Lüge, wenn er in das Nichts gerät und auf den Menschen trifft, der die Fähigkeit verloren hat, die Wahrheit zu sehen.

#### Die Bedeutung der Namensgebung
Mit seinen phantastischen Bildern und Erklärungen greift Ende komplexe sprachphilosophische Themen, die ihre literarische Vorprägung bereits durch J. Böhme, Novalis und Hamann erfahren haben, und die Tradition der kabbalistischen Lautlehre auf, „eine Lehre, die auf den Eigencharakter der Laute aufbaut. Der Laut selbst wird dort als Weltprinzip verstanden.“ Folgerichtig ist eine zentrale Aussage der Unendlichen Geschichte, dass eine Person oder Sache durch ihren Namen ihre korrekte Wirklichkeit erhält. „Nur der richtige Name gibt allen Wesen und Dingen ihre Wirklichkeit. Der falsche Name macht alles unwirklich. Das ist es, was die Lüge tut.“ lässt Ende die Kindliche Kaiserin im elften Kapitel sagen. Bastian muss auf dem Weg der Wünsche Lebewesen ihren Namen geben, damit sie erscheinen. Ebenso muss er magische Gegenstände benennen, damit sie ihre Wirksamkeit entfalten.
Dem Benennen kommt eine wirklichkeitsschaffende Funktion zu. Bastian erschafft die phantásische Welt durch Namensgebung neu. „Sprache kann Realität erzeugen“ lautet eine wichtige Behauptung des Autors: Namensgeben heißt, sich in Beziehung zu setzen. Wofür wir keine Namen und Worte haben, das kommt in unserem Bewusstsein nicht vor.

„Namengeben heißt, durch einen schöpferischen Akt Beziehung zu jemand oder etwas herstellen und ihm dadurch erst Wirklichkeit verleihen. Der Name als solcher ist dabei nicht wichtig. Was keinen Namen hat, existiert nicht in unserem Bewusstsein. Die Qual der Namenlosigkeit ist die Todeskrankheit, an der die Kindliche Kaiserin dahinsiecht.“

Ende nimmt damit u. a. Bezug auf die Bibel, namentlich das erste Buch Mose, in dem der Mensch von Gott den Auftrag erhält, Namen zu geben:

„Gott, der Herr, formte aus dem Ackerboden alle Tiere des Feldes und alle Vögel des Himmels und führte sie dem Menschen zu, um zu sehen, wie er sie benennen würde. Und wie der Mensch jedes lebendige Wesen benannte, so sollte es heißen. Der Mensch gab Namen allem Vieh, den Vögeln des Himmels und allen Tieren des Feldes.“

Entsprechend redet die Uyulála von den Menschen als den Adamssöhnen.

„Michael und Adam

Michael bedeutet: ‚Wer ist wie Gott?‘ Er ist der einzige Erzengel, dessen Name eine Frage ist. Auf sie weiß der Widersacher keine Antwort. Das ist das Schwert des Erzengels.
Adam bedeutet: ‚Ich gleiche.‘ Das Ich ist es, das nach dem Bilde Gottes erschaffen ist. Es ist das ‚Fünklein‘, von dem Meister Eckehart spricht.“

Die menschliche Fähigkeit, Ähnlichkeiten zu erzeugen, bezeichnet Walter Benjamin als das „mimetische Vermögen“. In einem frühen Sprachaufsatz von 1916 nannte er die Sprachentwicklung den „sprachlichen Sündenfall“. Aus der reinen Namenssprache seien Abstraktionen und Urteil geworden.
Benjamin reflektierte im Rahmen seiner Genesisdeutung in der Frühschrift Über Sprache überhaupt und über die Sprache des Menschen über die Sprachmagie der Namen. Danach sind Signifikat und Signifikant in der göttlichen Ursprache nicht voneinander getrennt. Sprache beschreibt demnach nicht vorgegebene Realitäten, sondern kreiert und erschafft sie erst. Sie wird somit nicht als Zeichensystem im linguistischen Sinne verstanden, sondern als etwas Unmittelbares, das nicht mitteilt, sondern neue Wirklichkeiten hervorbringt. Aus linguistisch-philosophischer Perspektive ist auf John Langshaw Austin zu verweisen, der im Rahmen seines Konzepts des performativen Sprechens ausführt: „Illusionen greifen ein, verändern und üben Macht aus.“
Die Existenz der Kindlichen Kaiserin und ihres Reiches ist ganz entscheidend von diesem performativen Sprechen abhängig. Bastian entwirft ihren Namen ja nicht nur, sondern schreit ihn förmlich heraus. Dadurch durchbricht er die Stille seiner Lektüre und spricht sich förmlich in die Phantasiewelt hinein. Die Magie des Namens gewährleistet die Kontinuität der Existenz Phantásiens und setzt den phantastischen Wandel von Bastians eigener Existenz in Gang. Indem dieser ihn den unberechenbaren Wünschen des eigenen Unbewussten ausliefert, stoßen die bezaubernde Sprachmagie und die seinen wahren Willen gefährdenden Triebe des Unbewussten aufeinander. Im AURYN manifestiert sich eine dritte Form von Magie, atavistische Dingmagie, die den Konflikt stimuliert und nach und nach seinem Kulminationspunkt entgegenträgt.
Die Macht des AURYN, ihm jeden seiner Wünsche zu erfüllen, seinem Willen zur Macht zu entsprechen, bleibt am Ende nichts als eine Illusion, die ihn nur scheinbar zu dem macht, der er immer sein wollte. Wirklichkeit erlangt Bastian dadurch nicht. Denn eine solche Wirklichkeit wird den Dingen nur durch ihren wahren Namen verliehen. Doch Bastian verliert seine größte Fähigkeit, die Fähigkeit, Geschichten zu ersinnen und Namen, durch den allzu exzessiven Einsatz des AURYN, das ihm nach und nach diese Gaben raubt und als Letztes sogar seinen eigenen Namen, seine eigene Identität. Die Lösung liegt in der Rückkehr zur Namensmagie, zur natürlichen Ordnung aller Dinge. Bastian beharrt auf dem Besitz des Amuletts AURYN. Erst als es fast zu spät ist, als er bereits seinen eigenen Namen, den poetischen Code für die Rückkehr in die menschliche Welt, vergessen hat, gibt er es zurück. Und nur weil sein phantásischer Freund Atréju, der mit Bastian gemeinsam eine Gesamtpersönlichkeit erinnert, Bastians Namen benennen kann, findet Bastian letztlich zur Namensmagie und damit zu seiner eigenen Identität zurück. Dieser erneute Zugang zur Poesie seines Namens ermöglicht ihm auch die Rückkehr in seinen gewohnten Alltag.
So wie der Name der Kindlichen Kaiserin existentiell mit ihrem Dasein verknüpft ist – ohne Namen wird sie sterben – haben Namen in Religionen und Märchen eine besondere Bedeutung. Rumpelstilzchen beispielsweise ist besiegt, sobald sein Name bekannt wird. Der Kindlichen Kaiserin einen Namen begeben bedeutet, das eigene Bewusstsein und Unterbewusstsein zu verbinden, einen Bezug zur Phantasie herzustellen. Dieser Akt ist ein schöpferischer, deshalb kann ihn kein Wesen Phantásiens leisten. Denn Phantásier sind ja selbst nur Geschöpfe der menschlichen Phantasie.
Nicht nur Bastian hat deshalb die Aufgabe, seine Geschöpfen durch ihre Benennung Realität zu verleihen. Die schöpferische Kraft des Namensgebens ist letztlich auch die des Schriftstellers, der die Ausgeburten seiner Phantasie benennt und sie so wirklich macht, denn er setzt sich dadurch in Beziehung zu ihnen.
Bastians und Koreanders Name weisen beide eine Besonderheit auf, und es ist in beiden Fällen die gleiche Besonderheit. Dies untermauert, was ohnehin schon deutlich geworden ist: Bastian und Koreander ähneln einander. Wie sich im letzten Kapitel herausstellt, hat auch Koreander Phantásien bereist. Diese wohl größte Gemeinsamkeit der beiden ist etwas so Einzigartiges, dass es in der Kuriosität der beiden Namen seinen Ausdruck finden muss. In einem kurzen Aufsatz über den wahren Namen schreibt Ende: „Das Namengeben ist das Erste, was Adam im Paradies tut, nachdem er ‚eine lebendige Seele‘ von Gott empfangen hat. Gott gibt ihm den Auftrag, allen Dingen und Tieren und Pflanzen ihren Namen zu geben […]. Mir scheint, der größte Teil aller poetischen Arbeit besteht darin, dem noch immer Namenlosen Namen zu geben, und zwar den jeweils wahren Namen, denn der unwahre Name, die Lüge, entwirklicht das Benannte.“
Die Uralte Morla sagt über die Kindliche Kaiserin: „Ihr Dasein bemisst sich nicht nach Dauer, sondern nach Namen.“ Phantasie muss sich verändern, um weiter zu existieren. Ihre wichtigste Eigenschaft besteht darin, offen zu sein, nicht statisch zu werden, so wie es die Kindliche Kaiserin ist. Ist sie das nicht, wird sie durch das Nichts bedroht. Bastians Aufgabe besteht also darin, die Phantasie zu verändern und sie so am Leben zu erhalten. Dies geht mit Endes Annahme einher, dass wir lediglich mit Vorstellungen leben und nicht die Wirklichkeit kennen, sondern nur die Vorstellung von ihr, und auch mit seiner These, dass jeder Mensch jederzeit schöpferisch tätig werden kann.
Im zweiten Kapitel verdeutlicht ein Streitgespräch zwischen den Ärzten über die Ursache der Krankheit der Kindlichen Kaiserin, dass jeder von ihnen nur einen Blick für sein eigenes Fachgebiet hat; der Fachmann für Erkältungskrankheiten etwa schaut nach Husten und Schnupfen. Dies ist bereits ein dezenter Hinweis darauf, dass der Mensch in den Bahnen seines eigenen Sprachvermögens denkt. Das ist auch der Grund, warum die Kindliche Kaiserin einen Namen benötigt, um nicht zu erlöschen. Ende sagt: „Ja, so werden die Dinge erst wirklich, denn Namengeben heißt, sich in Beziehung setzen. Wofür wir keine Namen und Worte haben, das kommt in unserem Bewusstsein nicht vor.“ „Ende knüpft damit an die romantische Sprachphilosophie (J. Böhme, Novalis, Hamann) an. Darüber hinaus stellt er sich in die Tradition der kabbalistischen Lautlehre […].“ Es handelt sich hierbei um „eine Lehre, die auf dem Eigencharakter der Laute aufbaut. Der Laut selbst wird dort als Weltprinzip verstanden.“

#### Die Bedeutung einzelner Namen
Aiuóla
Die Blumendame Aiuóla, der Bastian im Änderhaus begegnet, ist eine Märchenfigur, eine Art Ur-Mutter und Pflanze in menschlicher Gestalt, bei der Bastian Ruhe und Heilung findet. Sie verwöhnt ihn mit Liebe und einem Überfluss köstlicher Nahrung. Von ihr erfährt er, dass er jenen Ort finden muss, an dem die Wasser des Lebens entspringen. Nur ein einziger Wunsch könne ihn dorthin führen: Der letzte, der ihm noch geblieben ist. Sie ist damit das phantasievolle Spiegelbild von Bastians verstorbener Mutter, neben seinem Vater die letzte Verbindung zur Menschenwelt, und symbolisiert die mütterliche Liebe, die Bastian sich so sehnlich wünscht. Ihre Früchte stehen für die Fürsorge, die Bastian vermisst; erst, als er sich daran satt gegessen hat, kann er seine Reise zurück in die Wirklichkeit fortsetzen. Möglicherweise hat sich Ende durch die mütterliche Figur der Rose in Antoine de Saint-Exupérys Der kleine Prinz zu dieser Figur inspirieren lassen, als er den Lebensraum Aiuólas in der Nähe von Rosen ansiedelte. Die Beschreibung der fülligen, quasi aus Früchten und Blättern bestehenden Blumenfrau erinnern an Giuseppe Arcimboldo, den Maler Rudolfs II., dessen Menschenporträts oft aus Früchten und Gemüse zusammengesetzt sind. Aiuóla entstammt dem Italienischen und bedeutet dort „Beet“.
 Änderhaus
Das „Änderhaus“ steht für „sich selbst ändern“. Bastian muss sich selbst ändern, ohne die Hilfe Auryns, um zurück in die wirkliche Welt zu finden.
 Atréju
Atréju klingt wie das altgriechische atreus, das „furchtlos“ bedeutet, wobei Furchtlosigkeit eine von Atréjus herausragenden Eigenschaften ist. In der griechischen Mythologie ist Atreus König von Mykene. Der Name Atréju ist möglicherweise, ähnlich wie die Atreiden in Frank Herberts Romanzyklus Der Wüstenplanet, an diese Figur angelehnt.
 AURYN
Die Vorderseite des AURYN zeigt zwei Schlangen, die einander in den Schwanz beißen. Dieses mythologische Symbol, der sogenannte Ouroboros, ist seit dem Altertum in vielen Kulturen verbreitet. In Kapitel XIII greift Ende eine der Bedeutungen des Ouroboros, „Tod und Wiedergeburt“, auf, indem Phantásien zerstört wird und anschließend neu entsteht. Eine andere Bedeutung ist „Unendlichkeit“, was sich sowohl in der Grenzenlosigkeit Phantásiens, als auch der „ewig jungen“ Kindlichen Kaiserin widerspiegelt. Unter den Bewohnern Phantasiens, die diesen Namen nicht aussprechen wollen, wird es auch der Glanz, das Kleinod oder auch das Pantakel genannt.
 Caíron
Zentauren sind in ihrer klassischen Form Menschen mit Pferdekörper. Der Schwarzzentaur Caíron, der in den ersten Kapiteln der Unendlichen Geschichte eine Rolle spielt, weicht von diesem Archetyp leicht ab, sein Körper nämlich ist der eines Zebras. Im Buch wird dies dadurch erklärt, dass er einer speziellen Rasse namens Schwarzzentauren angehört. Caíron findet seine Entsprechung in der griechischen Mythologie. Dort ist der Zentaur Cheiron bzw. Chiron der berühmteste Heilkundige, Arzt, Weise und Erzieher von Helden wie Herakles oder Achill. Wie schon Cheiron muss auch Caíron einen Helden auf seine Aufgabe vorbereiten. Atréju ist, als der Zentaur bei den Grünhäuten erscheint, zunächst nichts als ein Junge, der die Geheimnisse Phantásiens nicht kennt und auch mit den Kräften des AURYN nicht vertraut ist. Caíron weist ihn in diese Aufgabe ein.
 Der Alte vom Wandernden Berge
Der Name erinnert an Raschid ad-Din Sinan, der als der Alte vom Berge Einzug in die europäische Literatur gehalten hat.

Er bezeichnet sich selbst als „Das Ende“ und „Der Chronist“, damit ist auch an das Ebenbild des Buchautors in der Geschichte zu denken. Die Kindliche Kaiserin, die nach eigenen Worten in allem sein Gegenteil ist, wäre dann die Anima des Buchautors.
 Gaya
Der Name der finsteren Fürstin klingt wie eine Reminiszenz an die Erdgöttin Gaia.
 Haulewald
Bei dem Wort „Haulewald“, handelt es sich um eine Abwandlung von „Heulewald“, also ein „heulender Wald“.
 Mondenkind
„Mondenkind“ ist eine nicht weiter ausgeführte Anspielung auf den Monden-, Mondmärchen- bzw. Mondgöttinen-Charakter der Kindlichen Kaiserin.
Die „Mondsphäre“ des weiblich-symbolischen Denkens steht, etwa in Thomas Manns Roman Joseph und seine Brüder, für einen Raum mit einem eigentümlichen Zwielicht, in dem alles die unscharfen Konturen des symbolischen Denkens annimmt und der entsprechend die Phantasie anregt.
Seine Gegenstände unterliegen einem permanenten Gestaltenwandel, haben mitunter die gleiche Metamorphosenatur wie Traumbilder. Sie werden vom gleichen Gesetz der gefühlsmäßigen Identität und assoziativen Verwandtschaft beherrscht.
Deshalb gibt es in der Mondsphäre Gespenster, nicht in dem (eingeschränkten) Sinne, in dem das Wort heute verstanden wird, sondern in der ursprünglichen etymologischen Bedeutung als „Gespinst aus Licht“. Gemeint ist damit das Mondlicht, das einer weiblichen Gottheit sphärisch zu eigen ist.
Entsprechend waren viele große Göttinnen der Antike unter anderem auch Mondgöttinnen: Hekate, Demeter, Persephone, Artemis, Athene, Aphrodite, um einige Beispiele zu nennen.
Auch die Kindliche Kaiserin als Verkörperung der Phantasie hat göttlich-allegorischen Charakter.
Des Weiteren spielt der Name „Mondenkind“ auf den Roman „Moonchild“ von Aleister Crowley aus dem Jahr 1917 an, in dem es um den Kampf zweier Gruppen von Magiern (weiß und schwarz) um ein ungeborenes Kind geht. Der Roman „Die unendliche Geschichte“ nimmt an vielen Stellen Bezug zu dieser Symbolik.
 Niemand
Als Atréju im neunten Kapitel auf Gmork trifft, bezeichnet er sich ihm gegenüber als „Niemand“. Ähnlichkeiten bestehen hier zu Homers Odyssee: Odysseus stellt sich dem Zyklopen Polyphem als „Niemand“ vor. Dies ist bereits die zweite Anspielung auf den einäugigen Riesen der griechischen Mythologie: Bereits die Beschreibung Ygramuls erinnert an ihn.
Eine weitere Parallele ist die zu Jules Vernes Roman 20.000 Meilen unter dem Meer – der Kapitän des U-Bootes Nautilus hört auf den Namen „Nemo“ (lat. Niemand).
 Schlamuffen
Der Name der Schlamuffen erinnert an das Schlaraffenland, dessen Bewohner in der Regel ebenso wie die Schlamuffen stets guter Laune aber zu keinen wirklichen tiefen Gedanken und Erkenntnissen fähig sind.
 Smärg
Der Name des finsteren Drachen Smärg erinnert an den Namen des zerstörerischen Drachen Smaug aus J. R. R. Tolkiens Roman Der Hobbit. Ähnlich klingt das Wort für Drache in verschiedenen slawischen Sprachen (serbisch, kroatisch und slowenisch zmaj, bulgarisch und russisch zmej (змей), polnisch smok).
 Sümpfe der Traurigkeit
Ein Beispiel für zahlreiche innovatorische Namen, die Sprachbilder erzeugen, welche in Phantásien konkrete Gestalt annehmen. Die Sümpfe könnten eine Metapher für Depressionen und Todessehnsucht darstellen.
 Uyulála
Die Stimme der Stille erinnert an einen Wind, der seine Weisheiten singt. „Uyu“ erinnert an einen Wind, „Lala“ steht für den Gesang.
 Xayíde
Als Archetyp steht Xayíde tiefenpsychologisch für Bastians Anima: Sein Bild von der Frau, zugleich aber auch die Vermittlerin zwischen seinem Ich und seinem Unterbewusstsein. Ende legte großen Wert darauf, dass Xayídes Name mit „y“ geschrieben wird. Dahinter steckt ein Gedanke aus der Kabbala, der jüdischen Mystik. Das „Y“ steht für die Malchuth (hebräisch: Königreich), die zehnte und vollkommenste Sefira, in der sich alle anderen vereinen. Ende sah in der sinistren Xayíde also auch etwas Positives: Sie ist notwendig, damit Bastian seinen Weg findet. Er muss Fehler machen, um sich selbst kennenzulernen. Und kein Fehler auf seiner Reise war größer als der, sich Xayíde anzuvertrauen. Der Name Xayíde erinnert außerdem an die Zauberin der griechischen Mythologie, Kirke, und Xayíde weist auch einige Parallelen zu dieser auf. Beide locken Helden mit falscher Freundlichkeit an, um ihnen zu schaden. Und wie Kirke lässt auch Xayíde die Freunde des Helden entführen. Letztendlich müssen sich beide Zauberinnen dem Helden unterwerfen.
 Yors Minroud
Die Worte „Yors Minroud“ scheinen aus dem Englischen entnommen: „Your Minroud“ bedeutet „Dein eigenes Bergwerk“. Es scheint eine Anspielung auf „Birs Nimrud“ zu sein, den Namen des Hügels im Irak, unter dem die Trümmer des Turms von Babylon vermutet wurden (tatsächlich sind es die Ruinen von Borsippa).

#### Nihilismus und Nichts
Da für Ende Phantásien und Menschenwelt zwei Ausprägungen derselben Medaille sind, kann in der Logik der „Unendlichen Geschichte“ das Eine nicht ohne das Andere auskommen. Die Phantasie, das ist zugleich die Vorstellung, die sich die Menschen von der Welt, in der sie leben, machen. Alles Schöpferische ist für Ende auf das Engste verzahnt mit den Werten einer Kultur. Wenn es versiegt, können auch keine Werte entstehen. Wenn die Menschen Phantásien vergessen, werden letztendlich beide Welten zerstört. In der Menschenwelt kommt dies als schleichender Prozess zum Ausdruck, der die Gedanken und Gefühle der Menschen vergiftet und sie mit Lügen überschwemmt, in denen keine Wahrheit Bestand haben kann. Für Phantásien visualisiert Ende diesen Niedergang eindringlicher und greifbarer, indem er das Land der Phantasie dem Nichts anheimfallen lässt.
Man kann das Nichts nicht adäquat beschreiben, denn es ist nichts in seinem ursprünglichsten Sinne und sieht deshalb auch nach nichts aus. Am ehesten wirkt es noch, als wäre man von Blindheit geschlagen, wenn man hineinblickt. Wer ihm zu nahe kommt, erliegt seiner schier unwiderstehlichen Anziehungskraft, die ihn zwingt, sich ihm immer weiter und weiter zu nähern. Schon die Nähe zum Nichts reicht aus, um aschfarben und grau zu werden, wer es berührt, verliert den Teil seiner Selbst, der mit dem Nichts in Berührung kommt, bis er sich schließlich zur Gänze in Nichts auflöst. Wobei die bloße Präsenz des Nichts den Wunsch nährt, sich seiner Anziehungskraft ganz zu ergeben, sich hineinzustürzen und zur Gänze zu verschwinden. Und je größer das Nichts wird, umso stärker wird auch der Sog, der von ihm ausgeht.
Ende wählte das Nichts als Sinnbild für die Krise unserer gegenwärtigen Kultur. Er verleiht dabei jener geistigen Strömung Gestalt, die schon von ihrer Wortbedeutung her „nichts“ meint und die er maßgeblich für die von ihm postulierte Krise verantwortlich macht: den Nihilismus, die Verneinung jeglicher Seins-, Erkenntnis-, Wert- und Gesellschaftsordnung. So wie der Menschenjunge Bastian in das Reich der Phantasie entrückt wird, um dort die Bedrohung durch das Nichts sichtbar mitzuerleben, erscheint die Bedrohung des Phantasie und all dessen, was damit zusammenhängt, durch den Nihilismus als eine objektive, für jeden, auch den Ahnungslosesten spürbare, unvermeidliche Bedrohung. Diese betrifft nicht nur das märchenhafte Land Phantásien, sondern ebenso greifbar und scheinbar ausweglos die wirkliche Welt der Menschen. Denn jeder Phantásier, der ins Nichts gerät, wird dort zur Lüge, bis jegliche Wahrheit erloschen ist oder die Menschen jedenfalls blind für sie geworden sind. Und davon profitieren wiederum die Manipulatoren, die geheimnisvollen Auftraggeber des Werwolfs Gmork, die Ende schon in seinem Buch Momo als ebenso grau beschrieben hat, wie das Nichts jene werden lässt, die in seinen Sog hineingeraten.
Doch ist die Sinnkrise der Welt, die der Nihilismus hervorgerufen hat, für Ende kein blindes Verhängnis, für das niemand etwas kann. Vielmehr kommt Bastian zu der Erkenntnis, dass alle Menschen gemeinschaftlich die Schuld daran tragen, auch er selbst. Jeder weiß davon, mehr oder weniger deutlich. Es handelt sich um eine existentielle Erfahrung des modernen Menschen mit sich selbst, die sein Leben von Grund auf bestimmt und die sich für ihn zur konkreten Bedrohung auswächst, den Verlust der Phantasie und des Gefühls. Doch durch die Preisgabe dieser grundlegenden Eigenschaften steht am Ende seine gesamte humane Existenz auf dem Spiel.
Wenn Ende die Bedrohung durch das Nichts schildert, so schafft er damit zugleich die zentrale Voraussetzung für seine Botschaft, die den harten Kern der „Unendlichen Geschichte“ bildet: die drohende Katastrophe des Verlusts der Menschlichkeit überhaupt. Die Not Phantásiens beschränkt sich somit nicht auf die Beschneidung oder Vernichtung der Phantasiebegabung des Menschen, auch wenn Ende sich darauf vorrangig bezieht. Phantásien erscheint als das „Land der Seele“, der die Bilderwelt der Phantasie, der Religion und der Kunst, wesensmäßig zugehören. Bilder und Sinnbilder erscheinen als Nahrung der Seele. Ohne ihren Reichtum und das Geschenk ihrer Schönheit verödet ihr Leben. Sie bilden die einzige Sprache, die die Seele angeborenermaßen spricht und versteht und die sie allein interessiert.
Das Nichts stellt somit als ihr Widersacher eine unmittelbare Bedrohung für die Seele, das innere Leben der Menschen, dar. Die Seele lebt von ihrem Glauben an die Bilder, doch das Nichts verwandelt diese Bilder in Hirngespinste und Lügen und lässt den Menschen völlig für seine Seele und ihr Leben erblinden. Es ist somit Sinnbild für den menschlichen Geist, einen „hypertrophierten Intellekt“, der nur noch an Begrifflichkeiten, an Beziehungen von Dingen untereinander, interessiert ist, aber nicht mehr an den Bildern, an den Qualitäten der Dinge, die allein der sinnlichen Wahrnehmung entstammen. Das Nichts steht außerdem für einen selbstsüchtigen, monomanen Willen zur Macht, der alles einzig und allein in Bezug auf das menschliche Ich gelten lässt und nichts als in sich selbst wertvoll erkennt. Alles wird so im Dienste des Menschen umgeformt, versehrt, verzehrt, vernichtet. Wie der Baum, der lediglich als Nutzfaktor betrachtet wird, aus dessen Holz sich Möbel und Papier fertigen lassen, das zur Erholung dient und der verbrannt werden kann.

„Materialismus ist eine Weltanschauung, die für alles eine Erklärung bereit hat – außer für ihr eigenes Vorhandensein. Sie kann nur existieren, solange sie sich selbst nicht zu Ende denkt.“

„Zum Thema ‚Unschuld‘
Was bedeuten die beiden Worte ‚Hexerei‘ und ‚Zauberei‘, die in der Apokalypse oft erwähnt werden? Sicherlich ist damit nicht das gemeint, was einige Frauen in den Bordellen treiben und was einige abergläubige Leute machen – jedenfalls nicht in erster Linie, denn das sind eher bedaurnswerte Kreaturen.
Gemeint ist wohl etwas viel Allgemeineres und Gefährlicheres, etwas, das alle Versuchung unserer ganzen Zivilisation zugrunde liegt. Dafür sind diese beiden Begriffe gleichwohl Symbole. ‚Hexerei‘ bedeutet etwas zur Ware machen, das keine Ware sein darf – oder, noch deutlicher, etwas gegen Geld zu verkaufen (der Geldwert, d. h. Macht), das nur verschenkt werden darf. Das geschieht nun allerdings fortwährend und allenthalben in unserer kommerzialisierten Kultur. Und es macht eigentlich alle unsere ‚Werte‘ fragwürdig oder lügenhaft. Kunst, Religion, Erkenntnis, Güte, Liebe usw. – alles wird heute eigentlich nur unter dem Gesichtspunkt der Verkäuflichkeit gesehen. Wir sind da mitten in Babylon. Reklame.
‚Zauberei‘ ist sozusagen das Gegenstück dazu: sich etwas aneignen oder aneignen wollen, das man nur als Geschenk empfangen darf. In diesem Sinne ist ein guter Teil unserer heutigen Wissenschaft und Technik ‚Zauberei‘ – gewaltsames und unerlaubtes An-sich-Reißen und zu materiellem Nutzen Auswerten geheimnisvoller (geistiger) Zusammenhänge. Auch dazu gehört die Reklame, wie unser ganzes politisches und wirtschaftliches Leben. Gehirnwäsche durch ‚Informationen‘.“

Doch, so lässt Ende erkennen, noch ist es nicht zu spät, der drohenden Vernichtung Einhalt zu gebieten. Denn aus dem Nichts, der Auflösung der Werte, kann auch der Wille zu neuer Kreativität entspringen, der letztlich Heilung bringt:

„Es ist uns gelungen, alle Werte aufzulösen. Und nun müssen wir hineinspringen, und nur indem wir den Mut haben, dort hineinzuspringen in dieses Nichts, können wir die eigensten, innersten, schöpferischen Kräfte wieder erwecken und ein neues Phantásien, das heißt eine neue Wertewelt aufbauen.“

#### Archetypen
Phantásien hat keine Grenzen in Raum und Zeit, so wie auch der menschlichen Phantasie keine Schranken gesetzt sind. Wie Ende in Kapitel XXV. schildert, steht es auf einem Fundament, geformt aus den vergessenen Träumen und Bildern der Menschen, die im „Bergwerk der Bilder“ abgelagert sind. Da Phantásien durch die Phantasie der Menschen überhaupt erst entsteht, kann man dort auch Dingen, Wesen oder Personen begegnen, die nicht allein in der eigenen Phantasie existent sind. So findet Bastian im Bergwerk der Bilder ein Gemälde von Salvador Dalí, das zerfließende Uhren zeigt, oder er trifft auf die Dame Aiuóla, die von einem Bild des Renaissancemalers Giuseppe Arcimboldo inspiriert ist.
Nach den Lehren des Tiefenpsychologen Carl Gustav Jung gibt es in der menschlichen Psyche bestimmte universelle Muster, die überall auf der Welt zu finden sind, bei allen Menschen, und zwar unabhängig von Rasse, Geschlecht oder Zivilisationsgrad. Diese Muster sind Spiegelbilder der menschlichen Psyche, die das Bewusstsein beeinflussen. Sie erscheinen in Märchen, Träumen und Visionen symbolisch in Bildern verkörpert. Jung nennt diese Muster „Archetypen“ (Urbilder). Michael Ende, der Jungs Werk kannte, arbeitet in der Unendlichen Geschichte mit zahlreichen Archetypen, an die er die Bewohner Phantásiens anlehnt. Dies ist auch der Grund, warum der Kindlichen Kaiserin alle Bewohner ihres Reiches gleich viel gelten. Egal wer sie sind, wie sie beschaffen sind, ob sie gut sind oder böse, sie alle sind Teil der menschlichen Phantasie und damit wichtig und bedeutsam.
Zu den Archetypen zählt Jung auch den Helden, der sein Volk rettet, Ungeheuer besiegt und sich dabei mitunter der Hilfe magischer Mittel bedient. Jung hält dies für die Verkörperung eines Bedürfnisses nach Abenteuer und der Fähigkeit, mehr Einfluss auf das eigene Schicksal nehmen zu können. Diese Rolle spielt Atréju für Bastian, und Bastian wiederum für den Leser der Unendlichen Geschichte.
Held Hynreck muss einen Drachenkampf gegen den Drachen Smärg fechten. Drachenkampf steht archetypisch für die Überwindung des Bösen in der eigenen Psyche und den Kampf von Bewusstsein gegen Unbewusstsein, von Geist gegen Natur.
Nach der Jung’schen Archetypenlehre symbolisiert die Anima das Bild, das ein Junge oder Mann von der Frau an sich hat. Sie erscheint oft als schöne, böse Frau und provoziert eine Auseinandersetzung mit dem eigenen Ich. Damit spielt sie die Rolle einer Vermittlerin zwischen dem Ich und dem Unterbewusstsein. Für die Unendliche Geschichte übernimmt Xayíde diese Aufgabe.
Die Begegnung mit der Anima bereitet gewöhnlich einen weiteren Archetypus vor, den des weisen Zauberers. In der Unendlichen Geschichte ist dies der Bergmann Yor. Er verkörpert das tiefere Wissen um sich selbst und die Inhalte des Unbewussten. Yor lebt bei einem Bergwerk, und Bergwerke sind ein Symbol des Unterbewussten. Zudem scheinen Berge außerhalb der gewohnten Wirklichkeit zu liegen und nehmen deshalb eine Funktion als Zwischenwelt ein. Berge galten im alten China als Wohnorte von Geistern und Göttern, die stets mit einer unheimlichen Aura umgeben waren. Wollte man sie ersteigen, musste man sich mit magischen Amuletten schützen. Wenn sich Eremiten dort niederließen, taten sie es, um Kontakt zu den Göttern zu finden. Die Fünf Heiligen Berge sind Orte des Kaiserkults und der Wallfahrt. Vom Berg Tai Shan heißt es, die Seelen der Menschen kämen von dort und kehrten auch wieder dorthin zurück. Auch in anderen Religionen spielen Berge eine bedeutende Rolle. Im Judentum holt Moses die Gesetzestafeln vom Berg Sinai. Mohammed erhielt nach muslimischer Überlieferung auf einem Berg seine erste Offenbarung. Der griechische Olymp galt als Wohnstätte der Götter.
Phantásien selbst erinnert an andere, fiktive Länder, die ein Idealbild der Welt kreieren sollen: Utopia oder Atlantis. Und bereits die erste Sätze arbeiten mit archaischen, archetypischen Bildern: Alles Getier im Haulewald machte sich in seine Höhlen, Nester und Schlupflöcher. Es war Mittnacht, und in den Wipfeln der uralten Bäume brauste der Sturmwind. Die turmdicken Stämme knarrten und ächzten.
Der Ethnologe Hans Peter Duerr nannte verdrängte archaische Wünsche die „Wildnis in uns“. Die Landschaft Phantásiens appelliert an diese verschüttete „Wildnis in uns“.
Dorothee Ostmeier führt dazu aus: „Bastians Abenteuer, die Figuren, denen er begegnet und die kuriosen Landschaften, die er durchstreift, haben höchst allegorische Funktionen, die – wie zum Beispiel bei Novalis vorgeprägt – die Spannung zwischen Alltagsrealität und märchenhaft Phantastischem ausdrücklich an psychologische und philosophische Problemkonstellationen knüpfen. Dominant sind die Spannungen zwischen Lüge, moralischer Dekadenz und Wahrheit, Verblendung und Sehen, Alltagsbanalität und Wunder, zwischen Krankheit und Vitalität, Leben und Tod.“

### Der Protagonist Bastian Balthasar Bux

#### Endes Kunstverständnis
Der Protagonist der Unendlichen Geschichte, Bastian Balthasar Bux, erscheint als Spiegel von Michael Endes Kunstverständnis, als das Medium, über das Ende seine Auffassung zum Leser transportiert.

##### Das Kind als Retter
In vielen seiner Bücher wählt Michael Ende Kinder als Protagonisten bzw. Helden. Dies gilt für Jim Knopf und Momo ebenso wie für die Unendliche Geschichte, bei der nicht nur die Kindliche Kaiserin und sein Alter Ego Atréju, sondern auch die Hauptfigur Bastian Balthasar Bux ein Kind ist. Damit orientiert sich Ende an einer Idealvorstellung der deutschen Romantik, der Kindlichkeit:

„„Diese Bindung des Positiven und Utopischen bis hin zur heilsgeschichtlichen Hoffnung an das Kind(liche) – das Kind als soter (griechisch = Retter) – bedeutet die Wiederkehr einer Vorstellung, die in der deutschen Romantik eine große Rolle spielte.““

Das romantische Kindheitsideal findet sich bereit bei Johann Wolfgang von Goethe. In seiner Novelle überwindet ein Kind den gefährlichen Löwen mit Gesang und Flöte:

„Und wirklich sah das Kind in seiner Verklärung aus wie ein mächtiger, siegreicher Überwinder, (…) seine Kraft blieb in ihm verborgen.“

Novalis verklärt die Kindlichkeit zum vollkommenen, also göttlichen Wesen und zum Repräsentanten des Goldenen Zeitalters:

„Wo Kinder sind, da ist ein goldnes Zeitalter.“

In seinem nur fragmentarisch erhaltenen Werk Die Lehrlinge zu Saïs übernimmt eine Kinderfigur die Rolle des Messias:

„Es lächelte unendlich ernst, und uns ward seltsam wohl mit ihm zu Muthe. Einst wird es wiederkommen, sagte der Lehrer, und unter uns wohnen, dann hören die Lehrstunden auf.“

Nach seinen Notizen zum Stück sollte das Kind gegen Ende als ‚der Messias der Natur‘ auftreten, verbunden mit dem Eintritt in ein neues Zeitalter.
Für Novalis muss ein gebildeter Mensch einem Kind ähnlich sein, dessen Naivität, Einfachheit und Ursprünglichkeit eine Allverbundenheit mit der Natur erzeugten:

„Daher ist der am meisten gebildete, irdische Mensch dem Kinde so ähnlich.“

Bei Nietzsche stellt das Kind die höchste Stufe der Verwandlungen des Geistes dar. Das Kind steht danach für den „Neubeginn“ und für „ein heiliges Ja-sagen (…) zum Spiele des Schaffens“.
Auch in einem anderen prominenten literarischen Text, den Ende sich zum Vorbild genommen hat, wird das Kind zum Protagonisten, der mit seiner subjektiven, rein aus dem Herzen stammenden und nicht durch Logik „verbogenen“ Wahrnehmung die Welt hinterfragt: Der kleine Prinz:

„Man sieht nur mit dem Herzen gut. Das Wesentliche ist für die Augen unsichtbar.“

Michael Ende verbindet mit dem „Kindlichen in uns“ den Teil des Menschen, der ihn „schöpferisch und kreativ macht“, den Teil, der „nie die Fähigkeit verloren hat, zu staunen, zu fragen, sich zu begeistern“, und den Teil, der „Trost verlangt und hofft“.

„Ich schreibe überhaupt nicht für Kinder. So wenig, wie Marc Chagall für Kinder malt, obwohl seine Malerei oft ‚kindlich‘ aussieht. Ich schreibe für ‚das Kind in uns allen‘, das schöpferisch ist und fähig, Schicksal zu erleben – wofür sonst lohnte es sich, zu schreiben? Und worüber sonst?“

Endes Figur der Momo wirkt in einer durch Zeitverlust bedrohten (Roman-)Welt als Korrektiv. Ihre zeitliche und räumliche Orientierung basiert vor allem auf subjektivem Erleben. Zudem agiert sie als Mittlerin zwischen zwei Welten, der des Meister Hora und der Menschenwelt, und leitet dadurch letztendlich durch die Vernichtung der grauen Herren ein neues Zeitalter ein. Auch dies macht sie zu einer Heldin romantischen Zuschnitts. Momo, so schrieb Ende an einen Leser, sei eigentlich kein richtiges Kind, sondern das Ewigkindliche in allen Menschen. Dieses Ewigkindliche ist ein wichtiger Teil der Poetik Michael Endes.

„Viele Eltern gestehen ein, das sie selbst überhaupt nicht zum Lesen kommen. In diesem Fall darf sich nicht wundern, wenn die Kinder kein Interesse zeigen. Wenn beim Frühstück oder Abendbrot über Bücher diskutiert oder sogar gestritten wird, bekommen die Kinder große Ohren. Sie wollen teilnehmen und mitreden und lesen die Bücher dann von ganz allein. Wenn aber im Elternhaus nur von der Rate für den neuen Mercedes, dem letzten Fußballspiel und solchen Dingen gesprochen wird, warum sollten Kinder dann plötzlich das gute Buch entdecken?“

Anders als viele seiner Zeitgenossen sah Michael Ende keinen tief greifenden Unterschied zwischen Literatur für Kinder und der für Erwachsene. Schon die Romantiker hatten sich gegen die Ansicht gewandt, dass Kinderliteratur leichtere Kost sein solle als die für Erwachsene. So lässt E. T. A. Hoffmann seinen „Lothar“ in den Serapionsbrüdern das Märchen „Nussknacker und Mäusekönig“ gegen diesen Vorwurf verteidigen:

„Es ist meiner Bedünkens ein großer Irrtum, wenn man glaubt, dass lebhafte, phantasiereiche Kinder, von denen hier nur die Rede sein kann, sich mit inhaltsleeren Phaseleien, wie sie oft unter dem Namen Märchen vorkommen, begnügen.“

Entsprechend formuliert Ende:

„Ich bin ein Primitiver und stamme aus einem zentraleuropäischen Reservat. Auch wenn ich mir noch so viel Mühe gäbe, mich zu verstellen, jeder wissenschaftlich aufgeklärte Bewohner der großen Zivilisationswüste dort draußen würde mich bald durchschauen. Es sind bestimmte Gesten, ein bestimmter Tonfall, offenbar auch eine bestimmte Art zu schweigen, die unsereinen verraten. Ich gebe es also lieber gleich zu.
Das Reservat, aus dem ich stamme, heißt: Kinderliteratur. Es gehört zu jenen Reservaten, die von den Bewohnern der Zivilisationswüste mit mildem Lächeln geduldet, von einigen Good-doer-Vereinen sogar gehätschelt, im Grunde aber von allen verachtet werden – wie übrigens das meiste, was mit Kindern zu tun hat. Wir sind also noch vergleichsweise gut dran. Ab und zu wird es zwar bei den Bewohnern der Zivilisationswüste Mode, sich mit uns zu beschäftigen, dann ziehen Scharen von eifrigen Missionaren durch unsere Wälder und Prärien, vermessen unsere Landschaft und ermahnen uns gütig oder streng, uns endlich der allein seligmachenden wissenschaftlichen Aufklärung zu unterwerfen und in Zukunft nur noch realistische, gesellschaftlich relevante, sozialkritische oder wenigstens emanzipatorisch wertvolle Geschichten zu erzählen. Wir versprechen natürlich alles, was sie wollen, machen die von ihnen verlangten Verbeugungen in die vier Himmelsrichtungen, die bei ihnen Marx, Freud, Einstein und Darwin heißen. Dann gehen sie sehr zufrieden wieder fort. Das ist schon ein Weilchen her, und inzwischen lässt man uns etwas in Ruhe.
Nun gibt es innerhalb unseres Reservats noch eine besondere Enklave, die von jenen Missionaren gehasst wird wie die Pest, weil selbst die Gutwilligsten unter ihnen die Hoffnung aufgegeben haben, den Geist der Finsternis aus ihr zu vertreiben. Diese Enklave heißt ‚das phantastische Kinderbuch‘. Es handelt sich da um eine Gegend, in der sich sozusagen zwei verschiedene Reservate überlappen, nämlich das jener eben schon beschriebenen ‚unberührbaren‘ Literatur mit dem der phantastischen Literatur, die ja zwar ganz generell als eskapistisch und daher wertlos gilt, die aber doch immerhin als Kuriosum zur Kenntnis genommen wird, sofern sei sich nur erwartungsgemäß geisteskrank, schockierend oder doch wenigstens obszön gebärdet. Die Überschneidung der beiden Reservatsgebiete summiert den jeweiligen Tabueffekt nicht nur, sie multipliziert ihn. Wenn der gutwillige Missionar das realistische Kinderbuch noch gebilligt hat, weil es lehrreich oder erzieherisch wird, so bleibt ihm beim phantastischen Kinderbuch gewöhnlich ganz einfach die Spucke weg. Er findet keine Maßstäbe, keine Kriterien mehr, an die er hier noch mit seiner Heilsbotschaft anknüpfen könnte. Daß diese Tatsache im allgemeinen nicht zugunsten der Bücher ausschlägt, wird niemand verwundern. Jedenfalls wagen sich nur die vorurteilslosesten unter die Meinungs-Bildnern ins Innere dieser Zone. Sie scheuen nicht Entbehrungen noch Strapazen und suchen unentmutigt und mit bewundernswertem Fleiß, ob es da nicht doch am Ende irgend etwas wissenschaftlich Wertvolles herauszuinterpretieren gibt. Der Große Gallimatthias möge sie dafür segnen!
Diese Enklave innerhalb unseres Reservats ist also der Ort meiner Herkunft. Von einem, der solche Peinlichkeiten ohne Scham eingesteht, erwartet man ja auf seiten der zivilisierten Leute, dass er wenigstens hinzufügt: Und ich bin stolz darauf! (Etwa nach Tucholskys Formel: Ich bin stolz darauf, Jude zu sein. Wenn ich nicht stolz darauf bin, bin ich auch Jude. Da bin ich schon lieber gleich stolz.)
 Nein, ich bin nicht stolz darauf. Ich bin nicht stolz drauf, aus dem einfachen Grund, dass diese ganzen Einteilungen in Kinderliteratur und Erwachsenenliteratur, phantastische Literatur und realistische Literatur, Literatur für katholische Hausfrauen und Literatur für linkshändige Dreiradfahrer ein so hanebüchener Schwachsinn sind, dass wir Eingeborenen schon sehr viel Feuerwasser trinken müssen, bis wir glauben können, dass die Bewohner des Zivilisationswüste es wirklich ernst damit meinen.
Nun ist es mir und einigen meines Stammes neuerdings gelungen, die Grenzen unseres Reservats zu sprengen, die Aufmerksamkeit der ‚richtigen‘ Literaturwelt zu erregen, ihre Maßstäbe ein bisschen durcheinanderzubringen und sogar auf der Bestseller-Liste zu stehen. Ich sehe vor meinem inneren Blick die hochgezogenen Augenbrauen der Wohlwollenden und wie sie mir zunicken und mich zu fragen scheinen: Na?
Nein, auch darauf bin ich nicht stolz. Solche Dinge widerfahren einem Eingeborenen manchmal, ohne dass wir sie beabsichtigt haben. Wie könnten wir denn auf die Anerkennung einer Welt stolz sein, die für unsereins unbewohnbar ist? Solche Erfolge beweisen nur, dass die Zivilisationswüste nach und nach für eine immer größere Anzahl ihrer Bewohner ebenfalls unbewohnbar zu werden scheint. Viele von denen, denen die wissenschaftliche Aufklärung das Grundwasser des Lebens abgegraben hat, fühlen ganz einfach einen verzweifelten Durst nach dem Wunderbaren. In ihrer abgehäuteten, funktionalen Welt hat man alles Geheimnisvolle wegerklärt – oder, falls es noch nicht völlig gelungen ist, das Versprechen gegeben, es demnächst endgültig wegzuerklären. In unserem Reservat, das auf allen Seiten von Planierraupen, Chemikalien und Rationalisierungsmaßnahmen bedroht ist, sprudeln noch ein paar Quellen. Deshalb kommen die Durstigen. Aber dass sie Durst haben, ist für uns kein Grund, stolz zu sein.
[…]
Dazu muss ich ein wenig erzählen, wie es überhaupt zu dem Reservat kam, aus dem ich stamme.
In der Zivilisationswüste wird darüber nämlich eine ganz und gar unwahre Geschichte verbreitet. Sie sagen dort – und so kann man es in allen ihrer einschlägigen Untersuchungen lesen –, dass die Kinder- und Jugendliteratur aus einem zunehmenden Interesse der modernen, zivilisierten Menschenheit am Kind und seinen Bedürfnissen entstanden sei.
[…]
Wann tauchte überhaupt die Notwendigkeit auf, den Kindern eine eigene Welt und damit auch eine eigene Literatur zu schaffen? In anderen Kulturen – sofern diese nicht auch schon unter den Einfluss der wissenschaftlichen Aufklärung geraten sind – leben Kinder und Erwachsene durchaus gemeinsam in einer Welt. Im älteren Europa war es nichts anderes. Wann und warum zerfiel diese Welt in zwei Teile?
Die Anfänge dessen, was wir heute Kinderliteratur nennen, liegen etwa am Beginn des neunzehnten Jahrhunderts. Vorher gab es die Märchen, aber die waren ja keineswegs ‚nur für Kinder‘ bestimmt. In der Zivilisationswüste nimmt man an, das Volk habe sich diese Geschichten zurechtgefabelt, weil es eben unwissend und naiv war. Wir in unserem Reservat wissen es besser: Das Volk denkt sich solche Geschichten nicht aus, es erzählt sie nur gewissenhaft und genau im Wortlaut weiter. Die anonymen Autoren der Märchen waren in Wahrheit weise Männer, die sehr genau wussten, was sie sagten – bis in die Einzelheit hinein. Es gab auch die Heiligenlegenden und die biblischen Geschichten, es gab die alten magischen Entsprechungssysteme, in denen alles mit allem zusammenhing, es gab die Alchemie, die Astrologie und das Universum der Mythen. Diese Welt war für Erwachsene wie für Kinder gleichermaßen bewohnbar, die Unterschiede bestanden nur im Grade des Wissens und der Weisheit.
Mit dem Beginn der Neuzeit wurde das anders.
[…]
Dieses trostlose, buchstäblich von allen guten Geistern verlassene Vorstellungsgebäude war nun also die Welt des Erwachsenen geworden. Er war stolz auf seine erbarmungslose ‚Wahrheitsliebe‘ und vor allem war er stolz darauf, dem ganzen Schwindel der Schöpfung nun endlich auf die Schliche gekommen zu sein.
[…]
Für uns Eingeborene wird diese blindwütige Entzauberungsversessenheit immer ein Rätsel bleiben.
Aber auch der rabiateste Missionar der alleinseligmachenden wissenschaftlichen Aufklärung spürte irgendwie dunkel, dass Kinder in einer solchen Vorstellungswelt nicht leben, nicht atmen, nicht gedeihen konnten, dass sie in dieser verwüsteten Landschaft ganz einfach seelisch verhungern und verdursten mussten. Eben deshalb duldete man die Schaffung unseres Reservats, in dem die kleinen Wilden wenigstens für ein paar Jahre ihren animistischen und anthropomorphistischen Trieben frönen dürfen, in dem ihnen für eine Weile erlaubt wird, sich die Natur von wunderbaren und geheimnisvollen Wesen, von Elfen, Zwergen und Feen bevölkert zu denken – bis zu dem Augenblick, in dem man sie für ‚reif‘ genug hält, mit all den Vorstellungen bekannt gemacht zu werden, die man heute die ‚objektiven Tatsachen‘ nennt.
[…]“

Die Einteilungen in Kinder- und Erwachsenenliteratur, in realistisch und phantastisch seien reiner Unsinn. Sie seien überhaupt erst „in einer abgehäuteten, funktionalen Welt“ entstanden, „in der man alles Geheimnisvolle wegerklärt“ habe. Seit dem Boom der Naturwissenschaften ab dem 19. Jahrhundert sei scheinbar alles erklärbar geworden. Die Welt sei ein Haufen Planetenstaub, die Ideale des Menschen nichts als biochemische Prozesse. Allein den Kindern gestehen man noch zu, in einer Welt voll Zauber und Sinn zu leben, einer Welt, die Erwachsene und Kinder früher gemeinsam bewohnt hätten. Die großen Werke der Weltliteratur trügen so viel Phantastisches in sich, dass man den Faust oder die Odyssee heute wohl als Kinderliteratur abtun würde, würden sie heute erscheinen.

„Seltsame Signifikanz meines Lebens: Was ich auch anstelle, immer hustet in meinem Haus, in meiner Wohnung, in meinem Nebenzimmer ein Greis oder eine Greisin auf genussvoll-ausführlich-unappetitliche Weise. Ich bin ständig umgeben von Greisen oder Greisinnen. Immer mus ich langsamer gehen, als ich möchte, weil ein Greis oder eine Greisin an meinem Arm hängt – physisch oder moralisch oder intellektuell. Nur meine bisherigen Bücher sind für die Jugend. In meinem Leben kommt sie nur sporadisch vor. Aber vielleicht sind auch meine Bücher für Greise und Greisinnen.“

In einem Brief an einen Leser schrieb Ende, das Kindliche im Erwachsenen Menschen dürfe eigentlich nie überwunden werden. Es stehe für das Ansprechbare, Spontane, Entwicklungsfähige, das nichts mit infantilem Verhalten gemeinsam habe. Kinder begriffen die Welt noch als einer Wunder, staunten über Kleinigkeiten.
Ende knüpft an Schiller und an Nietzsche an, wenn er im absichtslosen Spiel eines Kindes das Idealbild von Kunst verkörpert sieht. Auf diese Weise kann ein Kinderbuch ebenso ein Buch für Erwachsene sein, so wie ein Buch für Erwachsene auch von Kindern verstanden werden kann.
Über seine Beweggründe, Geschichten im Phantastischen anzusiedeln, schrieb Ende:

„Was mich dazu bewegt […], ist nichts anderes als das, was unser aller Unterbewusstsein dazu bewegt, innerseelische Vorgänge in Traumbildern auszudrücken. Da für mich Poesie und Kunst überhaupt in nichts anderem besteht, als Außenbilder in Innenbilder und Innenbilder in Außenbilder zu verwandeln (wie es im Übrigen in allen Kulturen üblich war), liegt diese Form des Ausdrucks nahe. Nach meiner Ansicht wird die Welt nur durch diese ‚Poetisierung‘ (Novalis) für den Menschen bewohnbar. Damit will ich sagen, nur wenn der Mensch sich in der ihn umgebenden Welt wiedererkennt, und umgekehrt, wenn er die Bilder der Welt in seiner eigenen Seele wiederfindet, kann er sich auf der Welt heimisch fühlen. Genau darin liegt das Wesen jeder Kultur.“

Wie Momo reist auch Bastian in sein eigenes Inneres. Probleme könne man nicht logisch-rational, sondern nur auf dem Weg zum Wesentlichen, zu dem, was mit dem Herzen gesehen wird, angehen und letztlich lösen. Bastian unterscheidet sich dabei von allegorischen Kindsgestalten, wie sie sich bei Novalis und – in Gestalt von Momo und der Kindlichen Kaiserin – auch bei Ende finden. Weder Novalis’ Kleine Fabel noch Momo noch die Kindliche Kaiserin sind konkrete Kinder, sondern verkörpern das Kindliche an sich.
Bastian Balthasar Bux, der Protagonist der Unendlichen Geschichte, steht hingegen für eine wirkliche Person, ein konkretes Kind, das sich im Laufe der Geschichte weiterentwickelt. Als Halbwaise ist er allerdings ein Topos, der sowohl für Endes Geschichten als auch für viele andere Kinder- und Jugendbücher charakteristisch ist. Entsprechend hat Bastians Alter Ego Atréju keine Familie, in der Logik der Geschichte bedeutet sein Name „der Sohn aller“, weil sich sein gesamter Stamm um ihn kümmert.

##### Verlust der Kindlichkeit als Krankheit
Im Rahmen der Kritik der Romantik an der Aufklärung wird der Verlust von Traum und Phantasie als ein Krankheitssymptom betrachtet. Unter anderem kritisieren E. T. A. Hoffmann und August Wilhelm Schlegel den einseitigen Vernunftglauben der Aufklärer. Wie Bastian reisen auch die Protagonisten romantischer Erzählungen gelegentlich in ihre eigene Innenwelt.
Im zweiten Teil der Lehrlinge des Sais stellt Novalis zunächst die dem Kind zugeschriebenen positiven Eigenschaften dar, um dann den Verlust der Kindlichkeit als etwas Negatives zu charakterisieren:

„Er (Hyazinth, d. V.) war sehr gut, aber auch über die Maaßen wunderlich. (Er, d. V.) sprach (…) immer fort mit Thieren und Vögeln, mit Bäumen und Felsen, natürlich kein vernünftiges Wort, lauter närrisches Zeug zum Todtlachen.“

Als Hyazinth seiner Kindheit entwächst, entfremdet er sich von der Natur und seiner unschuldigen Liebe zu Rosenblüthe. Diese Veränderung findet ihren Anfang in seiner Lektüre des „Büchelchen (…) das kein Mensch lesen konnte“. Dieses entzaubert ihm den Blick auf die Natur. Den Verlust der Kindlichkeit setzt Novalis mit einer Krankheit gleich. Als Hyazinth aufbricht, lässt Novalis ihn sagen:

„Die alte wunderliche Frau im Walde hat mir erzählt, wie ich gesund werden müsste, das Buch hat sie ins Feuer geworfen.“

Die Krankheitsmetapher wird von Ende in der Unendlichen Geschichte aufgegriffen und bezeichnet auch dort das Fehlen einer kindlichen Eigenschaft, den Verlust der Phantasie in der Menschenwelt. Dieser zieht die Erkrankung der Kindlichen Kaiserin nach sich und zieht auch die Krankheit in der „Äußeren Welt“ nach sich. Die Heilung erfolgt, in Analogie zum Märchen von Hyazinth und Rosenblüthe, durch Rückgriff auf das Kindliche. Hyazinth geht den Weg zurück zum Ursprung, zu der kindlichen Naivität, die er verloren hat, Phantásien wird durch die Phantasie eines Menschenkindes gerettet.
Dass die Herrscherin Phantásiens als Allegorie der Phantasie ebenfalls ein Kind ist, unterstreicht nur Endes romantische Sichtweise. Ende behauptet ganz im Geiste der Romantiker:

„Poesie ist die schöpferische Fähigkeit des Menschen, immer wieder auf neue Weise sich in der Welt und die Welt in sich zu erfahren und wiederzuerkennen. Darum ist Poesie ihrem Wesen nach ‚anthropomorphistisch‘, oder sie hört auf, Poesie zu sein. Und aus ebendiesem Grund ist alle Poesie mit dem Kindlichen verwandt.“

Ganz analog zur Kindlichen Kaiserin erscheint im neunten Kapitel des Heinrich von Ofterdingen das „ewige Kind“ in allegorischer Funktion. Im Klingsohrsmärchen verkörpert sie die Fabel. Die Fabel, abgeleitet von fabula (Erzählung, Sage), ist wiederum für Wilhelm Große und Ludger Grenzmann auch eine allegorische Darstellung der Poesie. Im Gegensatz zu anderen Figuren vollzieht das Ewige Kind keine Entwicklung und vereinigt in ihrer Gestalt Vergangenheit und Zukunft.
Entsprechend leicht vermag die Fabel die von der Sphinx gestellten Aufgaben zu lösen:

„Was suchst du? Sagte die Sphinx. Mein Eigenthum, erwiderte Fabel. – Wo kommst du her? – Aus alten Zeiten. – Du bist noch ein Kind. – Und werde ewig ein Kind seyn. – Wer wird dir beystehn? – Ich stehe für mich.“

Nach Wernsdorff soll die kleine Fabel aus Novalis’ Märchen „die Menschheit an ihre Kindheit erinnern“. Dies gelte auch für die Kinderfiguren Momo und die Kindliche Kaiserin aus Endes Romanen. Die Dominanz des Kindlichen wird im poetischen Gesang der Fabel heraufbeschworen:

„Erwacht in euren Zellen,

Ihr Kinder alter Zeit;

Laßt eure Ruhestellen,

Der Morgen ist nicht weit.“

Am Ende erweist sich die „kleine Fabel“ als Retterfigur des Klingsohrsmärchens. Zugleich leitet sie das Goldene Zeitalter ein, das Reich der Poesie, denn aus sich selbst heraus spinnt die Fabel „einen goldnen unzerreißlichen Faden“.
Endes Kunstkonzept schließt sich damit dem Kunstverständnis Hoffmanns an. Der Zuschauer wird seine Alltagswelt enthoben und in eine Phantasiewelt entführt. Nur so könne der Mensch so weit kommen, dass er „das Göttliche schaut, ja mit ihm in Berührung kommt.“

##### Absichtslosigkeit als Ideal
Bastian lehnt Bücher ab, in denen man zu irgendwas gekriegt werden soll, die also eine bestimmte, womöglich pädagogische Absicht verfolgen. Damit setzt sich Ende in Gegensatz zu Bertolt Brecht und die bis in die 1980er Jahre vorherrschende literature engagée. Während diese davon ausgeht, dass die Gesellschaft das Bewusstsein erzeugt, sieht Michael Ende dies genau umgekehrt. Nur ein neues Bewusstsein schaffe gesellschaftliche Veränderungen. Ideologien gegenüber hegte Ende ein tiefes Misstrauen. Damit spricht Ende gleich zu Beginn einen der zentralen Punkte seiner Gedankenwelt an: Alles Wesentliche trage seinen Sinn in sich selbst, so auch die Kunst. Sie erkläre die Welt nicht, sondern stelle sie dar. Deshalb müsse sie sich auch nicht mit einer Botschaft rechtfertigen. Sich vom Wollen lösen – das ist für Ende ein Grundprinzip des Schreibens.
Ende behauptete stets, er schreibe ohne einen konkreten Plan. Der Ausgang der Geschichte stehe am Anfang noch nicht fest, das Abenteuer entwickele sich erst beim Schreiben.
Über die Arbeit an seinem ersten Buch, Jim Knopf und Lukas der Lokomotivführer, sagt er:

„Ich ließ mich einfach ganz absichtslos von einem Einfall zum anderen führen. So entdeckte ich das Schreiben als ein Abenteuer. Und als ich endlich, etwa zehn Monate später, den letzten Satz schrieb, lag ein dickes Manuskript vor mir.“

Diese Vorgehensweise befolgte Ende auch beim Schreiben der Unendlichen Geschichte. Er sagt hier, als er mit seinen Protagonisten Bastian die „lange Irrfahrt durch Phantásien angetreten“ sei, habe er selbst noch nicht gewusst, wo sich der Ausgang in die Wirklichkeit befinde.

„Ich mußte von Station zu Station Bastian begleiten, und mehr als einmal verzweifelte ich daran, daß es überhaupt einen solchen Ausgang gäbe. Aber ich sagte mir immer wieder: Phantásien ist keine Falle! Ich vertraute darauf, daß die Lösung sich im rechten Moment zeigen würde, wenn ich mich nur ganz ehrlich und konsequent an die von mir selbst aufgestellten Spielregeln hielte.“

Der Autor sieht das absichtslose und zweckfrei Können im Bild des Seiltänzers verkörpert.

„Er will nirgendwo hin; war er tut, tut er, weil er es tut. […] Es ist aber das Prinzip aller Kunst auf der Welt, denn Kunst trägt immer ihren Sinn in sich selbst und ist zu nichts nütze.“

Dass Kunst zu ihrer Rechtfertigung sozial engagiert sein solle, widersprach in Michael Endes Augen dem Wesen der Kunst. Wirkliche Kunst ist für ihn absichtslos.
Kunst sei immer auch Spiel, wobei Absichtslosigkeit die Verbindung zwischen Kunst und Spiel darstelle. Damit steht Ende in der Tradition Friedrich Schillers, bei dem es heißt:

„Der Mensch ist nur da […] Mensch, wo er spielt.“

Spiel wird ernsthaft betrieben, das Kind entwickelt so seine eigene Wirklichkeit.
Anders als ihm in der Eskapismus-Debatte vorgeworfen wurde, wollte Ende mit seinem Kunstkonzept keine Weltflucht propagieren. Ein schönes Kunstwerk stellte für ihn bereits eine Verbesserung der Welt dar:

„Als ich aus einer Van-Gogh-Ausstellung kam, vermochte ich alle Straßen, den Park, die Gesichter der Menschen, so zu sehen wie er. Diese Fähigkeit hielt lange an, und ich kann sie auch jetzt noch jederzeit erwecken. Was heißt das aber? Van Gogh hatte mir seine Möglichkeit des Schauens mitgeteilt, meine Erfahrung. Ich war fortan um diese wesentliche Erfahrung reicher.“

Kunst interagiere mit der Realität und schaffe eine eigene Wirklichkeit.
Der Gedanke der Absichtslosigkeit taucht in der Unendlichen Geschichte immer wieder auf. So kann z. B. im sechsten Kapitel Atréju das Ohne-Schlüssel-Tor nur durchqueren, wenn er frei von jeder Absicht ist.
Ende war der Meinung, dass es für ein wirkliches Kunstwerk immer mehrere Interpretationen gibt. Wenn eine Interpretation gut sei, sei sie auch richtig:

„Ich meine aber, dass, wenn eine Geschichte in sich selbst stimmt, immer zugleich ein Modell entsteht, das auf vielen Ebenen funktioniert. Gerade Die unendliche Geschichte wurde von Psychoanalytikern, von Philosophen, von Mythologen und sogar von Semantikern analysiert. Dabei wurde jedes Mal mit Verwunderung bemerkt, dass sie sowohl so als auch so lesbar war und in sich stimmte.“

Dass Die unendliche Geschichte eine Vielfalt möglicher, jeweils in sich stimmiger Interpretationen zulässt, war für Ende die Folge der Absichtslosigkeit, die sein Schaffen bestimmte. Aus der Absichtslosigkeit resultierten die verschiedenen Bedeutungsebenen, die rein rational gar nicht geplant werden könnten:

„Ein Mobile kann man nicht – oder nur sehr vage – planen. Dafür hat es zuletzt die Schönheit eines natürlichen Dinges, es ist entstanden, nicht geplant. Niemand kann es sagen, was es eigentlich ist, und doch ist es voll Zauber, Grazie und Leben. Soll so nicht alle Kunst sein: Offenbarung, Manifestation des Lebens, nicht allein dessen Abbildung? Wer einen Plan macht, tötet dieses geheimnisvolle Leben, vergewaltigt es und vereitelt seine eigene ‚Absicht‘. Absicht macht sich immer selbst zunichte.“

Berger charakterisiert Absichts- und Willenlosigkeit als ein ganz wesentliches Element der Magie. Nur wer sich ihr willenlos, passiv, vollkommen ausliefere, werde in die Tiefen der Magie eindringen können. Unter dem Vorwand der guten Absicht, der selbstlosen Tat, würden Magie und Okkultismus salonfähig gemacht. Er unterschlägt dabei jedoch, dass die Konzepte der Absichtslosigkeit und der Passivität ursprünglich nicht dem Okkultismus und den magischen Systemen, sondern den fernöstlichen Glaubenslehren wie dem Buddhismus entstammen.
So wie die fernöstliche Meditation Heilkräfte im eigenen Körper mobilisieren will, indem man sich von Bewusstsein und Willen befreit, soll auch die Kunst heilen, aber nicht, indem sie ihre Leser „zu etwas kriegen will“, sondern indem sie einen neuen Blick auf die Realität eröffnet.
Absichtsvolle Fiktionen hingegen nennt Michael Ende Lügen, eben jene Bewohner Phantásiens, die ins Nichts gefallen sind. Eine bloße Geschichte, wie sie etwa ein Roman zu erzählen weiß, sei nicht absichtsvoll. Sie verfolge kein Ziel, sie wolle niemanden bekehren, missionieren, zu einer Handlung verleiten. Die Lüge jedoch habe einen erfundenen Inhalt, der genau diese Absicht verfolge: Menschen zu manipulieren.

##### Eine andere Geschichte, die ein andermal erzählt werden soll
Doch das ist eine andere Geschichte und soll ein andermal erzählt werden ist ein Satz, der in der Unendlichen Geschichte immer wiederkehrt. Er betont, dass eine Geschichte im Grunde niemals endet, auch wenn sie endet, weil aus ihr immer neue Geschichten erwachsen können. Dieser Gedanke spielt gegen Ende des Buches eine wichtige Rolle.
In Kapitel XXVI heißt es:

„‚Die Wasser fragen dich‘, verkündete Fuchur, ‚ob du alle Geschichten, die du in Phantásien begonnen hast, auch zu Ende geführt hast.‘ […] ‚Aber es sind unzählige Geschichten‘, rief Bastian, ‚und aus jeder kommen immer neue. So eine Aufgabe kann niemand übernehmen.‘“

Er steht aber auch im Widerspruch zu Bastians Annahme, er müsse von liebgewonnenen Figuren Abschied nehmen, wenn er ein Buch ausgelesen hat.
Einleitung:

„Wer niemals offen oder im Geheimen bitterliche Tränen vergossen hat, weil eine wunderbare Geschichte zu Ende ging und man Abschied nehmen musste von den Gestalten, die man liebte und bewunderte, um die man gebangt und für die man gehofft hatte, und ohne deren Gesellschaft einem das Leben leer und sinnlos schien…“

Denn schließlich ist er durch seine eigenen Phantasie in der Lage, die Geschichte fortzuschreiben, wenn er dies möchte. Insofern ist eigentlich jede Geschichte eine unendliche Geschichte.
Kapitel XXVI, Koreander zu Bastian:

„Jede wirkliche Geschichte ist eine Unendliche Geschichte.“

In Briefen an Leser betont Michael Ende immer wieder, dass er vor allem dazu anregen wolle, selbst weiterzudenken. Insbesondere Kindern gegenüber stellte er immer wieder klar, dass er sie nicht zu „was kriegen“ wolle. Er erkläre ihnen nicht alles, was er sich bei dem Buch gedacht habe, damit sie ihre eigene Phantasie gebrauchten.
Dieser Anspruch kristallisiert sich in dem berühmten Satz, der in der Unendlichen Geschichte ein Dutzend Mal erscheint. Leser und Buch gehören für Michael Ende zusammen. Jeder Leser bringt sich selbst und seine Erfahrungen in ein Buch mit ein und gestaltet so kreativ sein eigenes Leseerlebnis mit. Diese Freiheit des Lesers zu bewahren, war Michael Ende ein Anliegen. Daher war er offen gegenüber allen Interpretation seiner Bücher, auch wenn er selbst an diese Möglichkeit gar nicht gedacht hatte. Jede gute Interpretation sei auch richtig.

„Seinen Ursprung hatte dieser Satz in einer merkwürdigen Begebenheit. Michael Ende hat die erste Fassung seines Manuskriptes zur Unendlichen Geschichte stark kürzen müssen. Da fielen viele Kapitel dem Rotstift zum Opfer. Ende wollte mit dem Satz: ‚Aber das ist eine andere Geschichte und soll ein andermal erzählt werden‘, daran erinnern, dass sich an den betreffenden Stellen einmal eine ganz andere Geschichte befand. In der Tat hat Michael Ende den Satz aber auch als Aufforderung gemeint: Nachdem der Roman ein großer Erfolg wurde, erhielt er körbeweise Leserpost. Viele junge Leser wollten wissen, wann er denn die Geschichten erzählen würde, die er ein andermal erzählen wollte. Sie erhielten alle die gleiche Antwort: Jeder Leser sollte sich eine mögliche Fortsetzung ausdenken. Nur so würde seine Unendliche Geschichte eine wahrhaft unendliche Geschichte. Phantasien ist ja nichts anderes als die Innenwelt der Menschen, und diese ist unendlich weit und wächst mit jeder neuen Geschichte, mit jedem neuen Traum, vielleicht sogar mit jedem neuen Gedanken. Die Zeiten ändern sich, und die Welt mit ihnen. Ich denke, jede Kultur, jede Generation muss ihr spezielles Phantasien neu erfinden. Bei Michael Ende heißt es: ‚Jede Generation muss das Reich der Phantasie zu neuer Blüte bringen, entstehen doch dort alle Vorstellungen von Welt, selbst unsere Werte‘. Für mich wie auch für die Autoren war das eine Herausforderung, der wir uns stellen wollten. Schließlich mangelt es unserer Zeit an sinnvollen Vorstellungen über das, was die Welt sein soll, in der wir gerne leben.“

„Mir geht es nicht darum, den Leser zu belehren. Ich möchte, dass der Leser etwas erlebt beim Lesen. Ich habe versucht, innerhalb der Geschichte meine Literatur- und Kunstauffassung darzustellen, z. B. im Gespräch mit Gmork und Atréju oder im Gespräch zwischen Atréju und der Kindlichen Kaiserin.“

„Es kommt etwa immer wieder der Refrain vor: ‚Aber das ist eine andere Geschichte und soll ein andermal erzählt werden …‘ Mein Wunsch dabei war eigentlich, dass der Leser jetzt selbst weitermacht. Beim Schreiben eines Buches hat man immer Längsfäden und Querfäden, und die Querfäden, die offenbleiben, die bewusst offenbleiben, sollen eigentlich den Leser dazu bringen, selber weiterzuträumen an der Geschichte, und dann werden bei ihm wieder Fäden offenbleiben, und da wird ein anderer weitermachen, bis schließlich Hunderttausende an einer einzigen großen Geschichte erzählen, wie das auch früher einmal war. Das war so von Tausendundeiner Nacht angefangen bis zu den mittelalterlichen Legenden: Jeder hat weitererzählt an der Stelle, wo der andere aufgehört hat, und dadurch ist dann eine gemeinsame große Geschichte entstanden.“

#### Bastians Entwicklungs- und Reifungsprozess
„Warnung an alle Zauberlehrlinge

 Einen Prinzen in einen Frosch zu verwandeln ist nichts Besonderes und gelingt verhältnismäßig leicht. Jeder übellaunige Abteilungsleiter bringt es täglich fertig. Aber einen Frosch in einen Prinzen zu verwandeln, das erfordert große Kunst oder Kraft – oder Liebe.“

##### Die unendliche Geschichteals Bildungsmärchen
„In der unendlichen Geschichte handelt es sich um einen inneren Entwicklungsvorgang von Bastian. Er muß ja überhaupt erst lernen, sich mit seinen Problemen zu konfrontieren. Er flieht, aber seine Flucht ist notwendig, denn sie verwandelt ihn, sie gibt ihm ein neues Selbstbewußtsein, das ihn fähig macht, die Welt in Angriff zu nehmen. Die Geschichte hört auch damit auf, daß er diese ersten zwei Angstschwellen überschreitet, die dem Vater gegenüber, die dem Koreander gegenüber und damit Schluß. Wie es nun weitergeht, ist eine andere Geschichte und müßte wirklich ein andermal erzählt werden. Hier handelt es sich um einen Bildungsroman im alten Sinne, hier wird eine innere Entwicklung beschrieben, und das hat mit den Fragen der Industriegesellschaft, der Technologie und alldem nichts zu tun. Diese Fragen tauchen höchstens als Bildbestandteile in Phantásien auf, weil sie in jedem von uns vorhanden sind. Es soll aber überhaupt keine Lösung in gesellschaftlicher Hinsicht angeboten werden, eben weil es sich bei Bastian um seine ganz individuelle Odyssee handelt.“

Endes Protagonist Bastian wendet sich gegen Bücher, in denen man zu „etwas gekriegt“ werden soll, gegen Bücher also, die eine pädagogische Absicht verfolgen. Dies geht mit Endes Literaturverständnis einher, der den Leser lieber dazu animieren will, seine eigene Phantasie zu gebrauchen, selbst nachzudenken. Trotzdem lässt Die unendliche Geschichte eine Interpretation in einem pädagogischen Sinne zu und weist deutliche Parallelen zum Forschungsgegenstand der Pädagogik und der mit ihr beschäftigten Literatur auf. Selbst wenn Ende mit der Unendlichen Geschichte keine pädagogische Absicht verfolgt hätte, so könne sie dennoch pädagogische Wirkungen entfalten.
Der tradierte Standpunkt der philosophischen Pädagogik lässt sich wie folgt zusammenfassen: „Das Wesen des Menschen als seine Bestimmung ist zugleich der eigentliche Zweck der Erziehung, d. h. die Bildung.“
Nach Wilfried Kuckartz handelt es sich bei der Unendlichen Geschichte um ein „Bildungsmärchen“. In Analogie zum Bildungsroman versteht Kuckartz darunter die Entwicklungs- und Reifungsgeschichte eines jungen Menschen, die ein lebenserfahrener oder gar altersweiser Autor erzählt, wobei Autobiographisches sehr wohl mit eingeflossen sein mag, um im Bild und Sinnbild sozusagen die Frucht der eigenen geistigen Existenz und Lebensreife abzustatten und jedem weiterzureichen, der den sauren Apfel der Erkenntnis versuchen will, auf dass er den „wahren Sinn des Lebens“ finde, seines ureigenen Lebens, wie er ihm vorbildlich, d. h. modellhaft in der Identifikationsfigur der Geschichte vorgelebt wurde.
Während der Bildungsroman im engeren Sinne erst im 18./19. Jahrhundert entstand, benennt Kuckartz weitere Werke der Weltliteratur, die eine ähnliche Funktion erfüllen, aber in ihrer Bildungsabsicht oder Bildungswirkung keineswegs aufgehen. Er nennt das Gilgamesch-Epos, die Bhagavadgita, Homers Odyssee, die Geschichten des Alten und Neuen Testaments, die Edda, den Sagenkreis um König Artus, den Parzival des Wolfram von Eschenbach, Dantes Göttliche Komödie, Cervantes Don Quijote, Shakespeares Hamlet, Macbeth und King Lear, Mozarts Zauberflöte, Goethes Faust, Wagners Ring des Nibelungen, Nietzsches Also sprach Zarathustra, Hofmannsthals Frau ohne Schatten oder Manns Joseph und seine Brüder. All diese Werke seien etwa Anderes und Größeres, das das ewige Menschenleben und Menschenschicksal symbolisiere, in archetypischen Bildern und Sinnbildern darstelle, die nichtsdestotrotz durchgehend auch einen vorbildhaften und bildenden Charakter hätten. Diese Geschichten stellen nach Kuckartz letztlich ein Initiationsereignis dar. Es seien Erzählungen von einem geheimnisvollen Wandlungsprozess, wie er ursprünglich in den Mysterienkulten vonstattengegangen sei. Der Mensch sei dort in den Tod eingeweiht worden, die Verwandlung aller Verwandlungen seines Lebens. Er habe dabei nicht intellektuell, sondern in Gestalt einer existentiellen Erfahrung gelernt, die ihm die Gewissheit der Todesüberwindung gegeben habe und dadurch in der Lage gewesen sei, sein ganzes Leben zu verändern.
Der Mensch sollte durch diesen Lernprozess den Sinn des Lebens finden, er sollte ein gebildeter Mensch werden und in sein wahres Menschsein geschickt werden. Regelmäßig führte der Weg nach innen bei den antiken Mysterien in die Nachfolge eines Gottes, je nach Kulturkreis Isis oder Osiris, Demeter oder Dionysos, Kybele oder Mithras. Dies bewirke eine veränderte Einstellung dem Leben gegenüber, vor allem im Angesicht des Todes und seiner erlebten, erfahrenen Nichtigkeit und Überwindung. Der Mensch sei vom „natürlichen“ in den „geistigen“ oder „geistlichen“ Menschen verwandelt worden. Die Kreuzigung Christi, sein Tod und seine Auferstehung, die in die Imitatio Christi münden, sind ein Beispiel für eine auch in der Gegenwart noch weit verbreitete Initiationslehre, die eine Berücksichtigung des Ewigen im Zeitlichen, des Unendlichen im Endlichen zum Ziel hat.
Kuckartz ist überzeugt, dass die „unsterblichen Werke der Kunst, der bildenden Kunst, der Musik und der Dichtung“ das gleiche Ziel verfolgt hätten. Sie erinnerten unablässig und unerbittlich an dieses Lebensziel eines jeden Menschen und seien ihm auf ihre eigene Weise behilflich, es zu realisieren. Der wahre Sinn der wahren Menschwerdung im abendländischen Sinne sei Bildung, die Selbstverwirklichung, die Selbstbildung im Sinne der Ausprägung der ureigensten Persönlichkeit oder Individualität. Diese wiederum werde durch die genauso typische abendländische Selbsterkenntnis ermöglicht. Dementsprechend verstand Carl Gustav Jung unter Bild die Individuation, also die Selbstverwirklichung.
Nach Kuckartz enthalten auch zahlreiche Märchen Bildungsgeschichten, also Initiations- bzw. Individuationserzählungen, in denen in Bildern und Sinnbildern die Wahrheit über die innere, seelische Entwicklung und Reifung des Menschen erzählt worden ist. Nicht nur die Jungsche Richtung der Märchendeutung sei zu diesem Schluss gekommen, sondern jedwede psychologische Interpretation von Märchen. Alle Bilder des Märchens seien Sinnbilder, die in erster Linie Vorgänge des unbewussten Seelenlebens andeuten. Märchen seien folglich Bildgeschichten, eine kaum durch Reflexion unterbrochene Reihung phantasievoller Bilder, die im aufnehmenden, besonders im kindlichen Gemüt einer zugeordneten Abfolge von Anmutungen, Stimmungen, Gefühlen entspreche. Den Bildern wohne der Bedeutungsgehalt der durch sie ausgedrückten Gefühle inne. Märchen seien der unbewusste Ausdruck menschlicher Triebe und Gefühle, nach Jung neben Träumen die einfachste Manifestation der menschlichen Natur, die Jung das kollektive Unbewusste genannt hat.
Folglich seien die elementarsten Märchenmotive, auch die grundlegenden mythologischen Motive, als Strukturelemente der menschlichen Seele zu begreifen. Jung nennt sie Archetypen. Die psychische Grundstruktur des Menschen werde im Märchen, im Mythos und in der großen Dichtung nach außen projiziert. Durch das Studium dieser Werke lasse sich etwas über die unvergängliche Natur des Menschen in Erfahrung bringen. Vater und Mutter, König und Königin, Jäger und Fischer, Soldat und Schuhflicker, sie alle seien als seelisch-geistige Wirkkräfte, als Symbole für eine psychisch-geistige Wirklichkeit zu verstehen. Alle Produkte auch unbewusster Phantasietätigkeit, vom individuellen Traum bis zu Goethes Faust, seien Darstellungen psychischer, dem Bewusstsein des Einzelnen weitgehend entzogener Vorgänge in symbolischer Form, durch deren Sinnverständnis der Mensch hoffen könne, etwas über seine innerster Natur, sein eigentliches Wesen zu erfahren. Die archetypische Erkenntnis sei eine menschheitsgültige Erkenntnis.
Wo das Märchen vordergründig von Personen spricht, seien hintergründig immer auch „Wesenheiten“ gemeint. Alles Konkrete sei stets allgemein und symbolisch zu nehmen. Über diese psychischen Wesenheiten, die einen idealistischen Glauben an den Geist implizierten, könne man sich einzig in dieser symbolischen Sprache belehren lassen oder gar nicht. Die anschaulichen Bilder seien Sinnbilder, die zu denken geben. Mit ihnen würden psychische, geistige Vorgänge jenseits des Bewusstseins angemessen zum Ausdruck gebracht. Wie jede Dichtung sei das Märchen fähig, die Wirklichkeit seiner ihrer Idee darzustellen und in ihrer höchsten Möglichkeit zu verklären.
Die Bildsprache des Märchens sei mit Traumbildern zu vergleichen, denen nach der Jungschen Tiefenpsychologie der „komplementär-kompensatorische Charakter des Unbewussten“ innewohnt. Demzufolge melden sich im Traum in den Tageserlebnissen übergangene, in irgendeiner Weise zu kurz gekommene, nicht ausgeschöpfte, unterdrückte, womöglich verdrängte Triebregungen, Entwicklungsimpulse, sprich, psychische Möglichkeiten zu Wort, die das bewusste Gewollte und Getane um den Teil ergänzen, der in ihnen nicht berücksichtigt worden ist. Es handele sich um das nicht zum Bewusstsein zugelassene, aber doch mögliche Leben eines Menschen, das ihn in seinem ganzen bewussten Verhalten zwanghaft bestimme. Durch die Bedeutung des kollektiven Unbewussten als Ausdruck der allgemeinen menschlichen Natur, des Insgesamt der menschlichen Möglichkeiten, werde es zu einer tendenziell jede Einseitigkeit des Bewusstseins kompensierenden Botschaft, die notwendig und unveräußerlich sei und korrigierend, ganzmachend und heilend wirke.
Die konkrete Gestalt eines Märchens sei abhängig von der Gestalt des Bewusstseins, da das Unbewusste die Komponente des menschlichen Geistes sei, die das Bewusstsein kompensiere und zur Vollständigkeit des menschlichen Wesens ergänze. Das Märchen, als symbolisch zu nehmender Ausdruck des kollektiven Menschwesens aufgefasst, sei demnach als eine Botschaft des Unbewussten zu verstehen, die, wie der Traum die Einseitigkeiten des Einzelmenschen ausgleichen solle, gewissen Einseitigkeiten der kollektiven Bewusstseinsentwicklung entgegensteuern, ein Gleichgewicht wiederherstelle solle, das verloren zu gehen drohe. Märchen bieten demnach prinzipiell ein Bild des vollständigen Menschwesens an, seiner Ganzheit. Das Märchen erscheine als ein Versuch des Unbewussten, eine die Einseitigkeiten des bewussten Ich auszubalancierende Gestaltung des Unbewussten zu schaffen, die kompensierend wirkt und die verloren zu gehen drohende Ganzheit wiederherzustellen trachtet.
In diesem Sinne versteht Kuckartz auch Michael Endes Die unendliche Geschichte. Er sieht die gesamte Abfolge der Phantasieeinfälle ihrer Hauptfigur als offensichtlich und lückenlos konstelliert durch eine bestimmte, ausweglos erscheinende Bewusstseins- und Lebenssituation des Protagonisten. Diesem gelinge die Lösung seiner Probleme durch die kompensatorischen, heilend wirkenden Produktionen seines auf den Plan gerufenen Unbewussten. Auf deren sicher gezeichneter Spur werde er behutsam, aber entschieden zum Ausgleich all seiner Einseitigkeiten geführt. Letztendlich gelange er dadurch zur Reife, zur Bildung im Sinne seiner Selbstverwirklichung, die durch die vorausgegangene Selbsterkenntnis ermöglicht werde.
Die Aufgabe des Märchenhelden sei es, das richtige Verhältnis von Ich und Selbst darzustellen. Ein Ich, das so funktioniert, wie es die Ganzheit, das Selbst, erfordert. Der Held habe die gestörte Ordnung wiederaufzurichten. Er verkörpere Bedürfnisse des übergegangenen Lebens, die zum Wohl des Bewusstseins-Ichs mitberücksichtigt werden müssten, solle dieses nicht an seiner Einseitigkeit zugrunde gehen. Der Held symbolisiere die richtige Haltung gegenüber dem Selbst, das die Ganzheit repräsentiere. Er nehme das gesollte Schicksal einer zukünftigen Ganzheit vorweg. Er fungiere als Modell für eine Haltung, die eine Notsituation, in die das Ich wegen seiner wesensnotwendigen Beschränktheit hineingeraten sei, kompensatorisch zu überwinden suche. Kurz gesagt, der Märchenheld stelle ein Vorbild dar, dass demjenigen, der sich bewundernd mit ihm identifiziere, helfe, in seinem Sinne wieder das Ganzmachende, Heilende zu tun, dirigiert von den verborgenen Signalen des Unbewussten, ihnen demütig und gehorsam folgend, auf dass wiedergefunden und wiederherstellt werde, was verloren zu gehen drohte: die menschliche Ganzheit.
Durch seine Struktur als „Buch im Buch“ erfüllt Die unendliche Geschichte diese Funktion gleich auf doppelte Weise. So wie Atréju als Identifikationsfigur für Bastian diesen auf den Weg zu seiner persönlichen Entwicklung führt und seinen Reifungsprozess bis zum Schluss korrigierend begleitet, wird Bastian zur Identifikationsfigur für den Leser, der Endes Buch in den Händen hält. Wie Koreander betont, besteht Bastians Aufgabe darin, das, was er in Phantasien gelernt hat, zu nutzen, um beide Welten gesund zu machen, Phantásien, die Innenwelt, ebenso wie die Außenwelt, in der die Menschen leben.

##### Die unendliche Geschichteals Dummlingsmärchen
Kurckartz begreift die Unendliche Geschichte als „Dummlingsmärchen“. Der Dummling ist häufig der jüngste von drei Brüdern, gelegentlich auch ein Einzelkind. Sein Umfeld beurteilt ihn als „tumb“. Er ist nicht einfach dumm oder idiotisch, sondern naiv und weltunterfahren, unangepasst, sich seiner selbst und seiner speziellen Begabung noch unbewusst. Der Dummling trägt deshalb noch etwas vom ursprünglichen Chaos in sich, er wirkt unfertig, linkisch, eckt an. Seine Stunde schlägt, wenn sich die Welt verändert, wenn der König alt oder krank oder impotent wird oder eine andere Notlage eintritt, in der die angepassten Verhaltensweisen aller anderen zwangsläufig versagen und eine neue Lösung für die neuen Probleme erdacht werden muss, eine Innovation, wie es heute gerne heißt. Diese Lösung wird dann durch bislang im Dunkel und Abseits gebliebene Eigenschaften erbracht, die zuvor einmütig verachtet worden waren. Diese Eigenschaften erweisen sich plötzlich als unverbrauchte Möglichkeiten, deren Verwirklichung die Ordnung wiederherstellt. Doch zu diesem Zweck muss der Dummling zunächst beweisen, was in ihm steckt, muss Gefahren und Proben bestehen und sich als Retter und Heiland zeigen.
In der Regel tut sich der Dummling dabei durch symbolisch als weiblich geltende Eigenschaften hervor, Naturnähe oder Warmherzigkeit, und grenzt sich dadurch von männlichen Werten wie Ratio oder Willen zu Macht ab. Er hilft in Not geratenen Menschen oder Tieren, ohne nach dem Nutzen für sich selbst zu fragen, und stellt dann fest, dass sie sich als übermenschliche Mächte erweisen, die in ihrer Dankbarkeit dem Dummling auch bei der Lösung seiner Probleme beistehen. Sie sind damit ein Sinnbild für bisher nicht beanspruchte Kräfte seines eigenen Inneren. Der Dummling tut, was kein sogenannter Vernünftiger tun würde, wenn man es von ihm verlangt, aber die merkwürdige Auflage von außen erweist sich im Nachhinein als Verwirklichung seines innersten Wesens.

„Der Dummling hat die Fahrten und Abenteuer der Seele zu bestehen, er muss seine Suchwanderung antreten, wo er zu finden hat, was allen abgeht, aber was er der Möglichkeit nach, ihm selber verborgen, d. h. unbewusst, in sich trägt und in harter Anstrengung aus sich herausgebiert und an den Tag bringt und so sich selbst verwirklicht, d. h. der wird, der er ist. Am Schluss hat er die Prinzessin erlöst und sich mit ihr vereinigt und lange in Weisheit regiert, d. h. eine neue Einstellung der Welt im Ganzen gegenüber, die der alten überlegen ist oder deren Einseitigkeit ergänzt hat, ist an die Herrschaft gekommen, bis auch sie alt wird und abermals ersetzt wird: Der König, das herrschende Bewusstsein, muss stets erneuert werden.“

Dummlingsmärchen finden sich häufig, vor allem aber in der Märchensammlung der Gebrüder Grimm, Grimms Märchen.
Dummlingsmärchen bei Grimm: KHM 33 Die drei Sprachen, KHM 54 Der Ranzen, das Hütlein und das Hörnlein, KHM 57 Der goldene Vogel, KHM 62 Die Bienenkönigin, KHM 63 Die drei Federn, KHM 64 Die goldene Gans, KHM 97 Das Wasser des Lebens, KHM 106 Der arme Müllerbursch und das Kätzchen, KHM 165 Der Vogel Greif, KHM 54a Hans Dumm, KHM 64a Die weiße Taube.
Ihre Entsprechung in der Weltliteratur finden sie bei Wolfram von Eschenbach im Parzival.
Auch der Held bzw. Antiheld der Unendlichen Geschichte ist ein scheinbar Zukurzgekommener, in dem weit mehr an Möglichkeiten und Werten stecken, als seine normale Umwelt bisher aus ihm herausholen konnte. Dies begründet sich aber nicht in einem Versagen des Protagonisten, sondern vielmehr darin, dass sein Umfeld andere Qualitäten bevorzugt, als Bastian sie aufzuweisen hat. Erst als seine Alterwirklichkeit in eine alles bedrohende Notlage gerät, lernt Bastian einzusehen, dass er selbst die Panazee, das gesuchte Allheilmittel ist. Diejenigen seiner Eigenschaften, an deren Wert er bislang nicht geglaubt hatte, weil sie von seiner Umwelt nicht anerkannt oder herausgefordert worden waren, vor allem seine Phantasiebegabung, erweisen sich als Schlüssel zur Lösung des scheinbar unlösbaren Problems. Diese Erkenntnis ermöglicht Bastian, weitere Fähigkeiten in sich zu entdecken, die er bei sich selbst nicht für möglich gehalten hätte, weil er nicht an sich selbst glauben konnte: Mut, Entschlossenheit, Ausdauer und andere innere Stärken, vor allem aber seine Liebesfähigkeit, das Ja zu sich selbst.

##### Nachahmung von Märchenelementen
Schnöbel vergleicht die Unendliche Geschichte mit dem Kunstmärchen, kommt dabei aber zu dem Schluss, dass der Roman zwar eine ganze Reihe von Märchenelementen aufweist, die ganz unterschiedlichen Märchengattungen entstammen, dass diese aber oftmals nur oberflächlich nachgeahmt oder nachgestellt wurden, ohne ein festes Fundament zu besitzen, und dabei funktional eine grundlegende Veränderung erfahren haben. Scheinbar Märchenhaftem liegen oft märchenuncharakteristische Züge zugrunde. Die unendliche Geschichte orientiere sich insgesamt nur begrenzt am Gattungsvorbild, dem Volksmärchen. Den wichtigsten Grund dafür sieht Schnöbel darin, dass Michael Ende das Geheimnis der Welt, das einst im Mythos enthalten war und im Märchen einen ästhetischen Ausdruck gefunden hatte, durch das Geheimnis des Ichs ersetzt habe. Ende habe unter Beibehaltung der märchenhaften Hülle den Gehalt gewechselt.
Ähnliche Wendungen haben sich auch in der Science-Fiction-Literatur vollzogen. Sie sind im Kontext einer postmodernen Sinnkrise zu sehen. Die Welt ist durch die Naturwissenschaften zwar erklärbarer und kontrollierbarer, aber keineswegs sinnvoller geworden. Die daraus resultierende Sinnsuche hat in der Science-Fiction-Literatur eine Thematisierung des „Inner Space“ nach sich gezogen. Bei Ende führt sie zu einer Mythologisierung des Ichs.
Die Märchenelemente nehmen vor diesem Hintergrund lediglich eine dienende Funktion ein; aus poetischer Perspektive sind sie anderen, märchenfremden Aspekten funktional untergeordnet. Dennoch sind sie für die Darstellung der Handlung und die Formung der Intention eminent wichtig und in hohem Maße für den Erfolg des Buches verantwortlich.
Nach Ostmeier verschieben die konventionell narrativen Märchenstrukturen und weiterer typische, von Vladimir Propp für die Morphologie des Volksmärchens nachgewiesene „Spielzüge“ und „Funktionen der dramatis personae“ den traditionellen Konflikt zwischen Gut und Böse auf den Konflikt zwischen Wahr und Falsch bzw. Sehen und Verblendung. Statt wie im klassischen Märchen am Ende sozial aufzusteigen, gewinnt Bastian Einsicht in die spektakuläre Macht der Phantasie und ihre Grenzen.
Zunächst muss Bastian der Kindlichen Kaiserin einen neuen Namen geben, um ihr Land neu zu ordnen, es vor Krankheit, Verwüstung und Zerstörung zu bewahren. Danach muss er seinen „Wahren Willen“ finden, um auch seine Alltagsrealität von Betrug und Lüge zu befreien. Diese doppelte Aufgabe, die Bastians poetische und psychische Kompetenzen herausfordert, erweist sich schließlich als Schlüssel zu seinem Glück.

„Wovon Märchen erzählen
Die echten Märchen sind keine beliebigen Wundergeschichten, die sich in früheren Zeiten das ‚unwissende und abergläubige Volk‘ zusammengefabelt hat. Das Volk erfindet solche Dinge nicht, aber es überliefert sie wortgetreu von Generation zu Generation, weil es die Wahrheit spürt, die darin steckt. Die echten Märchen und Erfahrungsberichte aus einer anderen (sagen wir: inneren) Wirklichkeitswelt, mitgeteilt von anonymen Autoren, die bis in alle Einzelheiten hinein genau wussten, was sie sagten. Da dem modernen westlichen Menschen aufgrund seiner begrifflichen Denkweise die Erfahrung dieser anderen Wirklichkeit so gut wie völlig abhanden gekommen, deutet er – falls er Märchen überhaupt zur Kenntnis nimmt – diese Berichte entweder historisch (die Hexe, den Königssohn, den Drachen, das Zauberschwert usw.) oder psychologisch. Beides halte ich für falsch oder doch zumindest für unzureichend.
 Das Märchen spricht nicht von einer äußeren gesellschaftlichen Welt, und wenn es Elemente daraus verwendet, dann nur als Metapher für jene andere Wirklichkeit. Dort gibt es eben die Hexe, den Königssohn, den Drachen und das Zauberschwert – und wird sie immer geben. Die psychologische Deutung halte ich insofern für unzureichend, als sie alle diese Dinge für gewöhnlich nur symbolisch versteht. Sie geht sozusagen davon aus, dass das Märchenbild das Uneigentliche sei, das man durch Interpretation ins Eigentliche, nämlich in ‚konkrete‘ Begriffe, umwandeln müssen, damit man auf den Kern der Sache kommt. Auch in der Traumdeutung geht man ähnlich vor. Damit führt man eine Kausallogik, die für die ‚äußere‘ Realität durchaus eine gewisse Berechtigung hat, in jene andere Wirklichkeit ein, in der ganz und gar andere Regeln und Gesetze gelten. Auch die Frage der Grausamkeit, überhaupt die Frage nach Gut und Böse, lässt sich dort nicht mit den in der ‚äußeren‘ Welt geltenden Moralvorstellungen unter einen Hut bringen.
Gibt es also gar keine Möglichkeit mehr für uns, Märchen zu verstehen?
Ich denke, doch. In jedem Menschen liegt ursprünglich die Möglichkeit, diese andere Wirklichkeitswelt zu erfahren. Dort kann man dann seine Fragen stellen und seine Prüfungen erleben. Das setzt freilich voraus, dass man den Zugang zu ihr nicht mit allen Mitteln verschüttet, sondern das Wissen um ihn von früh an pflegt und lehrt. Aber das hieße eben, dass die ganze Denkrichtung unserer Zivilisation, die ja nur nach außen gerichtet ist, sich ändert.
Vielleicht wird es in Zukunft einmal Schulen geben, in denen man das richtige Träumen lernt.“

##### Bastians Ausgangssituation
„Bastian ist nicht […] einfach nur ein Junge, dem es ein bisschen an Selbstbewusstsein fehlt und der deswegen leicht einzuschüchtern ist. Bastian ist ein Kind, das sich in einer banalen, kalten, nur rationalen Welt nicht zurechtfinden kann, weil es sich nach Poesie, nach dem Geheimnisvollen, nach dem Wunderbaren sehnt. Der Tod seiner Mutter und das Im-Schmerz-erstarrt-Sein des Vaters bringen diese Hilflosigkeit dem Leben gegenüber zu einer entscheidenden Krise, eben dem Lesen der Unendlichen Geschichte – der Frage nach dem Sinn seines Lebens, seiner Welt. In dieser Welt scheint alles bedeutungslos. In Phantásien hat alles Bedeutung. Ohne seinem Leben und dem Tod seiner Mutter Bedeutung zu geben, kann Bastian nicht existieren. Darin liegt der Grund, warum er in ein untergehendes Phantásien kommt. Das schleichtende Nichts, das Phantásien auffrisst, ist die Banalität, die Bedeutungslosigkeit der Welt.“

Ende lässt in der Unendlichen Geschichte erkennen, für wie bedeutungsvoll er Namen hält. Sie sind es, die einem Wesen oder Gegenstand seinen Bedeutungsgehalt verleihen. Ausgerechnet für den Namen des Protagonisten scheint dies nicht zu gelten. „Bastian Balthasar“ erscheint Kuckartz als „ungewöhnlich-umständlich-barocker Doppelname“, „Bux“ als „Trivialnachname“. Und der Name als solcher mutet mit seiner Alliteration seltsam an, mit „diesen drei B’s“, wie der Antiquariatsbesitzer Koreander sagt, dessen Geschäft Bastian zu Beginn der Erzählung betritt. Kuckartz versucht im Folgenden nachzuweisen, dass Ende den Namen seines Helden bzw. Antihelden nicht besonders ernst genommen, sondern hier mit dem ironischen Augenzwinkern eines modernen Märchenerzählers geschrieben habe, der den eigenen ernsthaften Anspruch des Erzählten keineswegs aufhebe, sondern es erst ermögliche.
An dieser Stelle irrt Kuckartz, denn für Ende war Die unendliche Geschichte nicht nur ernst, sondern sogar todernst gemeint. „Wenn es nicht übertrieben klänge, würde ich sagen: Ich habe mit dem Buch zum Teil um mein Leben gekämpft“, beschreibt Ende seine Auseinandersetzung mit dem für ihn überaus wichtigen Stoff. Betrachtet man Endes Ausführungen über ein Kind, das in einer banalen, bedeutungslosen Welt zu scheitern droht, erkennt man Endes tatsächliche Intention bei der Namensgebung: Ein Protagonist, der in einer scheinbar banalen Welt ein scheinbar belangloses Leben führt, benötigt in einem Kontext, in dem jeder Name von entscheidender Bedeutung ist, natürlich auch einen banal-belanglosen Namen.
Wie Kuckartz hingegen zu Recht feststellt, wohnen Bastian von Anfang an weitaus mehr Fähigkeiten inne, als er sich selbst zuschreibt. Dazu gehört eine „gewisse Pfiffigkeit“ ebenso wie eine „entwickelbare Tapferkeit“. Bastian habe nichts anderes zu lernen als jedermann: nämlich zu sich selbst zu stehen und sich mit seinem Wesen und auch mit dessen Grenzen und Schwächen abzufinden.
Bastian wird als ein Außenseiter eingeführt, der alle Züge eines Antihelden trägt, als eine Figur, die Mitleid erregt. In dem Gespräch mit Herrn Koreander kristallisiert sich Bastians physische, psychische, familiäre und soziale Situation heraus. Bastian wird von Ende mit Attributen beschrieben, die in der westlichen Gesellschaft als negativ besetzt gelten; vor allem aber ist Bastians Selbsteinschätzung überwiegend negativ. Er sei dick und blass, ängstlich, ein Schwächling, ein Sitzenbleiber, der von den Mitschülern gehänselt und gequält wird, eine Niete in Sport und Turnen, was in seinem Alter unter Jungen leicht einem Todesurteil gleichkommt. „Ein Versager auf der ganzen Linie“, wie Koreander es zusammenfasst.
Bastian erinnert sich später daran, dass er wie ein Mehlsack am Turnseil zu hängen pflegte, ein einziges Gespött für Lehrer und Schüler. Er wird von allen verachtet und hat zuletzt auch sich selbst zu verachten gelernt. Hinzu kommt, dass seine Mutter verstorben ist, und sein Vater, der davon immer noch verstört und erstarrt ist, wirkt geistig abwesend, innerlich leer und tot. Niemand kümmert sich wirklich um Bastian, er ist „der Sohn niemands“.
Bastian ist bereit zu fliehen, vor seinen Mitschülern, vor Koreander, vor seinem Vater, vor dem Hausmeister der Schule, vor der ganzen Welt, vor allem vor sich selbst. Er ist gewillt, der lieblosen Welt, in der er sich überflüssig empfunden hat und keinen passenden Platz findet, für immer den Rücken zu kehren. Anfangs hat er noch keine konkrete Vorstellung davon, wie er das anstellen soll. Ein Überleben auf dem Schulspeicher, auf den er sich flüchtet, erscheint auf Dauer unmöglich, eine Rückkehr in sein gewohntes Umfeld schließt Bastian aber ebenfalls aus. Der mögliche Ausweg aus diesem Dilemma, die Selbsttötung, wird durch Ende zwar dezent angedeutet, bleibt aber unkonkret.
Es mangelt Bastian an Zuwendung, Anerkennung und Selbstvertrauen. Er versagt, weil er kein Selbstvertrauen hat, und er hat kein Selbstvertrauen, weil er versagt. Diesen Teufelskreis kann er nur durchbrechen, indem er beginnt, an sich selbst zu glauben. Doch das fällt ihm schwer, solange andere ihm nur mit Ablehnung begegnen. Am Beispiel von Herrn Koreander wird deutlich, dass ihm diese Ablehnung ohne Gründe widerfährt, die in seiner eigenen Person liegen. Koreanders Mutmaßungen, warum Bastian sich auf der Flucht befindet, erweisen sich als falsch, denn sie sind ausschließlich auf Vorurteile gegründet. Dass es sich um die gleichen Vorurteile handelt, denen Bastian auch in seinem Alltagsleben immer wieder begegnet, wird deutlich, als Koreander über Kinder zu reden beginnt. Er begegnet ihnen mit Misstrauen, wenn nicht gar Ablehnung, doch ist es nicht so sehr das einzelne, individuelle Kind, das er ablehnt, sondern das Kindsein als solches und die damit verbundenen Werte.
Zudem begreift Koreander nicht, dass sein eigener Name die gleiche Kuriosität aufweist, die er an Bastians Namen kritisiert. In Wahrheit haben die beiden sogar einiges gemeinsam. Einen Vornamen, der als Alliteration drei gleicher Buchstaben beginnt, aber auch die Leidenschaft für Bücher. Schon an dieser Stelle findet sich also ein deutlicher Appell Endes für Altruismus und gegen Fremdenfeindlichkeit; Ende macht deutlich, dass Menschen, die einander ablehnen, weil der andere fremd ist, oft gar nicht so verschieden sind. Bastians Probleme hängen – wie sich später zeigt – miteinander zusammen und bilden ein einziges Konglomerat.
Bastians Gespräch mit Koreander erscheint somit als eine erste Prüfung, bei der er sich weit besser schlägt, als es seiner Selbsteinschätzung entspricht, die er letztlich aber nicht besteht. Denn um sie zu bestehen, müsste er Koreander dazu überreden, ihm jenes Buch zu verkaufen, das er als das Buch der Bücher betrachtet: Die unendliche Geschichte. Doch an dieser Aufgabe scheitert Bastian, weil es ihm nicht gelingt, Koreander von seiner Verachtung der Kinder (und damit des Kindlichen als bedeutenden Wertes) abzubringen. Koreander signalisiert zwar ein wachsendes Interesse an Bastian, das Bastian aber nicht in eine veränderte Grundhaltung verwandeln kann, denn um das zu erreichen, müsste er Koreanders Vorurteilen sein eigenes Selbstvertrauen entgegensetzen. Doch genau das gelingt ihm zu diesem Zeitpunkt noch nicht, da ihm exakt dieses Selbstvertrauen fehlt, das allein ihm die Fähigkeit verleiht, Dinge zum Positiven zu verändern. Es ist konsequent, dass Bastian und Koreander erst in dem Augenblick Freundschaft schließen, als Bastian verändert aus Phantásien zurückkehrt und dem alten Buchhändler die vielen Gemeinsamkeiten, die beide haben, begreiflich machen kann – und überrascht feststellen muss, dass ihre größte Gemeinsamkeit darin besteht, dass auch Koreander einst ein Phantásienreisender war, auch wenn er im Laufe seines Lebens viel von dem, was er in Phantásien gelernt hat, vergessen zu haben scheint. Doch genau das ist ja der Grund, warum Bastian nach Phantásien reisen musste: um der Kindlichen Kaiserin einen neuen Namen zu geben, um zu erneuern, was in Vergessenheit zu geraten droht.
Schon auf diesen ersten Seiten des Buches wird deutlich, dass Bastians negative Selbsteinschätzung seinem wirklichen Charakter nicht gerecht wird. Er glaubt, mutlos und unentschlossen zu sein, sich nicht wehren zu können. Doch er findet den Mut, Koreander zu widersprechen, als dieser seine Vorurteile äußert, und es gelingt ihm mit wenigen Worten, den Buchhändler zum Nachdenken zu bewegen und sich ein Stück weit seinen Respekt zu verdienen. Zudem resultiert sein Versagen in der Schule offensichtlich nicht aus einem Mangel an Intelligenz oder Wissen, da Bastian sehr interessiert an Büchern ist und ihren Inhalt korrekt erfassen kann. Der Diebstahl des Buches ist ebenfalls ein Zeichen seiner Entschlossenheit. Koreander hat ihm deutlich mitgeteilt, dass er Bastian kein einziges Buch verkaufen werde, und dieses, das ihm selbst wichtig ist, werde er ihm schon gar nicht verkaufen. Viele andere hätten auf das Buch verzichtet, Bastian aber bringt es an sich. Er ist ein Mensch, der seine Wünsche verwirklicht; auch dies ist ein Motiv, das im weiteren Verlauf der Erzählung sehr bald wieder eine Rolle spielt.
Offensichtlich schlummert in Bastian also Potenzial, das nur noch nicht geweckt worden ist. Dies wird besonders deutlich, als seine hervorragendste Eigenschaft zur Sprache kommt, seine Phantasie, die Fähigkeit, sich Geschichten auszudenken, Namen und Wörter zu erfinden. Eine Gabe, die nicht nur sein eigenes Leben zum Besseren wenden kann, sondern sich letztendlich als Heilmittel und Rettung für die gesamte Welt erweisen wird. Doch wird sie anfangs weder von Bastian selbst noch von seinem Umfeld als Gabe erkannt oder gar anerkannt. Bastians Mitschüler verspotten ihn als Spinner, Mondkalb, Aufschneider oder Schwindler. Sie lehnen es ab, dass der Junge seine Phantasie gebraucht. Erst nach und nach erkennt Bastian ihren Wert und findet den Mut, seine Fähigkeit als etwas Positives anzunehmen.
Indem er als Außenseiter eingeführt wird, kann Bastian als Antiheld die Phantasiefeindlichkeit seiner Umwelt spiegeln, denn er negiert seine Fähigkeiten allein deshalb, weil sie nicht in die herrschenden Normen passen. Der Protagonist ist somit bereits im Ansatz darauf angelegt, Kritik an der „aufgeklärten“ Rationalität zum Ausdruck zu bringen, die Ende in seinen Schulkameraden personalisiert. Die 500 besten Ärzte Phantásiens können mit ihrer Wissenschaft die Kindliche Kaiserin nicht heilen, Bastian mit seiner Phantasie und seiner Fähigkeit des Namensgebens aber schon.
Die Tatsache, dass die Haltung der anderen Bastian zu Selbstgesprächen zwingt, schließt den Teufelskreis zwischen objektiver Isolation und der Flucht in erfundene Geschichten. Die Geschichten werden zum Fluchtort, weil Bastian nicht gestattet wird, sich in eine Kommunikationsgemeinschaft einzubringen, geschweige denn, dass er von ihr anerkannt würde.
Bastian zieht sich nach dem Diebstahl des Buches aus dem lauten Alltag in einen stillen Winkel zurück, den vergessenen Speicher seiner Schule. Es ist ein Rückzug in die Einsamkeit. Dies ist die unerlässliche Voraussetzung jeder Einkehr in sich selbst, der Introversion. Sie bildet das Tor des Weges nach innen und jeder Initiation, und zwar für jeden, der eine solche Besinnung und Änderung seines Lebens notwendig braucht, weil er in der äußeren Welt und mit sich selbst nicht mehr zurechtkommt.
Vor diesem Hintergrund erscheint es nur konsequent, dass das erste Wesen, dem Bastian begegnet, als er seine Leseerfahrung mit der Unendlichen Geschichte, seine Reise nach Phantásien beginnt, ausgerechnet ein Irrlicht ist. Irrlichter sind kleine, geisterhafte, flammenartige Wesen, die in der Literatur oft vorkommen, zum Beispiel in Goethes Faust. Normalerweise leben sie im Sumpfland und bringen andere Lebewesen dazu, vom Weg abzukommen, sich zu verirren, im Sumpf zu versinken. Anders in der Unendlichen Geschichte. Hier hat sich das Irrlicht selbst verirrt, doch leistet es seinen Beitrag dazu, den verirrten Bastian auf seinen Lebensweg zu führen. Ein Hinweis darauf, dass die Dinge nicht so sein müssen, wie sie scheinen, und auch darauf, dass nicht jedes Vorurteil der Wirklichkeit entspricht. Diese Aussage findet sich auch im Bild der „Rennschnecke“. Assoziiert man mit Schnecken normalerweise eine kriechende, langsame Lebensform, handelt es sich hierbei um ein extrem schnelles Reittier, das seinen Besitzer rasch zum Ziel zu bringen in der Lage ist.
Mit seiner Schilderung der vier Botschafter tritt Ende Fremdenfeindlichkeit und Vorurteilen entschlossen entgegen. Obwohl sie Völkern entstammen, die einander normalerweise misstrauen, folgen sie hier einer gemeinsamen Mission und werden später Weggefährten, wenn nicht Freunde. Wie schon bei der Begegnung zwischen Bastian und Koreander gibt Ende dadurch den Hinweis, dass Unterschiede kein Grund sein müssen, sein Gegenüber abzulehnen. Hat man sich erst einmal näher kennengelernt, findet man oft mehr Gemeinsamkeiten als trennende Faktoren. Insbesondere Äußerlichkeiten spielen keine bedeutende Rolle. Die vier Parlamentäre sind von ihrer Gestalt her so unterschiedlich, wie Lebewesen nur sein können. Und doch sind sie in der gleichen Angelegenheit unterwegs und haben ähnliche Vorstellungen, Ziele und Wünsche.

„Kapitel 1: Während der langen Wartezeit befreundeten sich die vier ungleichen Boten innig und blieben auch späterhin zusammen.“

Auch Bastian wird später zu der Einsicht gezwungen, dass seine äußere Erscheinung keinen wesentlichen Einfluss darauf hat, ob er ein guter oder ein schlechter Mensch ist.
Die Schilderung, dass der Winzling als Erster am Elfenbeinturm ankommt, gibt, wie so vieles, einen Hinweis auf Bastians eigene Situation. Bastian glaubt, wehrlos zu sein, weil er klein und übergewichtig ist, doch gerade der kleine Winzling mit seiner Schnecke, dem die anderen keine Chance eingeräumt hatten, geht als klarer Sieger aus dem „Wettrennen“ der vier Botschafter hervor. Auch damit gibt Ende zu verstehen, dass es auf Äußerlichkeiten nicht entscheidend ankommt. Vielmehr ist es wichtig, an sich selbst und die eigenen Fähigkeiten zu glauben, wenn die eigene Unternehmung gelingen soll.

##### Der Eintritt nach Phantásien
Schon Koreanders Antiquariat, dessen Name in der Unendlichen Geschichte spiegelverkehrt gedruckt ist, charakterisiert Bastians Eintritt in das Reich der Phantasie. Alles, was in der Außenwelt als richtig herum erscheint, wird in Koreanders sonderbarem Laden gespiegelt und somit umgekehrt. Im Laden wie im Buch herrscht, anders als in der kompakten Welt der Arbeit, der Politik und einer grauen Alltäglichkeit, die vermeintliche Unwirklichkeit des Geistes und der Phantasie in Gestalt von zahllosen verlockendsten, geheimnisvollen Büchern für den dafür Empfänglichen. Auf diese Weise wird das Antiquariatsgeschäft selbst bereits zu einem ersten Tor in die andere Welt Phantásiens, die ja von der Alltagswirklichkeit her betrachtet eine verkehrte, die Verhältnisse auf den Kopf stellende, unwirklich-nichtige Welt ist. Zum Schluss werden dann aber die wahren Verhältnisse im Sinne Endes wiederhergestellt.
Als Bastian das Buch Die unendliche Geschichte an sich nimmt, glaubt er, einen Diebstahl zu begehen, etwas an sich zu bringen, was nicht ihm gehört, was nicht zu ihm gehört. Doch darin irrt Bastian. Das Buch sei aus dem Stoff gemacht, aus dem die Träume sind, wird Koreander ihm später erklären. Es müsse selbst bereits aus Phantásien stammen. Folglich könne Bastian es keinesfalls gestohlen haben. Er selbst vermisse auch kein solches Buch. Die Logik der Erzählung lässt auch gar keine andere Schlussfolgerung zu. Phantásien ist Bastians Innenwelt, und das Buch ist ein Teil von ihr. Indem Bastian das Buch an sich nimmt, beginnt er lediglich damit, das zu greifen, was ihm ohnehin bereits wesentlich zugehört, was untrennbar mit ihm verbunden ist.
Für den Leser bleiben Fragen offen, Fragen, die Ende bewusst unbeantwortet lässt. Hat Bastian auch die Existenz des Buches und dessen Diebstahl nur erfunden? Hier stellt sich noch einmal eine zentrale Frage des Buches: Wie real ist die Fiktion?

„Denn so wie Ende sein Märchen erzählt, kann es einem mitunter schwindlig werden und man ins Schwanken und in eine Verwirrung geraten, was Wirklichkeit ist und was Phantasie oder Traum, beziehungsweise sich fragen müssen, was das denn überhaupt sei, die Wirklichkeit: Wieso also ein Buch in sich selber vorkommen und sein Leser schließlich in seine Geschichte leibhaftig hineinschlüpfen könne.“

Ende vermeidet den billigen Kunstgriff, die Unendliche Geschichte etwa als eine Traumsituation abzutun. Würde er am Ende der Geschichte erklären, Bastian habe alles nur geträumt, könnte sich der Rationalist in jedem Leser beruhigt zurücklehnen und das Gelesene als bedeutungslos für seine Alltagsrealität abtun, es als Kinderei und Hirngespinst begreifen. Er könnte zurückkehren in die ernsthafte Wirklichkeit der Geschäfte und der Dinge. Doch genau diesen Ausweg will Ende dem Leser nicht lassen. Die Innenwelt ist ebenso real wie die Außenwelt, eine Umkehr und Neuorientierung weg von der materiellen Welt hin zu neuen, geistigen Werten erscheint unumgänglich.

##### Atréju als Bastians Alter Ego
Wie so viele andere Figuren der Unendlichen Geschichte entspricht auch Atréju einem bekannten Archetypus der Literatur, in diesem Fall dem Indianer als dem edlen Wilden. Es ist kein Zufall, dass Atréju an Karl Mays berühmte Romanfigur Winnetou erinnert; schon beider Umfeld wird ähnlich beschrieben. Auch ist er an Fritz Steubens „Tecumseh“ angelehnt. Atréju lebt in einer Art Prärie, dem „Gräsernen Meer“; wo Winnetou eine Rothaut ist, wird Atréjus Volk „Die Grünhäute“ genannt. Es führt ein naturverbundenes, genügsames, strenges und hartes Leben; die Männer tragen ihr Haar manchmal zu Zöpfen geflochten. Sobald der Leser die Parallelen erkennt, beginnt er die Figur in diesem Sinne zu interpretieren. Dies erleichtert ihm den Zugang, weil tatsächlich beiden Charakteren in etwa die gleichen Eigenschaften zugewiesen werden. Wie Winnetou ist Atréju gewandt, mutig, zu allem entschlossen, edel und ausdauernd. Atréju trägt außerdem Züge des mittelalterlichen Parzival, und wie dieser muss er sich auf eine „Große Suche“, also eine Quest bzw. Heldenreise begeben.
Atréju wird im Folgenden zu Bastians Führer und Wegbegleiter in das Reich der Phantasie. Wie er später erfahren soll, erfüllt er damit genau die Aufgabe, die die Kindliche Kaiserin für ihn bestimmt hat. Und die er bis zum Schluss des Romans ausfüllt, ohne dass sich seine diesbezügliche Funktion jemals verändern würde.
Atréju ist ein kleiner Junge, etwa in Bastians Alter. Wie Bastian hat Atréju in jungen Jahren seine Eltern verloren; beide wurden vom Büffel getötet, kurz nachdem Atréju zur Welt gekommen war.
Damit enden scheinbar die Gemeinsamkeiten zwischen Bastian und Atréju, der in allem Bastians genaues Gegenteil zu sein scheint. Während Bastian, um den sich niemand kümmert, sich selbst als „der Sohn niemands“ betrachtet, ist Atréju trotz des Todes seiner Eltern niemals einsam gewesen, weil ihn sein gesamter Stamm, alle Männer und alle Frauen, gemeinsam aufgezogen hat. In der Großen Sprache, die sein Volk spricht, bedeutet Atréju „Der Sohn aller“.
Bastian ist dick, blass und unsportlich, Atréju hingegen schlank, grünhäutig und durchtrainiert. Bastian findet keine Aufnahme in die menschliche Gesellschaft, Atréju befindet sich bereits auf der entscheidenden Jagd, die ihn zum Jäger machen soll, zum Mann, der vollwertiges Mitglied in der Gemeinschaft seines Volkes ist.
Bastian erscheint ängstlich und unentschlossen, Atréju hingegen ist voller Entschlusskraft und ohne Furcht. Ende hat seinen Namen aus dem Griechischen entlehnt, abgeleitet von atreus, furchtlos. Er teilt seinen Namen mit König Atreus von Mykene, mit Paul Atreides, der Messiasgestalt aus Frank Herberts Romanzyklus „Der Wüstenplanet“.
Eine Parallele zwischen Bastian und Atréju erscheint sich dadurch zu ergeben, dass Atréjus Umfeld, namentlich der Schwarzzentaur Caíron, der Atréju im Namen der Kindlichen Kaiserin des AURYN bringt, daran zweifelt, ob ein kleiner Junge seines Alters der Großen Suche gewachsen ist, auf den die Goldäugige Gebieterin der Wünsche ihn schickt. Anders als Bastian lässt sich Atréju durch den Zweifel jedoch nicht einen Moment lang verunsichern. Er erkennt die Bedeutung der Aufgabe, die die Kindliche Kaiserin ihm zugedacht hat, und zögert nicht einen Augenblick lang, sich ihr zu stellen. Dadurch erwirbt er sich Caírons Respekt, und der Schwarz-Zentaur begreift, dass die Kindliche Kaiserin die richtige Wahl getroffen hat.
Der Schwarz-Zentaur Caíron übernimmt gegenüber Atréju die Rolle, die Koreander gegenüber Bastian innehat. Koreanders Beschreibung ähnelt der eines märchenhaften Zauberers, wie sie in phantastischen Geschichten oft auftreten, um den Helden in Kontakt mit seiner Aufgabe zu bringen. Diese Funktion kommt auch Koreander zu. Der Archetyp des weisen Alten, der seinen jugendlichen Schützling mit seiner Aufgabe vertraut macht und ihn auf die Reise schickt. Doch während Bastian daran scheitert, Koreander von seinem Wert zu überzeugen und seine Reise ohne Koreanders Segen und gegen seinen Willen antreten muss, verlässt Atréju seinen Mentor in dem Bewusstsein, dass dieser an ihn glaubt und daran, dass die Große Suche Erfolg haben kann.
Wie Bastian steht Atréju eine Initiation unmittelbar bevor. Als Caíron eintrifft, befindet er sich auf der Jagd, die ihn zum Jäger machen soll, zum vollwertigen Teil der Gemeinschaft der Männer seines Stammes. Bereits in den frühen Zeiten der Höhlenmalerei bildeten Jagd, Spiritualität und Kunst eine untrennbare Einheit, die sich in Teilen bis heute erhalten hat. Mit der Jagd setzen sich seit jeher Literatur, Malerei, Dichtung und Musik intensiv auseinander. Der spirituelle Stammesjäger ist dabei ein bekanntes, wiederkehrendes Bild. Caírons Eintreffen unterbricht die Initiation, und zwar unmittelbar bevor sie zu ihrem erfolgreichen Abschluss kommt. Atréju hatte den Pfeil bereits angelegt, mit dem er den Purpurbüffel töten wollte, als ihn der Ruf Caírons bzw. der Kindlichen Kaiserin ereilte. Auch in diesem Punkt unterscheidet sich Atréju scheinbar von Bastian. Während letzterer die Chancen, die seine Fähigkeiten ihm bieten, nicht erkennt und nicht ergreift, versteht Atréju sehr schnell, dass sich ihm die Möglichkeit bietet, Teil von etwas viel Größerem zu werden. Wäre das Erlegen des Purpurbüffels lediglich eine einfache Jagd wie so viele andere gewesen, weist die „Große Suche“ alle Merkmale einer „Höheren Jagd“ auf, eine spirituelle Reise, wie sie in Esoterik und Literatur beschrieben wird, etwa im Lied „Cernunnos“ der Gruppe Faun Dadurch, dass Atréju den Purpurbüffel verschont, kann dieser ihm später helfen und weist ihm im Traum seinen Weg. Wie oft in solchen Geschichten wird Atréjus Masshalten also von einer höheren Macht belohnt. Atréju entfernt sich dadurch, dass er den Büffel verschont und neue Wege beschreitet, von den Werten seines Volkes; er muss dieses Volk verlassen und neue, eigene Wege beschreiten. Es gelingt ihm dadurch, neue Werte für sich zu erschließen – das Erschaffen einer neuen Wertewelt, wie es Ende ein Anliegen war. Atréju begibt sich auf eine spirituelle Reise, die wie so oft auf gänzlich anderem Wege zum Erfolg führt als dem, der offensichtlich ist.
Es gehört zu einer guten Leseerfahrung hinzu, dass es eine Identifikationsfigur gibt, die den Leser durch die Handlung führt, eine Romanfigur, mit deren Schicksal sich der Leser identifizieren kann und in der er die Bedeutung der Geschichte für sein eigenes Leben spiegelt. Atréju ist für Bastian, der Indianergeschichten mag, besonders die von Karl May, die perfekte Identifikationsfigur, weil er genau die Abenteuer erlebt, über die Bastian in Geschichten so gerne liest.
Doch Atréju ist weit mehr für Bastian als nur eine solche Identifikationsfigur. Atréju werden in der Unendlichen Geschichte alle Eigenschaften zugeschrieben, die Bastian an sich selbst schmerzlich vermisst. Damit wird er rasch zu Bastians Ich-Ideal oder Wunsch-Ich.
Bastian empfindet schmerzlich den ungeheuren Abstand, der ihn von Atréju trennt. So schlafen ihm die untergeschlagenen Beine ein: Er war eben kein Indianer Auch die Schilderung, wie Bastian wie ein glucksender Mehlsack am Kletterseil hängt und von Schülern und Lehrern verspottet wird, arbeitet vor allem die Unterschiede zwischen Bastian und Atréju heraus.
Bastian sucht krampfhaft nach Gemeinsamkeiten zwischen sich und Atréju.

„Trotzdem freute sich Bastian darüber, dass er auf diese Weise etwas mit Atréju gemeinsam hatte, denn sonst hatte er ja leider keine große Ähnlichkeit mit ihm, weder was dessen Mut und Entschlossenheit noch was seine Gestalt betraf. Und doch war auch er, Bastian, auf einer Großen Suche, von der er nicht wusste, wohin sie ihn führen und wie sie enden würde.“

„Bastian hätte viel darum gegeben, so zu sein wie Atréju, dann hätte er es ihnen allen gezeigt.“

Auch versucht Bastian sich wie Atréju zu verhalten, auch wenn es ihm einstweilen nur gelingt, ihn auf eine eher albern und lächerlich wirkende Weise nachzuahmen, da Bastians äußeres Verhalten nicht durch eine entsprechende innere Haltung gestützt wird.

„‚Hoi!‘ schrie er, ‚lauf, Artax, hoi! hoi!‘ […] Ein wenig beschämt kletterte er wieder von dem Turnbock herunter. Wahrhaftig, er benahm sich wie ein kleines Kind!“

„Als er Hunger bekam, aß der Junge ein Stück getrocknetes Büffelfleisch und zwei kleine Fladen aus Grassamen, die er in einem Sack am Sattel aufbewahrt hatte – eigentlich für seine Jagd. // ‚Na also!‘ sagte Bastian, ‚ab und zu muss der Mensch einfach was essen.‘ Er holte das Pausenbrot aus der Mappe, packte es aus, brach es sorgfältig in zwei Stücke, wickelte das eine wieder ein und steckte es weg. Das andere aß er auf.“

„Auch Bastian hatte Hunger, und er fror, trotz der umgehängten Militärdecken. Plötzlich verlor er jeden Mut, und sein ganzer Plan kam ihm völlig verrückt und sinnlos vor. Er wollte heimgehen, jetzt gleich, auf der Stelle! […] ‚Nein‘ sagte er plötzlich laut in die Stille des Speichers hinein, ‚Atréju würde nicht so schnell aufgeben, bloß weil es ein bisschen schwierig wird. Was ich angefangen habe, muss ich zu Ende führen. Jetzt bin ich schon zu weit gegangen, um noch umzukehren. Ich kann nur noch weitergehen, was auch daraus werden mag.‘ Er fühlte sich sehr einsam, und doch war in diesem Gefühl zugleich so etwas wie Stolz. Stolz darauf, dass er stark geblieben war und der Versuchung nicht nachgegeben hatte. Ein ganz klein wenig Ähnlichkeit hatte er doch wohl mit Atréju!“

Gerade an dieser Stelle des Buches begegnen sich Bastians „Altes Ich“ und sein beginnender innerer Wandel. Zwar zeigt Bastian hier zum ersten Mal so etwas wie Durchhaltevermögen, das ihm zuvor nicht zu eigen war, doch ist es ja eigentlich nur die Flucht vor seinen eigenen Problemen, die er aufrechterhält, während Atréju sich seinen Aufgaben stellt. Seine scheinbare Gemeinsamkeit mit Atréju erweist sich somit als Selbsttäuschung. Um zu sein wie Atréju, müsste Bastian nach Hause gehen und sich bei Koreander entschuldigen, etwas, das er gegen Ende des Buches dann auch endlich tut.
Nach und nach gleichen Bastians und Atréjus Lebensweg sich auf diese Weise scheinbar aneinander an. Bastian isst, wenn es Atréju in der Geschichte tut. Er teilt sich sorgfältig seinen Proviant ein, als ob er ebenfalls eine lange Reise angetreten hätte. Er weint mit seinem Phantasie-Gefährten, als dessen Pferd Artax in den Sümpfen der Traurigkeit versinkt. Als Atréju schläft, legt Bastian eine Lesepause ein und sucht die Toilette auf. Bastian identifiziert sich völlig mit diesen fiktiv gesteigerten lichten Seiten von Atréjus Wesen. Vorerst nutzt Bastian diese Identifikation hauptsächlich dazu, sein bisheriges Ich abzulehnen, um dem Traum- bzw. Wunsch-Ich näher zu kommen.

„Dann erschrak Bastian, denn in einem dunklen Winkel bewegte sich eine Gestalt. Erst auf den zweiten Blick erkannte er, dass dort ein großer, halbblinder Spiegel stand, in dem er undeutlich sich selbst gesehen hatte. Er ging näher heran und betrachtete sich eine Weile. Schön war er wahrhaftig nicht mit seiner dicken Figur und den X-Beinen und diesem käsigen Gesicht. Er schüttelte langsam den Kopf und sagte laut: ‚Nein!‘“

Die Gefahren eines solchen Sich-Hineinwünschens in jemand anderen sind ihm zu diesem Zeitpunkt noch vollkommen unbewusst. Erst später, im zweiten Teil des Buches, als es um ihre Überwindung geht, wird dies zum Problem und zum Hauptanliegen seiner inneren Entwicklung.
Indem Bastian versucht, der Realität zu entfliehen und sich in seine Phantasie zu flüchten, verschwimmen für ihn nach und nach die Grenzen zwischen Realität und Fiktion, bis er schließlich selbst in die Geschichte hineingerät, aus der er später kaum wieder herausfindet. Dies wird zum ersten Mal deutlich, als Atréju einen Schrei hören kann, den Bastian ausgestoßen hat.

„Bastian stieß einen leisen Schreckenslaut aus. // Ein Schreckensschrei hallte durch die Schlucht und wurde als Echo hin und hergeworfen. Ygramul drehte ihr Auge nach links und rechts, um zu sehen, ob da noch ein anderer Ankömmling war, denn der Junge, der wie gelähmt vor Grausen vor ihr stand, konnte es nicht gewesen sein. Aber da war niemand. // ‚Sollte es am Ende mein Schrei gewesen sein, den sie gehört hat?‘ dachte Bastian zutiefst beunruhigt. ‚Aber das ist doch überhaupt nicht möglich.‘“

Wie tief Bastian bereits in die Geschichte verstrickt ist, wird aber erst deutlich, als Atréju am Südlichen Orakel das Zauber-Spiegel-Tor durchschreitet, das sein wahres Wesen offenbart.

„Es war schwer zu glauben, dass man gerade durch diese metallene Fläche sollte hindurchgehen können, doch Atréju zögerte keinen Augenblick. Er rechnete damit, dass ihm, wie Engywuck es beschrieben hatte, irgendein Entsetzen erregendes Bild seiner selbst in diesem Spiegel entgegentreten würde, doch das erschien ihm nun – da er alle Furcht zurückgelassen hatte – kaum der Beachtung wert. Indessen, statt eines Schreckbildes sah er etwas, worauf er ganz und gar nicht gefasst gewesen war und das er auch nicht begreifen konnte. Er sah einen dicken Jungen mit blassem Gesicht – etwa so alt wie er selbst – der mit untergeschlagenen Beinen auf einem Mattenlager saß und in einem Buch las. Er war in graue, zerrissene Decken gewickelt. Die Augen dieses Jungen waren groß und sahen sehr traurig aus. Hinter ihm waren einige reglose Tiere im Dämmerlicht auszumachen, ein Adler, eine Eule und ein Fuchs, und noch weiter entfernt schimmerte etwas, das wie ein weißes Gerippe aussah. Genau war es nicht zu erkennen. // Bastian fuhr zusammen, als er begriff, was er da eben gelesen hatte. Das war ja er! Die Beschreibung stimmte in allen Einzelheiten. Das Buch begann in seinen Händen zu zittern. Jetzt ging die Sache entschieden zu weit! Es war doch überhaupt nicht möglich, dass in einem gedruckten Buch etwas stehen konnte, was nur in diesem Augenblick und nur für ihn zutraf. Jeder andere würde an dieser Stelle dasselbe lesen.“

Wenig später gelingt es Bastian, Atréju ein Kommando zuzurufen, das dieser auch befolgt.

„Atréju hatte Lust, wegzugehen. Er wandte sich zurück, ging auf das runde Zauber Spiegel Tor zu und betrachtete dessen Rückseite einige Zeit, ohne zu begreifen, was es bedeuten solle. Er beschloss, fortzugehen, // ‚Nein, nein, nicht fortgehen!‘ sagte Bastian laut. ‚Kehr um, Atréju. Du musst durch das Ohne Schlüssel Tor!‘ // wandte sich dann aber doch wieder dem Ohne Schlüssel Tor zu.“

Das Zauber Spiegel Tor bedient sich einer Bedeutung des Spiegels, wie sie im Okkultismus verbreitet ist. Dort dienen solche Spiegel dem Zwecke des Hellsehens. Damit wird die Erkenntniserweiterung für Atréju mit dem Hellsehen der Magie verbunden. Berger sieht Parallelen zwischen den drei Toren der Unendlichen Geschichte und den fünfzig Toren der kabbalistischen Intelligenz, die ebenfalls zur Erkenntnis führen.
Atréju werde am Zauber Spiegel Tor das Bild seines wahren Wesens sehen, hatte Engywuck zu ihm gesagt. Was er sieht, ist ein Bild von Bastian. An dieser Stelle wird also unmissverständlich klar, dass die eine Figur, Atréju, als das Alter Ego der anderen, Bastian, anzusehen ist. Umgekehrt ist Bastian als das Spiegel-Ich Atréjus zu betrachten. Die scheinbaren Gegensätze zwischen den Figuren sind also gar keine Gegensätze. Vielmehr ergänzen sich beide durch ihre Unterschiede perfekt.
Jung bezeichnet solche Charaktere als „Schattenfiguren“, die in einem komplementär-kompensatorischen Verhältnis zueinander stehen. Während Jung verschiedengeschlechtliche Charaktere als Animus-/Animafiguren auffasst, sieht er in gleichgeschlechtlichen oft zueinandergehörige Figuren, von denen die eine, „dunkle“, als Schattenfigur der anderen, „hellen“, aufgefasst werden kann, aber auch umgekehrt, so dass ihrer beider Verhältnis wesentlich als einander ergänzend betrachtet werden muss. Gemeinsam bilden sie eine einzige Persönlichkeit, eine Gesamtpersönlichkeit.
Atréju ist als der Schatten Bastians anzusehen, da Bastian als Versager aber selbst im Schatten lebt, erscheint Atréju folgerichtig als die lichte Figur, der Held. Auch dies steht im Einklang mit den Lehren Jungs, die besagen, dass in speziellen Fällen auch die helle Figur die Schattenfigur sein kann.
Dass Bastian und Atréju überhaupt in einem solchen Verhältnis zueinander stehen, wird dadurch ermöglicht, dass auch Bastian Balthasar Bux eine reine Phantasie- oder Kunstfigur ist. Allerdings scheint er der gewohnten Wirklichkeit viel näher zu stehen als Atréju. Dadurch gelingt Ende die Illusion, dass sich Phantasie und Wirklichkeit an dieser Stelle tatsächlich miteinander verbinden und das Eine in das Andere übergeht.
In der Erkenntnis des komplementär-kompensatorischen Charakters der beiden Figuren liegt gewaltiges Potenzial für Bastians Persönlichkeitsentwicklung.
Bastian wünscht sich zu sein wie Atréju, doch wird Atréju erst durch Bastian zu dem, was er ist. Nicht nur, weil er nichts weiter ist als das Spiegelbild von Bastians Wünschen und Träumen, sondern weil sein Auftreten ohne Bastian, ohne die zweite Hälfte seiner Persönlichkeit, vollkommen sinnlos wäre. Atréju erfährt in der Unendlichen Geschichte keine eigene Entwicklung, es ist nicht seine Geschichte. Er erfüllt von Anfang an nur eine Funktion. Er ist derjenige, der Bastian führt, nach Phantásien hinein und aus Phantásien wieder heraus. Atréju ist Bastians Alter Ego, sein Wunsch-Ich, der Mensch, der Bastian gerne wäre, seine Identifikationsfigur, die sein Interesse an der Geschichte aufrechterhält, die seine Phantasie beflügelt. Die Kindliche Kaiserin hat ihn dazu bestimmt, Bastian die Problematik begreiflich zu machen und ihn in das Reich der Phantasie zu führen. Eine andere Aufgabe hat Atréju nicht. Und später wählt ihn Bastian als seinen Wegbegleiter, der ihn letztendlich in seine eigene Welt zurückführt.
Damit wird klar, dass es auf die Details, die er an Atréju so positiv und an sich selbst so negativ bewertet, gar nicht in entscheidendem Maße ankommt. Schon gar nicht auf Äußerlichkeiten. Es erweist sich sogar, dass Bastian ab dem Moment, in dem er sich in einen gut aussehenden Prinzen verwandelt, damit beginnt, arrogante, überhebliche und eigensinnige Entscheidungen zu treffen. Solche Äußerlichkeiten haben also keinen entscheidenden Einfluss darauf, ob er ein guter Mensch ist oder nicht.
Soweit es die innere Haltung angeht, sind Bastian und Atréju eine Gesamtpersönlichkeit, in der jeweils beides steckt. Mut und Mutlosigkeit, Entschlossenheit und Zögern, Durchhaltevermögen und Aufgeben. Hier kommt es lediglich auf die innere Haltung an, mit der man sein Leben gestaltet. Die Kraft, so zu sein, wie er sein möchte, die Möglichkeit, so zu werden wie Atréju, steckt bereits in Bastian. Um dies zu erreichen, muss nichts weiter tun, als seine eigene Einstellung zu verändern.
Caírons Zweifel Atréju betreffend erweisen sich als unbegründet. Ihm, einem scheinbar lebensunerfahrenen Kind, gelingt es nicht nur, die ihm gestellte Aufgabe überzeugend zu lösen, er ist sogar der einzige, der sie zu lösen vermag. Dies gilt auch für Bastian. Kein Phantásier kann Phantásien vor dem Nichts retten. Das kann nur er, denn nur als Menschenkind ist er in der Lage, der Kindlichen Kaiserin einen neuen Namen zu geben, und dazu benötigt er genau die Fähigkeit, die seine Umwelt an ihm verachtet, seine Phantasie, die Gabe, Geschichten ersinnen zu können und Namen.
Wichtig ist auch der Hinweis, dass Atréju verwundert reagiert, wie leicht es ihm fällt, das Tor zu durchschreiten, wo so viele andere die Begegnung mit ihrem wahren Ich nicht ertragen konnten. Von Atréju erfährt Bastian also nicht die Ablehnung, die er von anderen gewohnt ist. Atréju ist frei von Voreingenommenheit und von Vorurteilen. Dieser Seelenzustand manifestiert sich vor dem Ohne Schlüssel Tor als Willenlosigkeit, die wie ein Gedächtnisverlust erscheint. Atréju benötigt genau diese Absichtslosigkeit, um das Tor überhaupt durchschreiten zu können. Es ist also ein unverstellter, unvoreingenommener Blick, der diesen (und auch andere) Wege zu öffnen vermag. In dieser Situation ist nun nicht mehr Atréju der Handelnde, sondern Bastian. Er greift in die Geschichte ein, indem er Atréju einen „Befehl“ gibt, nicht aufzugeben, den dieser befolgt. Atréju und Bastian brauchen einander, um zum Erfolg zu gelangen. Denn ohne Bastians Befehl wüsste Atréju nicht, welchen Weg er beschreiten muss. Zugleich aber kommt auch Bastian ohne Atréju als Führer nicht von der Stelle. Er hat zwar erkannt, welches der richtige Weg ist. Doch hat er noch nicht die Kraft, ihn selbst zu gehen. Stattdessen entsendet er mit Atréju seine eigene, alternative Persönlichkeit, um diese Aufgabe zu lösen. In der materiellen Welt müsste er Kraft investieren, Risiken eingehen, doch im Reich der Phantasie kann er sein, was er sein möchte, ohne sich dies erarbeiten zu müssen. Atréju handelt an seiner Stelle, so, wie er es am Ende des Buches tut, um Bastian die Rückkehr in seine eigene Welt zu ermöglichen.
Bastian verhilft Atréju dazu, das letzte Tor zu durchschreiten. Am Ende des Romans revanchiert sich Atréju dafür, indem er Bastian ermöglicht, das Tor zurück nach Hause zu durchqueren. Allerdings wird Atréju dafür die weitaus schwierigere Aufgabe aufgebürdet, denn er muss alle Geschichten zu Ende bringen, die Bastian in Phantásien begonnen hat.
Bastian und Atréju charakterisieren also zwei Facetten der gleichen Persönlichkeit, wie sie unterschiedlicher nicht sein könnten. Im Verlaufe der Geschichte kommen sie jedoch immer wieder in Situationen, in denen sie nur bestehen können, wenn diese unterschiedlichen Aspekte gemeinsam handeln (Überwindung des Ohne-Schlüssel-Tors; Atréju muss Bastian nach Phantásien führen, doch nur Bastian kann der Kindlichen Kaiserin einen Namen geben; nur Bastian kann Phantásien mit seinen Wünschen neu beleben, doch er braucht Atréjus Hilfe, um nach Hause zu finden). Bastian wird am Ende also zu der Erkenntnis angeregt, dass er nur unter Einsatz aller Facetten seiner Persönlichkeit erfolgreich sein kann, auch und vor allem derer, die er für eine Schwäche hält und so verzweifelt abzulegen versucht. Künftig gelingt es ihm, das gesamte Potenzial zu nutzen, das in ihm steckt.
Ein anderes Beispiel für zwei extrem unterschiedliche Facetten derselben Persönlichkeit, die aber nur gemeinsam bestehen können, findet sich in Kapitel XIII bis XV mit Perelin, dem Nachtwald, und Graógramán, dem Bunten Tod.

##### Stationen einer depressiven Psychose
Die „Große Suche“, auf die sich Atréju begeben muss, um Phantásien zu retten, weist alle Stationen einer Heldenreise auf und ist ein Motiv, das in der Fantasy-Literatur gerne unter der Bezeichnung „Quest“ oder „Queste“ verwendet wird. Im Grunde genommen ist das Questenmotiv aber sehr viel älter und geht zurück auf die Odyssee, den Parzival und andere große Werke der Weltliteratur. Atréjus Beschreibung und seine Suche spielen auf bekannte Motive an, haben Bezüge zu Abenteuergeschichten, so wie Bastian sie liebt. Dies ist konsequent, da Atréjus eigentliche Aufgabe darin besteht, Bastian nach Phantásien zu führen, einen Bezug zu ihm herzustellen. Ende schreibt zum Thema Quest: „Jeder verwandelt sich in das, was er sucht.“
Nach Dorothee Ostmeier haben Bastians Abenteuer höchst allegorische Funktion. Die Figuren, denen er begegnet, aber auch die Landschaften, die er durchstreift, knüpfen die Spannung zwischen Alltagsrealität und märchenhaft Phantastischem an psychologische und philosophische Problemkonstellationen. Dargestellt werden die Spannungen zwischen Lüge, moralischer Dekadenz und Wahrheit, Verblendung und Sehen, Alltagsbanalität und Wunder, Krankheit und Vitalität, Leben und Tod.
Als Atréju seine Große Suche beginnt, zeichnet Ende mit dem Verlauf der Landschaften die Stationen einer depressiven Psychose nach. Von den „Sümpfen der Traurigkeit“ gerät Atréju in das „Land der toten Berge“ und steht dort schließlich vor dem „tiefen Abgrund“. Dort, wo alle Emotion abgestorben ist, scheint Atréju keine echten Handlungsalternativen mehr zu haben, denn jede Wahl, die er trifft, der Sprung in den Abgrund oder der Biss durch Ygramul, führt ganz offensichtlich zum selben Ergebnis: seinem Tod. Dieser erscheint zudem in sich ständig wandelnder, vielfältiger Gestalt, und wirkt damit umso unvermeidlicher. Dadurch wird Atréju der Blick darauf verstellt, dass es eben doch einen Ausweg gibt. Auch Bastian glaubt, in eine ausweglose Lage geraten zu sein, dass er den Schulspeicher nie mehr verlassen kann, weil er seinem Vater nach all den Enttäuschungen nicht auch noch die Schande des Buchdiebstahls zumuten könne.
Einmal mehr erscheint Atréju als Komplementärfigur zu Bastian. Er reist durch Länder, die Bastians verdunkeltes Seelenleben widerspiegeln, und droht schließlich, genau wie Bastian selbst, durch die scheinbare Ausweglosigkeit der Situation zu scheitern, in den Abgrund gerissen zu werden. Atréjus Pferd Artax’ kann diesem Sog, diesem Drang, dieser unwiderstehlichen Todessehnsucht, der auch Bastian entgegensteuert, nicht entfliehen. Als sich das Pferd von der Traurigkeit übermannen lässt, läutet dies seinen (sinnlosen) Untergang ein. Artax’ Tod zeigt, dass der Verlauf des eigenen Lebens maßgeblich davon abhängt, wie man es selbst empfindet und mit welcher Einstellung man ihm begegnet. Sein Tod wird durch seine innere Haltung, seine Gefühle verursacht.
Thomas Kraft zeigt dabei eine Parallele zwischen der Unendlichen Geschichte und einer Zeichnung von Michael Endes Vater Edgar Ende namens Das Pferd von 1947 auf. Diese stellt einen Jüngling dar, der sein Pferd verzweifelt am Hals umklammert, weil er bereits tief in einen Fluss versunken ist. „Michael Ende kehrt dieses Bild nur um, indem er Atréju mit seinem Pferd Artax in der Traurigkeit schickt und Artax im Morast den Lebensmut verliert und versinkt.“
Mit der uralten Morla begegnet Atréju ein Wesen, das ganz so ist wie Bastian: Es redet mit sich selbst, es ist die verkörperte Beziehungslosigkeit. Und es zeigt, wohin Bastians Weg führt, wenn er endgültig an seinen Problemen verzweifelt, statt eine Lösung für sie zu finden und in seinem Leben einen Sinn zu erkennen. Morla hat sich selbst aufgegeben und kann deshalb nur noch ihren Tod herbeisehnen. Diesen Weg hat auch Bastian eingeschlagen, der bereit ist, alles aufzugeben, was ihm noch bleibt, auch sich selbst.
Atréjus Entschlossenheit bietet dazu ein Gegenmodell an, einen Ausweg, der allein auf der eigenen inneren Haltung beruht. Obwohl seine Lage hoffnungslos erscheint, gibt er nicht auf, und so erschließen sich ihm andere, ungewöhnliche Wege, die er bis dahin vollständig übersehen hatte.
Auch für Bastian ist dies das Signal, dass es andere Wege gibt, als sich dem eigenen Schicksal zu ergeben, dass der Mensch die Kraft hat, zu ändern, was ihn zerstört. Die Große Suche erfährt an dieser Stelle einen Wendepunkt. Die düsteren (Seelen-)Landschaften verschwinden und kehren nie mehr zurück. Bastian wird zum ersten Mal eine Vorstellung vermittelt, was es bedeuten könnte, glücklich zu sein, Heilung für seine kranke Seele zu finden. Diese Vorstellung manifestiert sich zunächst im Auftreten Fuchurs, des Glücksdrachen, dann im Erscheinen von Engywuck und Urgl. Die Zweisiedler eröffnen Atréju (und damit Bastian) eine neue, ganzheitliche Weltsicht, die Wissen und Heilung gleichermaßen verheißt.
Auch Fuchur erscheint als ein Symbol dafür, dass der Mensch den Verlauf seiner eigenen Geschichte vor allem durch seine Einstellung zum Leben selbst bestimmt. Atréju entscheidet sich letztlich für den Weg, den eine höhere Macht, verkörpert durch den Glücksdrachen, ihm aufzeigt, und aus dieser Selbstaufgabe und diesem Vertrauen erwächst schließlich die Lösung des Problems. Wie Fuchur Atréju später offenbart, resultiert sein sprichwörtliches Glück aus seinem eigenen, stets optimistischen Wesen. Auch, als er in dem Netz gefangen war und es keine Rettung mehr zu geben schien, hat er sich nicht einen Moment lang aufgegeben. Mit Erfolg, denn indem Atréju Ygramul das Geheimnis entlockt hat, wie man seiner Einflusssphäre entfliehen kann, hat es diesen Weg auch für den Drachen geöffnet und ihm somit das Leben gerettet.
Ende zeigt auf, dass es manchmal vonnötigen ist, einen Umweg zu gehen, um ein Ziel zu erreichen, dass der schwierige und schmerzhafte Weg der richtige sein kann und auch, dass Hilfe zur Selbsthilfe die beste Hilfe ist. Atréju hat keine Macht, um Fuchurs Leben von Ygramul zu fordern. Aber es gelingt ihm, Ygramuls Geheimnis zu lüften und dem Drachen somit die Kraft zu geben, sich selbst zu befreien.
Freundschaft und Loyalität haben sinnstiftende Wirkung. Obwohl Fuchur nicht verpflichtet gewesen wäre, sich an den gleichen Ort zu wünschen, den Atréju gewählt hat, folgt er ihm aus Dankbarkeit und bietet seine Hilfe bei der Großen Suche an. Dieses Verhalten bringt die Rettung für beide. Atréjus Wahl des Ankunftsortes und Fuchurs sprichwörtliches Glück sorgen dafür, dass beiden Heilung zuteilwird.
Auch Bastian steht ein solcher Weg bevor. Der Weg der Wünsche, der ihn dazu führen soll, seinen wahren Willen zu finden, welcher darin besteht, geliebt zu werden und selbst lieben zu können. Und auch er wird am Ende gerettet. Diese Rettung basiert auf den gleichen Prinzipien wie die von Atréju und Fuchur: Selbstaufgabe, um den Blick auf das Wesentliche zu gewinnen (Bastian verliert nahezu all seine Erinnerungen, bis auf die eine, die wirklich wichtig ist: die Erinnerung an seinen Vater), Optimismus und Vertrauen in eine höhere Macht, die Liebe. Genau wie Atréju kommt Bastian nicht zum Ziel, solange er sich für den einfachen Weg entscheidet: solange er die Flucht in seine Phantasien für den Ausweg hält. Nur der schwierige Weg, auf dem er Verantwortung für sich selbst und andere übernimmt, führt ihn letztlich nach Hause. Doch um diesen Weg zu beschreiten, muss Bastian erkennen, dass er nicht durch seine Phantasien, sondern nur durch seinen Wahren Willen (die Liebe) erlöst werden kann.
Der Gedanke, dass Selbstaufgabe, die Überwindung des Ichs, den eigenen Blick befreit und so ermöglicht, die Lösung eines Problems zu sehen, findet sich im Buddhismus und in anderen östlichen Philosophien. Er ist die Basis der meisten Meditationsübungen mit dem Ziel, die künstliche Trennung des Menschen von dem Kosmos, dessen Teil er ist, zu überwinden. Die Absichtslosigkeit, jeden Willen von sich zu lassen, soll durch Meditation erreicht werden und dient dazu, Heilkräfte zu mobilisieren. Für Ende hatte dieser Gedanke der Absichtslosigkeit ganz besondere Bedeutung. Auch Kunst soll heilen, aber nicht, indem sie ihre Leser zu etwas kriegen will, sondern indem sie ihnen einen neuen Blick auf die Realität ermöglicht. Diesen Gedanken verfolgt Ende in den folgenden Kapiteln weiter; Atréju muss völlig frei von jeder Absicht werden, um das „Ohne-Schlüssel-Tor“ durchqueren zu können.
Ende sagt: „Die Unterscheidung zwischen diesseitig und jenseitig ist meiner Meinung nach […] ein unbrauchbar gewordenes Relikt eines vergangenen Denkens. Erst relativ spät im abendländischen Denken hat man die Welt in diese zwei Bereiche eingeteilt. […] Die ursprünglich christliche Vorstellung war […] die, dass das Göttliche sich hier unter den Menschen auf der Erde manifestiert und dass die Welt selbst, die Schöpfung, eine Offenbarung des göttlichen Geistes ist. Wenn man die Welt als eine solche Einheit versteht, dann gibt es […] nicht mehr die Unterscheidung in Diesseits und Jenseits.“ Mensch und Kosmos sind nicht voneinander getrennt, sondern bilden eine Einheit, es geht letztendlich darum, dies auch zu erkennen. Diese Art der Verknüpfung von Diesseits und Jenseits empfindet Michael Ende als Heilmittel.

##### Fernöstliche Einflüsse am Beispiel der vier Ling
Mit der gigantischen Schildkröte Morla und dem Glücksdrachen Fuchur halten die „vier Ling“ (Sìlíng) Einzug in die Unendliche Geschichte. Sie gelten in der chinesischen Mythologie als wohltuende und glücksbringende Wesen. Die „vier Ling“ sind: Einhorn (K'i-lin), Phönix (Feng), Schildkröte (Kuei) und Drache (Lung).
Alle vier treten auf die eine oder andere Weise in der Unendlichen Geschichte auf. Es ist das Horn eines Einhorns, aus dem der Stein Al'Tsahir geschnitten wurde, Phönixe leben im Labyrinthgarten des Elfenbeinturms, nahe bei der Kindlichen Kaiserin, Morla erinnert ein wenig an die Schildkröte Kassiopeia aus Endes Buch Momo, und neben Fuchur und fünf weiteren, namentlich nicht genannten Glücksdrachen spielt in der Unendlichen Geschichte Smärg eine Rolle, ein böser, zerstörerischer Drache. Er verkörpert die europäische Sichtweise auf Drachen, die den Drachen in die Nähe Satans rückt, ihm allerlei Gräuel zuschreibt und sein Schicksal regelmäßig darin sieht, von einem edlen Krieger erschlagen zu werden. Im chinesisch-japanischen Raum hingegen werden Drachen generell mit dem Glück in Verbindung gebracht. Diese asiatische Interpretation des Drachen geht mit Michael Endes persönlichem Glück einher; seine zweite Frau Mariko Satō ist Japanerin.
Die westlich-monistisch-aufklärerische Sichtweise, an der Bastian zu verzweifeln droht, wird an dieser Stelle allmählich in die fernöstlich-dualistisch-romantische Weltsicht überführt, die Ende als die Rettung aus dem Seelendunkel betrachtet.

###### Schildkröte
Schildkröten gelten in vielen Kulturen als Symbole für Unsterblichkeit. In Endes Erzählung „Jim Knopf und die wilde Dreizehn“ gehen der schildkrötenähnliche Schildnöck Uschaurischuum und der Halbdrache Nepomuk gemeinsam daran, den „Kristall der Ewigkeit“ zu erschaffen. Auch nehmen bei Ende Tranquilla Trampeltreu und Momos Kassiopeia den Kampf gegen die Hektik auf.
Ende führt zu seiner Beziehung zu Schildkröten aus:

„Man hat mich des Öfteren gefragt, warum fast in jedem meiner Bücher eine Schildkröte vorkommt. Ich muss zugeben, dass mir diese Tatsache selbst erst durch die Frage auffiel. Eigentlich hat sich die jeweilige Schildkröte (Uschaurischuum, Morla, Kassiopeia, Tranquilla usw.) sozusagen immer ganz von selbst eingestellt, ohne meine Absicht. Aber vielleicht können einige Hinweise auf die Bildersprache der Mythen und Märchen diese Frage wenigstens teilweise beantworten. In der Weltmythologie wimmelt es ja geradezu von Schildkröten. Der Moah der nordamerikanischen Indianer z. B. rettet sich nicht wie der biblische in einem Schiff, sondern auf dem Rücken einer riesigen Wasserschildkröte mit seiner Familie über die Sintflut. Im indischen Mythos steht die Welt auf dem Panzer einer kosmischen Schildkröte. Wenn man das ‚I-Ging‘, das chinesische ‚Buch der Wandlungen‘, aufschlägt, so wird man finden, dass die 64 Ur-Hexagramme, von denen, wie es heißt, alle Schriftzeichen abstammen, von einem vorgeschichtlichen Weisen aus den Mustern auf den einzelnen Platten eines Schildkrötenpanzers abgelesen worden sind. (Wer ‚Momo‘ gelesen hat, wird sich hier vielleicht an Kassiopeias Mitteilungshinweise erinnert fühlen.) Die Beispiele sind fast beliebig vermehrbar. Was mir persönlich an Schildkröten (ich spreche hier von der mediterranen Landschildkröte) so besonders sympathisch ist, das ist: – ihre vollkommene Nutzlosigkeit: Schildkröten haben weder Freunde noch Feinde in der Natur (außer dem Menschen, versteht sich, der ja inzwischen der gefährlichste Feind aller Kreaturen geworden ist, aber er ist kein ‚natürlicher‘ Feind). Sie nützen niemand und sie schaden niemand. Sie sind einfach da. Das scheint mir in einem Weltbild wie dem gegenwärtigen, in dem alles in der Natur vom Nützlichkeitsstandpunkt aus erklärt wird, eine bemerkenswerte und tröstliche Tatsache. – ihre Bedürfnislosigkeit: Schildkröten können mit fast nichts existieren. Täglich ein paar Blättchen, damit kommen sie über Wochen und Monate aus. – ihr Alter: Ich meine damit nicht nur, dass sie im Einzelnen sehr alt werden können, sondern das Alter ihrer Spezies. Es hat sie schon gegeben, als der Mensch noch in Abrahams Wurstkessel schwamm, und es wird sie vermutlich noch geben, wenn wir längst wieder abgetreten sind. – ihr Gesicht: Haben Sie einer Schildkröte schon mal direkt ins Gesicht gesehen? Sie lächelt. Sie scheint etwas zu wissen, was wir nicht wissen. – ihre Form: Das ist der am schwersten zu erklärende Punkt, weil er dem gegenwärtigen Denken ungewohnt ist. Wenn man eine Schildkröte einmal nicht anatomisch, sondern symbolisch betrachtet, also das ins Auge fasst, was ihre Gestalt ausdrückt, dann hat man es eigentlich mit einer wandelnden Hirnschale aus Horn zu tun. Die Hirnschale spielt in den Mythen der Welt ebenfalls eine bedeutende Rolle. Nach der ‚Edda‘ wurde das gestirne Himmelsgewölbe aus der Hirnschale des Ur-Eisriesen gebildet. In der Hirnschale befindet sich die Fontanelle, eine kleine Öffnung nach oben, die beim neugeborenen Kind noch für eine kurze Weile offen bleibt und sich dann nach und nach schließt. Das ist die Erinnerung des physischen Leibes, so sagen einige Quellen des alten Wissens, an eine Urzeit, in der diese Fontanelle des Menschen sein Leben lang offen blieb. An dieser Stelle befand sich ein Organ (man kann seine eigentümliche Form noch jetzt an allen Buddha-Statuen als ‚Frisur‘ sehen), mit dem der Mensch wie träumend über die Welt von Raum und Zeit hinaus, also jenseits des Himmelsgewölbes, wahrzunehmen vermochte. Die Inder nennen es den ‚tausendblättrigen Lotos‘. Vielleicht sind sogar unsere Königskronen noch eine, inzwischen unbewusste, Nachbildung dieses Organs. Bei den Schildkröte ist die Schale geschlossen. Das denkende Ich ist mit sich allein und wird sich seiner selbst bewusst. Mit anderen Worten: Sie trägt ihre eigene kleine Zeit in sich.“

###### Drache
In Europa, Vorderasien und Westasien zählt der Drache als Verkörperung des Bösen und als ein Feind der Gottheiten und Menschen, bis er schließlich im Drachenkampf getötet wird. In der christlichen Mythologie etwa findet sich der Drache als Manifestation des Satans, der gegen den Erzengel Michael streitet; der Drachentöter Georg befreit eine geraubte Jungfrau. In der Alchimie hingegen stehen Drachen für die Naturkenntnisse und für Weisheit; in manchen Kulturkreisen gelten sie sogar als die Schöpfer der Welt. In Ostasien ist der Drache die Verkörperung des Guten, der Weisheit und des Glücks für die Menschen, Mittler zwischen Himmel und Erde. Er steht für das männliche, dynamische und aktive (Yang) Prinzip.
In „Jim Knopf und Lukas der Lokomotivführer“ hat Michael Ende beide Bedeutungen des Drachen, christliche und fernöstliche, miteinander kombiniert. Die böse Drachenfrau Mahlzahn verwandelt sich, nachdem sie überwunden, aber nicht getötet worden ist, in einen „Goldenen Drachen der Weisheit“.
Auch in der Unendlichen Geschichte kommen nicht nur gute Drachen vor: Bastian erfindet den bösen Smärg, der die Prinzessin Oglamár raubt, die daraufhin von Held Hynreck befreit werden muss. Fuchur ist nicht besonders angetan davon, dass Hynreck – nach christlichem Vorbild – den Drachen töten soll: Schließlich, so meint er, sei auch Smärg einer seiner entfernten Verwandten.
In der Gestalt des Drachen zeigt sich wieder eine Grundaussage der Unendlichen Geschichte: Gut und Böse sind nicht leicht zu trennen. Die Glückdrachen verkörpern das Vollkommene Gute und sind doch verwandt mit dem bösen Smärg.
Tiefenpsychologisch steht der Drachenkampf für die Überwindung des Unbewussten, der bösen Elemente in der eigenen Psyche und (bei Jugendlichen) für die Überwindung der Eltern, besonders der Mutter. Der Drachenkampf symbolisiert aber auch die Überwindung der Natur und, im christlichen Kontext, des Aberglaubens. Das ist der wahrscheinliche Grund dafür, dass Geschichten um Drachentöter in Europa sehr häufig sind, während es in der fernöstlichen Sagenwelt, wo der Mensch die Natur nicht überwinden, sondern in Einklang mit ihr leben soll, keinen einzigen Drachenkampf gibt.

###### Phönix
Die mythologische Figur des Phönix, eines bunten Vogels, stammt ursprünglich aus dem alten Ägypten und hat sich von dort weiterverbreitet, etwa über Griechenland nach Europa. Der Sage nach lebte der Vogel Phönix in Arabien. Wenn er sein Ende kommen sah, zündete er sein Nest an, starb in den Flammen und ging aus der Asche verjüngt und schöner als vorher hervor. Der Phönix ist somit eines der nachhaltigsten Symbole für den Zyklus von Tod und Wiedergeburt.
In der Unendlichen Geschichte lebt der Phönix im Labyrinthgarten, der den Elfenbeinturm umgibt, nahe bei der Kindlichen Kaiserin. Sein Nest befindet sich in einer blauen Glockenblume, eine Anspielung auf die Blaue Blume des Romantikers Novalis. Der Phönix stellt also nicht nur einen direkten Bezug zur Romantik her, sondern verweist auch auf die Wiedergeburt der Kindlichen Kaiserin und Phantásiens.
Das Labyrinth, in dem der Phönix lebt, ist ein Sinnbild für Bastians gesamte Odyssee durch Phantásien, durch seine eigene Phantasie. Auf surrealistischen Bildern führen Gänge plötzlich schräg nach oben und gehen ins nächste Stockwerk über. Die Gesetzmäßigkeiten der realen Welt, auch die Dimensionen werden außer Kraft gesetzt. Der Raum ist nur Täuschung, Umwege werden notwendige Stationen, scheinbare Ziele erweisen sich als Sackgassen. Genauso verläuft auch Bastians Weg durch Phantásien.
Die ältesten Labyrinthe stammen vermutlich aus dem Mittelmeerraum. So erzählt die Theseus-Sage vom Labyrinth von Knossos auf Kreta. Dort soll der sagenhafte Minotaurus, ein Hybridwesen aus Mensch und Stier, gefangengehalten worden sein. Nur mit Hilfe eines Fadens, den ihm die Fürstentochter Ariadne gibt, kann der Held Theseus, als er in das Labyrinth eindringt, den Kontakt zur Außenwelt aufrechterhalten und wieder nach draußen finden.
Das berühmteste Labyrinth des Mittelalters befindet sich in der Kathedrale von Chartres (um 1220). Es bedeckt den Boden der Kirche und nimmt die ganze Breite des Mittelschiffs ein. Im Mittelalter symbolisiert das Labyrinth die Wirrungen des Lebens, aus den das Kreuz den Ausweg darstellt.
Labyrinthgänge wie die, die Ende für den Elfenbeinturm beschreibt, hat Giovanni Fontana erst um 1420 in Europa bekannt gemacht. Im Barock sah man darin die Welt verkörpert.
Labyrinthe spielen in verschiedenen Religionen eine Rolle beim Kontakt mit fremden Mächten, mit dem Totenreich ebenso wie mit dem Reich der Elementargeister. In der Antike durchmaß man kultische Labyrinthe tanzend, im Christentum betend und auf den Knien als Symbol der Buße.
Der Kontakt mit einer anderen, unbekannten Welt liegt wahrscheinlich auch dem Labyrinth beim Elfenbeinturm zugrunde. Der Weg zur Kindlichen Kaiserin, ins Herz Phantásiens, gleicht einer Initiation, die jedoch nicht ins Reich der Geister führt, sondern in das der eigenen Phantasie.
Ende hat dabei vor allem fernöstliche Motive im Kopf gehabt. Die fernöstlichen Mandalas sind im Prinzip eine Art Labyrinth. Ende hat sich von ihnen inspirieren lassen. Mandalas werden im asiatischen Raum verwendet, um einen heiligen Ort vom Bereich des Profanen abzugrenzen. Ihm kommt eine rituelle Funktion zu, es dient der Meditation und symbolisiert die Einheit von Makrokosmos und Mikrokosmos. Man kann es einfach auf den Boden zeichnen oder es kunstvoll nachbilden. Die Grundform des Mandala ist ein System konzentrischer Kreise und Quadrate, die nach außen hin abgeschlossen sind. Dies entspricht dem Grundriss eines Palastbezirks, in der Mitte das Schloss, das Labyrinth außen herum. Der Grundriss des Palastes im Mandala gleicht dem des tibetisch buddhistischen Universums. Den Mittelpunkt bildet das Lotoszentrum in Analogie zur Weltenachse, dem Berg Meru. In der Mitte, dem inneren des Lotoszentrums, ist gewöhnlich ein Buddha oder eine Gottheit zu sehen.
Der Palastbezirk um den Elfenbeinturm hat viel mit einem solchen Mandala gemeinsam. Der Turm liegt inmitten des Labyrinthgartens, ist das Herz Phantásiens und ein besonderer Ort. Das Lotoszentrum auf dem Berg Meru, der Weltenachse, findet im Magnolienpavillon auf dem Elfenbeinturm in der Unendlichen Geschichte seine Entsprechung, wobei die Kindliche Kaiserin die Gottheit darstellt. Eine religiöse Bedeutung im engeren Sinne haben der Elfenbeinturm und das Labyrinth allerdings nicht.
Labyrinthe finden sich nicht nur auf dem Weg zum Elfenbeinturm. Auch der Tausend-Türen-Tempel ist eigentlich nur ein einziges Labyrinth. Für einen Augenblick kann sich jede Tür in einen Ausgang verwandeln. Nur, wer sich wirklich wünscht, hinein oder hinaus zu gelangen, schafft es, sich zurechtzufinden.
Der Held entkommt dem Labyrinth nicht durch Berechnung, sondern indem er seinen eigenen Antrieb findet, seinen Wahren Willen. Dazu gehören auch Irrwege, Fehler und falsche Ziele, selbst der wahnsinnige Kampf um den Elfenbeinturm. AURYN weist Bastian den einzigen Weg aus Phantásien: Tu, was du willst!

„Die Quest
Das Labyrinth ist der Körper des Minotaurus. Wenn Theseus von Kammer zu Kammer geht, auf der Suche nach dem Ungeheuer, verwandelt er sich nach und nach in den Minotaurus. Dieser hat ihn sich ‚einverleibt‘. Daher ist es unmöglich, dass Theseus ihn zuletzt tötet, es sei denn, er tötete sich selbst.
Jeder verwandelt sich in das, was er sucht.“

###### Einhorn
Der Stein Al'Tsahir, der aus dem Horn eines Einhorns geschnitten wurde, spielt im Rahmen von Bastians Persönlichkeitsentwicklung eine bedeutende Rolle. Er entsteht aus dem gleichen Wunsch, der auch die Bibliothek von Amargánth erschafft, und wird Bastian gegeben, damit er ihm im Bergwerk der Bilder, das Bastian besuchen muss, um wieder nach Hause zu finden, den Weg leuchten kann. Auch hier zeigt sich die Macht der Namen, denn der Stein beginnt erst zu strahlen, als Bastian ihm seinen Namen gibt. Als Bastian im Bergwerk der Bilder ankommt, steht Al'Tsahir ihm jedoch nicht mehr zur Verfügung, da er die Macht des Steins in einem einzigen Augenblick für einen wesentlich profaneren Wunsch verbraucht hat. Ohne Lichtquelle muss Bastian blind im Bergwerk der Bilder arbeiten, bis er das Bild ertastet hat, das die Verbindung zu seiner physischen Realität darstellt.
Einhörner erscheinen regelmäßig als Geschöpfe des Guten und des Lichts, können Tote zum Leben erwecken oder sind selbst unsterblich. Ihnen wohnen besondere Fähigkeiten inne, nicht selten starke Heilkräfte. Eine bekannte Einhornerzählung ist Peter S. Beagles Roman Das letzte Einhorn, die eine deutliche Parallele zur Unendlichen Geschichte aufweist: Während Bastian die Magie des AURYN erschließt, indem er den Weg der Wünsche geht (Tu was Du willst!), erhält auch der Magier Schmendrick Zugang zur Magie, indem er sie selbst ihre Form wählen lässt (Magie, tu was Du willst!)
Michael Ende über das Einhorn:

„Das Einhorn ist, wie alle wirklichen Symbole, schier unendlich-deutig. Deshalb fällt es mir schwer, Dir hier etwas Konkretes zu sagen, denn ich habe sofort das Gefühl, das Bild damit allzu sehr festzulegen. Sicherlich ist Dir ja die mittelalterliche Anweisung bekannt, wie man ein Einhorn fangen kann: man muss dazu eine nackte Jungfrau an einen Baum binden und zwar so, dass sie vollkommen reglos ist. Dann muss man mit viel Geduld warten, aber schließlich wird das Einhorn herbekommen und seinen Kopf in den Schoss der Jungfrau legen. In diesem Augenblick ist es sanft und zahm und lässt sich fassen. Dieser letzte Punkt ist wichtig, weil es in jeder anderen Situation trotz seiner großen Grazie und Schönheit so wild und stark ist, dass niemand es bändigen kann. Und schon diese Anweisung verrät einiges über die Bedeutung des Einhorns. Natürlich liegt es nur allzu nahe für uns heutige Aufgeklärte, die ganze Sache erotisch zu deuten. Aber damit bleibt man nur im Persönlich-Psychischen Hängen. Die Jungfrau bedeutet in der ganzen älteren Mythologie ein Weltprinzip (Jesus z. B. ist aus der Jungfrau geboren), welches aber auch gleichzeitig in einem der Tierkreiszeichen repräsentiert wird. Die Jungfrau wird bei Paracelsus gleichgesetzt mit dem „Naturlicht“, d. h. einer Art übersinnlicher Substanz, die die gesamte Natur durchdringt und erleuchtet, aber nur für das hellsichtige Auge wahrnehmbar ist. Das Zeichen der Jungfrau wird ja bekanntlich vom Planeten Merkur beherrscht, als dem Planeten des Verstandes. Mithin haben wir es bei der Jungfrau (oder dem Naturlicht) mit einem Prinzip des sozusagen übersinnlichen Verstehens zu tun. Wenn es gelingt, dieses Prinzip in der eigenen Seele vollkommen reglos zu halten, dann nähert sich das Einhorn. Es ist zu zähmen. Übrigens ist das Einhorn ja entfernt mit der Ziege verwandt. Es hat gespaltene Hufe und einen Bart unterm Kinn. Die Ziege ist aber in den Märchen immer das Symbol der Verstandeskräfte (z. B. Der Wolf und die sieben Geißlein). Diese Verstandeskräfte befinden sich dort, wo dem Einhorn das Horn aus der Stirn wächst, also an jenem Punkt über der Nasenwurzel, den der Brahmane sogar mit einem roten Signal bezeichnet. Ich weiß nicht, ob Du Dich je mit den sogenannten „Lotosblumen“ beschäftigt hast. Es handelt sich dabei um die sieben hauptsächlichen übersinnlichen Wahrnehmungsorgane. Eines davon, der zweiblättrige Lotos, ist eben jenes Organ über der Nasenwurzel. Seine vollkommene Entwicklung bedeutet eine Steigerung der Intelligenzkräfte bis zur bildhaften Wahrnehmung geistiger Realitäten. Genau das soll das Bild des Einhorns ausdrücken. Übrigens war in der mittelalterlichen Mystik das Einhorn eben aus diesem Grunde auch ein Bild der Christuskraft.“

###### Weitere fernöstliche Bezüge
Das Motiv des Ohne-Schlüssel-Tors ist ebenfalls der fernöstlichen Mythologie entlehnt. Absichtslosigkeit, jeden Willen von sich ziehen lassen, ist das Ziel der Meditation.
In den beiden Schlangen, die sich in den Schwanz beißen, ist der Gedanke symbolisiert, dass Gegensätze einander bedingen. Diese Annahme ist so alt wie die chinesische Philosophie selbst. Sie findet sich besonders bei Laotse, dem Begründer des Taoismus. Die Schöpfung entsteht durch die Vereinigung der Gegensätze, etwa männlich und weiblich, hart und weich, gut und böse (Yin und Yang).
Der zyklische Charakter der taoistischen Weltanschauung zeigt sich auch in dem Gegensatzpaar Perelín und Goab, deren Leben und Sterben einander bedingen. Dieser Gedanke liegt Phantásien insgesamt zugrunde: Die Kindliche Kaiserin ist ja nicht zum ersten Mal erkrankt. Mit ihr geht Phantásien unter und entsteht wieder neu. Auch dies ist ein Grund, warum der Phönix in der Geschichte nicht fehlen darf. Im hinduistischen Kontext heißt dieser Kreislauf samsara.

##### Die Stimme der Stille – Naturpoesie als Rettung Phantásiens
„Poesie ist die Muttersprache des menschlichen Geschlechts. (…) Reden ist Übersetzen – aus einer Engelsprache in eine Menschensprache, das heißt, Gedanken in Worte, – Sachen in Namen – Bilder in Zeichen (…)“

Nachdem Atréju Bastian an eine neue Art des Weltverständnisses herangeführt hat, symbolisiert durch die Zweisiedler, bei denen sich Kausallogik und romantische Träumerei zu einer sich ergänzenden Einheit verbinden, wird er von dem Gnomenpaar zu den drei magischen Toren geschickt. Diese muss er durchqueren, um das „Südliche Orakel“ bzw. die „Uyulála“ zu erreichen, die ihm entscheidende Hinweise für den Fortgang seiner Suche geben soll.
Jedes der drei Toren verdeutlicht wichtige Prinzipien, die der Unendlichen Geschichte zugrunde liegen.
Das „Große-Rätsel-Tor“ wird von zwei Sphinxen bewacht. In Mythen und Sagen waren Sphinxen schon immer mit Rätseln verbunden. In der Ödipussage kommt eine Sphinx vor, die jeden zerreißt, der ihr Rätsel nicht lösen kann. In der Unendlichen Geschichte senden die Augen der Sphinxen alle Rätsel der Welt aus. Diesen Anblick kann nur eine andere Sphinx ertragen. Das Rätsel-Tor kann man nur überwinden, wenn die Sphinxen die Augen schließen und einen auf diese Weise passieren lassen. Dabei sind sie nicht berechenbar. Manchmal lassen sie die Bösen passieren, die Guten aber nicht. Oder sie lassen nur die vorbei, die nur zum Spaß hierher gekommen sind, und jene, die große Not zum Orakel geführt hat, erstarren. Es ist, wie Ende gesagt hat: Phantásien ist kein moralisches Reich. Das Schöpferische, die Phantasie, sie unterscheidet nicht zwischen Gut und Böse. Genau wie alle anderen Tore kann auch das Große Rätsel Tor nicht durch Wollen überwunden werden. Die Sphinxen sind mit einer gottgleichen Macht ausgestattet, Atréju ist auf ihre Gnade angewiesen. Man kann nicht erzwingen, hindurch gelassen zu werden. Kreativität ist nicht, was man durch seinen Willen erlangen kann, sie wird einem geschenkt.
Das „Zauber-Spiegel-Tor“ konfrontiert Atréju mit seinem „wahren inneren Wesen“. In einem Spiegel erscheint ihm Bastian, der Mit-Leser, wie er mit dem Buch in der Hand auf dem Speicher sitzt. Dadurch wir die Komplementärnatur der beiden Figuren etabliert, Atréju als Bastians Wunschideal, eine Figur, die er phantasiert, um sein Selbstbewusstsein an ihr aufzubauen. Atréjus eigene Identität zerfällt im Augenblick des Spiegelungserlebnisses. Nachdem er durch das Zauber Spiegel Tor getreten ist, ist jede Erinnerung an sich selbst, sein bisheriges Leben, seine Ziele und Absichten verloren. Vor allem aber vergisst er für einen Moment seinen Namen, der ja nach Ende ein wichtiger Identitätsfaktor ist.
Am „Ohne-Schlüssel-Tor“ erklingt die Sphärenmusik, die auch in Momo bereits Erwähnung findet. Eine „singende Stimme, sehr schön und glockenrein und hoch wie die eines Kindes“ hebt zu einem Klagelied an.

„Ach, alles ereignet sich einmal nur,
aber einmal muß alles geschehen.
Über Berg und Tal, über Feld und Flur
werd' ich vergehen, verwehen“

Dies ist der Notruf nach Progression in Phantasien, das vom Kreislauf der ewigen Wiederkehr befallen ist. Die Uralte Morla hatte dies zu erkennen gegeben:

„Wer soviel weiß wie wir, dem ist nichts mehr wichtig. Alles wiederholt sich erst, Tag und Nacht, Sommer und Winter, die Welt ist leer und ohne Sinn. Alles dreht sich im Kreis. Was entsteht, muß wieder vergehen, was geboren wird, muß sterben. Hebt sich alles auf, das Gute und das Böse, das Dumme und das Weise, das Schöne und das Häßliche. Ist alles leer. Nichts ist wirklich, Nicht ist wichtig.“

Der Kreis der ewigen Wiederkehr steht im Zusammenhang mit seiner Unwirklichkeit. „Ist doch alles nur Schein“, umschreibt die Uralte Morla das Problem und deutet damit auf die Krankheit Phantásiens hin, nämlich das Nichts, das sich ausbreitet, weil es als „Scheinhaftes“ von der „Menschenwelt“ isoliert ist.
Nur ein neuer Name für die Kindliche Kaiserin könne ihre Krankheit heilen. „Ihr Dasein bemißt sich nicht nach Dauer, sondern nach Namen. Sie braucht einen neuen Namen, immer wieder einen neuen, (…) kein Wesen in Phantásien kann ihr einen neuen Namen geben. Darum ist alles umsonst.“
Bastian fühlt sich betroffen.

„‚Seltsam‘, sagte er laut, ‚daß kein Wesen in Phantásien der Kindlichen Kaiserin einen neuen Namen geben kann.‘

Wenn es darauf ankam, einen Namen zu erfinden, dann hätte Bastian ihr vielleicht helfen können. Darin war er groß. Aber leider war er eben nicht in Phantásien, wo seine Fähigkeiten gebraucht wurden und ihm vielleicht sogar Sympathie und Ehre eingetragen hätten.“

Das Große Spiegel Tor weist auf Endes Ideal der Absichtslosigkeit hin. In Endes poetischem Denken spielt die Absichtslosigkeit eine entscheidende Rolle. Absichten stehen seiner Meinung nach dem kreativen Prozess im Wege. Nachdem Atréju jede Absicht vergessen hat und es fertigbringt, „gar nicht zu wollen“, wie es ihm die Zweisiedler empfohlen hatte, kann er hindurchtreten. Doch um das fertigzubringen, braucht er die Hilfe Bastians, seines komplementären Ichs.
Uyulála, die Stimme der Stille, das ist jenes romantische Lied der Natur, das abzubrechen droht, wenn es nicht gehört wird („werd ich vergehen“). In ihr manifestiert sich die Naturpoesie, die sich in Reimen mitteilt. Unter einem Dichter verstehen die Romantiker einen Sänger, dessen Lied von der Natur abgeleitet ist, nicht einen gebildeten Rhetoriker. Er übersetzt dies Naturpoesie gleichsam in seine eigenen Verse.
Analog dazu fordert Uyúlala Atréju auf, in Reimen mit ihr zu sprechen. Findet sich bei Novalis und Eichendorff das Lied der Natur, so offenbart sich die Stimme der Stille als ein Raunen, das Atréju wie einen Hauch umweht, sich entfernt und plötzlich wieder erklingt, wenn Atréju seine Frage stellt. Uyulála bleibt unsichtbar: „Denn mein Leib ist Klang und Ton, hörbar nur allein, diese Stimme selber schon ist mein ganzes Sein.“
Atréju erfährt hier, warum Phantásien vom Nichts befallen ist und worin die Krankheit der Kindlichen Kaiserin besteht:

„Wir sind nur Figuren in einem Buch,
und vollziehen, wozu wir erfunden.
Nur Träume und Bilder in einer Geschicht',
so müssen wir sein, wie wir sind,
und Neues erschaffen – wir können es nicht.“

Jemand von den Bewohnern der Äußeren Welt müsse gefunden werden, von den „Adamssöhnen“ und „Evastöchtern“, den „Blutsbrüdern des Wirklichen Willens“.

„Sie alle haben seit Anbeginn
die Gabe, Namen zu geben.
Sie brachten der Kindlichen Kaiserin
zu allen Zeiten das Leben.
Sie schenkten ihr neue und herrlichen Namen
doch ist es schon zu lange her,
daß Menschen zu uns nach Phantásien kamen.
Sie wissen den Weg nicht mehr.
Sie haben vergessen, wie wirklich wir sind
und sie glauben nicht mehr daran.“

Das Orakel erwähnt also, dass die Menschen nicht mehr an Phantásien glauben, weshalb die Kindliche Kaiserin und ihr Reich zu verschwinden beginnen. Mit seiner Ungläubigkeit hilft Bastian dem Nichts somit indirekt bei seiner Verbreitung.
Novalis hatte formuliert:

„(…) Und man in Märchen und Gedichten
Erkennt die wahren Weltgeschichten.
Dann fliegt vor Einem geheimen Wort
Das ganze verkehrte Wesen fort.“

„Bastian wird das Zauberwort treffen, das Novalis meinte, der Kindlichen Kaiserin einen neuen Namen geben, und, wie auch schon Momo, als Soter, als Heilsbringer und neuer Messias, der ‚die Wasser des Lebens‘ mitteilt, erscheinen. In Phantásien eingekehrt, wird er, wie Christus, auf einer Mauleselin reiten…“

##### Biblische Bezüge
Bastian wird von der Mauleselin Jicha erkannt. Diese erinnert an das Reittier des Bileam, das eine größere Weisheit zeigte als sein Reiter; zumal war ein Esel das Reittier eines Messias in der Bibel, wie bereits die Palmsonntagsgeschichte zeigt.

### Primärliteratur
- Michael Ende: Die unendliche Geschichte. Von A bis Z mit Buchstaben und Bildern versehen von Roswitha Quadflieg. Thienemann Verlag, Stuttgart 1979, ISBN 3-522-12800-1.
- Michael Ende: Michael Endes Zettelkasten, Skizzen und Notizen. Stuttgart 1994.

### Sekundärliteratur
- Klaus Berger: Michael Ende. Heilung durch magische Phantasie. Mit einem Vorwort von Ulrich Skambraks. Verlag und Schriftenmission der Evangelischen Gesellschaft für Deutschland Wuppertal, 1985, ISBN 3-87857-203-4.
- Alwin Binder: Michael Endes „Unendliche Geschichte“ als, Schule der Phantasie’? In: Diskussion Deutsch. 86. 1985. S. 585–598.
- Roman und Patrick Hocke: Michael Ende, Die unendliche Geschichte. Das Phantásien-Lexikon. Thienemann-Verlag, Regensburg 2009, ISBN 978-3-522-20050-9.
- Kindlers neues Literatur-Lexikon; München 1989; ISBN 3-463-43005-3.
- Zeit-Zauber. Unser Jahrhundert denkt über das Geheimnis der Uhren nach. Franz Kreuzer im Gespräch mit Michael Ende, Bernulf Kanitscheider. Franz Deuticke Verlagsgesellschaft m. b. H., Wien 1984, ISBN 3-7005-4518-5.
- Wilfried Kuckartz: Michael Ende. „Die unendliche Geschichte“. Ein Bildungsmärchen., Verlag Die blaue Eule, Essen 1984.
- Agathe Lattka, Wiederkehr der Romantik? Eine Untersuchung. Michael Endes Roman „Die unendliche Geschichte“. 2005.
- Marcus Schnöbel: Erzählung und Märchen. Untersuchung zu Michael Endes „Die unendliche Geschichte“. (PDF; 1,2 MB). enthält eine ausführliche Literaturliste zu weiterer Sekundärliteratur.
- Christian von Wernsdorff: Bilder gegen das Nichts. Zur Wiederkehr der Romanik bei Michael Ende und Peter Handke. Verlag Schampel und Kleine Neuss, Aachen/Düsseldorf/Neuss 1983.